# Art khmer
L'art khmer est issu d'un vaste territoire s'étendant sur une grande partie de la péninsule indochinoise. Au XIIe siècle, lors de la plus grande expansion de l'empire khmer, il était pratiqué dans le Cambodge, le Vietnam du Sud, le Laos, la Thaïlande et le sud de la Birmanie (Myanmar). Le centre de cet empire étant Angkor, l'art de la période, du Xe au XIIIe siècle est nommé « art angkorien ». Auparavant, l'art pré-angkorien est apparu au sud du Vietnam et au sud du Cambodge au début de notre ère mais on n'en conserve actuellement que des témoins à partir du VIe siècle. La culture khmère s'est poursuivie après la chute d'Angkor au XIVe siècle et les formes anciennes fusionnent alors avec d'autres traditions venues du Siam (royaume d'Ayutthaya) qui occupe le Cambodge. Cet art post-angkorien est encore bien vivant jusqu'au XVIe siècle.

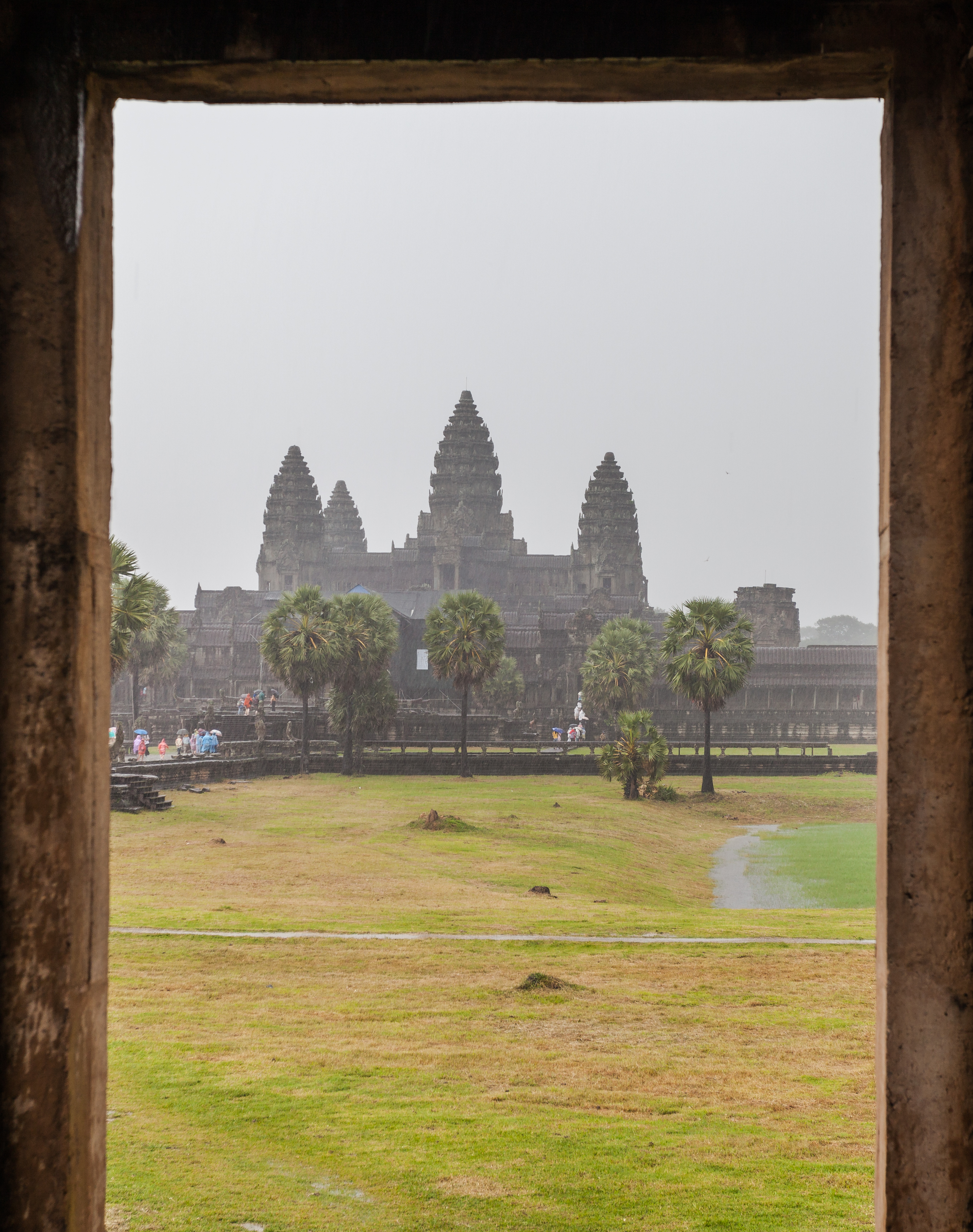
Angkor Vat
depuis la porte de l'Éléphant.

## Généralités
L'art khmer, du moins ce qui en subsiste, est toujours un art religieux, à quelques exceptions près. Cependant, il ne se limite pas à celui qui a fleuri au cours de l'empire d'Angkor (IXe – XIIIe siècle), qui est son époque classique. L'art de la période qui précède, dite « pré-angkorienne » (VIe – VIIIe siècle), témoigne de la fusion entre les cultes locaux et ceux originaires du monde indien (sous-continent indien et Asie du Sud-Est). La plupart des monuments et de leurs sculptures conservées relèvent donc de religions pratiquées dans ces régions : l'hindouisme (dont le shivaïsme) et les divers courants du bouddhisme (Theravada et Mahayana). Par ailleurs, grâce à leur commerce avec la Chine les Khmers se sont approprié l'art de la céramique en grès. Et, enfin, une recherche savante portant sur la musique khmère s'est récemment centrée sur les instruments anciens.
Les religions d'origine indiennes, essentiellement figuratives, ont été adoptées par l'élite khmère, dont le pouvoir se trouvait ainsi renforcé. Mais elles ont été assimilées en partant des croyances locales, celles relatives aux montagnes et aux arbres,, entre autres.
L'architecture des temples, leur décor de bas-reliefs et les statues constituent l'essentiel de l'art khmer avec les bronzes, bien plus rares. Cependant les stèles et les linga, comme tous les objets du culte qui sont les témoins de la pensée et des pratiques du peuple khmer conduisent à replacer les formes issues des pratiques artistiques dans leur contexte culturel initial, que la recherche tend à reconstituer patiemment.
Le site d'Angkor au sein de la forêt cambodgienne a focalisé à juste titre l'attention, dès la découverte de la culture khmère ancienne par des explorateurs, photographes et scientifiques courageux. De nombreux temples, dont Angkor Vat, le Bayon d'Angkor Thom, et bien d'autres témoignent de la majesté de l'empire khmer aux IXe – XIIIe siècles. Mais les monuments khmers sont innombrables au Cambodge. La forêt y a eu un effet double, elle a certes participé à l'effondrement de cette architecture, à la stabilité fragile, mais elle a aussi protégé les matériaux contre les violents écarts de température et d'humidité qui alternent au Cambodge. Sa présence protectrice est prise en compte dans la conservation des monuments reconstruits et restaurés par les efforts des cambodgiens et d'organismes essentiels tels que l'École française d'Extrême-Orient depuis le début du XXe siècle.
Les années 2000 sont marquées par les recherches effectuées sur le site totalement pillé et abandonné de Koh Ker. Elles ont permis, à partir de milliers de fragments, de reconstituer en images tridimensionnelles non seulement la plus monumentale statue de l'art khmer, mais aussi de l'intégrer à plusieurs ensembles de statues conservées ou non. Certaines sont des statues dispersées à travers le monde dans des collections publiques et privées, d'autres n'existent que par des dessins ou des photographies anciennes. La reconstitution de ces ensembles s'est avérée possible. Le principe de l'intégration d'une statue à un ou plusieurs ensembles liés à leur emplacement d'origine permet de comprendre le sens de chaque pièce au sein de la mise en scène d'origine et de saisir leur « puissance d'effet ». La scénographie des représentations divines dans l'art khmer apparait en lien avec l'instauration du culte du nataraja, lorsque le pouvoir royal resserre étroitement ses liens avec le religieux. L'appréhension de ces ensembles intègre donc aussi tout le dispositif architectural et même paysager, comme la gestion ancienne de l'eau, sacrée, reconstituée à l'aide du lidar. L'épreuve de Koh Ker apparait ainsi comme un moment essentiel dans la nouvelle recherche en histoire de l'art.

## Découvertes auXIXesiècle

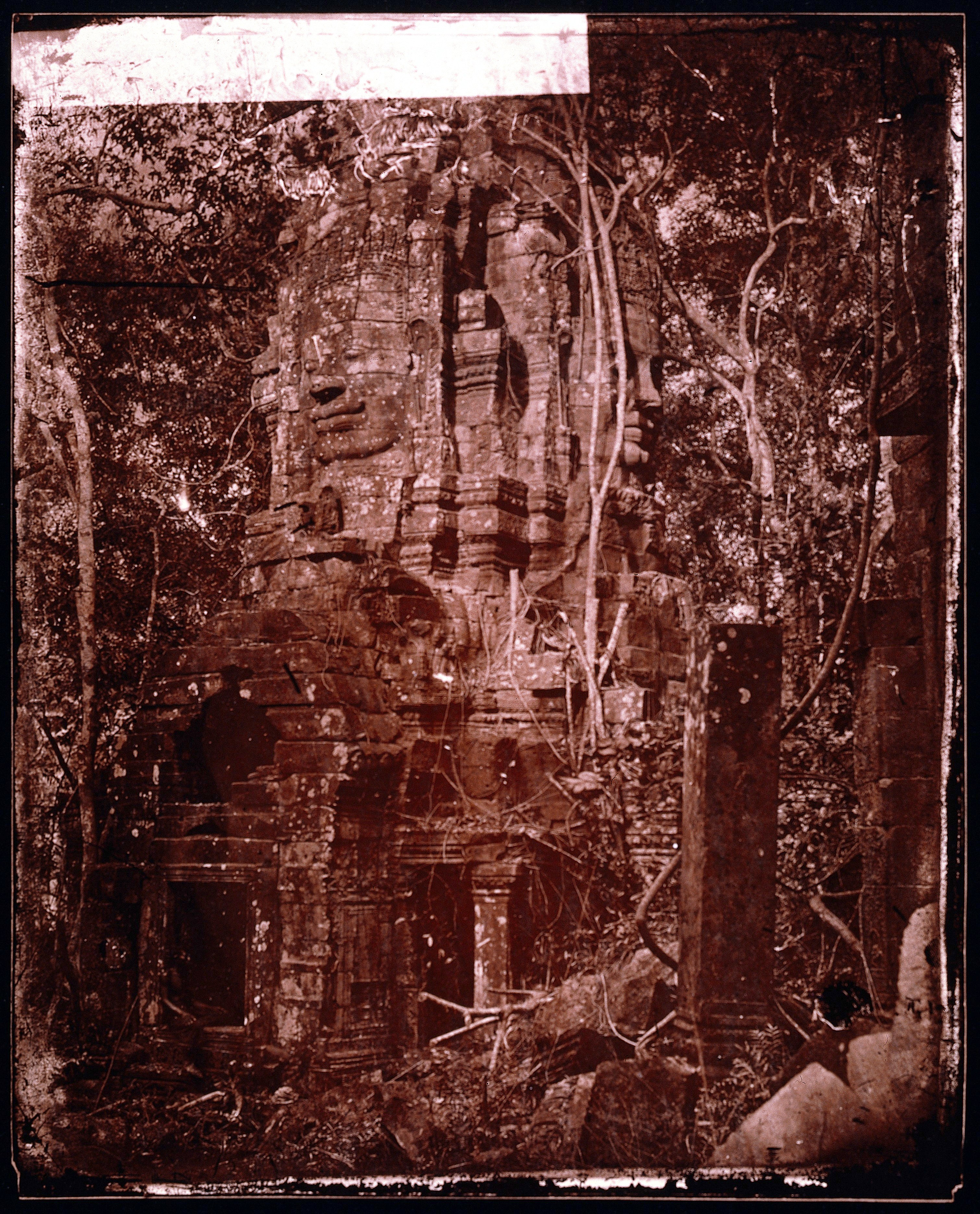
John Thomson, 1866. Tirage à l'albumine[9] d'après un négatif verre au collodion. Le Bayon
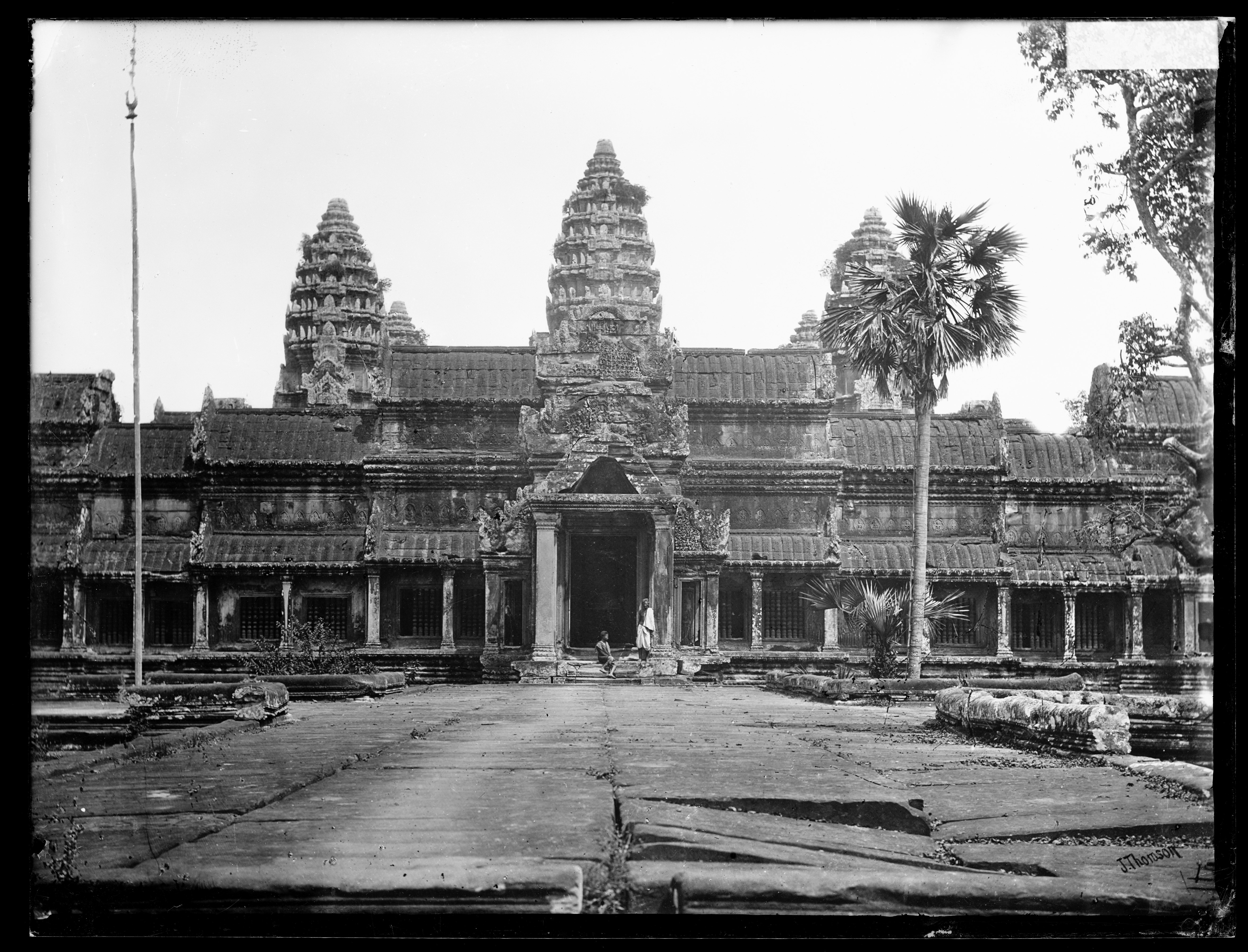
John Thomson, 1866. « Nakhon Thom » (Angkhor Vat), d'après un négatif-verre au collodion
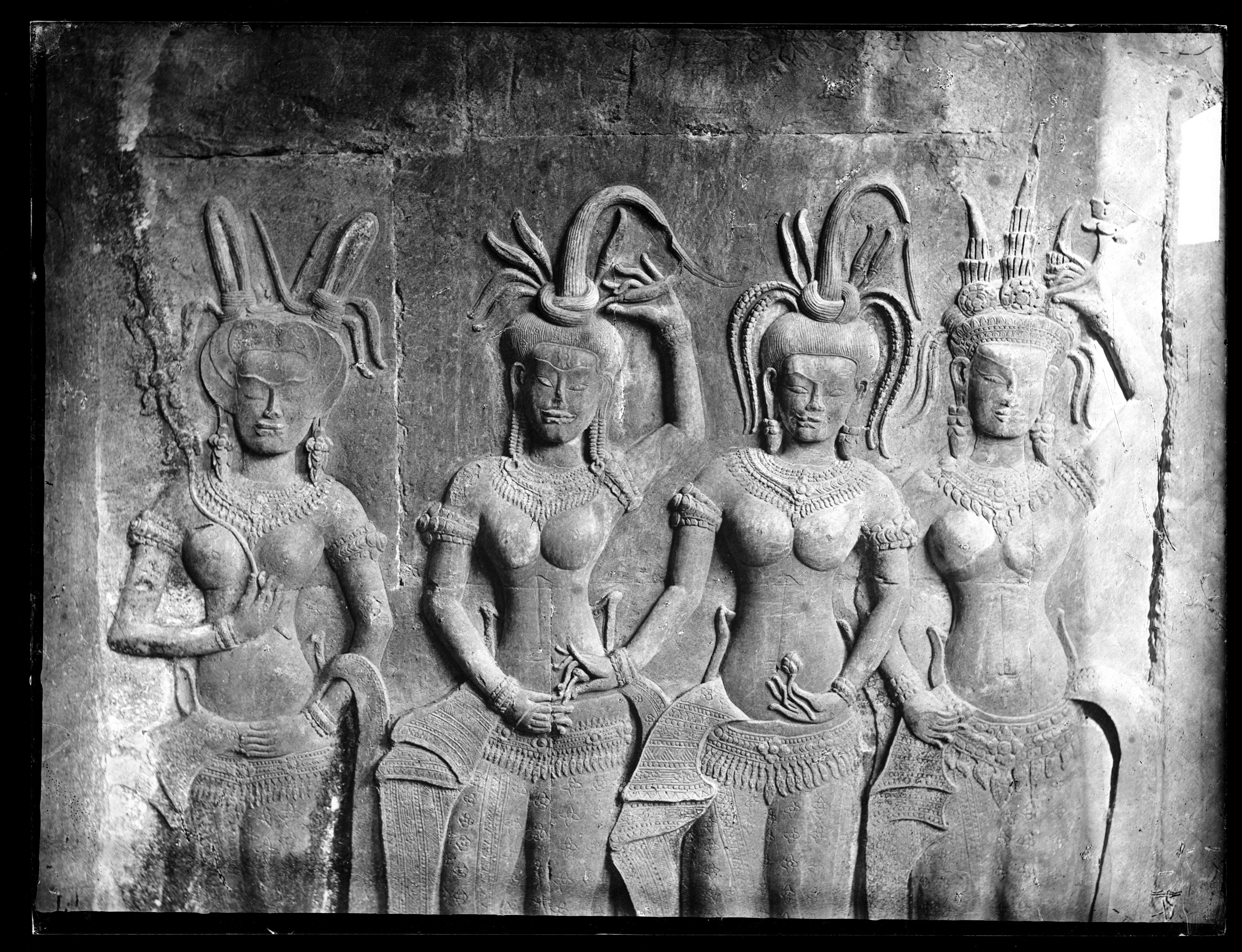
John Thomson, 1866. « Divinités des murs »[11]. Angkor Vat
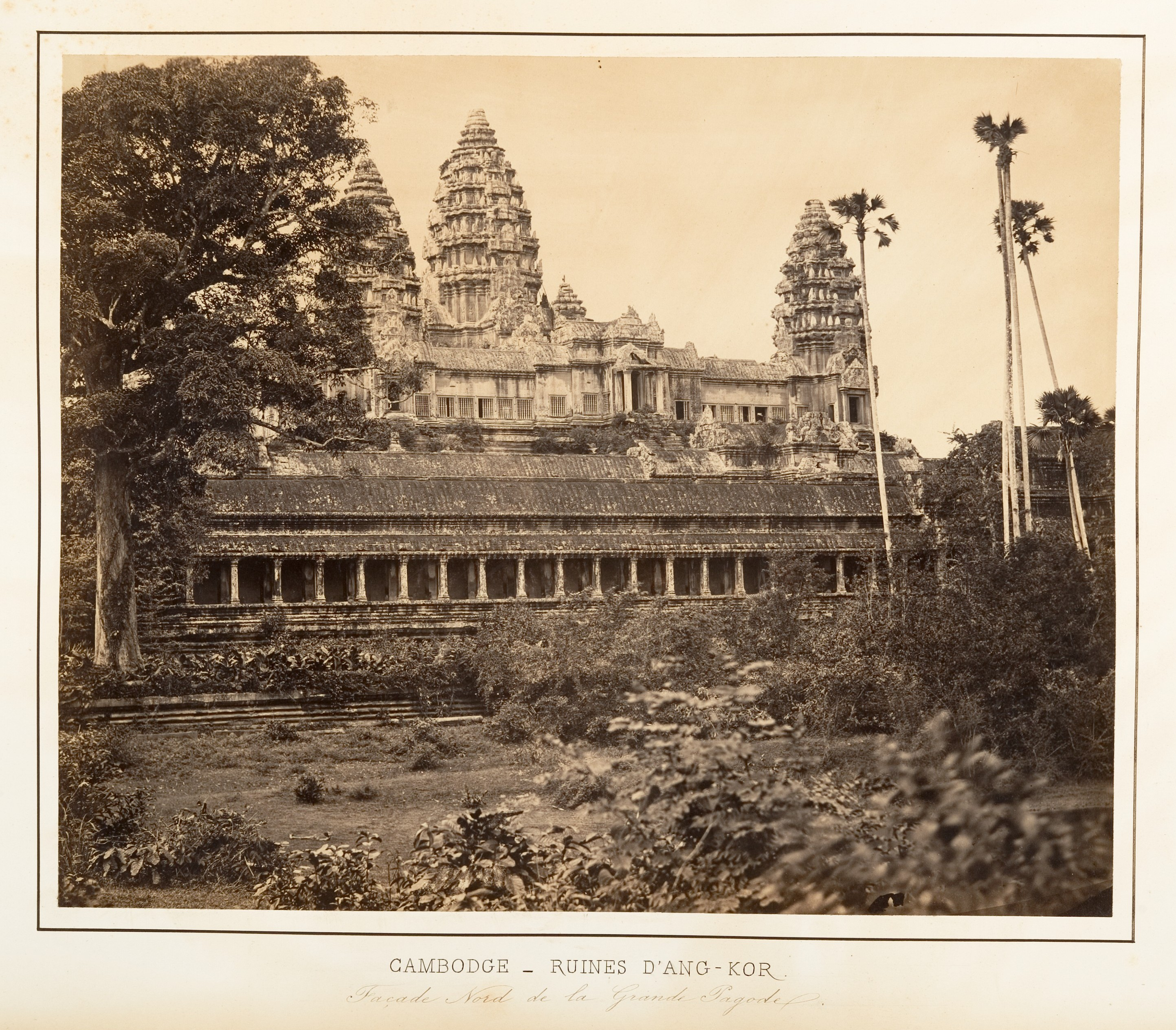
Émile Gsell. 1866. Façade Nord d'Angkor Vat. Épreuve à l'albumine d'après un négatif verre au collodion. L. 31 cm. Met

Jusqu'au milieu du XIXe siècle la France ignorait quasiment tout du Cambodge.

Durant l'hiver 1859-60, le naturaliste et explorateur Henri Mouhot (1826-1861) quitte le Royaume-Uni, où il vivait, et découvre les ruines d'Angkor Vat, envahies par la forêt. Mais il passe à côté du Bayon, le temple aux visages, sans le voir tant la forêt est épaisse et le temple oublié. La description enthousiaste qu'il fait publier en 1863 va entrainer d'autres explorateurs et voyageurs dans son sillage. En 1866, le photographe-explorateur écossais John Thomson, inspiré par la relation de Mouhot, est probablement le premier à prendre des photographies d'Angkor. Ses vues pourraient d'ailleurs illustrer les impressions fortes de Henri Mouhot, où l'architecture émerge à peine de la végétation luxuriante et envahissante, et par la beauté des bas-reliefs, avec de puissants effets d'ombres profondes et de lumières aveuglantes. Thomson est suivi, trois mois après, par le photographe français Émile Gsell dont le regard prend beaucoup plus de distance, rend compte du gigantisme d'Angkor. Le premier album d'Émile Gsell, rentré à Paris, est aussitôt offert à l'impératrice Eugénie, dès 1867. Le Cambodge est alors Protectorat français depuis 1863.

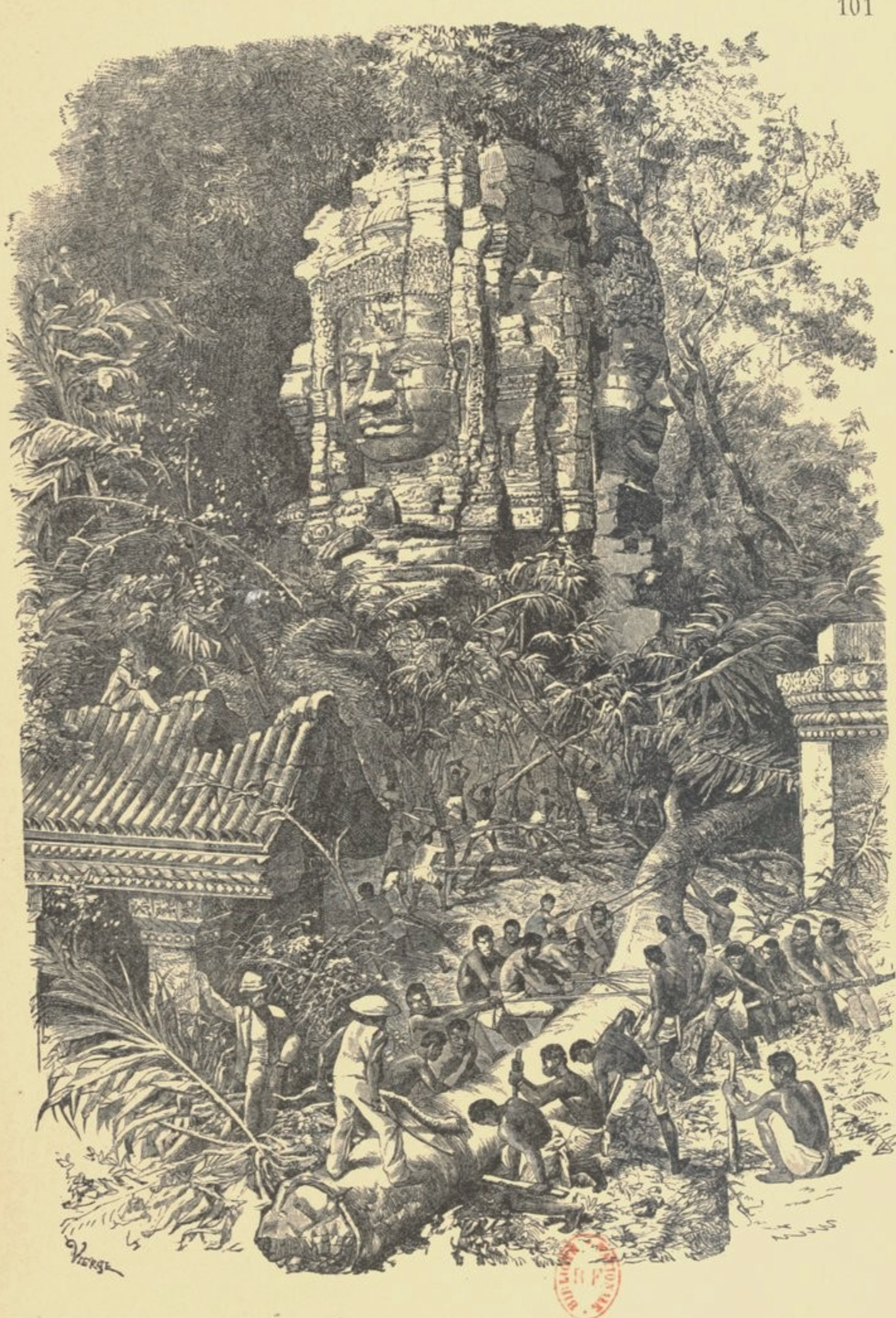
« Ruines d'une tour » [du Bayon]. Louis Delaporte, Voyage au Cambodge: L'architecture khmer. 1880[14].
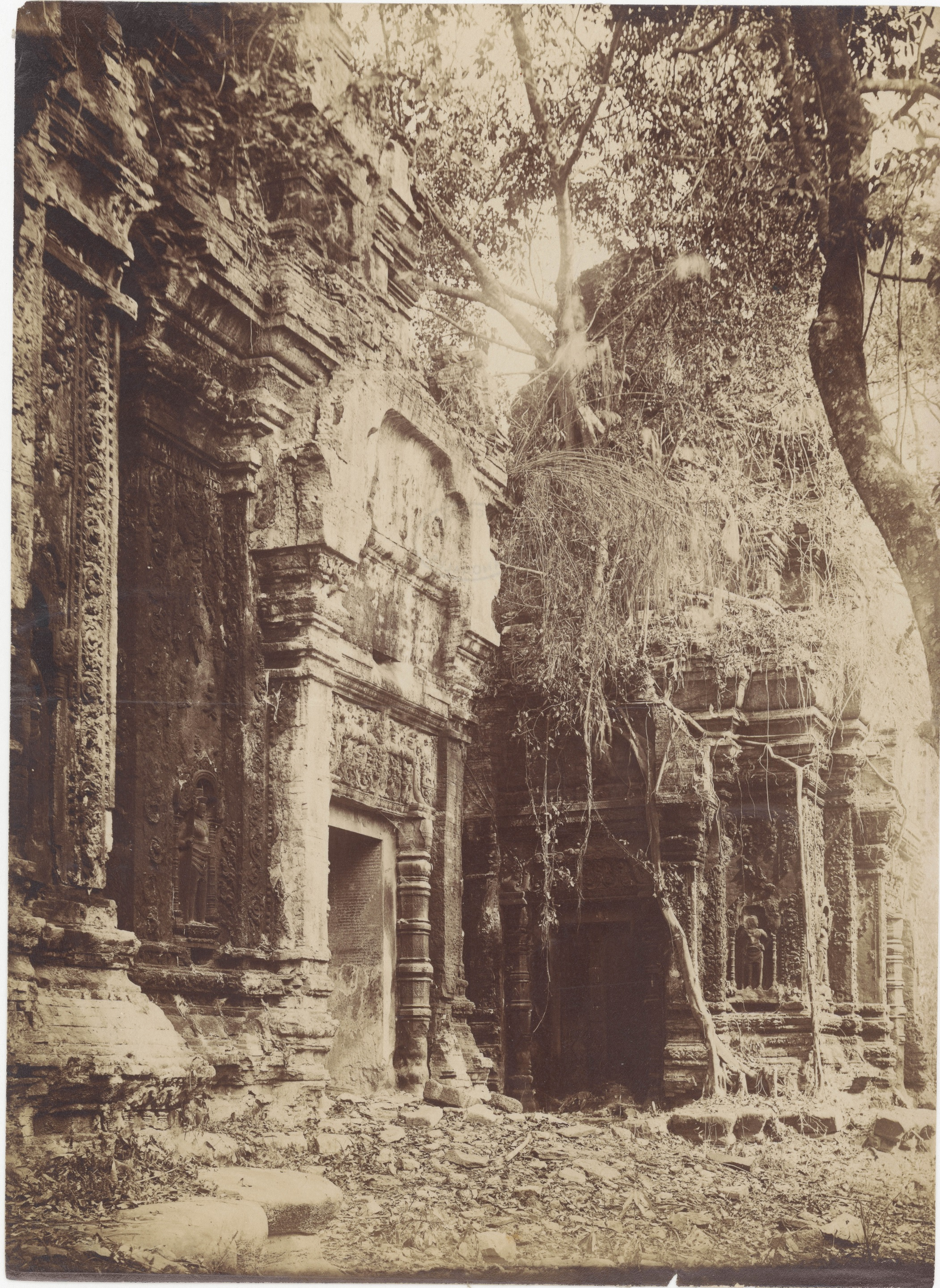
Lucien Fournereau, 1888. « Photographie de Angkor ». Archives Nationales: Archives Fournereau  F-17-2967.jpg
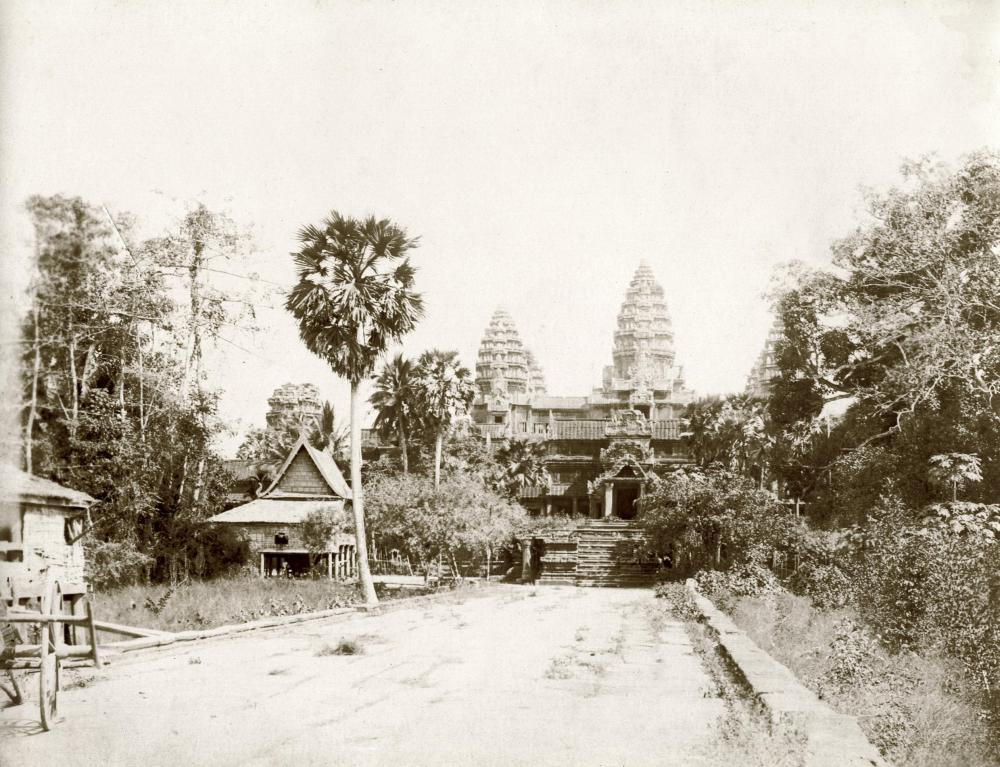
J.G. Mulder (1886-1922). « Angkor Vat », 1900-1910

Dans le cadre des prétentions coloniales de la France avec sa Mission d'exploration du Mékong (1866-1868) le jeune Louis Delaporte, simple enseigne de vaisseau de 1re classe, est recruté pour ses talents de dessinateur, aquarelliste. Dès qu'il découvre l'art des Khmers, il le voit comme étant celui des « Athéniens de l’Extrême-Orient ». Il est ébloui par l'ensemble du monument. Les relevés qu'il effectue ensuite lui donnent l'occasion de voir le plan des édifices qu'il dessine. Ce qu'il qualifie de « classique » ce sont des lignes orthogonales, jusque dans le détail, qui contrastent cependant très nettement avec une décoration exubérante, quand il dessine les quatre faces de ces mêmes édifices. Angkor Vat est, alors, l'un des rares monuments d'Angkor à être encore en activité. Il est accessible et offre quelques vues dégagées. Mais la forêt s'étend partout, autour. La relation de ses voyages de 1866, 1867 et 1868 est communiquée en France par son coéquipier, l'officier de marine et explorateur Francis Garnier, dans la revue de géographie hebdomadaire Le Tour du monde en 1870-1871 et 1873. Le succès des articles et des gravures est immédiat. De retour au Cambodge en 1873, Delaporte affine ses relevés et fait réaliser des moulages de bas-reliefs et des estampages de stèles inscrites. Il rapportera aussi une collection de sculptures qu'il expose, d'abord à son Musée khmer de Compiègne (1874-1878) puis à Paris, au sein de l'Exposition universelle de 1878 et au musée indochinois du palais du Trocadéro, en tant que Musée khmer - l'ensemble de ces collections assurent aujourd'hui une base essentielle au département d'art khmer du musée Guimet. Après lui, l'officier et administrateur colonial Étienne Aymonnier réalise de 1882 à 1885 les premiers inventaires, effectue des traductions des estampages. Puis, fin 1901, l'architecte Henri Dufour (1870-1939) et le photographe Charles Carpeaux (1870-1904) commencent à dégager les monuments de la végétation, effectuent un premier déblaiement, et photographient la totalité des bas-reliefs. Tous deux meurent à l'ouvrage. De savants indianistes vont alors quitter leurs bureaux pour se confronter à la dure expérience du travail sur le terrain. L'École française d'Extrême-Orient, EFEO, est créée en 1898. Le premier, Jean Commaille, s'attelle à dégager les temples d'Angkor de leur végétation. Malgré un travail à haut risque, les spécialistes de l'EFEO vont relever les défis que posent l'art khmer, et chaque fois de nouvelles générations surveilleront l'entretien, reprendront la restauration de cet art et son étude jusqu'à aujourd'hui.

Carte archéologique de la région d'Angkor. 1939.
EFEO, Aviation militaire et Services géographiques.

## Contexte historique, culturel, artistique

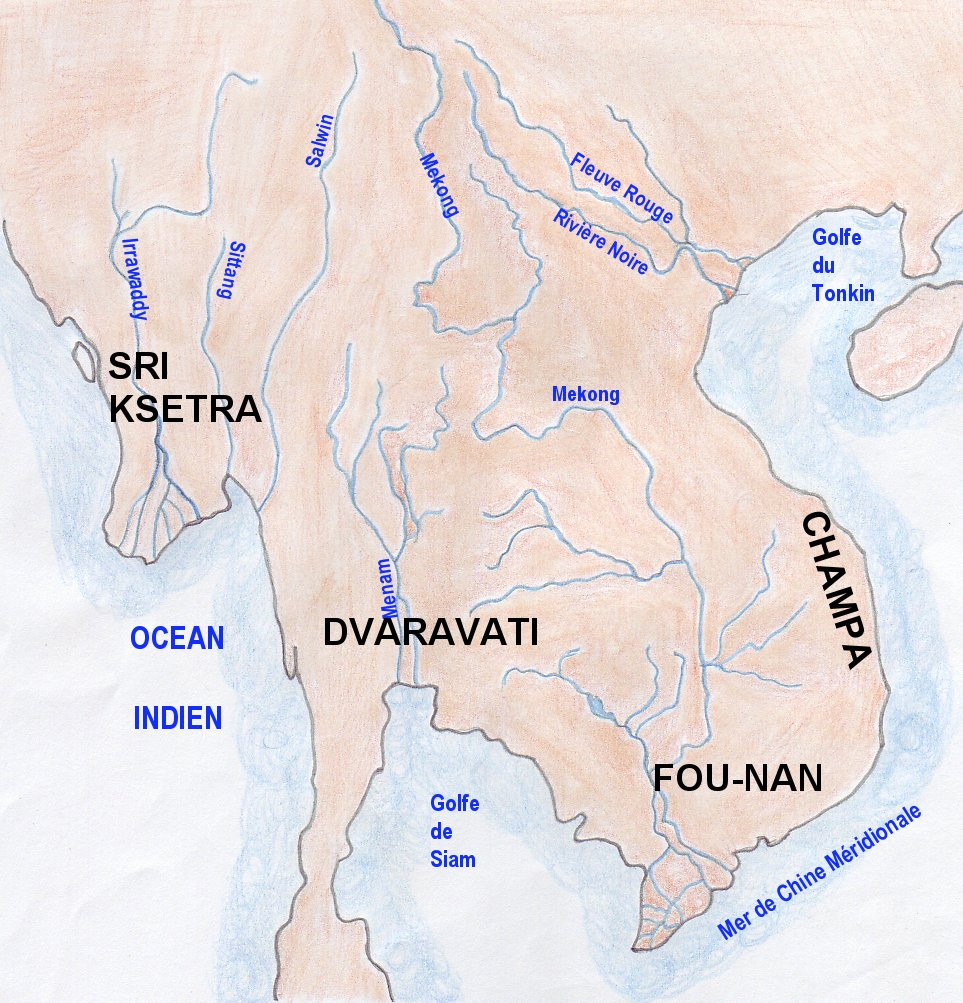
Indianisation et sinisation, le "Fou-nan" au moment de sa disparition au VIe siècle, et de l'émergence de Dvaravati[26].
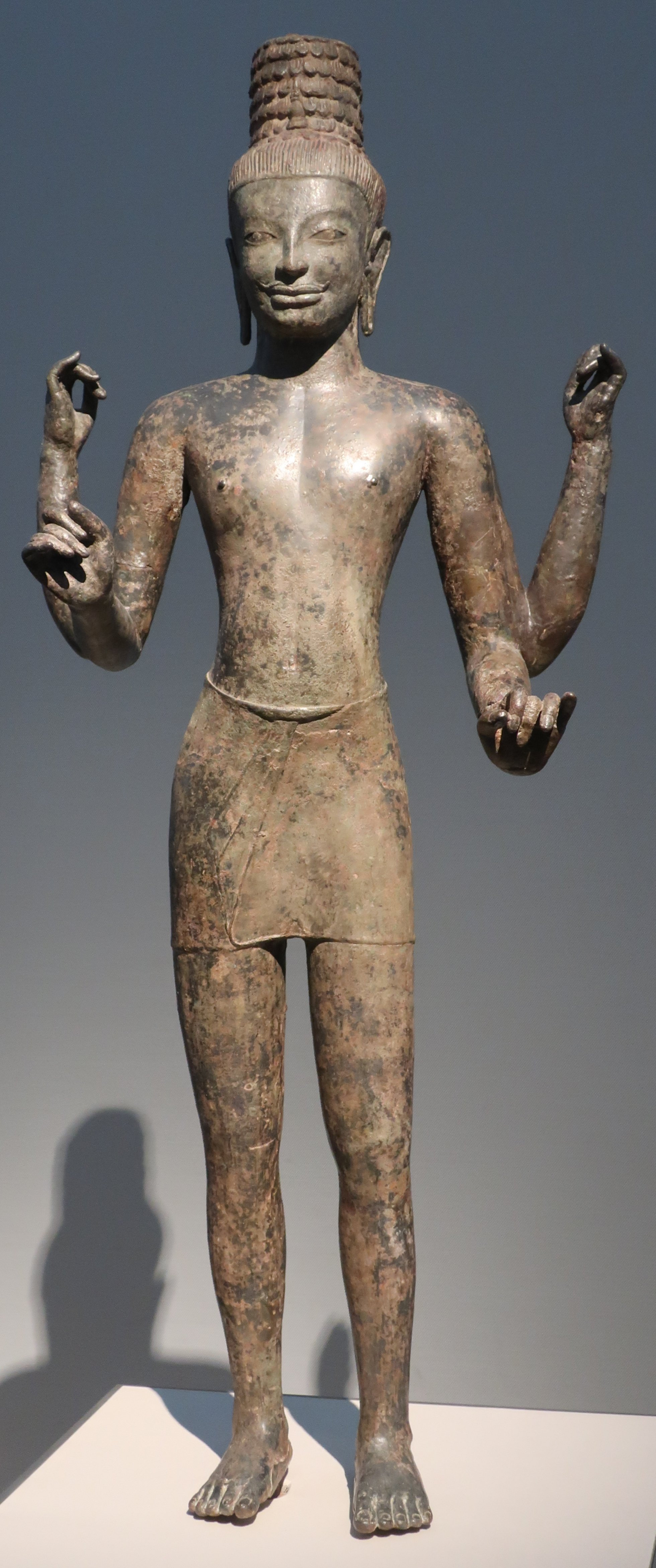
Bodhisattva Maitreya. Dvâravatî. Fin VIIIe siècle. Thaïlande.
L'empire khmer vers 900.
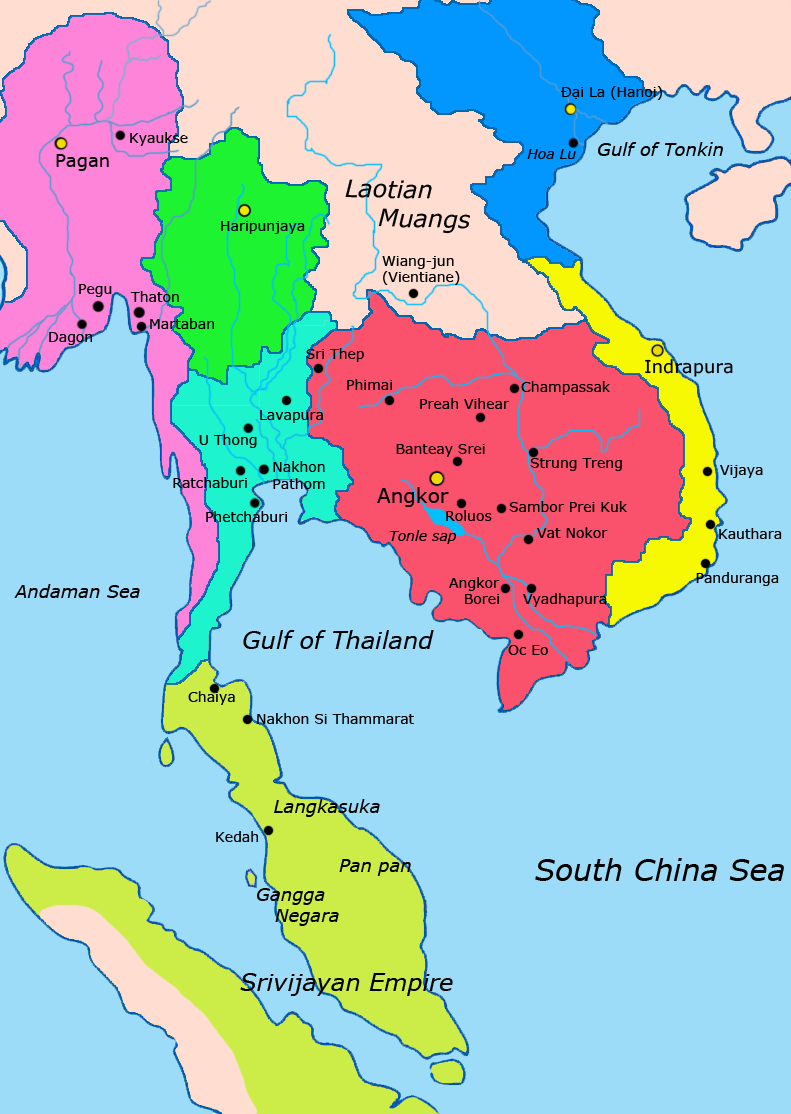
Asie du Sud-Est au XIe siècle Rouge : Empire khmer Rose : Royaume de Pagan Vert : Hariphunchai Bleu clair : Royaume de Lavo Jaune : Champa Bleu : Dai Viet Vert pâle : Srivijaya
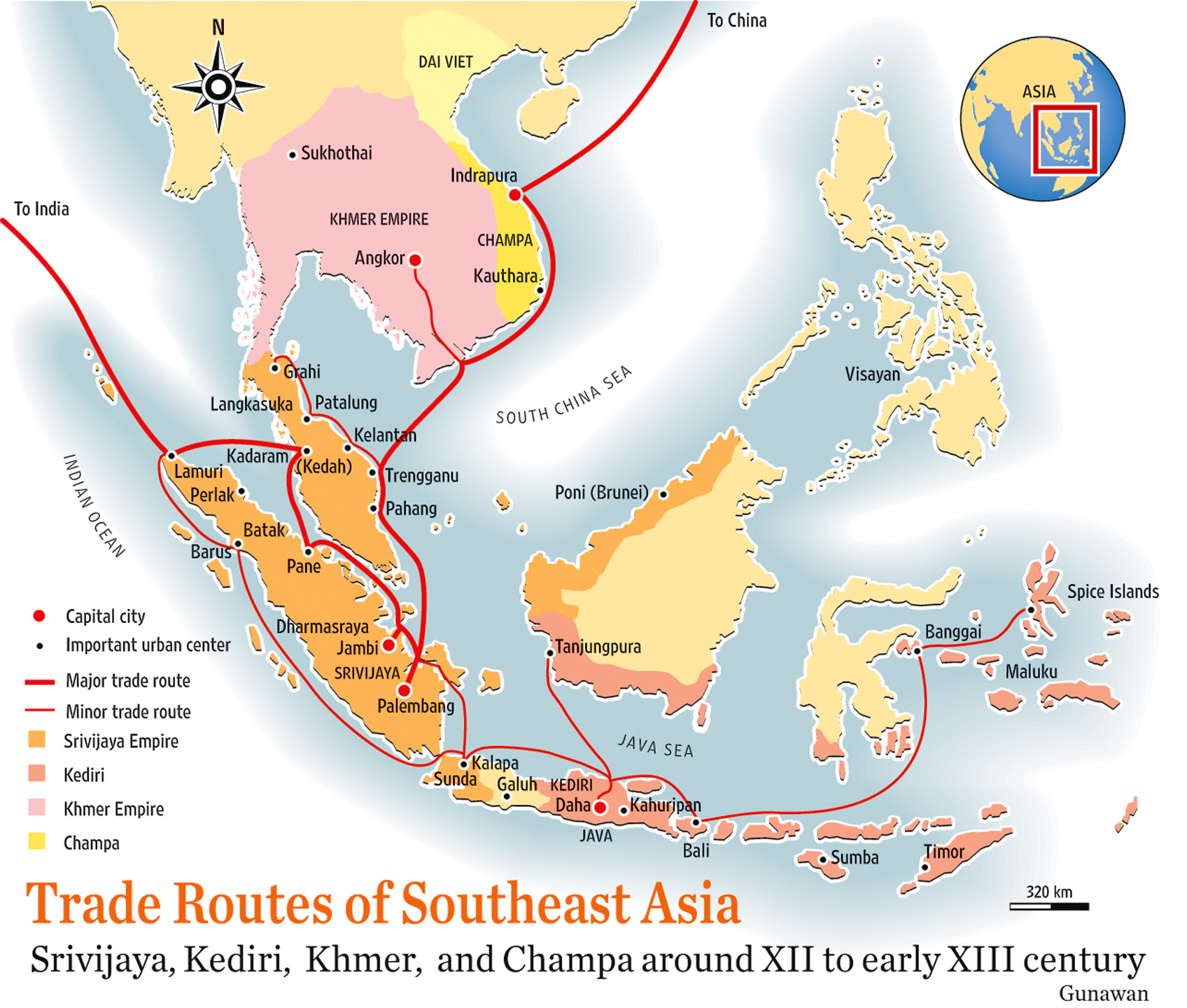
L'empire Khmer aux sur les routes commerciales

- Asie du Sud-Est au XIe siècle
Rouge : Empire khmer
 Rose : Royaume de Pagan
Vert : Hariphunchai
 Bleu clair : Royaume de Lavo
 Jaune : Champa
 Bleu : Dai Viet
Vert pâle : Srivijaya
- L'empire Khmer aux XIIe et XIIIe siècles sur les routes commerciales

### Époque pré-angkorienne

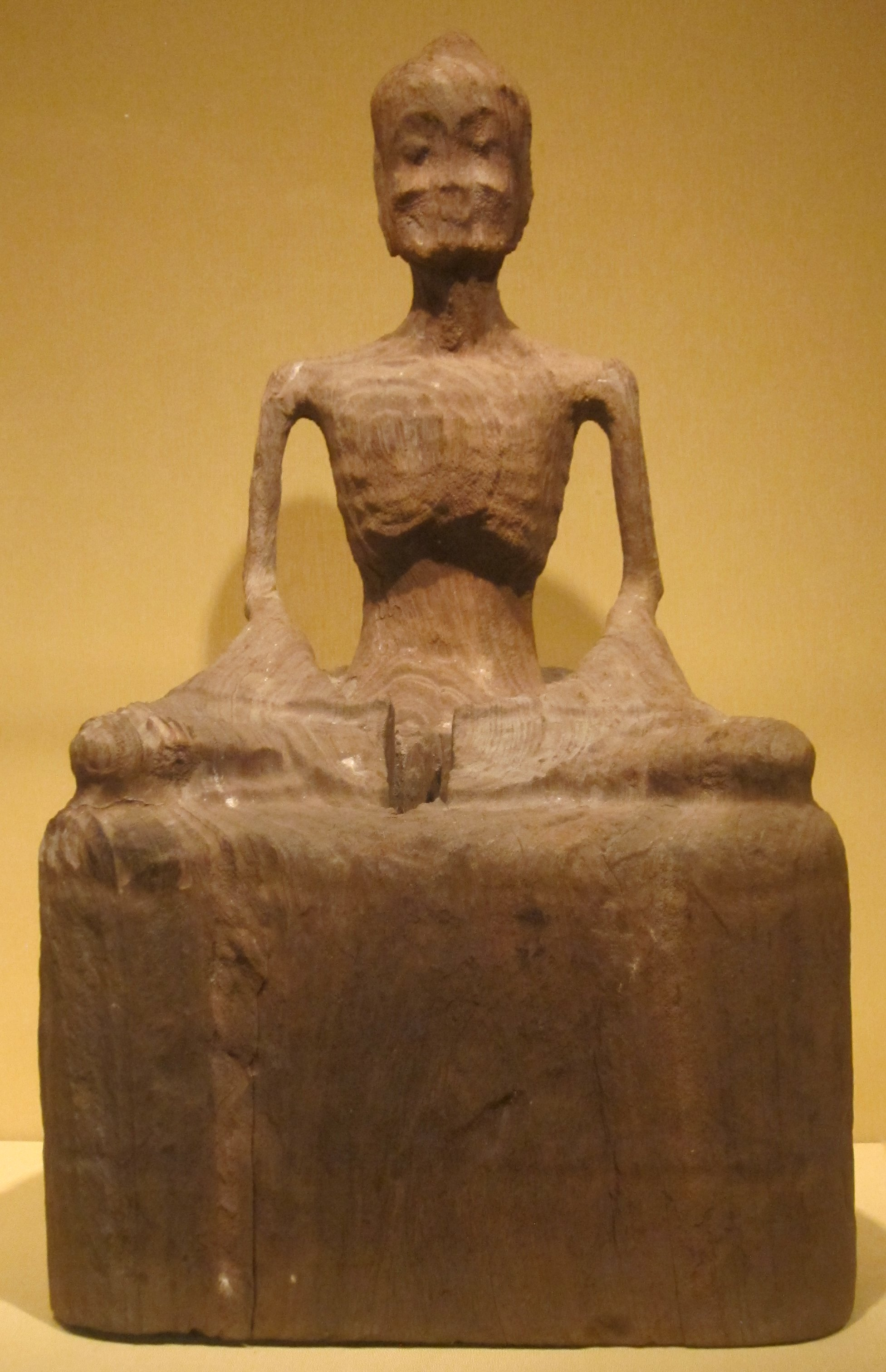
Buddha ascète. Founan. Bois. Honolulu Museum of Art

#### Funan
Au début de notre ère, le territoire qui a été celui du royaume khmer était occupé par de petits États indépendants. En 220 les sources chinoises (Chroniques des Trois Royaumes) ont nommé Fou-nan (Funan) l'État qui faisait du commerce avec eux, et apparemment le plus puissant. Ces sources chinoises n'apparaissent qu'au IIIe siècle, puis dans une compilation de 648, le Livre des Jin. Mais cela permet néanmoins de reconstruire quelque peu l'histoire depuis le début de notre ère, jusqu'au VIIIe siècle, avec l'aide de l'archéologie.

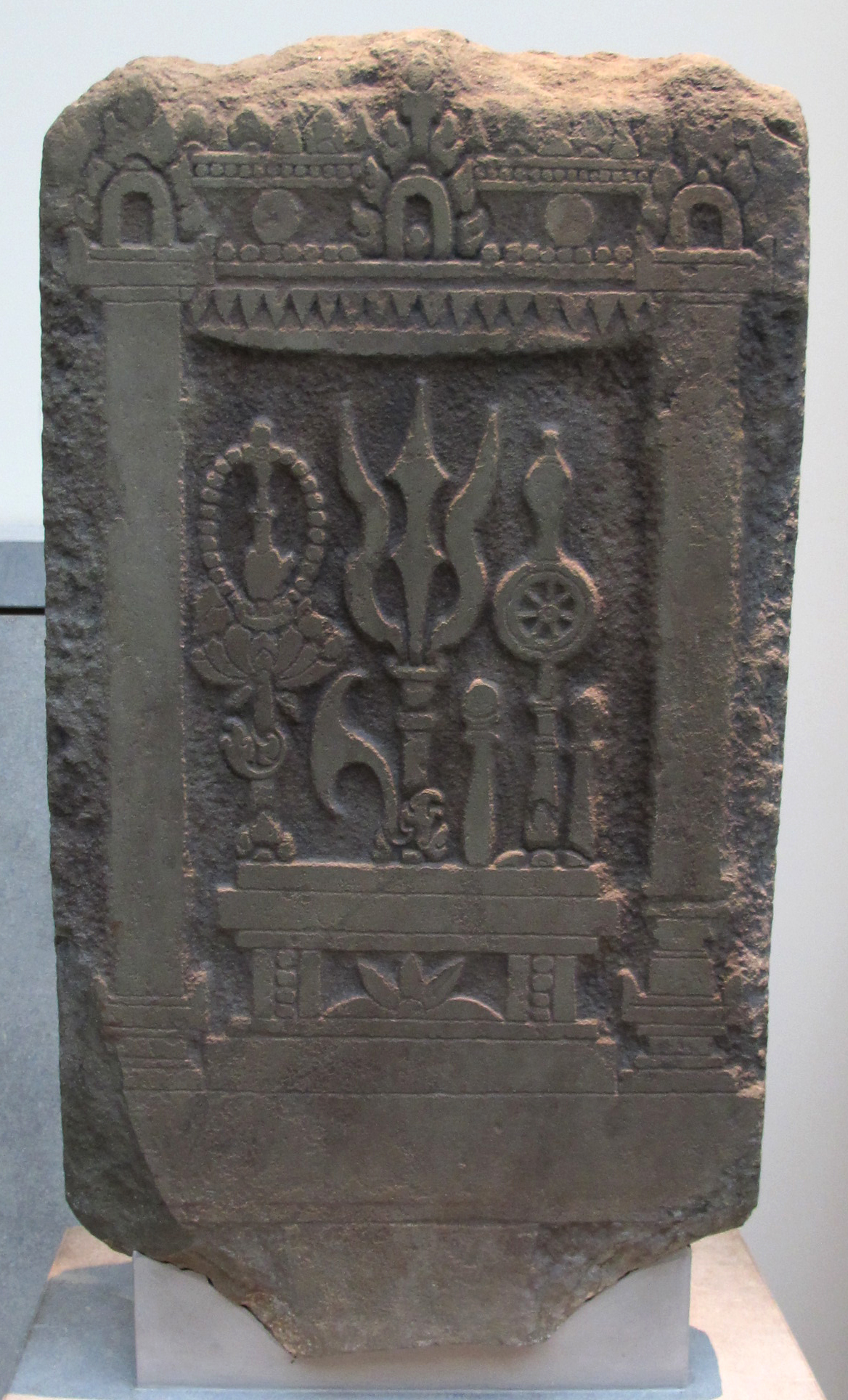
Stèle. Objets de culte, évoquant la Triade brahmanique: Shiva, Vishnou, Brahma, sur un autel sous un baldaquin. Seconde moitié du VIIe siècle. Musée Guimet

Cette petite entité politique, le Funan, serait centrée sur le cours inférieur du Mékong. Mais le site archéologique le plus important, en 2020, est celui d'Óc Eo dans la région du delta du Mékong (Vietnam), à 20 km de la Mer de Chine méridionale et à l'ouest du Mékong actuel. Son "urbanisme" géométrique, référence au modèle indien, apparaît dès lors comme l'une des grandes spécificités du Cambodge ancien. Au IVe – Ve siècle, sur les premières inscriptions, les dirigeants se font désigner en termes et en caractères sanscrits, ce qui suggère qu'ils s'identifient à des dieux brahmaniques et font célébrer des rituels brahmaniques au bénéfice de leur propre bien-être et de leur pouvoir.

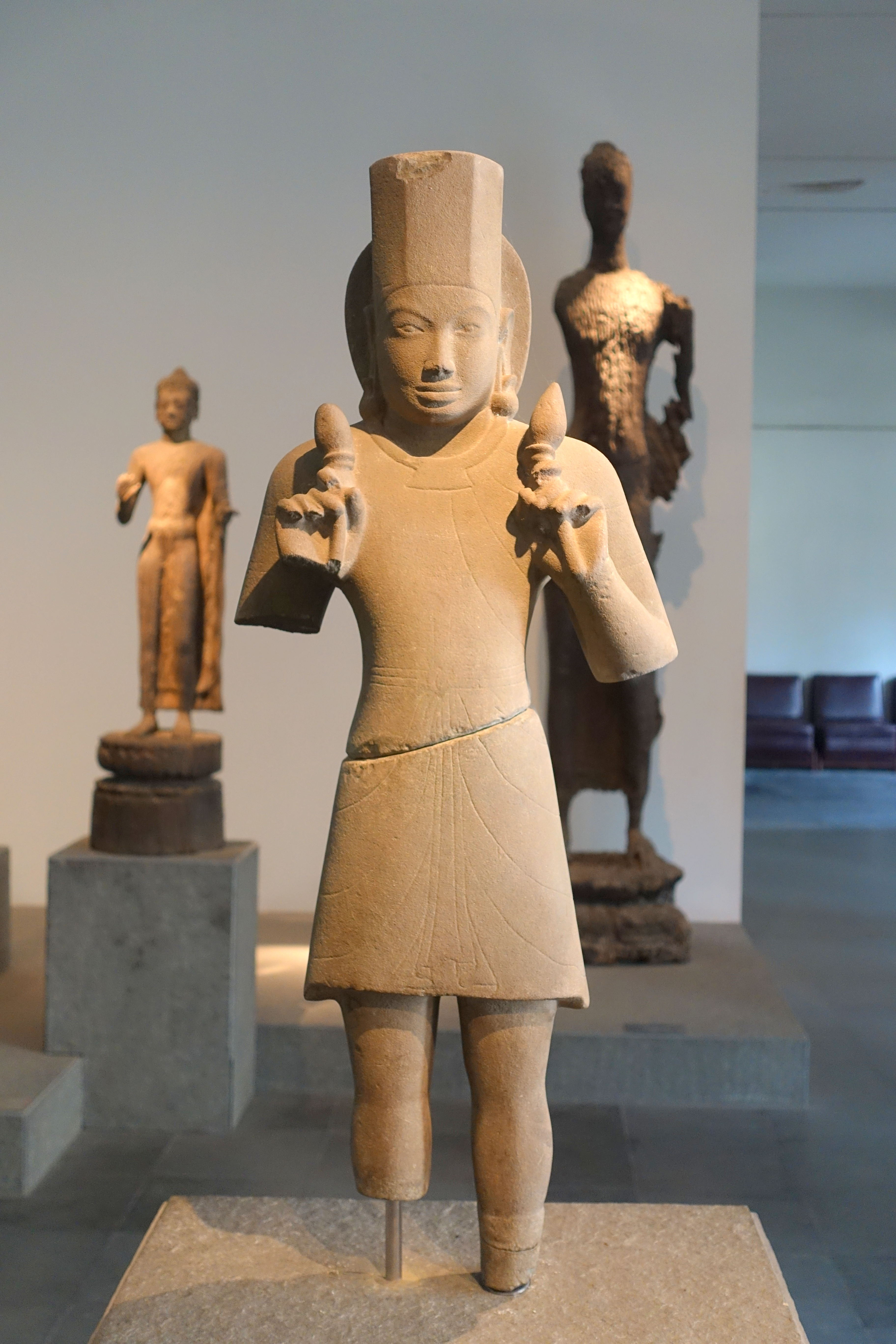
Sūrya. Découvert à Óc Eo, royaume du Chenla. Grès, début du VIIIe siècle. Arrière plan : Deux Buddha (?) en bois (période du Founan (?)), découverts dans le Mékong. Musée national d'Histoire du Vietnam

La présence du bouddhisme est moins visible car laisse moins de traces à cette époque - sauf dans le territoire des Pyu au Myanmar (Birmanie). L'apparition de temples et de statues aurait pu se faire dans des matériaux périssables, comme ces sculptures taillées dans le bois, dont le « Bouddha ascète » (Honolulu Museum of Art), non daté et d'autres sculptures rendues méconnaissables mais qui ont les dimensions d'un bouddha et ont été trouvées dans le delta du Mékong.

#### Chenla
À la suite de cela, probablement par une mutation interne, le Founan au cours du VIe siècle devient le royaume du Chenla qui contrôlait à peu près le même territoire mais aussi au-delà, plus au Nord-Ouest. Mais, après morcellement, le « Chenla d'eau », au Sud et sud-ouest, se serait séparé d'un « Chenla de terre », dans le nord-est. La capitale du « Chenla d'eau », Isanapura, aujourd'hui Sambor Prei Kuk, a été fondée en 618 par le roi Içanavarman Ier dans l'actuelle province de Kampong Thom. Elle se trouvait ainsi dans la région d'Angkor, mais Óc Eo faisait encore partie de ce royaume. Cependant moins qu'un contrôle d'un vaste territoire sur ses voisins il semble que l'autorité, le prestige, aient déterminé des rapports d'allégeance acceptée de la part d'autres entités politiques de tailles similaires à l'égard de la plus prestigieuse d'entre elles. Les premiers dieux coiffés d'une mitre, aux VIe – VIIIe siècle, aux traits physiques si naturalistes, pourraient évoquer ces souverains prestigieux "divinisés".
Les statues de culte figuratives à l'image de Shiva apparaissent dans certains temples, quand, dans d'autres temples la statue de culte est le linga ou le linga portant l'effigie de Shiva (Mukhalinga), quelle que soit l'époque.
L'époque pré-angkorienne recouvre donc ces deux périodes, jusqu'à ce que le souverain Jayavarman II se fasse consacrer chakravartin (roi-des-rois) en 802 sur le mont Phnom Kulen (487 m). Jayavarman II « inaugure le culte du Devaraja autour duquel se définira désormais la monarchie khmère ». Le pays est alors, semble-t-il, divisé mais prospère. Des ateliers artistiques aux styles différenciés se multiplient.

### Un pays, des religions: origine des thèmes artistiques

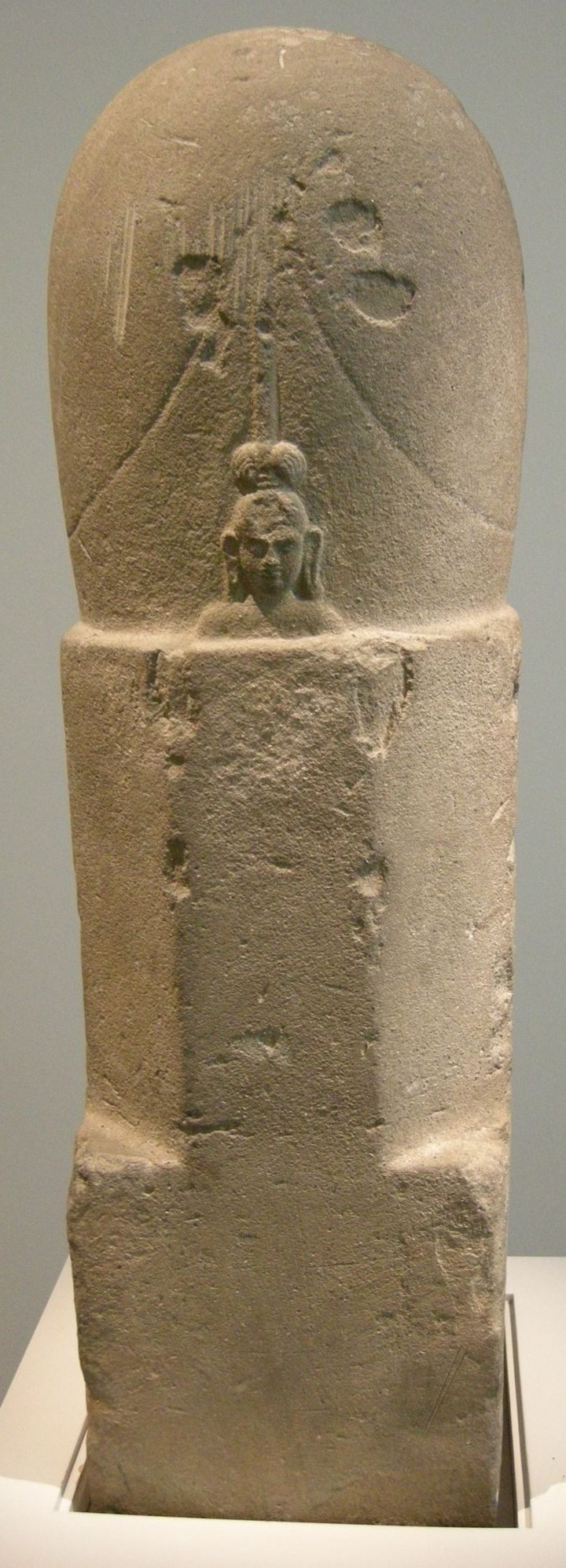
Fin. Mukhalinga: linga - Shiva. Statue de culte. AGNSW

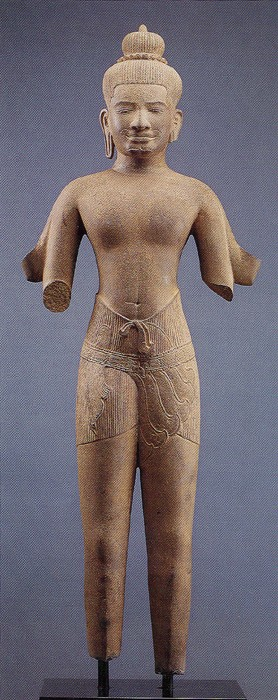
Shiva (?). Statue de culte d'une triade brahmanique. Mi-XIe siècle. Style du Baphuon. Met

Le mot « Fou-nan » (ou « Funan ») est la transcription chinoise du mot khmer signifiant « montagne » et les textes chinois y évoquent les « rois des montagnes ». Selon Helen Jessup le brahmanisme (hindouisme) que les Khmers adoptèrent au contact des brahmanes, leur fit voir ces montagnes comme étant le lieu où descend Shiva, le mont Kailash des hindouistes, probablement sur le mont Ba Phnom (« colline Ba », H. 500 m) et site de la capitale du Founan, Vyadhapura, dans le sud du Cambodge. Cette identification laisse à penser que leurs montagnes étaient donc probablement sacrées pour des populations animistes, avant le contact avec la culture indienne.
Ces montagnes contrastent nettement avec le reste du pays qui est une immense plaine alluvionnaire, celle du Mékong et de ses affluents. Leur caractère sacré tiendrait au fait que, dans la plupart des cultures, les montagnes sont associées aux séjours des dieux. Et, dans le brahmanisme, tandis que le mont Kailash est le séjour de Shiva et Parvati, le mont Meru est la demeure d'Indra, le roi des dieux. Il se serait agi d'une adoption et d'une adaptation des religions et des formes venues du monde indien. L'autorité des rois se trouvait ainsi renforcée par l'association des montagnes traditionnellement sacrées à un prétendu pouvoir spirituel exotique attesté par la présence de brahmanes à la cour. Le temple-montagne, si caractéristique de l'architecture khmère, n'existe d'ailleurs pas en Inde, même si le temple hindouiste se réfère au Mont Meru, avec de nombreuses variantes.
Brahmanisme et bouddhisme semblent s'être implantés à peu près simultanément au Cambodge , le bouddhisme, avec les « marchands des mers » dont l'existence est lisible sur les inscriptions (l'épigraphie) et par des images en bronze du Bouddha. Les deux bouddhismes, Theravada et Mahayana, auraient cohabité dès les premiers temps mais de manière discrète. En ce qui concerne l'hindouisme, les brahmanes l'auraient propagé sous des formes diverses, et celui-ci apparait dans les premières inscriptions aux IVe – Ve siècles.

### Matières, matériaux et savoir-faire

#### L'architecture et son décor

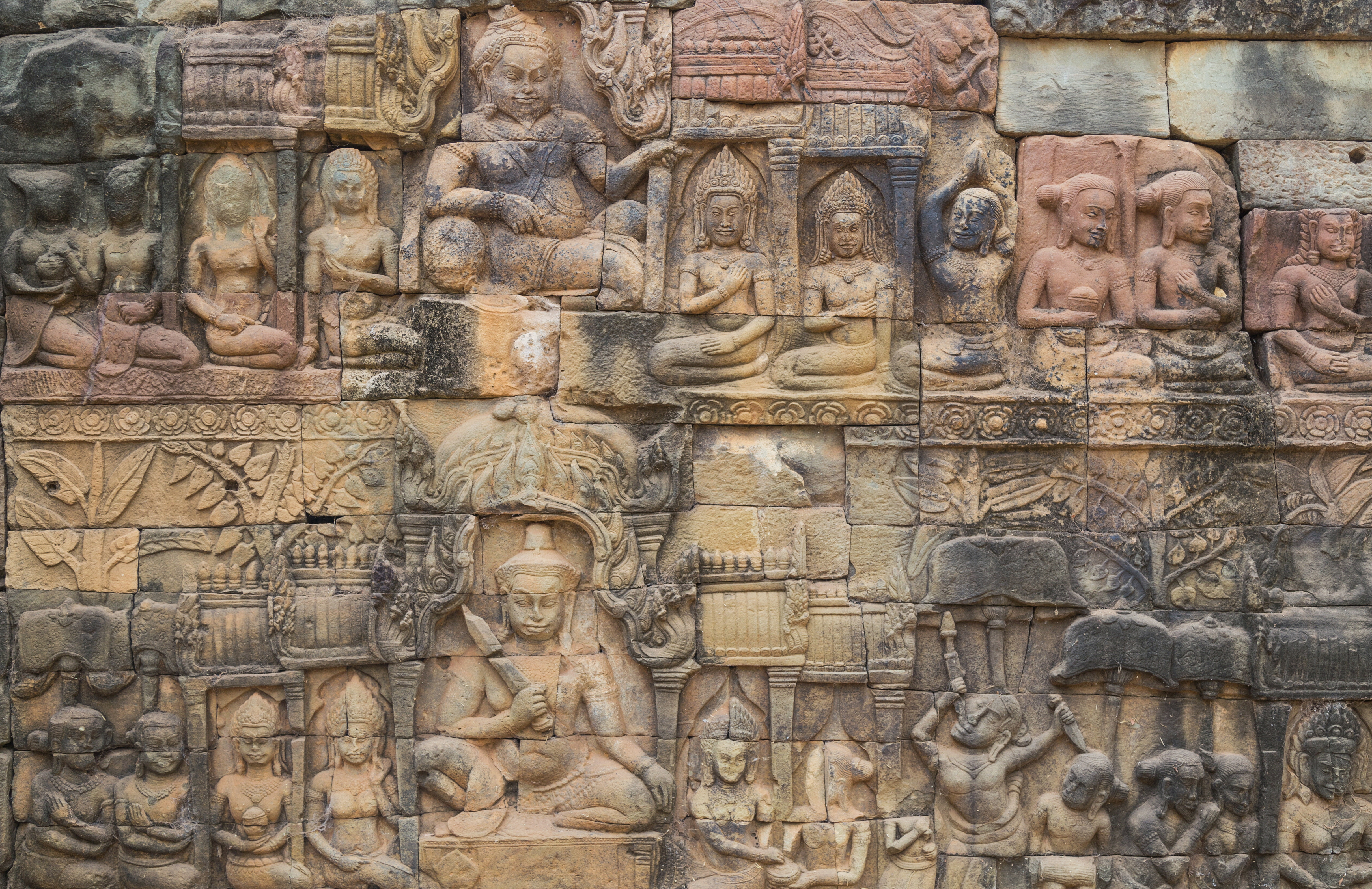
Évocation d'un palais khmère,
structure en bois.
Centre bas: "dignitaire"
Terrasse du Roi lépreux, fin XIIe siècle

Matériaux. L'art qui s'est conservé est issu des pratiques religieuses. Les temples, leurs décors et leurs statues de culte nécessitaient des matériaux qui résistent au temps ; au Cambodge ce fut, majoritairement, la brique et le grès. Pour l'immense majorité des constructions, les habitations et les palais qui ont tous disparu on utilisait des matériaux plus fragiles mais plus aisés à travailler, comme le bois, le bambou, les palmes tressées, et des toits de tuiles et épis de faîtage, pour les palais, différentes de celles des habitations de type chinois. Les Khmers ont aussi mis en œuvre du sable  et de la latérite, cette dernière pour les volumes construits les plus grands et les soubassements, non décorés.

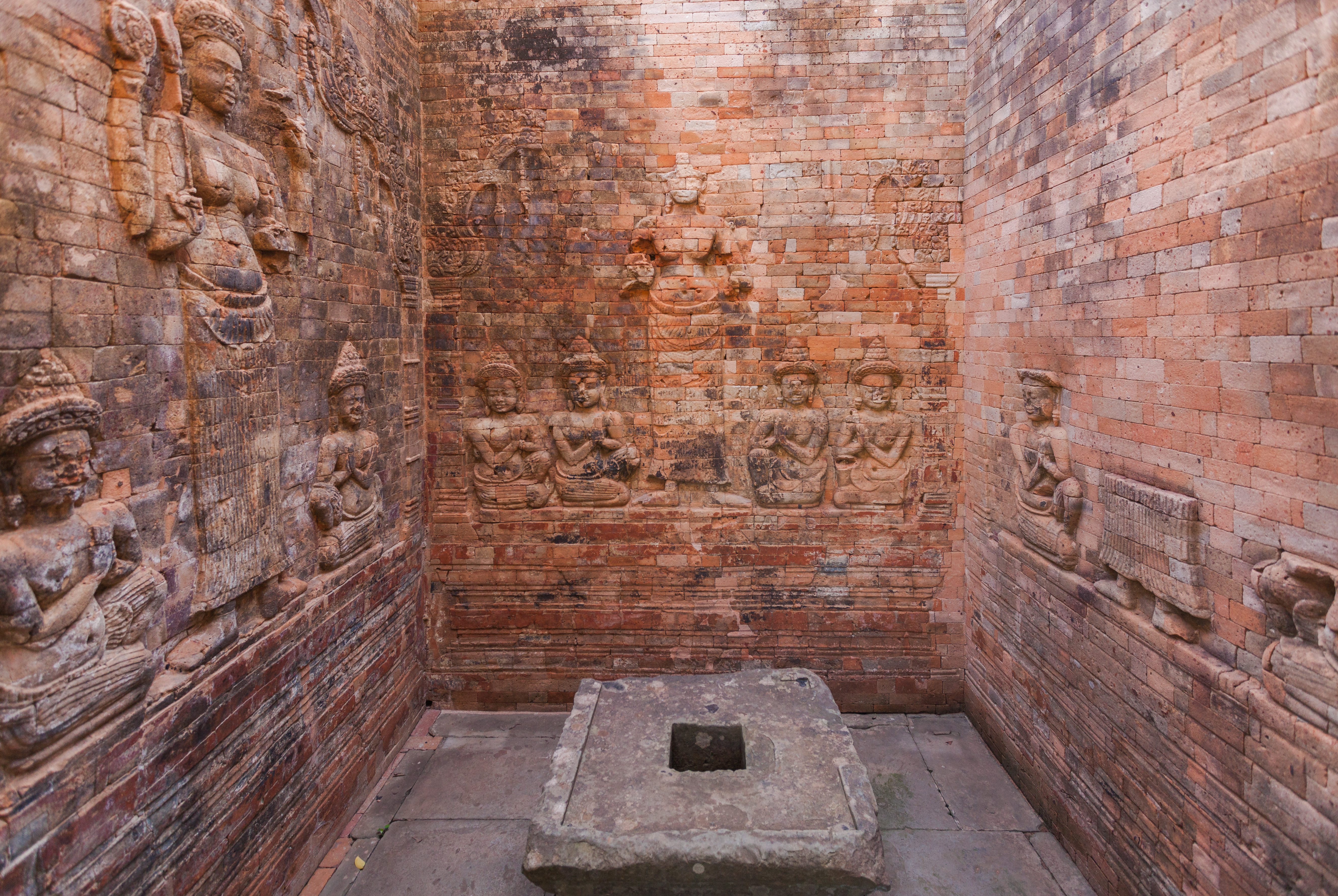
Sanctuaire du Prasat Kravan, Angkor.. Haut-relief sur brique. Au centre, bassin (cuve à ablutions) et emplacement de la statue de culte (linga).

Pour le décor extérieur des constructions en brique, les Khmers de l'époque pré-angkorienne ont pratiqué la sculpture de la maçonnerie de briques, des briques à pâte très fine, comme cela se faisait dans l'art du Champa. Cette technique qui consiste à construire la forme de base du bâtiment puis à sculpter les détails en place est l’une des caractéristiques de l’architecture khmère et de celle du Champa. L'ensemble était soigneusement poli en fin de travail. À Preah Kô, les Khmers ont d'abord appliqué une fine couche d'enduit rouge et, plus tard, une épaisse couche de stuc qui a été sculptée ensuite, et peut-être peinte. Mais ceci ne s'est pas bien conservé. Il en reste peu. À l'intérieur, des traces de couleurs ont été décelées. Du IXe au XIIIe siècle l'essentiel de ce qui s'est conservé était taillé et éventuellement sculpté dans le grès ; exceptionnellement, le schiste fut utilisé, au VIe siècle, et le grauwacke, un grès à structure très fine, au Xe siècle. La technique utilisée pour la sculpture de la pierre au Cambodge ancien est toujours la taille directe (sans modèle préalable) et très rarement l’appareillage ou assemblage.

Sambor Prei Kuk, VIIe siècle - Preah Kô, v. 880 - Angkor Vat, 1100-1150
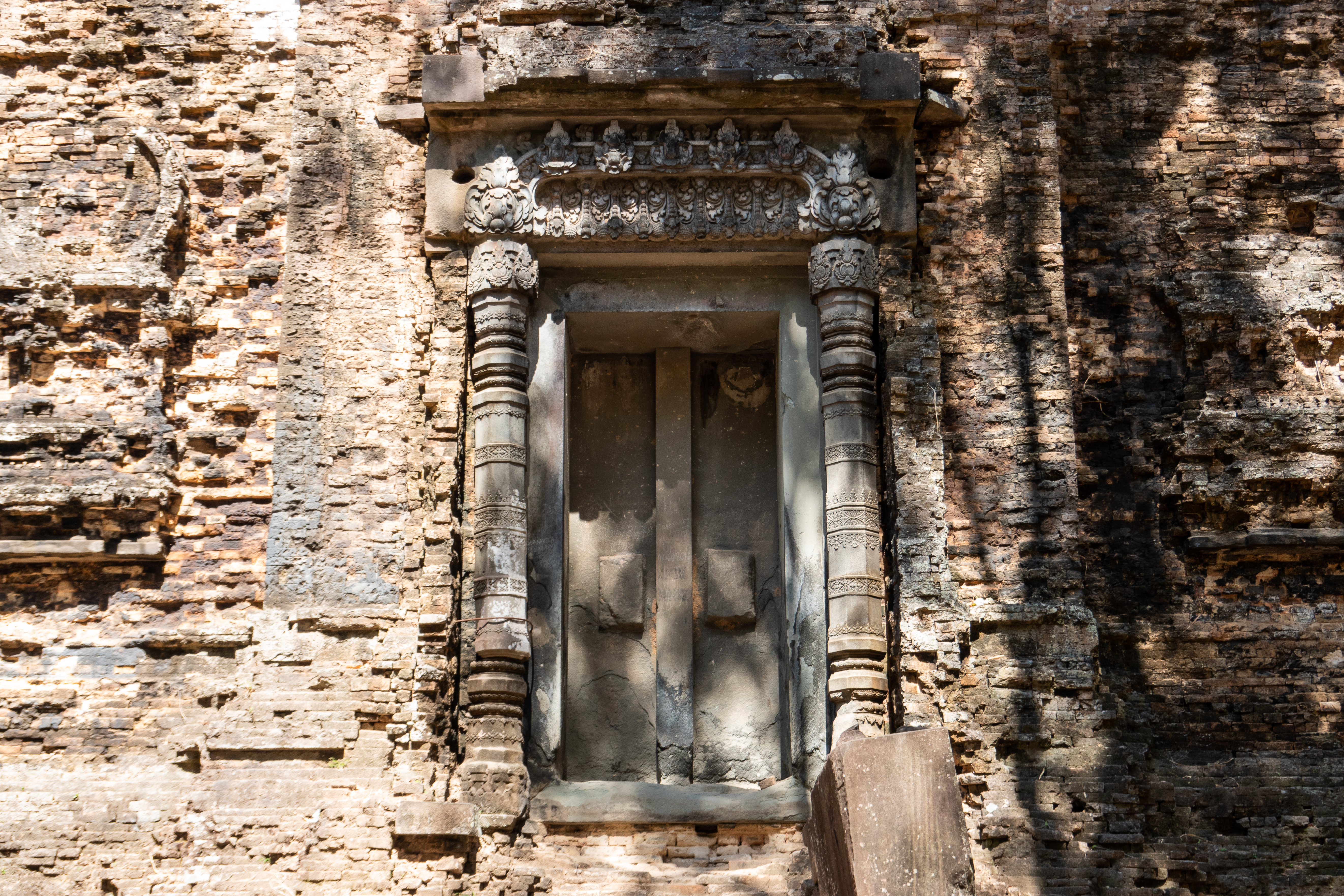
Sambor Prei Kuk, VIIe siècle. Fausse porte, colonnettes hexagonales et entablement de grès sculpté. Maçonnerie de brique sculptée
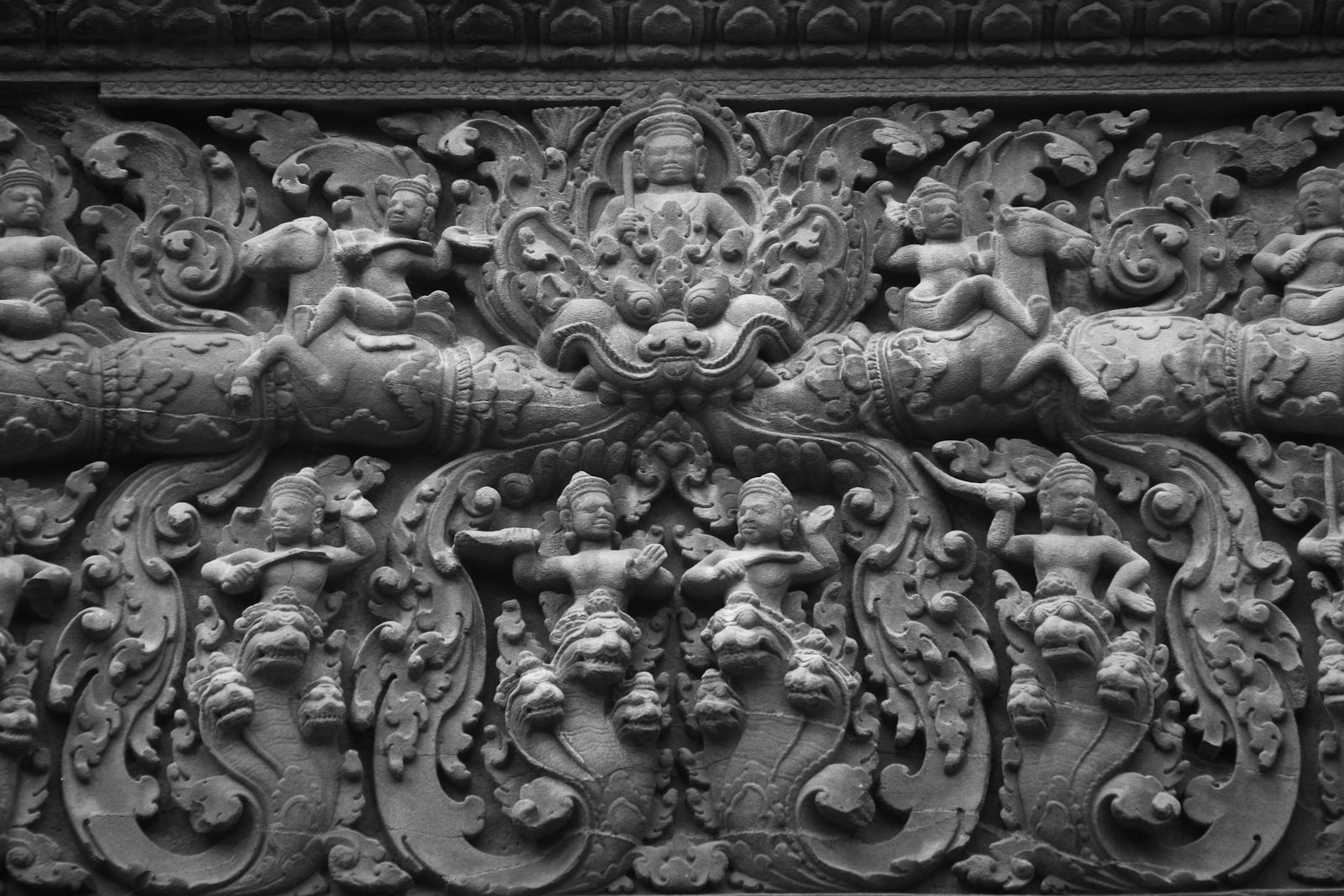
Temple de Preah Kô (v. 880). Linteau sculpté dans le grès. Décor foisonnant
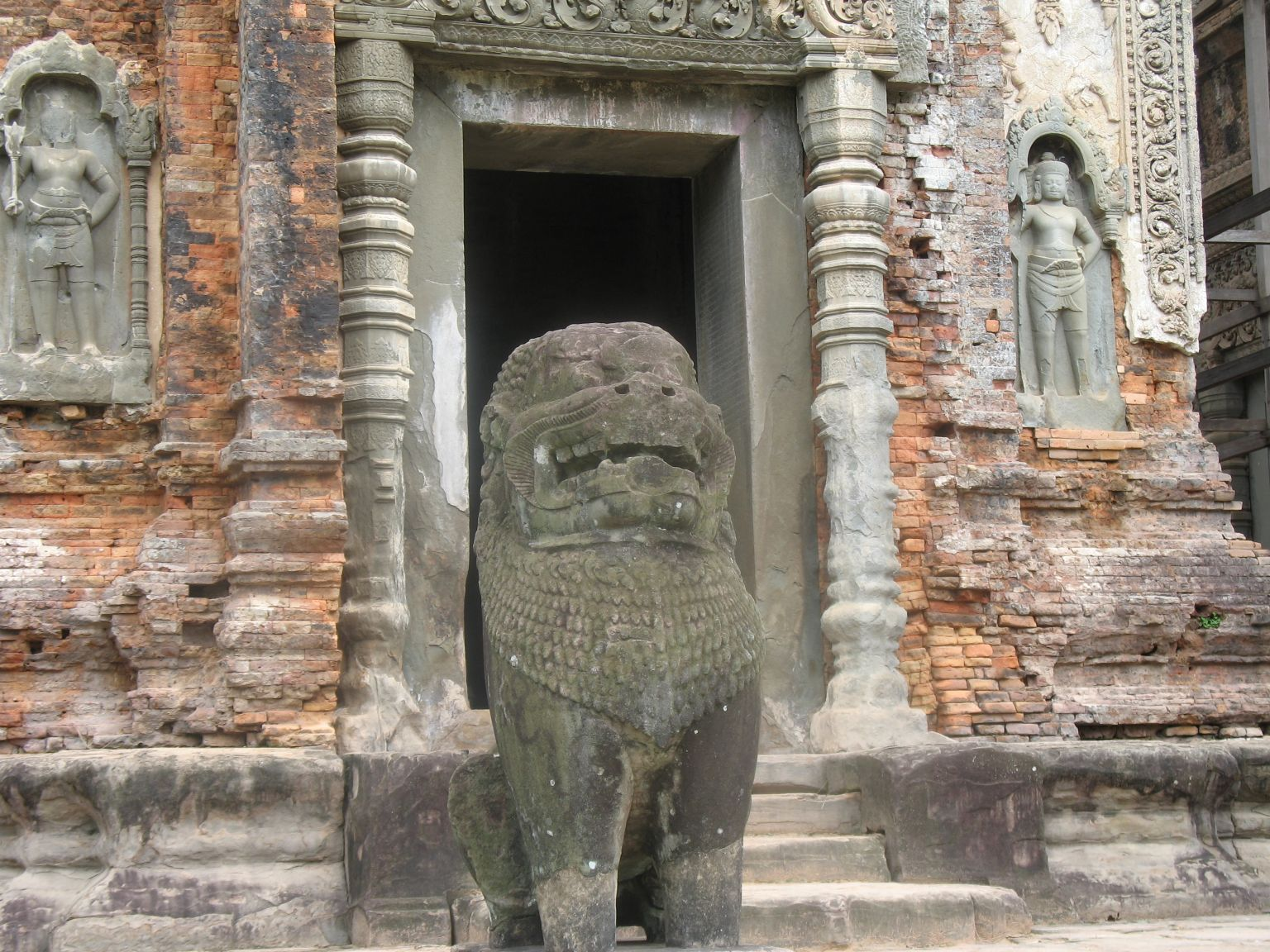
Preah Kô. Brique sur base en grès, colonnettes, linteau, figures de niches et lion en grès vert. À dr. : stuc sculpté
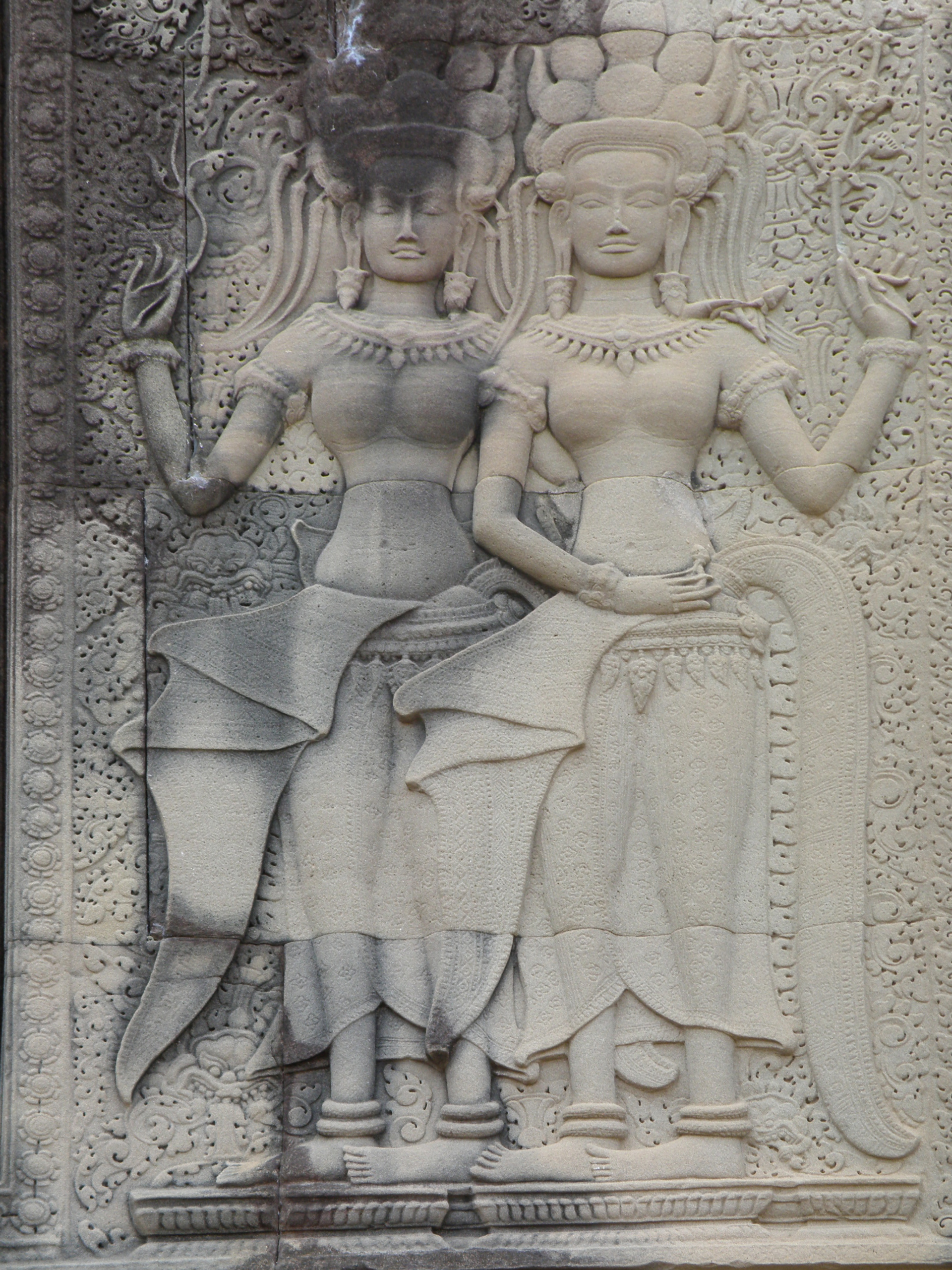
Apsaras d'Angkor Vat. Grès, bas-relief à décor tapissant

Le décor apparait en bas-reliefs ou en hauts-reliefs, tapissant plus ou moins toutes les surfaces des tympans, les parties hautes des pilastres et bien des parties plates entre les pilastres ainsi que les galeries, quand il y en a, comme celles d'Angkor Vat. La sculpture se fait en trois temps : un sculpteur exécute les grandes lignes. Une équipe vient alors ébaucher les formes. Enfin des sculpteurs hautement qualifiés vont parachever le travail. Ces ateliers de sculpteurs travaillent en permanence sous l'autorité et la protection du monarque.

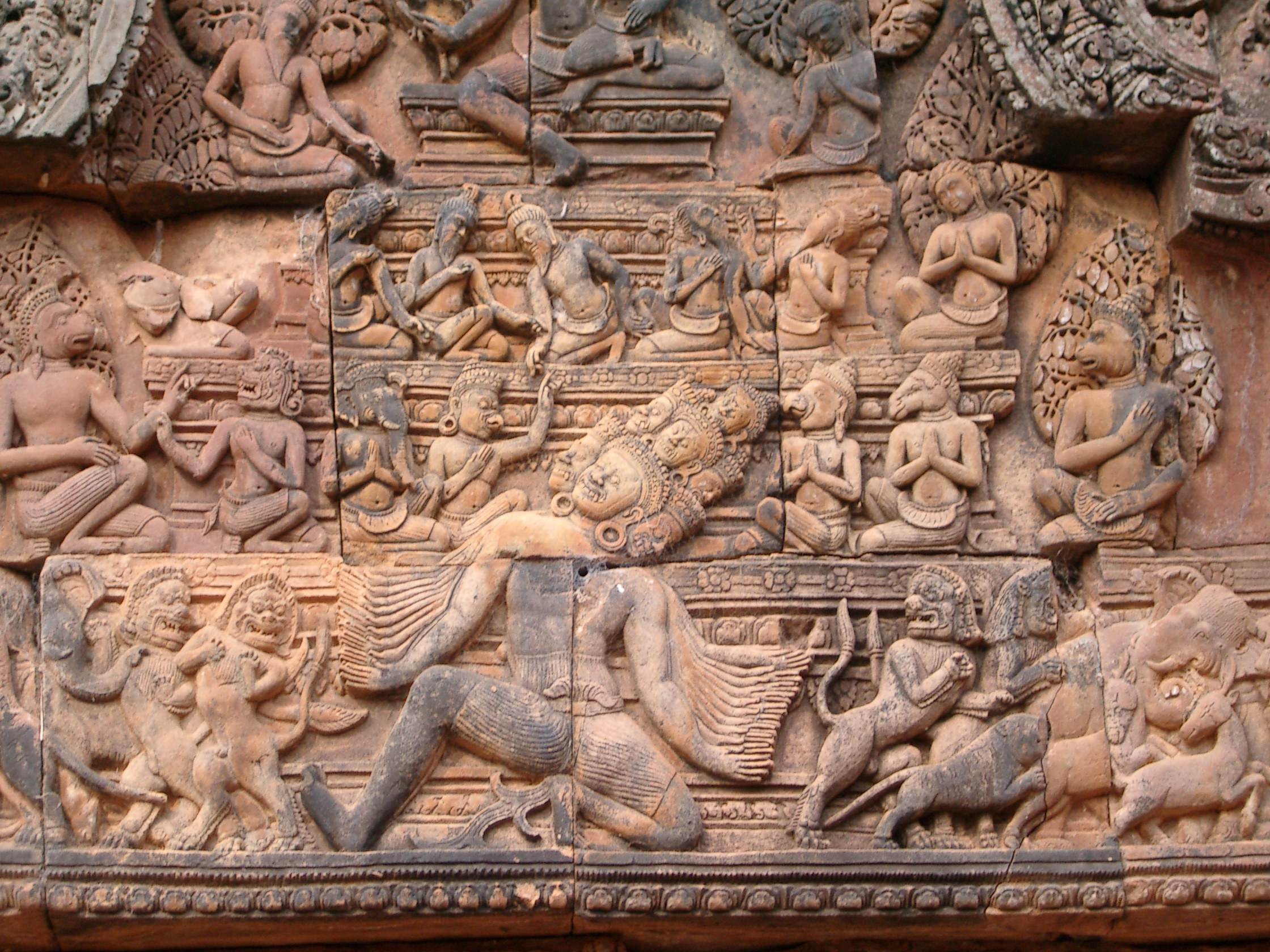
Reliefs sur blocs de grès appareillés. Fronton de Banteay Srei Xe siècle. L'ébranlement du mont Kailash par le démon Ravana.

Il est probable que les édifices religieux des IXe – Xe siècles étaient couverts de décors qui ont disparu : stuc modelé, taillé et peint à l'extérieur, décor en bois sculpté, doré et métaux (bronze, or) dans le saint-des-saints. Les linteaux décoratifs des portes, qui caractérisent l'architecture khmère et celle du Champa, nous en restituent l'esprit : la double fonction spirituelle du décor qui se concentrait dans ces linteaux, était autant l'inscription du lieu dans un état de fête permanente et tendait à veiller sur l'espace sacré et sur le croyant qui franchissait le passage de la porte.
Les édifices pré-angkorien ont reçu un décor réduit mais sculpté dans la maçonnerie de brique, comme à Sambor Prei Kuk mais aussi dans l'architecture du Champa (Vietnam). Plus tard, pour recevoir un décor, la brique est souvent préparée au burin ou percée de trous pour l'adhésion d'un revêtement de stuc. C'est dans ce mortier de chaux, le stuc, qu'est sculpté un décor en bas-relief souvent végétal, tandis que les linteaux, encadrements, colonnettes et personnages sont sculptés dans des monolithes de grès et insérés dans la maçonnerie de brique.

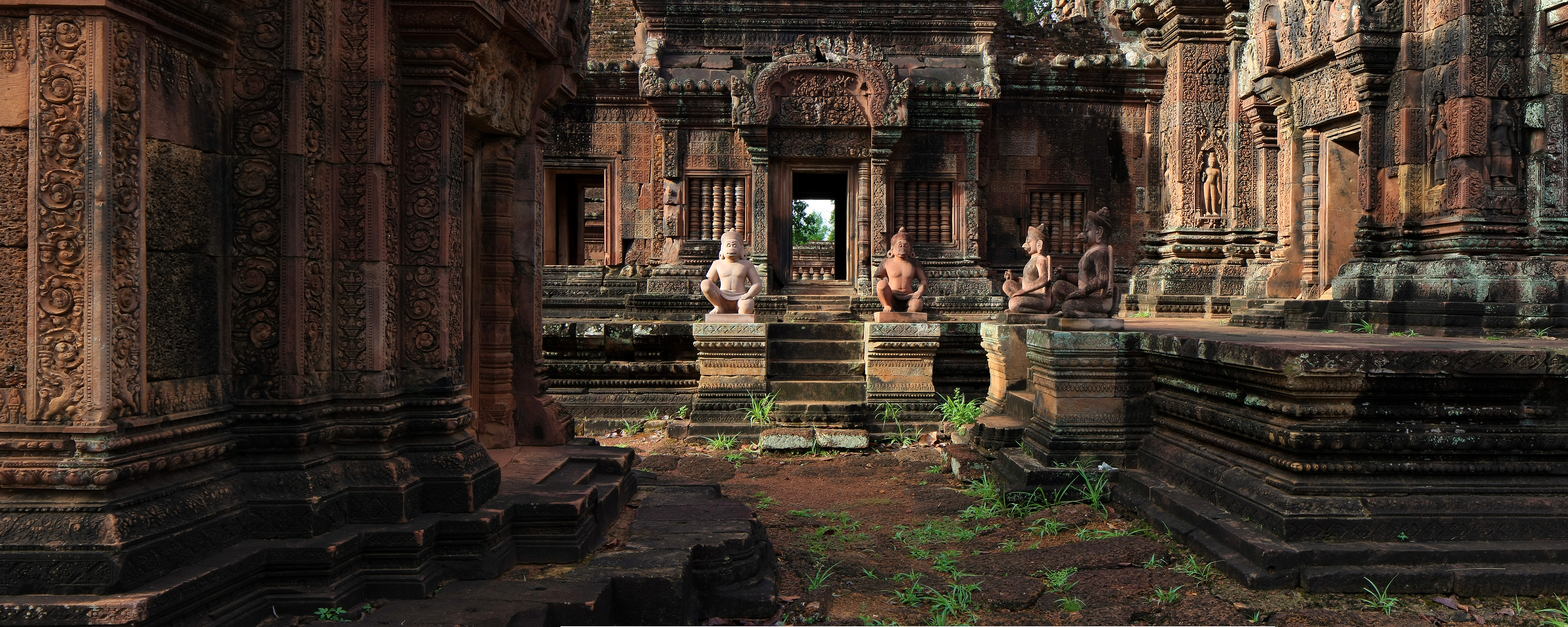
Le temple de Banteay Srei (« la citadelle des femmes »). Époque angkorienne, style de Banteay Srei, environ 967. Décor en grès rose.

#### Les grès

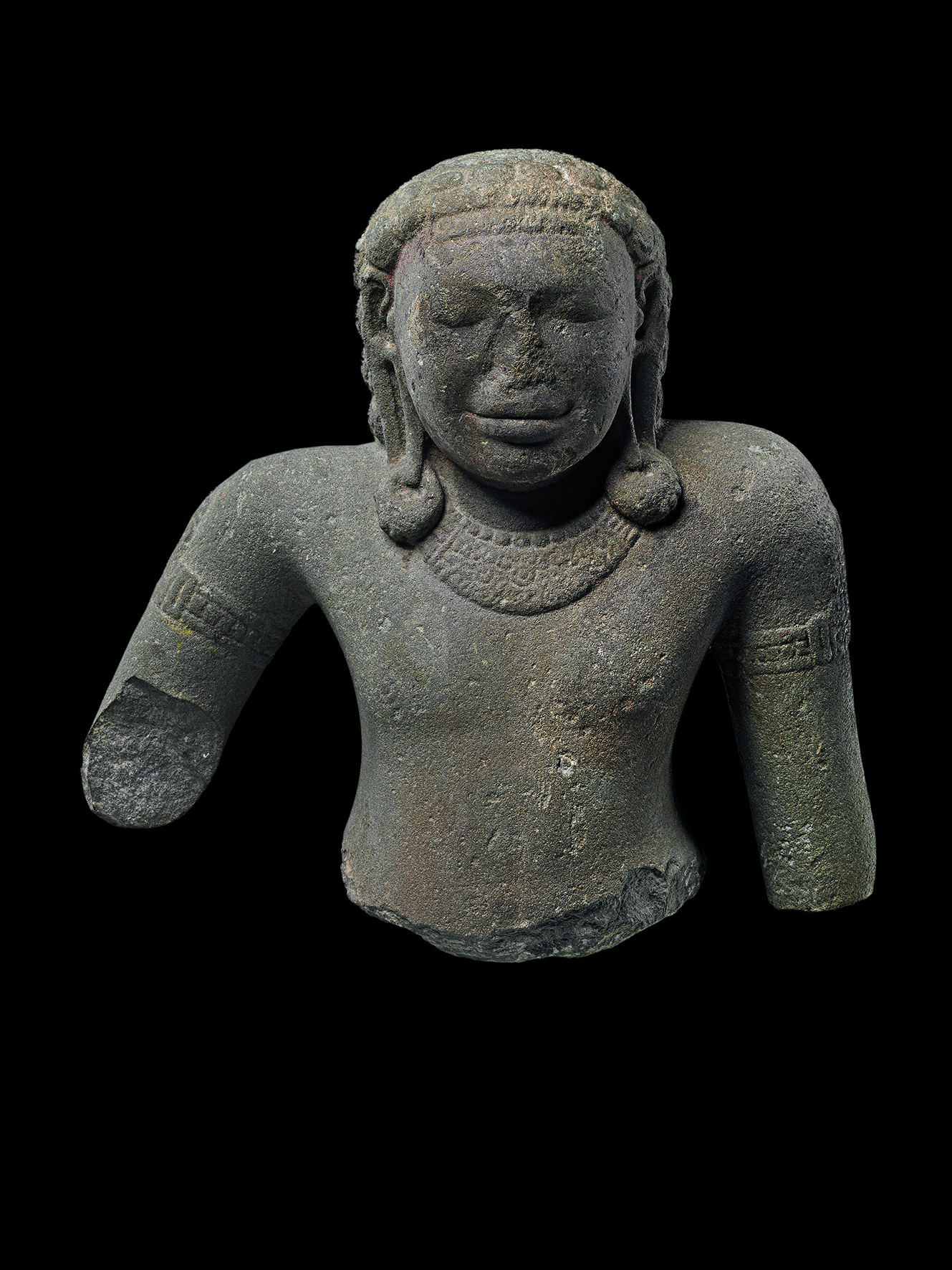
Kubera (?) dans la pose du délassement royal. Sud Cambodge ou Vietnam. Fin VIe-déb. VIIe s. Grès. Met
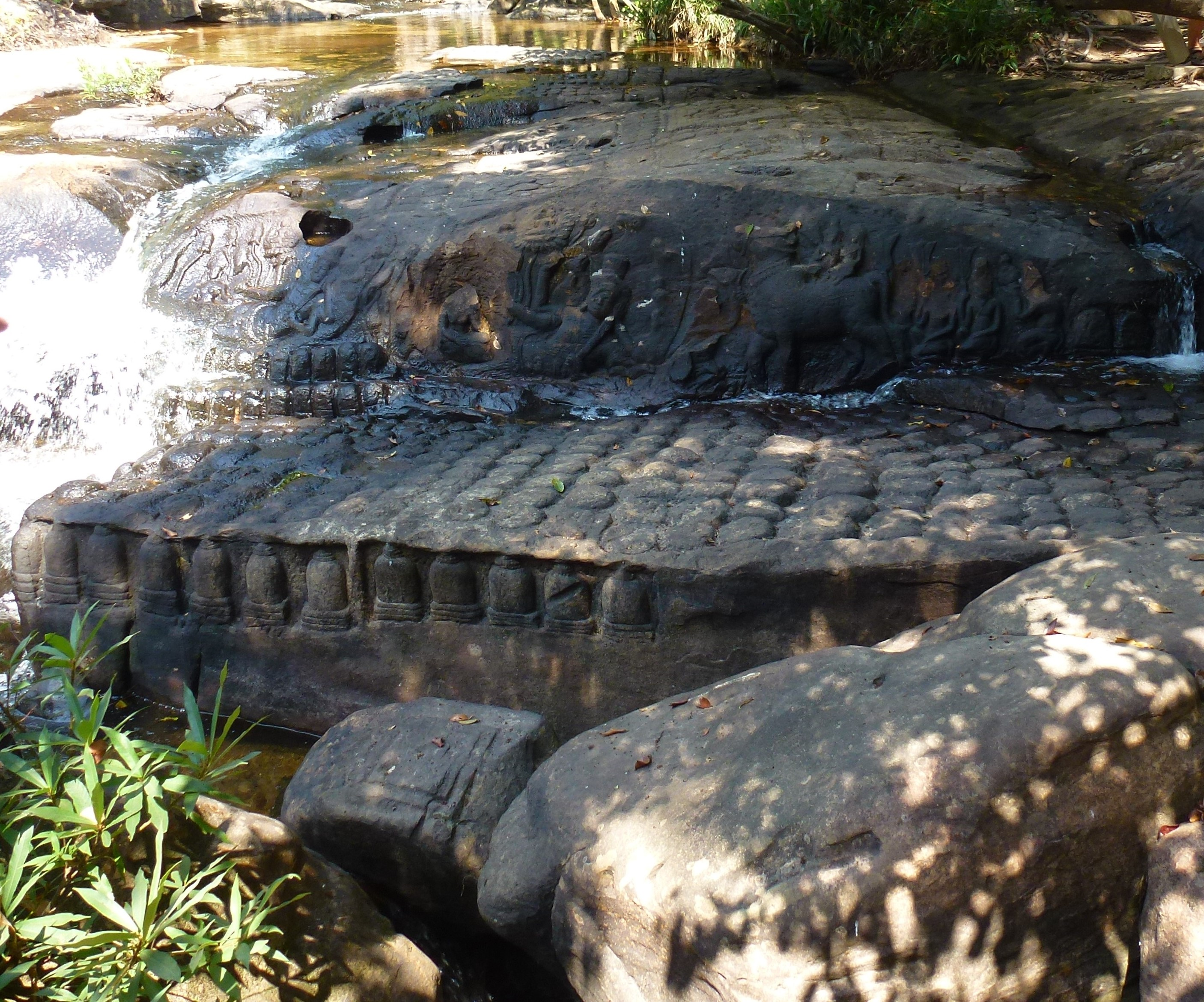
Rivière aux mille linga : Kbal Spean, sur les pentes du mont Kulen. Vishnu sommeillant sur Ananta et Brahma sur le lotus. Krishna et Parvati sur le taureau Nandin. XIe siècle
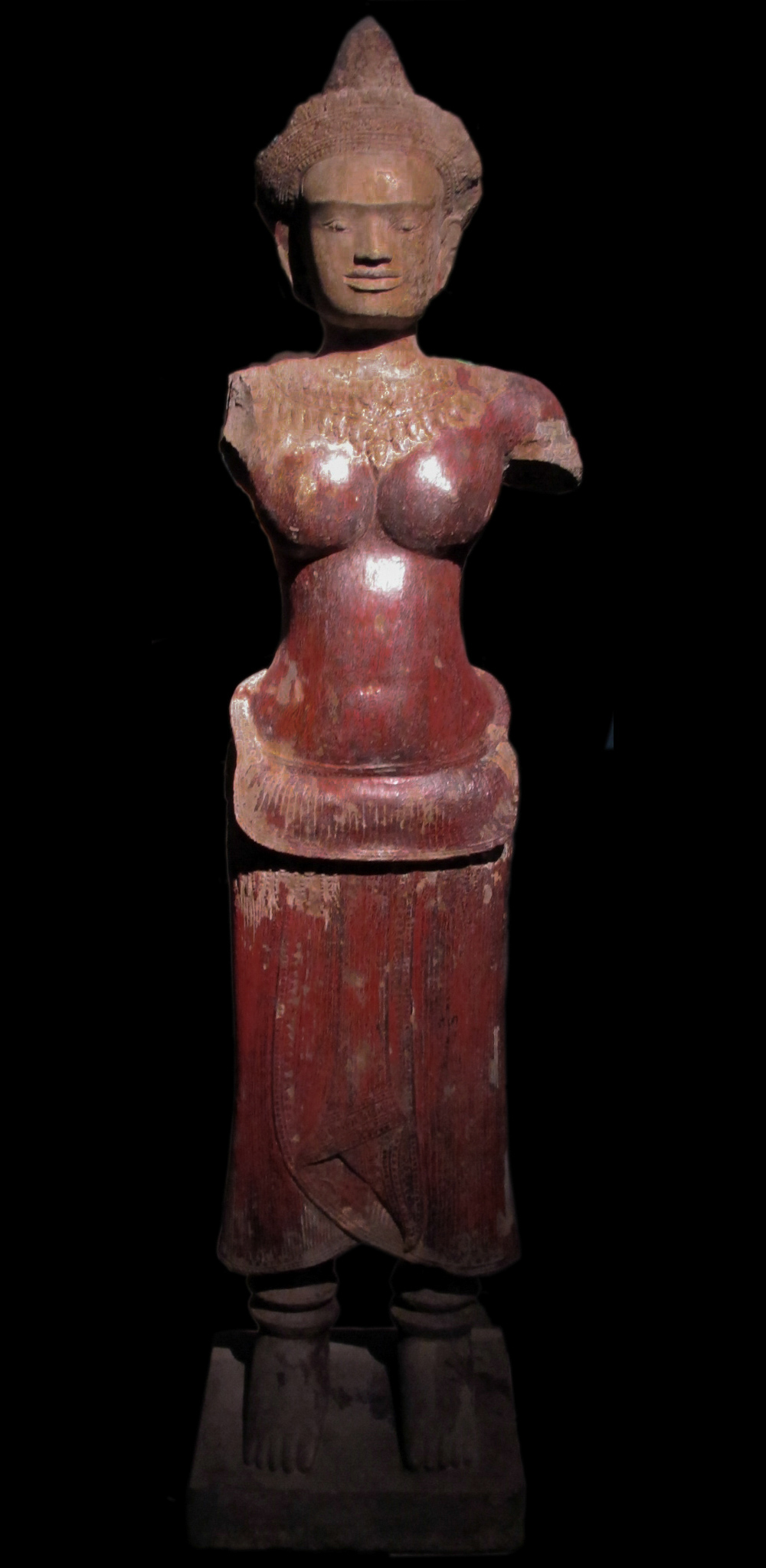
Divinité féminine. Cambodge. Style d'Angkor Vat. 3e quart XIIe s. Grès. Laque noire, rouge et dorure (tardifs). H. 137 cm. Musée Guimet

La pierre qui affleure dans le lit des cours d'eau, près des sources, a reçu par dévotion de très nombreuses sculptures en relief. La « Rivière aux mille linga » est la plus spectaculaire, mais on en trouve jusqu'au Laos, au Vat Phou.
Les différents grès, utilisés en architecture, souvent à bas-reliefs, pour les linteaux ornementaux (placés devant l'élément porteur) ou la statuaire, ont plus ou moins bien résisté au temps. Leur degré de résistance était d'ailleurs manifestement connu. Dans la période pré-angkorienne la pierre choisie pour la ronde-bosse, par sa couleur et sa texture ainsi que sa capacité à atteindre le poli parfait était destinée aux représentations divines. La statue du Metropolitan Museum qui personnifie, peut-être, Kubera dans cette matière grise, dure et grenue, a fait ainsi l'objet d'un polissage très fin, régulier. Ce type de pierre était différent de la pierre utilisée pour l'architecture et son décor. À l'époque angkorienne, le grès rose du temple de Śiva à Banteay Srei (967), choisi par deux frères érudits issus de familles royales, leur permettait de déployer une culture savante par le choix de ce magnifique matériau et de sculpteurs talentueux. À Koh Ker, une très belle série de sculptures a été taillée dans le grès du « Terrain rouge », dont la carrière reste encore à découvrir. Dans d'autres cas, l'usage d'un grès très dur, gris, pour le placage des bâtiments a entrainé une décoration réduite, qui met alors en valeur les formes principales du bâtiment, quasiment sans décor.
On taillait la pierre de certaines statues à proximité des capitales, d'où venaient les commandes. Pour une commande précise, un certain grès moucheté fut utilisé pour répandre jusqu'aux confins de l'empire l'image de Jayavarman VII, le roi bouddhiste qui fit élever les tours à visages du Bayon.
Au cours des VIIe – VIIIe siècles les bras des statues qui sont dégagés du corps et du vêtement et risqueraient de se briser sont soutenues par des étais, taillés dans le bloc et qui montent jusqu'aux mains. Les figures à bras multiples se voient pourvues d'un arc taillé toujours dans le même bloc et qui complète les étais.
Les sculpteurs ont employé différents moyens pour donner plus de force visible à l'image sculptée d'une divinité. Les sculpteurs pouvaient jouer sur un grès soigneusement poli, dont le grain devient semblable à celui de la peau, pour le visage et le corps qui reluit, quand le diadème et le vêtement plissé gardent l'aspect clair et rugueux du grès non poli qui accroche les jeux de la lumière et de l'ombre.
Enfin, la peinture a pu être employée sur le grès à une époque récente, mais des études complémentaires sont nécessaires pour des périodes antérieures. Et la laque, rouge et noire, a aussi été appliquée, mais tardivement, sur des statues de culte en partie dorées.

#### Le bronze

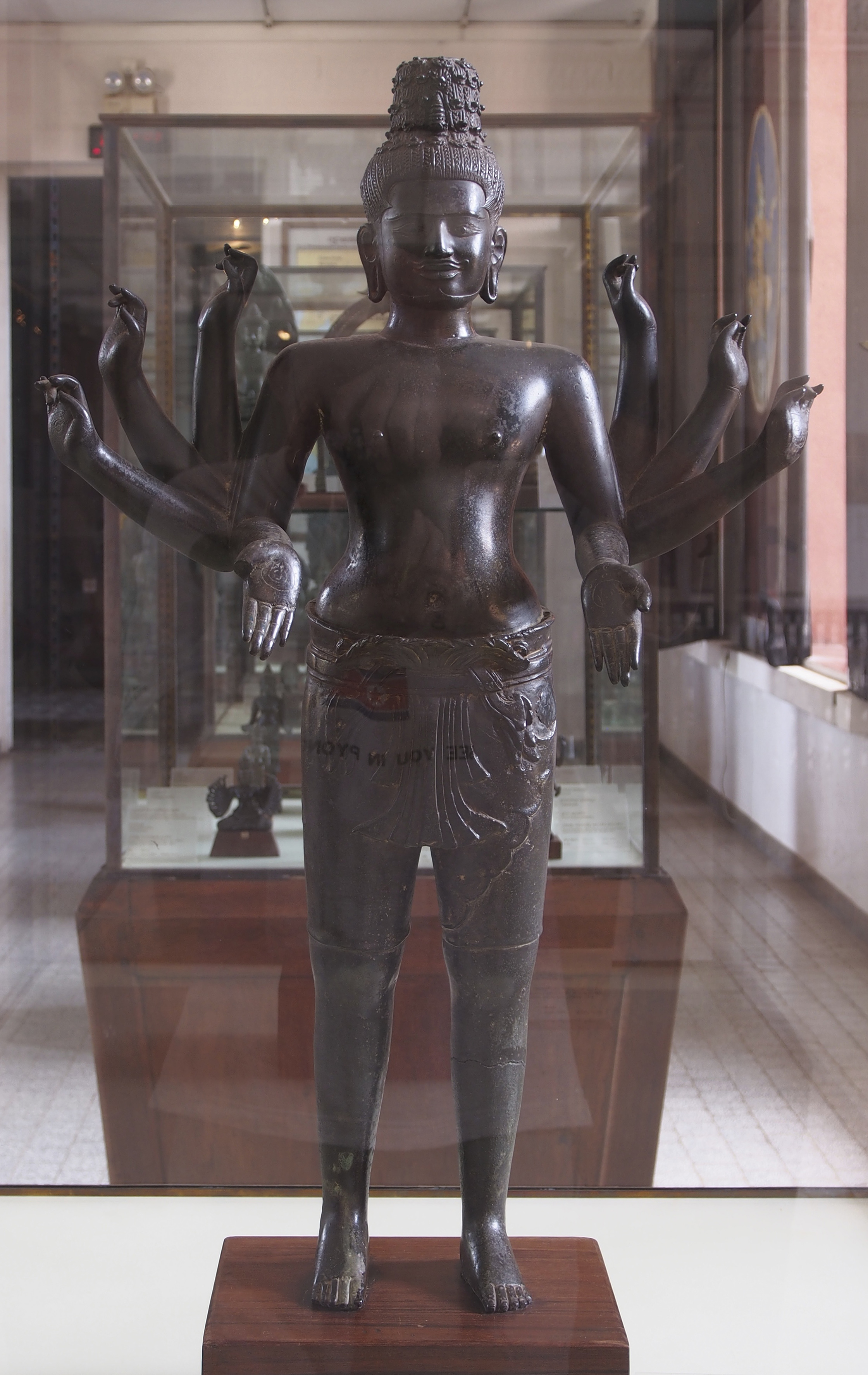
Maitreya à huit bras. Kg. Chhnang. Xe s. Bronze à patine sombre. 75 cm. M.National du Cambodge
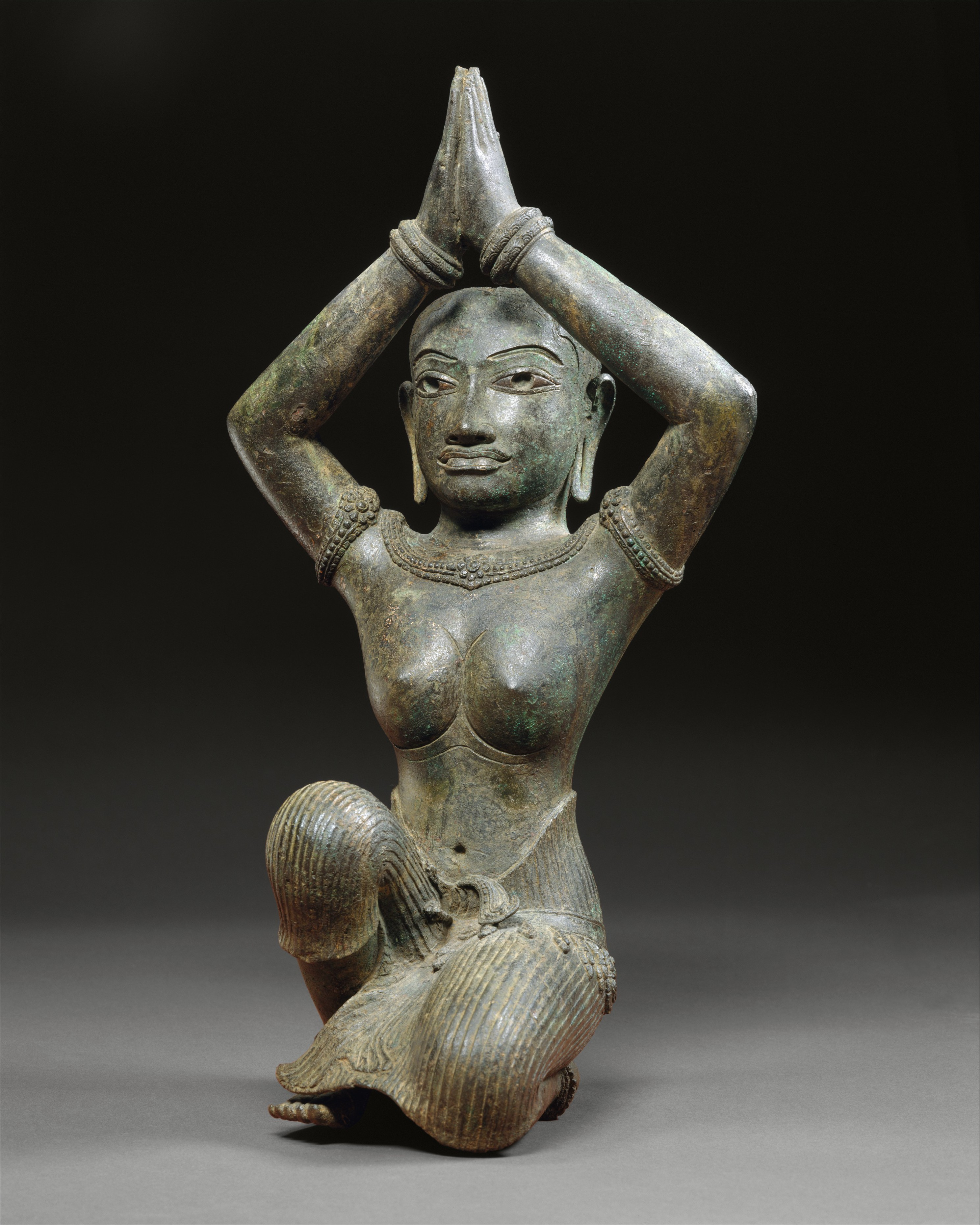
Reine khmère (?) dans une posture d'adoration. XIe s. Bronze, autrefois doré et incrusté. H. 43,2 cm. Met
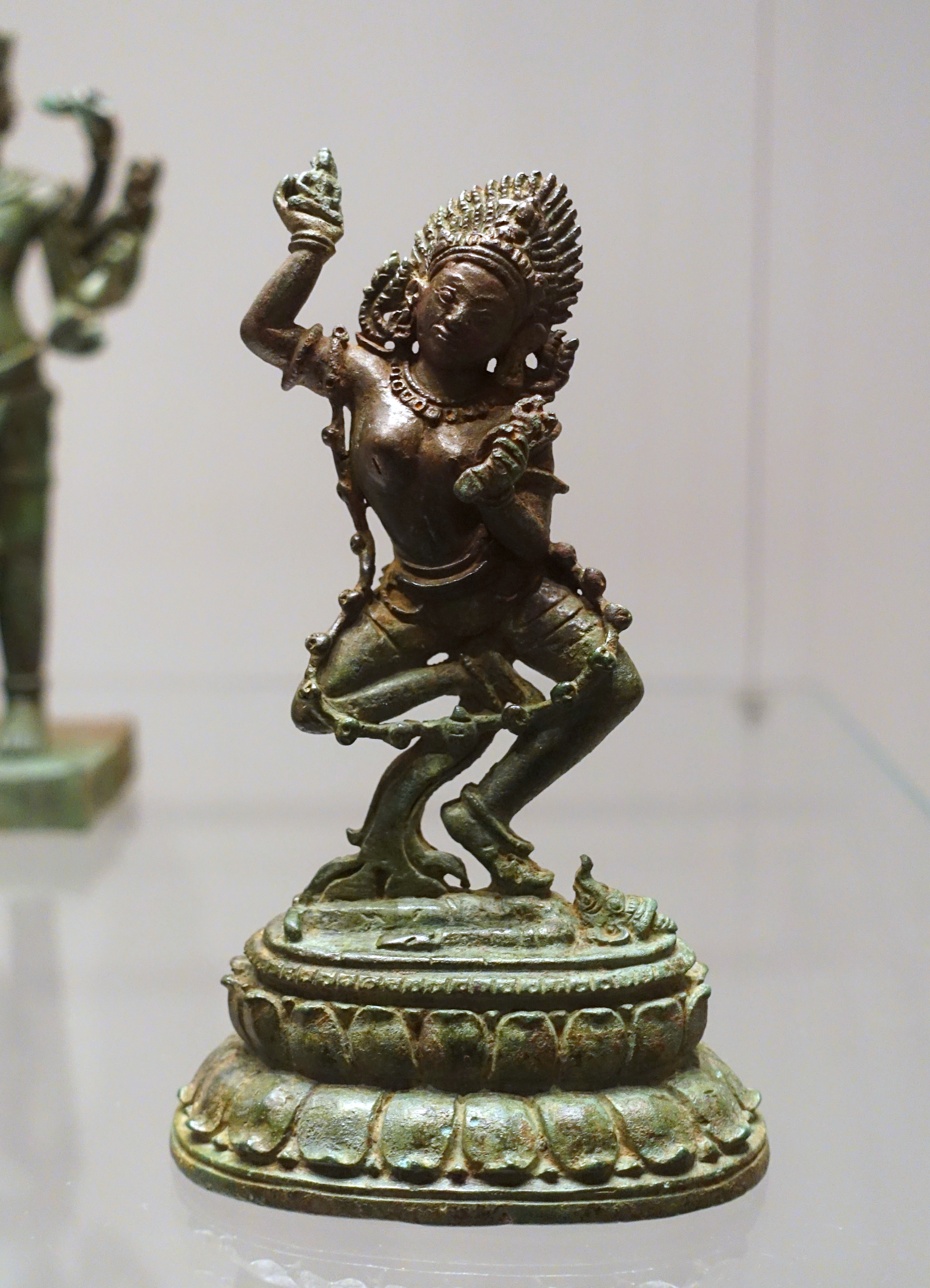
Yogin dans une pose « dansante ». XIe – XIIe siècle, probablement khmer. Musée ethnologique de Berlin
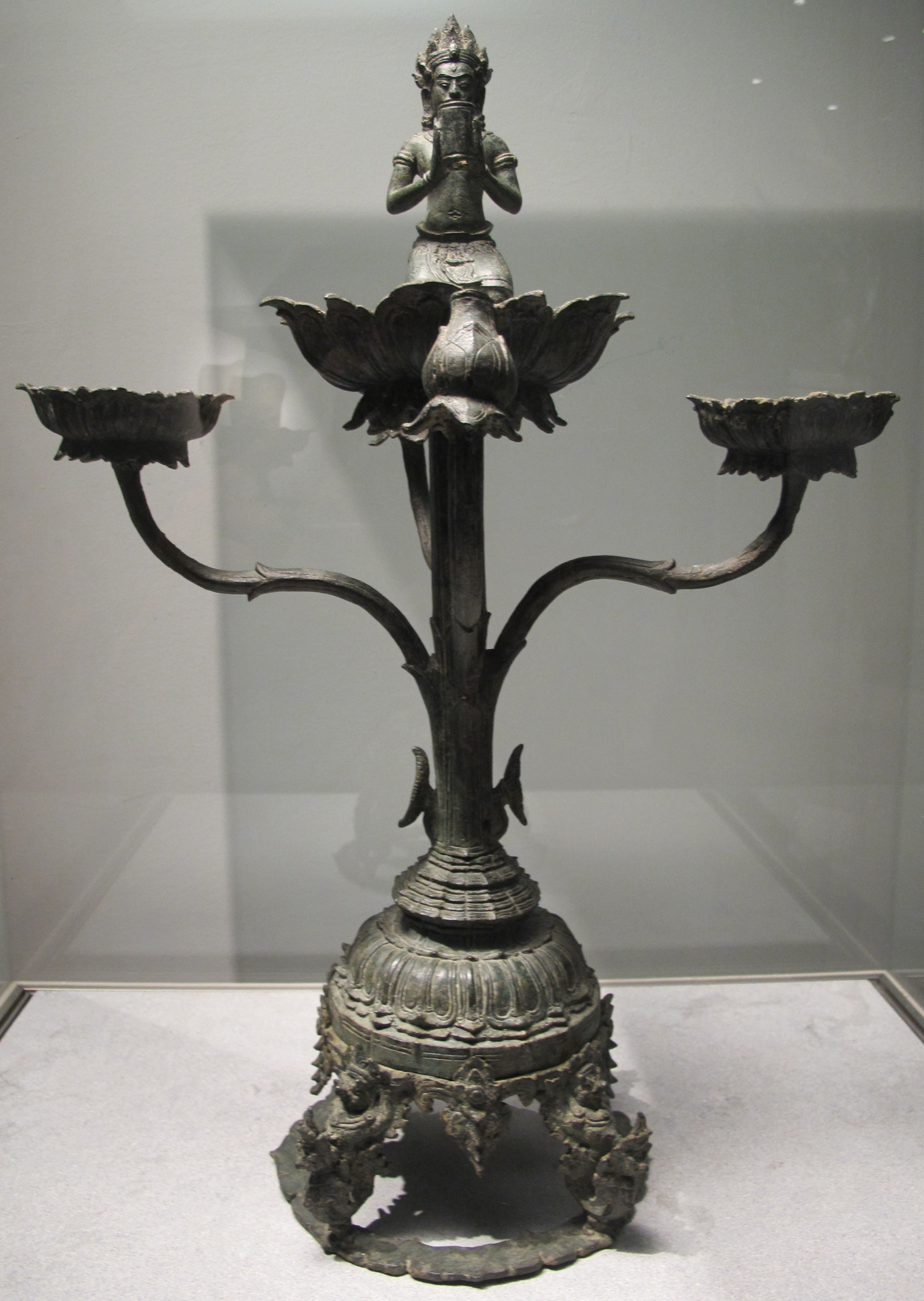
Candélabre. Style du Bayon. Fin XIIe- déb. XIIIe. Bronze. H. 57 cm. Musée Guimet

Le site de la fonderie royale d'Angkor Thom a été découvert en 2012. Dès le début du XIe siècle l'atelier est placé à une cinquantaine de mètres de l'enceinte du palais royal. On y produit divers objets et de la statuaire. La fonte à la cire perdue d'alliages à base de cuivre était couramment pratiquée. Les bronzes pouvaient être doré au mercure ou à la feuille, incrustés de pierres précieuses ou de verre (noir pour les pupilles). Les artisans travaillaient le fer sur le même site. La reconstitution de la chaîne opératoire a permis, entre autres, de montrer qu'outre la pratique de fonte à la cire perdue, on produisait aussi des plaques qui étaient martelées pour les rendre très fines et faire des récipients, voire de la statuaire rivetée. Le grand Vishnu couché du Mébon occidental en serait l'exemple le plus monumental, puisqu'il mesurait environ 6 m.
À propos du bodhisattva Maitreya en bronze du Musée national du Cambodge, ce bodhisattva n'est jamais figuré par une ronde-bosse en grès, alors qu'à l'inverse il l'est souvent en bronze. Les divinités représentées en bronze sont d'ailleurs bien plus nombreuses que celles en pierre. Néanmoins les codes de représentation plastiques (ici, style du Bakeng ?) et vestimentaires y sont les mêmes.
Le candélabre en bronze dans le style du Bayon est une fleur de lotus à cinq tiges. La figure féminine centrale agenouillée sur le péricarpe de la fleur tient un récipient qui recevait probablement un cierge. La qualité de ce bronze en fait l'un des plus beaux dans le style du Bayon.

#### Le bois
La sculpture en bois a presque totalement disparu. Les dépôts de la Conservation d'Angkor possèdent quatre Buddha datés des VIe – VIIe siècles. Les Khmers ont préservé quelques statues en bois, en tant que statues de culte. Ils les ont souvent laquées et dorées. Cela concerne la dernière phase de l'art khmer, post-angkorienne (XIVe – XVIIIe siècles). La majorité de la sculpture sur bois concerne la période postérieure aux XVe – XVIe siècles. Une statue d'homme en prière post-angkorienne, laquée et dorée du XVIe siècle (musée de Phnom Penh) présente un visage fin à l'expression étrange, « un sourire asymétrique et presque imperceptible », et des parures d'un style où l'art d'Ayutthaya est bien perceptible. Ces statues en bois post angkoriennes sont du type du Buddha paré, apparues dans le contexte du Theravāda. Cela donne l'occasion de figures rigoureusement frontales et raides mais d'une invention constante dans les motifs ornementaux. Les incrustations d'origine ont parfois subsisté en partie.

#### Céramiques
« Les Khmers ont façonné une céramique qui, au-delà de son rôle utilitaire, [...] constitue aussi une des formes de leur art. »

Les céramiques khmères sont de deux types, une poterie domestique (montée à la main ou tournée) et des grès, sans couverte, à couverte naturelle ou à glaçure.
- La poterie domestique, façonnée à la main (VIe – XIVe siècle) : On rencontre sur toute la période des marmites à cuire, hémisphériques munie d'un couvercle, des vases à collecter et conserver, des vases à puiser et verser ainsi que de très grandes bassines, un petit fourneau à trois pointes et diverses faisselles[69].
- La poterie domestique tournée (VIe – VIIIe siècle) : Elle est semblable à la céramique indienne : Pâte fine, vire au jaune clair, chamois. Grands vases à eau, cruches globulaires, petite cruche kundi, ... les becs sont collés au boudin, apparent, les anses très rares car trop fragiles. De nombreuses pièces sont peintes sur engobe blanc ou rouge clair[69].

Quelques exemples de céramique khmère
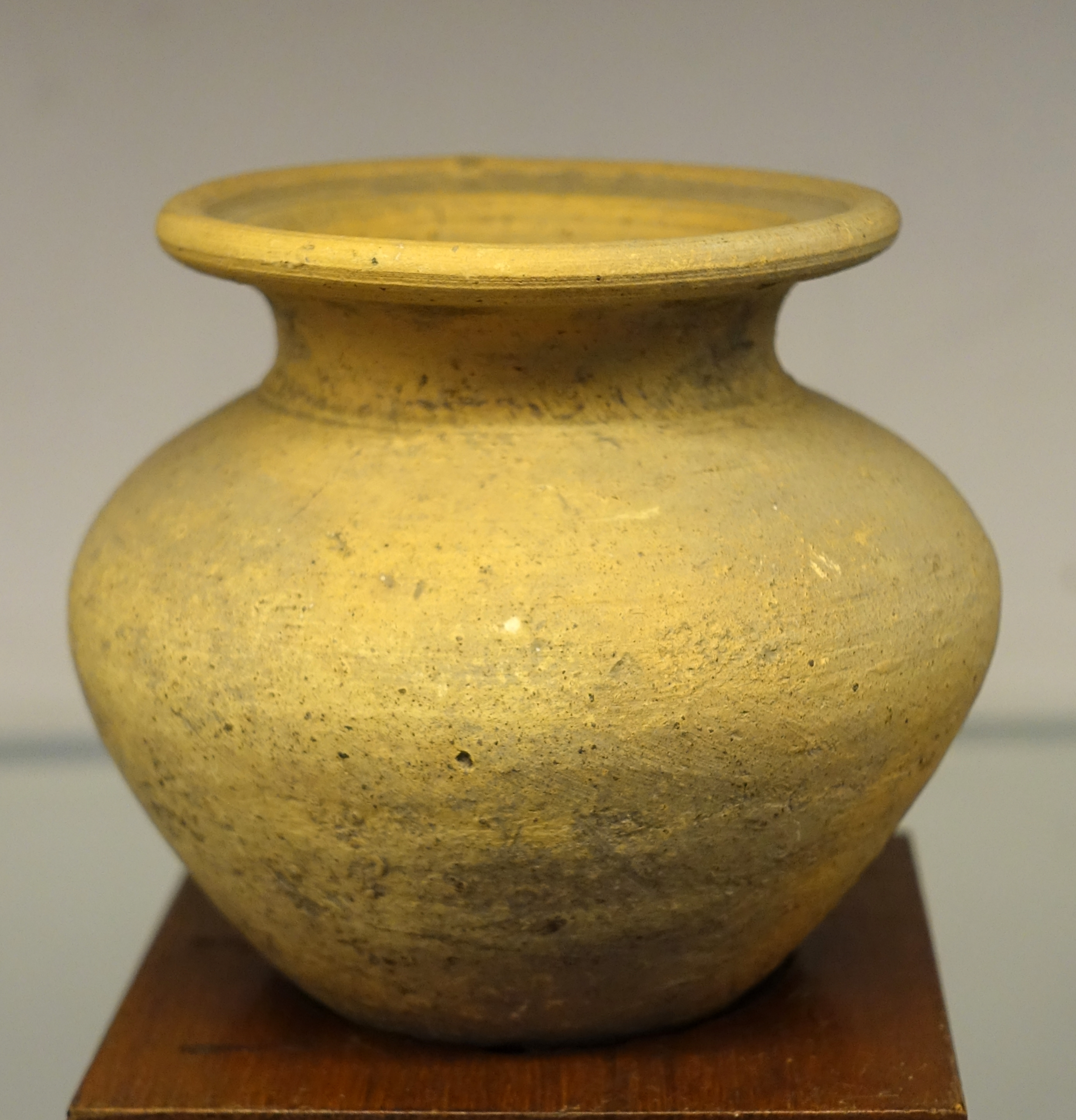
Vase à eau (?), terre cuite tournée, XIe – XIIIe siècle. Musée d'Histoire du Viêt Nam
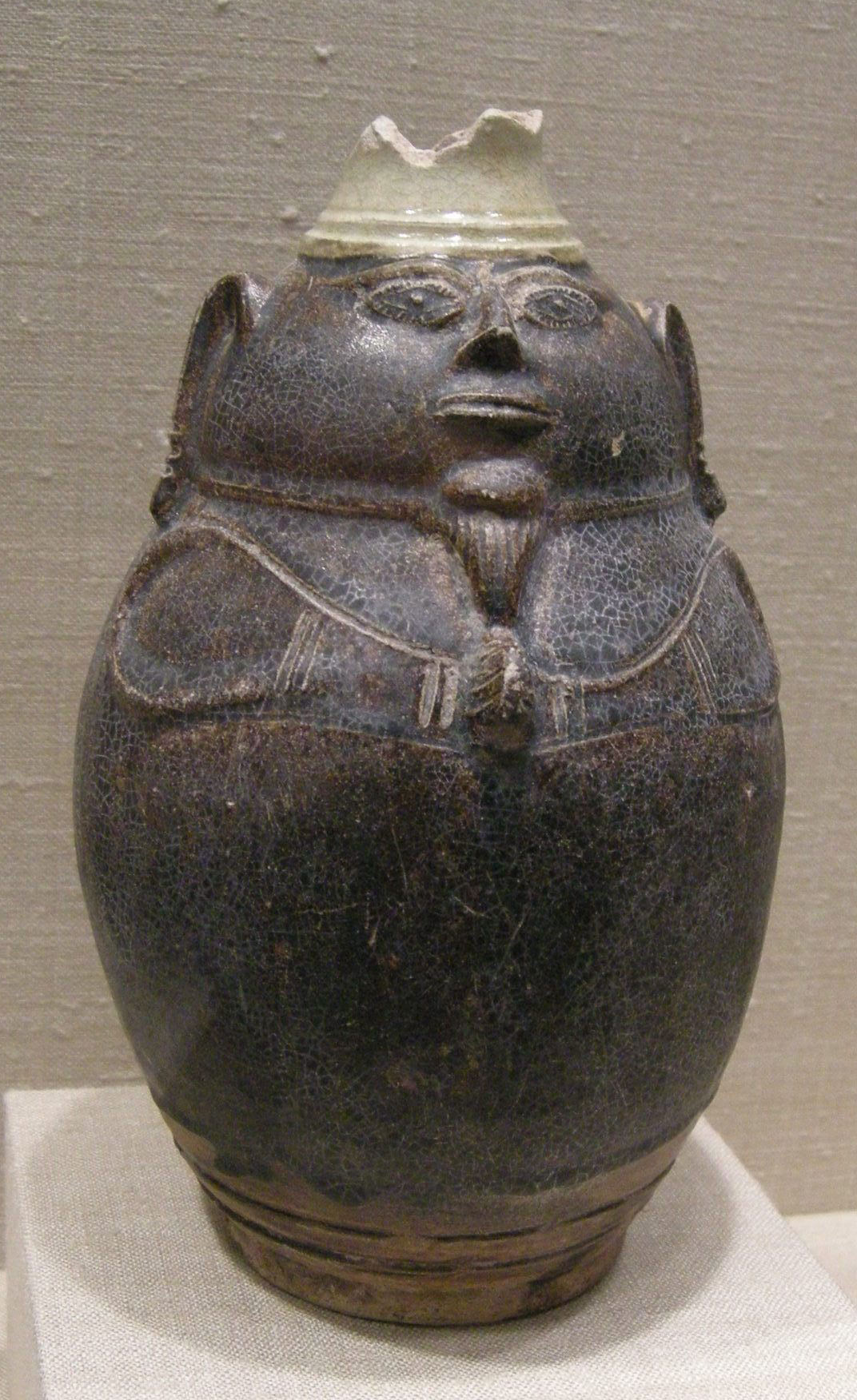
Bouteille de forme humaine. Grès, XIe siècle. Met
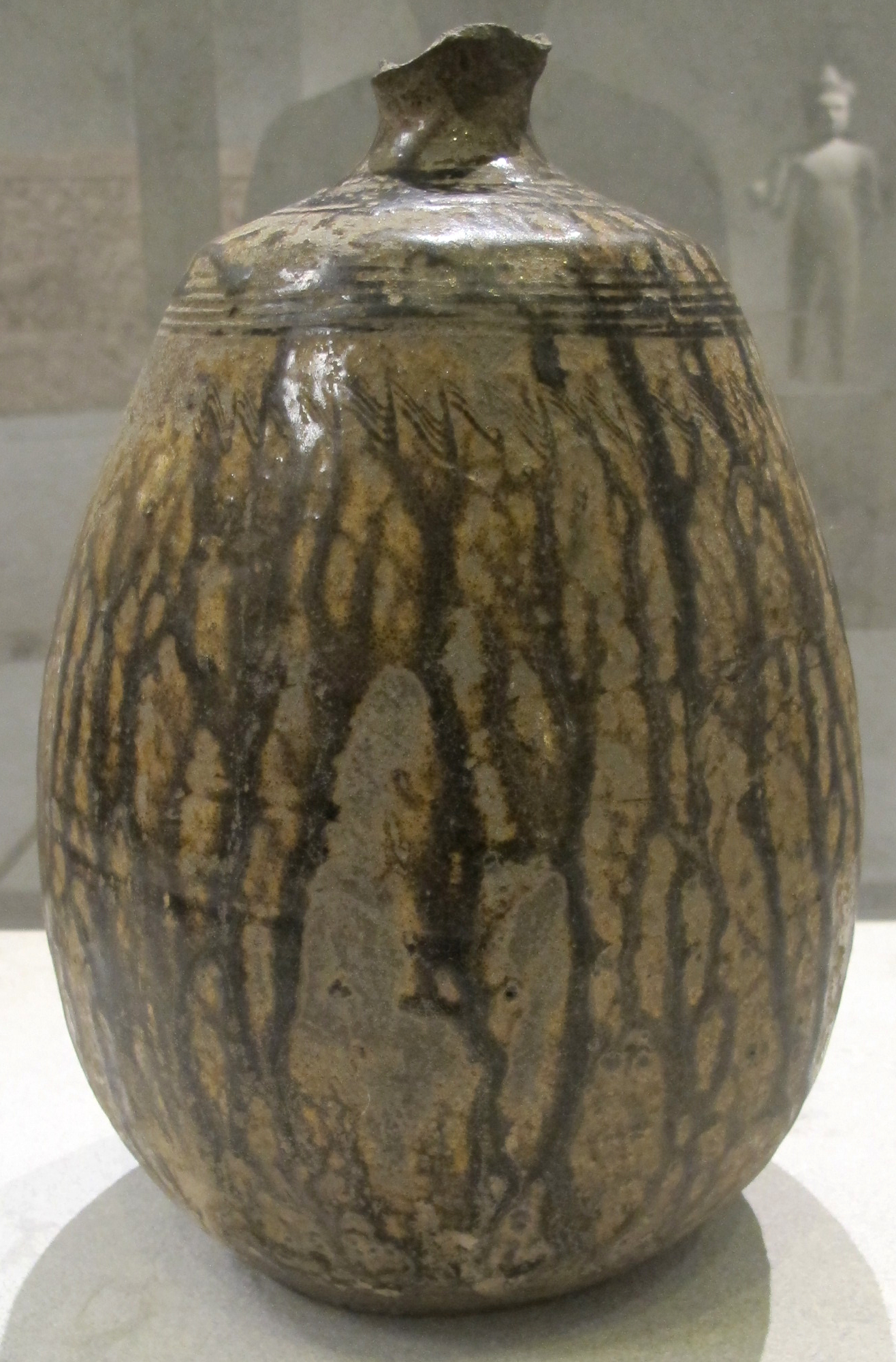
Bouteille à col droit. Région de Svay Chek (en). Type Torp Chey (?). Xe – XIIIe siècle. Guimet
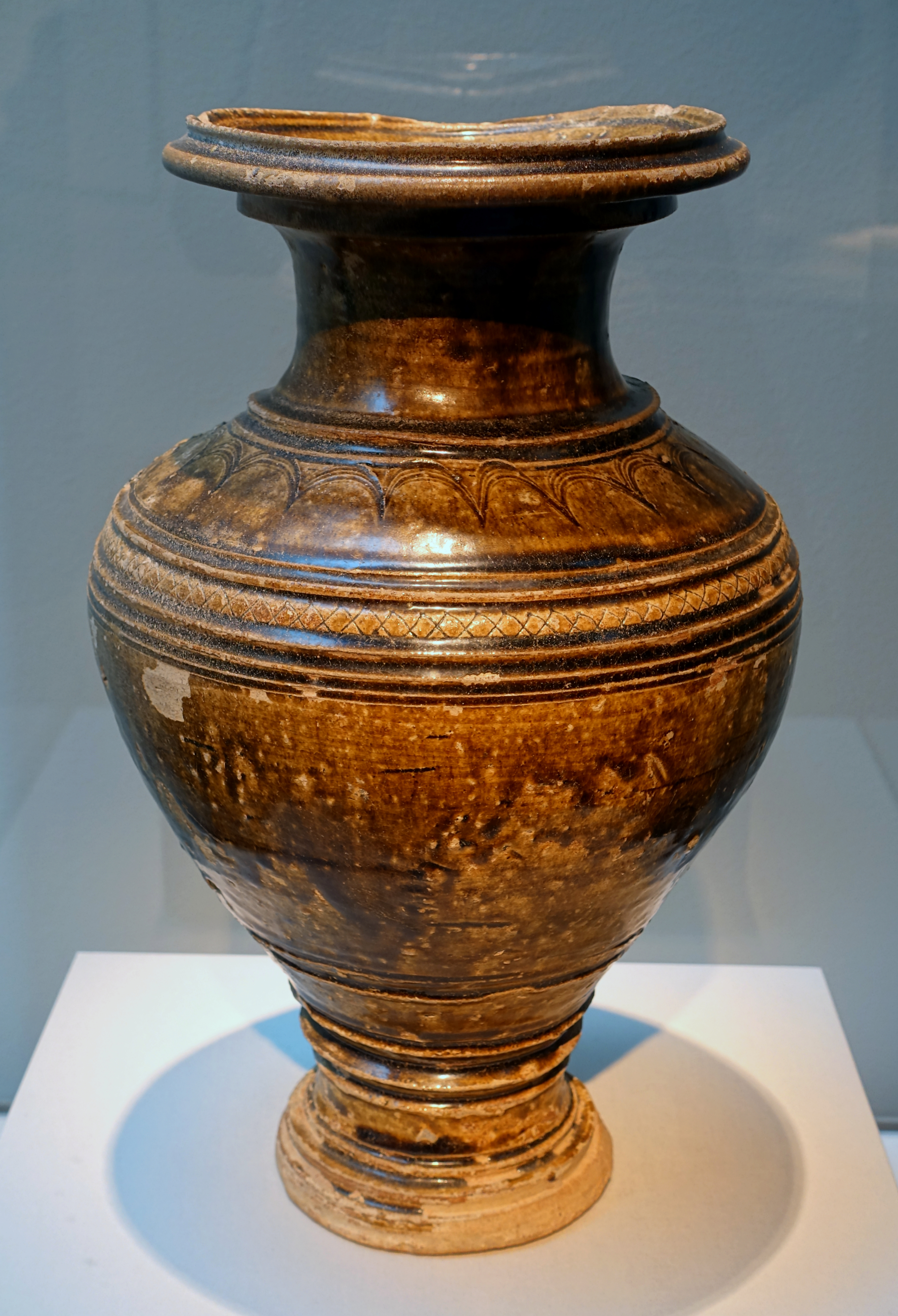
Vase balustre à glaçure plombifère brune. XIe – XIIe siècle. Arthur M. Sackler Gallery
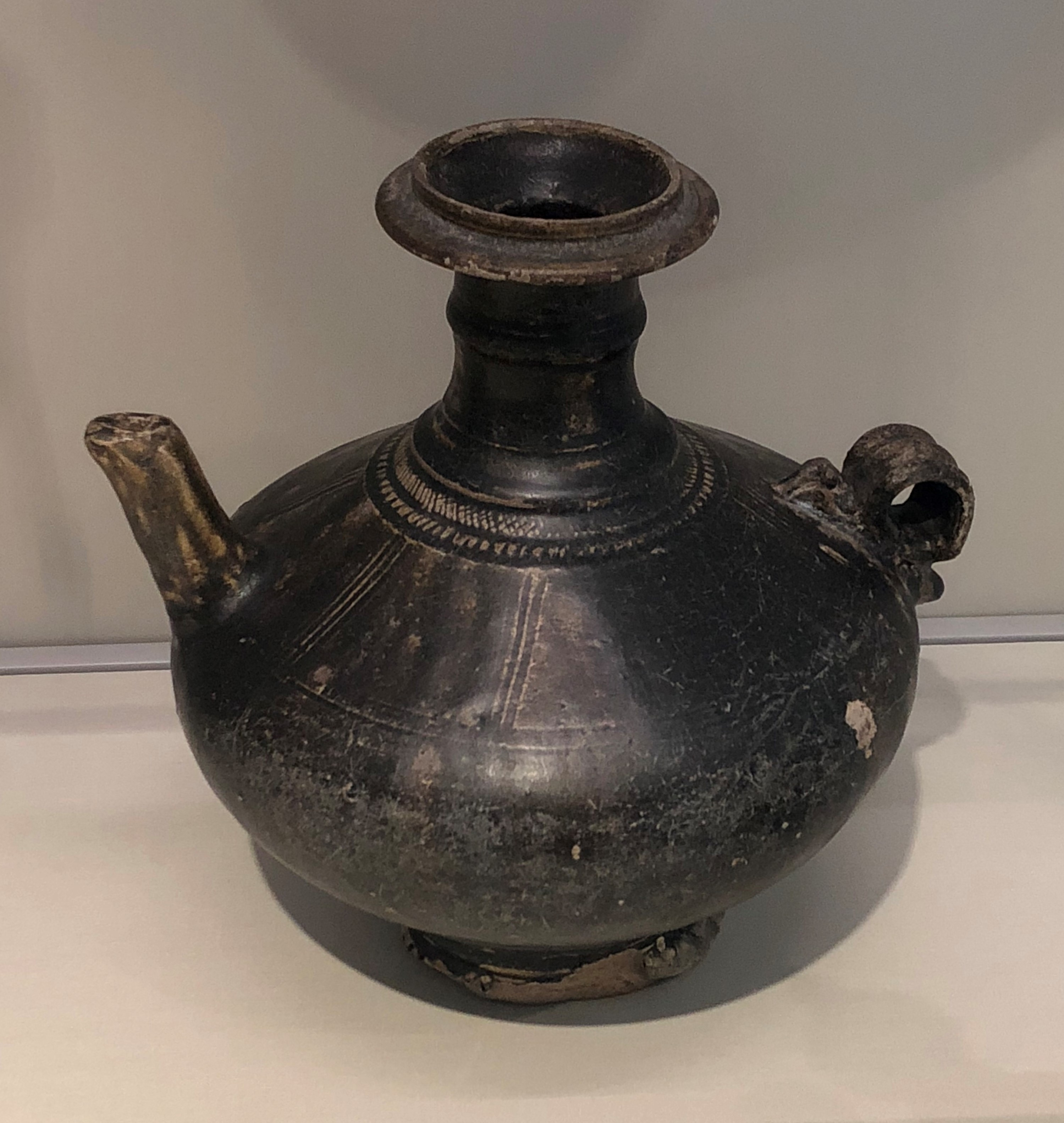
Verseuse (kendi), fin XIIe – XIVe siècle, grès à couverte noire. Musée des civilisations asiatiques (Singapour)
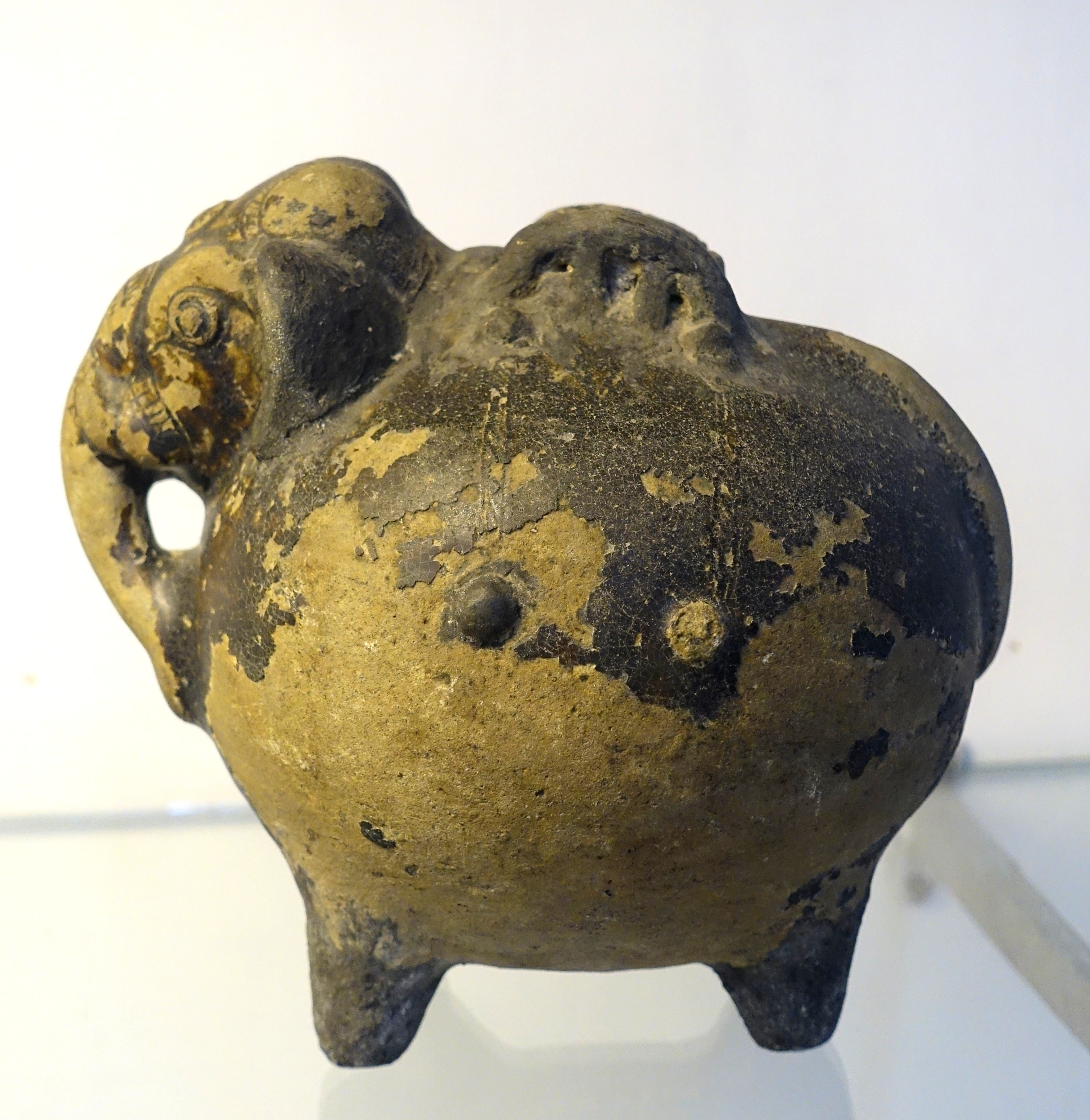
Pot en forme d'éléphant, XIe – XIIIe siècle, grès. Musée d'Histoire du Viêt Nam

- Le grès semble apparaître en association avec des importations chinoises d'époque Tang, qui sont copiées, au début du IXe siècle voire fin VIIIe siècle sur le site de Prei Monti, à Roluos. Cette première glaçure, fine, beige ou jaune clair s'écaille fréquemment[71]. Les glaçures vertes à jaunes (Phnom Kulen[72]) (de 880 jusqu'aux environs de 1180) sont suivies par les glaçures vert pâle de la province de Buriram (v. 1075-1250). Le grès sans glaçure, de couleur « lie de vin », provient d'une fusion superficielle qui peut bénéficier d'une couverte naturelle, ou accidentelle de cendre de bois (Xe – XIe siècle et jusqu'à vers 1430). Les vases balustres à couverte marron ou brun noir semblent surtout correspondre au XIIe siècle et jusqu'à vers 1430. Les grès à couverte marron, tout comme les couvertes brunes et vertes posent des questions plus complexes qui ne peuvent être évoquées rapidement[73], mais correspondent à cette même période. Il existe quelques "bouteilles" anthropomorphes (XIIe siècle ou XIIIe siècle) qui seraient contemporaines de fleurons, triangles ou fuseaux à décor appliqué (1177-1250). Des pots en forme de "lentille" (lenticulaires), de la province de Buriram, à glaçure brune, parfois verte, n'apparaissent qu'entre 1000-1050 et le XIIe siècle. Les vases zoomorphes peuvent dater des environs de 1075 à 1430.

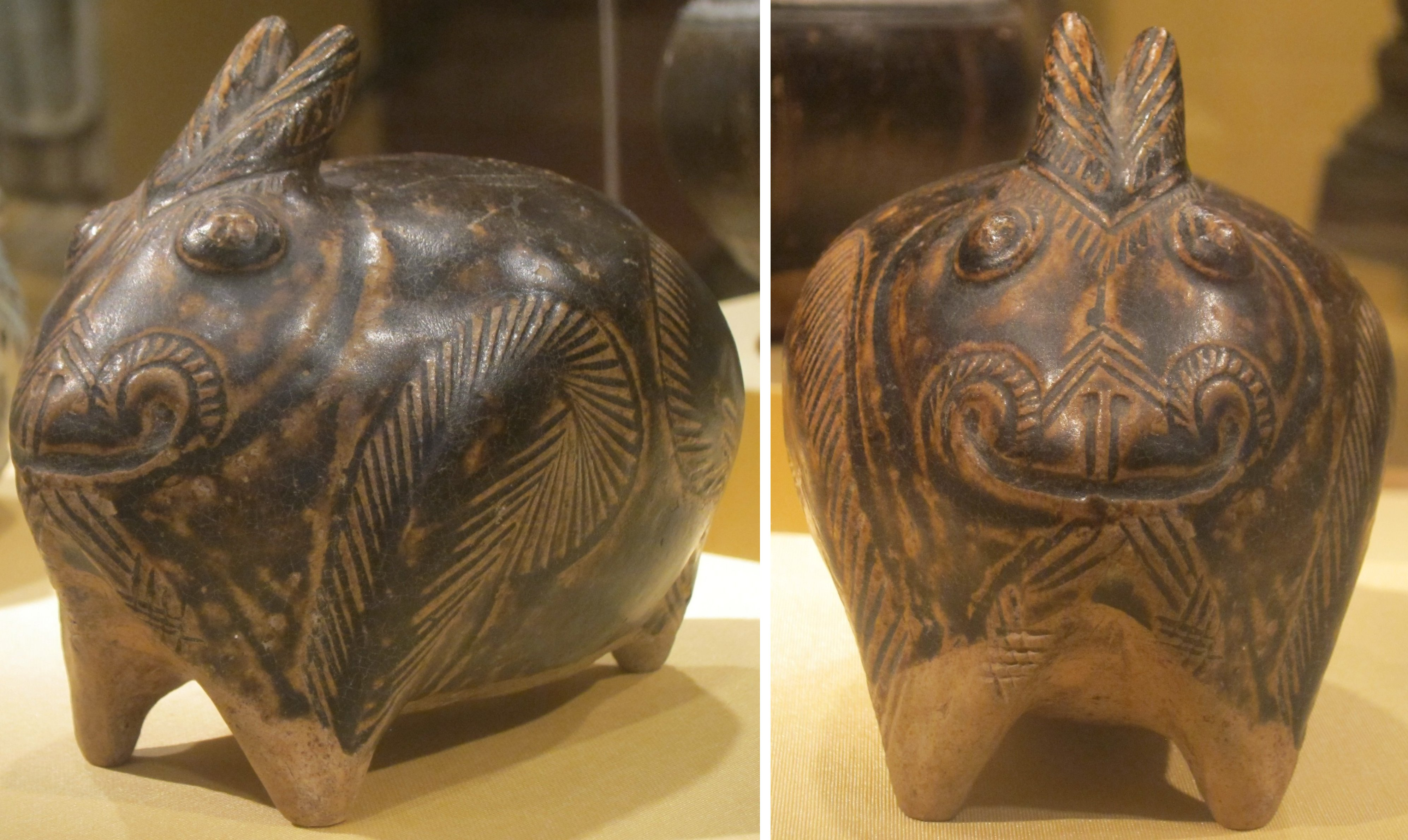
Pot en forme de lapin. XIe – XIIIe siècle, grès à glaçure brune. Honolulu Museum of Art
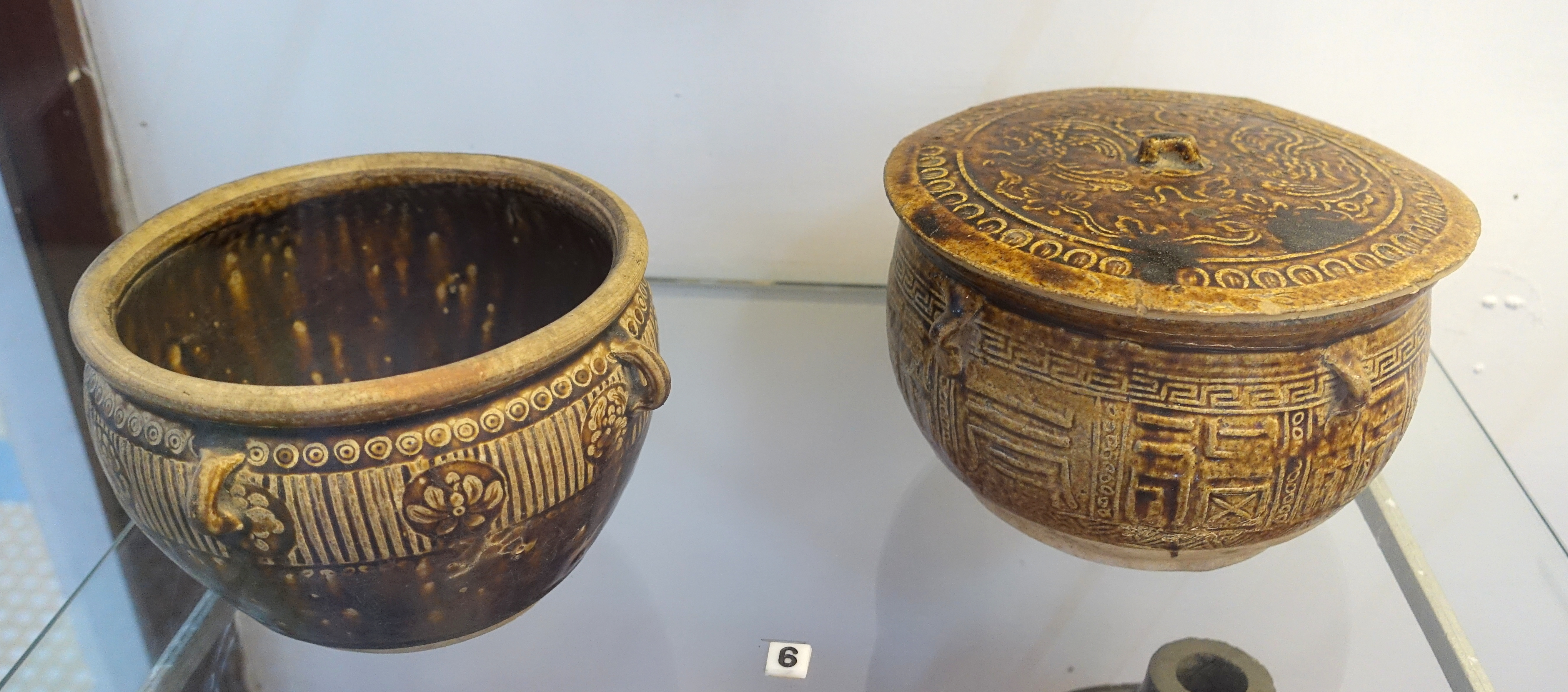
Bols, XIe – XIIIe siècle, grès à décor gravé en réserve et glaçure brune. Musée d'Histoire du Viêt Nam
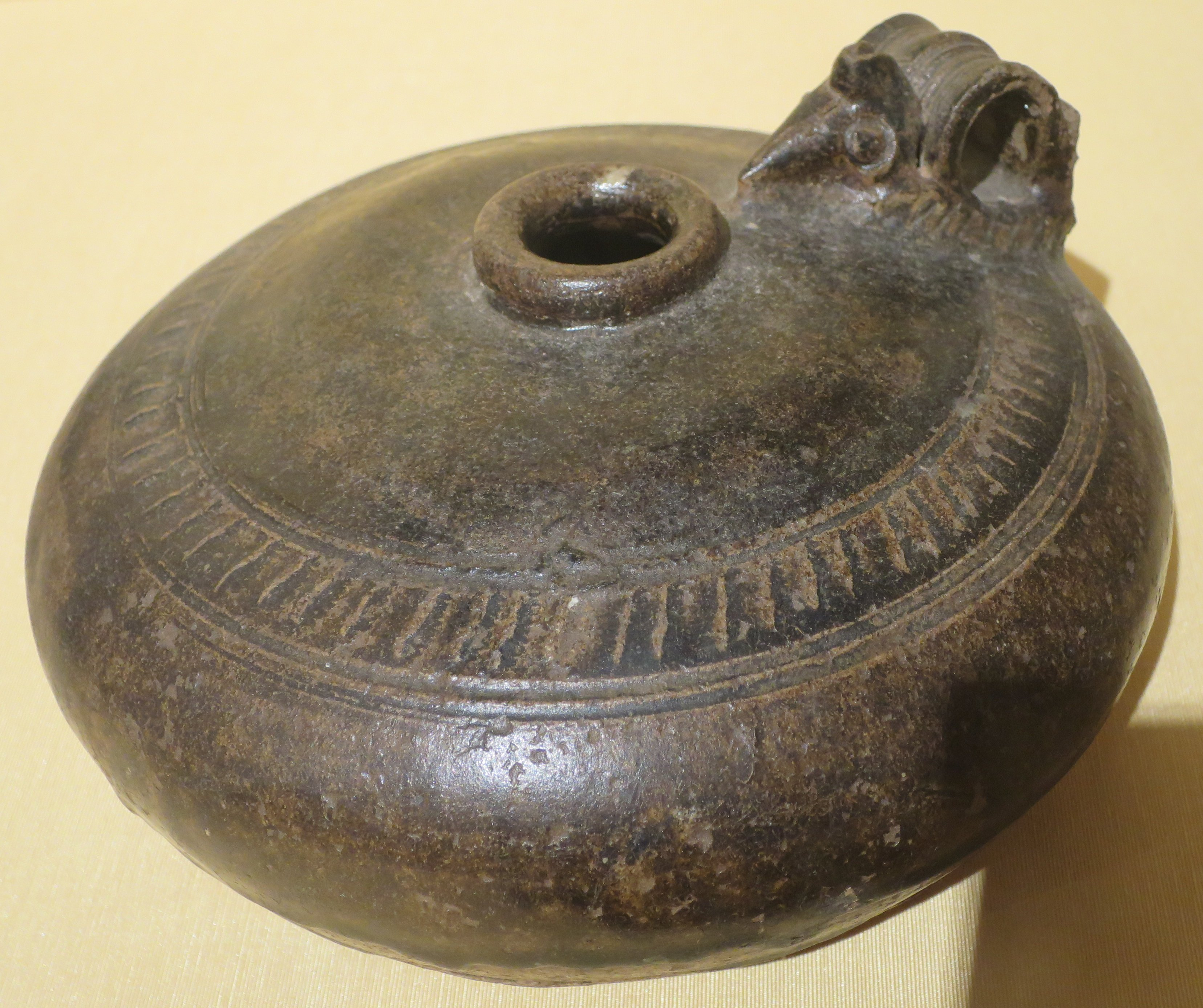
Vase lenticulaire. XIIe – XIIIe siècle, grès à glaçure brune. Honolulu Museum of Art

Les sites de fours ont été utilisés sur toute la période angkorienne, c'est-à-dire de manière intensive entre le XIe et le XIIIe siècle, comme pour le four de Thnal Mrech, sur le Phnom Kulen qui a fait l'objet d'une étude poussée, mais il n'est pas le seul.
- Les jarres de stockage khmères sont identifiées dès la fin du IXe siècle dans les environs de la ville d'Angkor, en terre cuite, la plupart sans glaçure, dont l'aspect est semblable à celui des jarres chinoises Tang. La lèvre se transforme au cours du XIe – XIIe siècle. Puis, entre le XIIe et le XIVe siècle, un second site de fours, à 50 km au nord d'Angkor, produit de grandes jarres à glaçure brune. Les sites de fours de Choeung Eck, près de Phnom Penh et Ban Kruat en Thaïlande produisaient des jarres non glaçurées. Pour l'ensemble, la production est considérable mais s'est limitée à un usage au sein de l'empire khmer, jamais pour l'exportation. Les plus grandes pouvant atteindre 60 cm, à l'épaule [75].

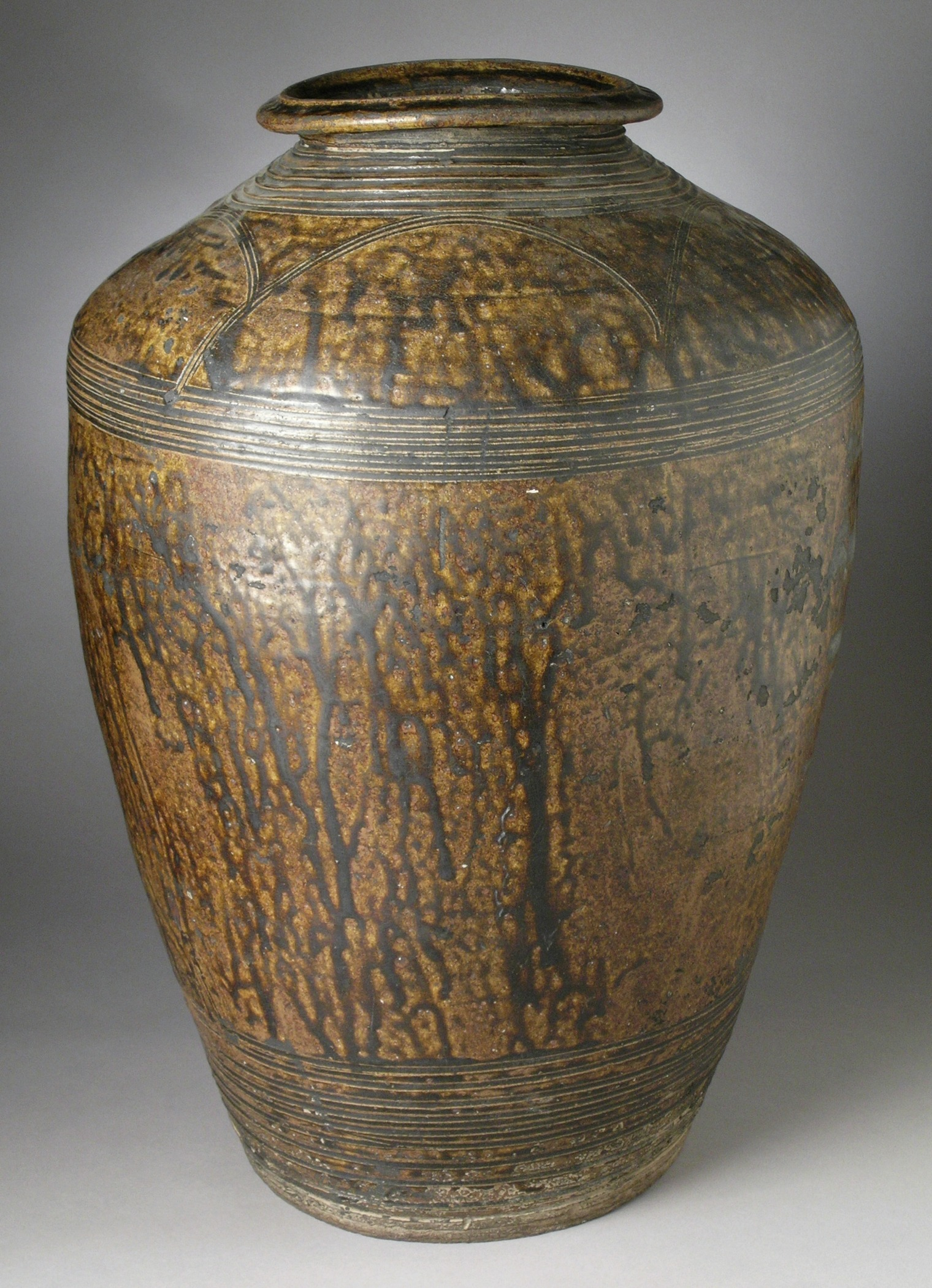
Grande jarre.. Grès à décor incisé et couverte brune.
H. 54,6 cm. LACMA

La datation des céramiques, avancée par Bernard-Philippe Groslier en 1981, fait l'objet d'une proposition de révision sur la question des grès, par Armand Desbat en 2017.

## Architecture

### Généralités

#### Construction

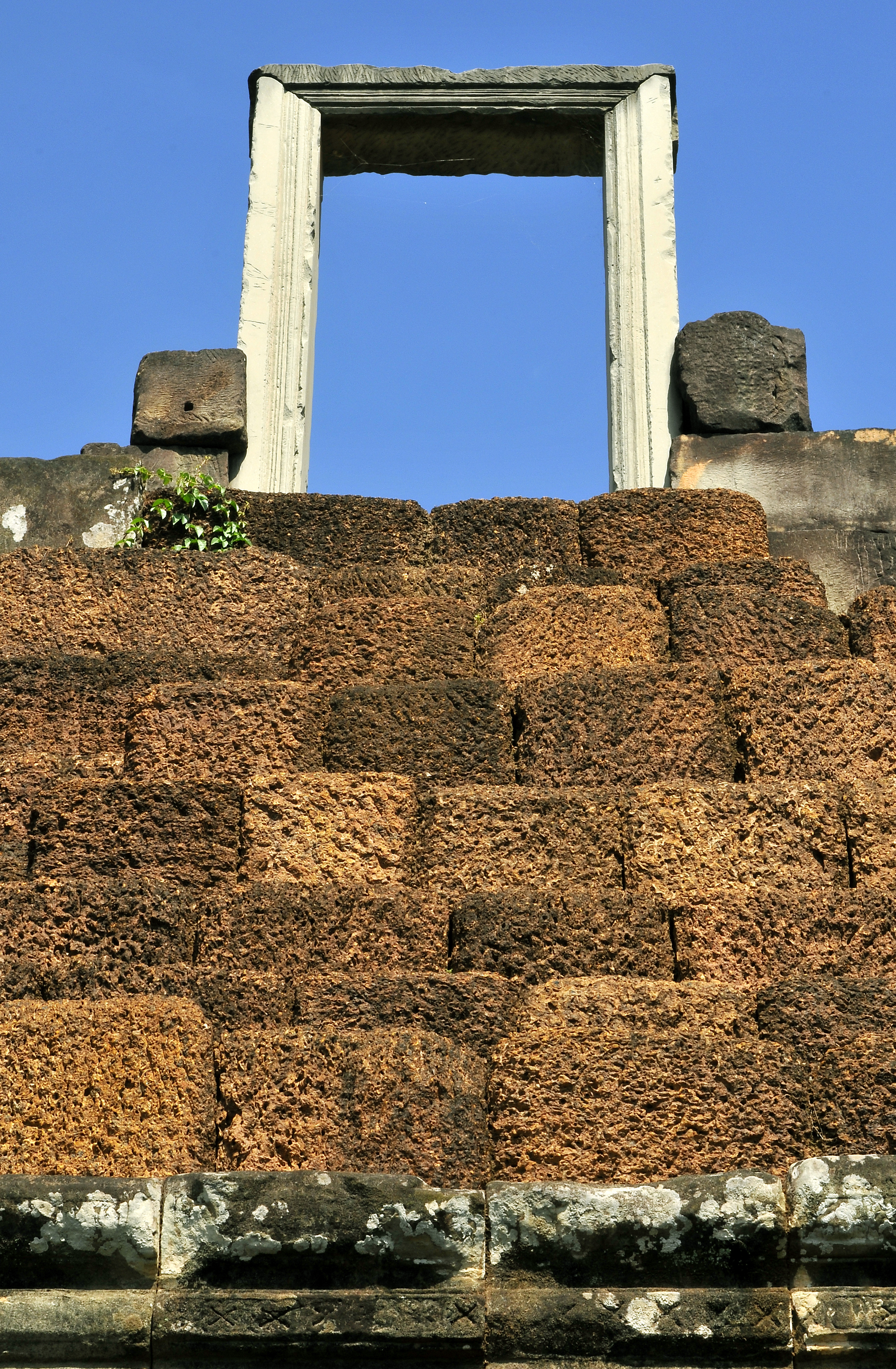
Latérite au Baphuon, le grès ayant été remployé dans le grand Bouddha de la face Ouest

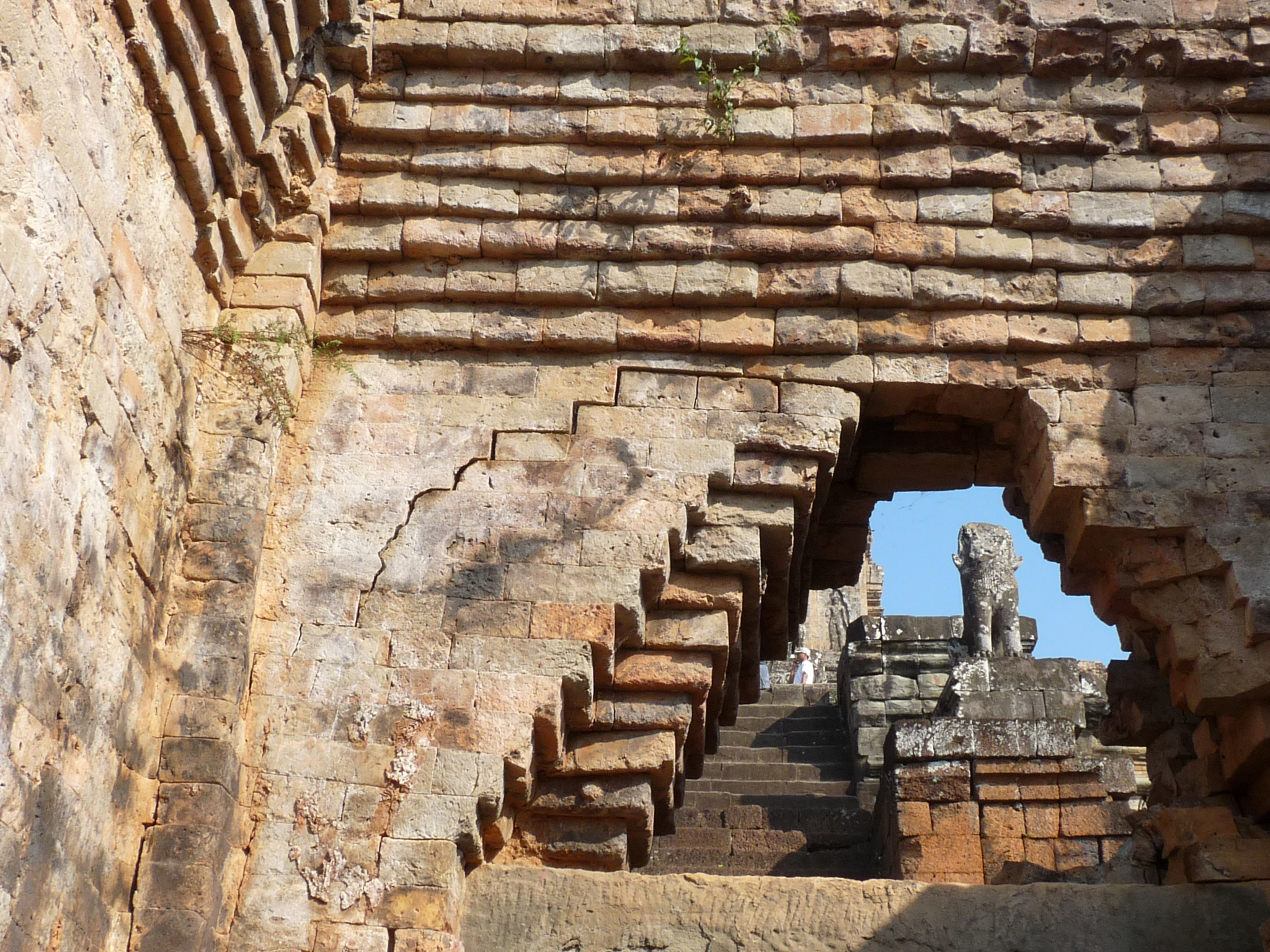
Arc en encorbellement et lits de briques posés en quinconce. Prè Rup (daté 961)

La latérite est extraite des barays. Lorsqu'elle est sèche, c'est un matériau solide et léger comme une éponge dure, qui réagit très bien au passage de la saison humide à la saison sèche. Elle sert le plus souvent pour les fondations et sur certains murs d’enceinte pour laquelle elle est parfaitement adaptée, et ne reçoit pas de décor sinon par plaquage de grès sculpté. La maçonnerie de brique à joints très fins est le matériau le plus employé dès le VIIe siècle, moins pendant toute la période classique. Chaque lit de brique, lié à un encorbellement, est décalé par rapport au précédent. Les briques étant posées en quinconce, elles garantissent ainsi la stabilité de l'ensemble. Ce principe qui n'est pas appliqué pour les murs simples, n'est plus appliqué dans les constructions en grès. Les briques étaient rodées (usées l'une contre l'autre) de manière à obtenir des surfaces d'adhérence bien lisses. La poussière de brique et un mortier de chaux assuraient l'efficacité des joints, quand il y en avait. Mais seulement la couche externe est soigneusement assemblée-collée tandis que l'intérieur du mur, très épais, n'est qu'un blocage de débris de briques et de terreLaur, 2002, p. 76. Les dislocations sont alors bien probables.
Pour les temples-montagnes de l'époque angkorienne, la latérite est recouverte de blocs de grès, les superstructures sont en grès. Les artisans perçaient des trous dans ces blocs pour leur transport. On employait la force des éléphants mais aussi des palans. Les Khmers travaillent le grès sans mortier, l'adhérence étant renforcée par une parfaite coïncidence des plans et parfois avec des emboitements, le tout parfaitement jointif. Mais ces blocs sont, plus ou moins empilés sans qu'une alternance des joints verticaux ne puisse en maintenir la stabilité. Cette fragilité est amplifiée lorsque le temple-montagne est édifié sur une colline artificielle en gravats et sables. D'où les effondrements qui ont nécessité de lourdes restaurations, comme au Baphûon.

#### Cambodge
|  |

|  |

Dans ce pays quasiment noyé sous les pluies diluviennes qui font déborder le Mékong au point qu'il remplisse un immense lac, le Tonlé Sap, la construction doit tenir compte de cette eau qui permet de nourrir le pays. Le site archéologique d'Angkor comporte plus de 200 temples sur 400 km². Les temples, mais aussi les palais, sont souvent placés à proximité immédiate de vastes réservoirs, les baray, nécessaires à l'irrigation des parcelles situées à proximité. Angkor abrite les quatre plus grands baray du pays, dont le plus grand approche 8 x 2,2 km et 4 m de profondeur. Dans de telles conditions, les Khmers, à l'époque "classique", ont employé pour l'assise ou la base des constructions angkoriennes la latérite, une roche dont la sédimentation produit une structure à vacuoles (des vides dans la roche, quasiment en nid d'abeille) qui favorisent sa tenue en période humide comme en période sèche, où l'eau retenue est progressivement évacuée. Au centre d'Angkor, un bassin entouré par une enceinte percée de trois gopura qui contient, sur un îlot, le temple du Mebon occidental témoigne du défi qui consistait à construire avec de telles contraintes, mais la restauration du temple en question (2013-2018) fut un autre défi.
Avec la grande diversité des premiers édifices qui se sont plus ou moins conservés jusqu'à nous, plusieurs aspects restent constants depuis le VIIe siècle. L'exemple de Phnom Bakheng (v. 900) présente ces caractéristiques : des ensembles de bâtiments religieux, nombreux ; des temples-tour (avec ici l'exception de tours hexagonales) ; la voûte à encorbellement qui ne permet que de petites salles intérieures ; des ensembles de tours disposées régulièrement sur une terrasse ; et enfin le temple-montagne (ici, le prototype). À l'époque « classique », aux XIe – XIIe siècles, ces temple-montagnes sont mis en scène par un dispositif spectaculaire, avec de vastes bassins qui redoublent, en reflet, les constructions aux formes complexes mais aussi de subtils effets de trompe-l'œil. Plus tardivement, les XIIe – XIIIe siècles se distinguent par les célèbres temple-montagnes à visages.

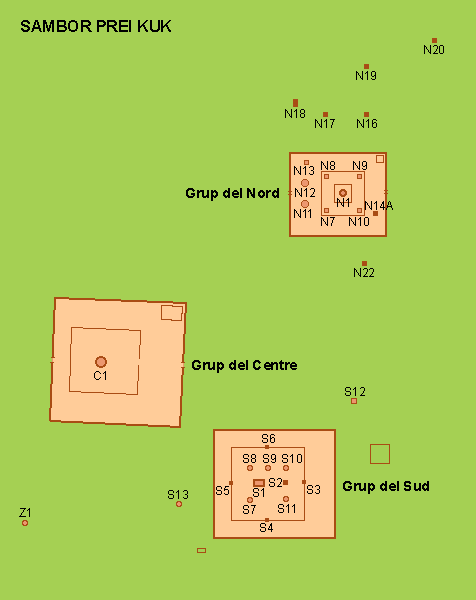
Sambor Prei Kuk. Capitale du Chenla, VIIe siècle. 3 groupes: >100 temples
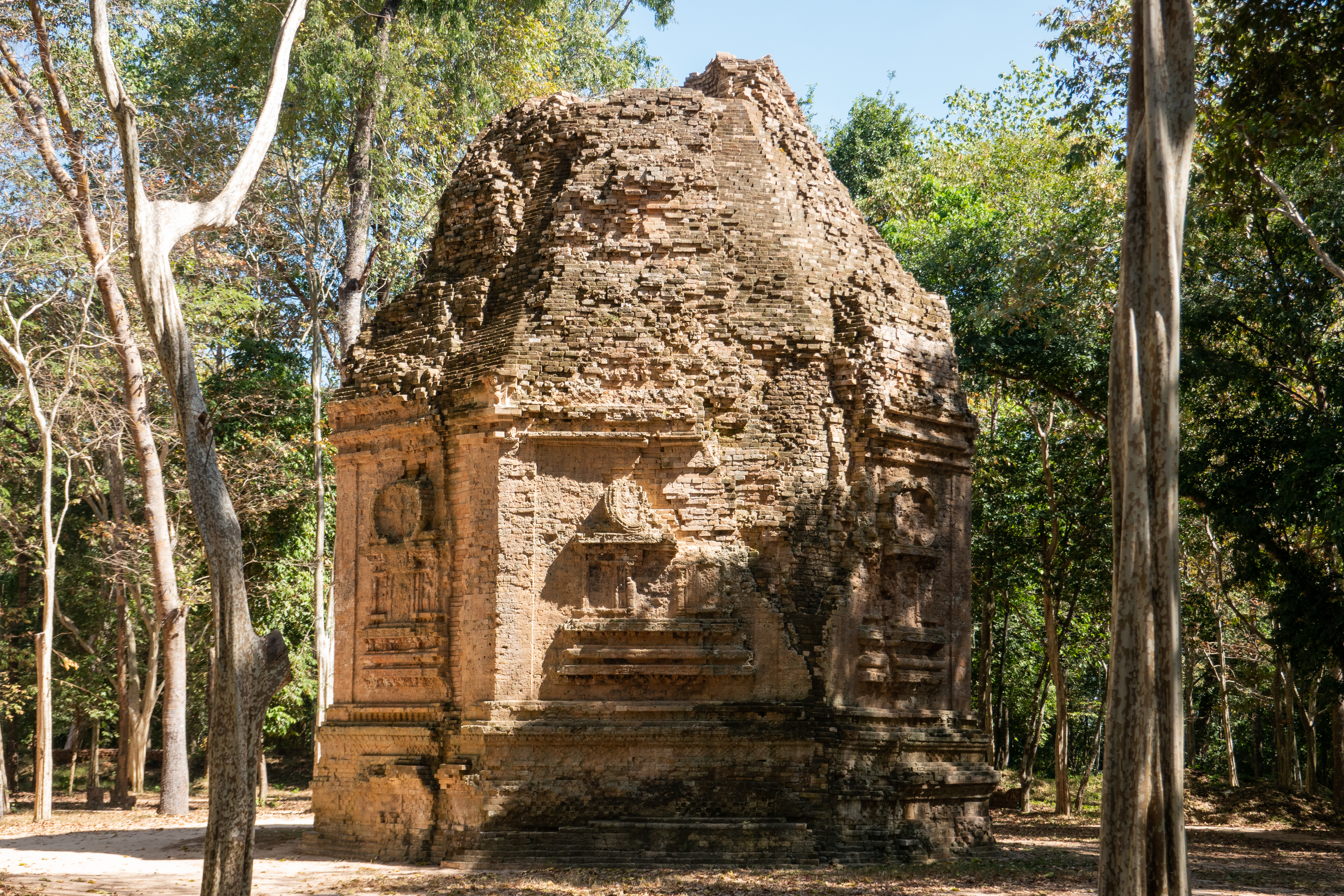
Sambor Prei Kuk. VIIe siècle. Tour hexagonale
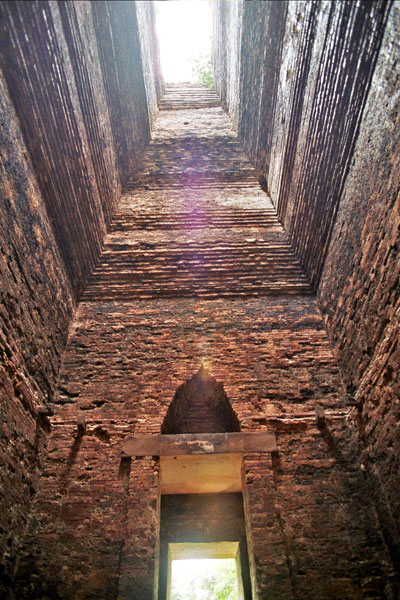
Sambor Prei Kuk. Tour S1: encorbellement
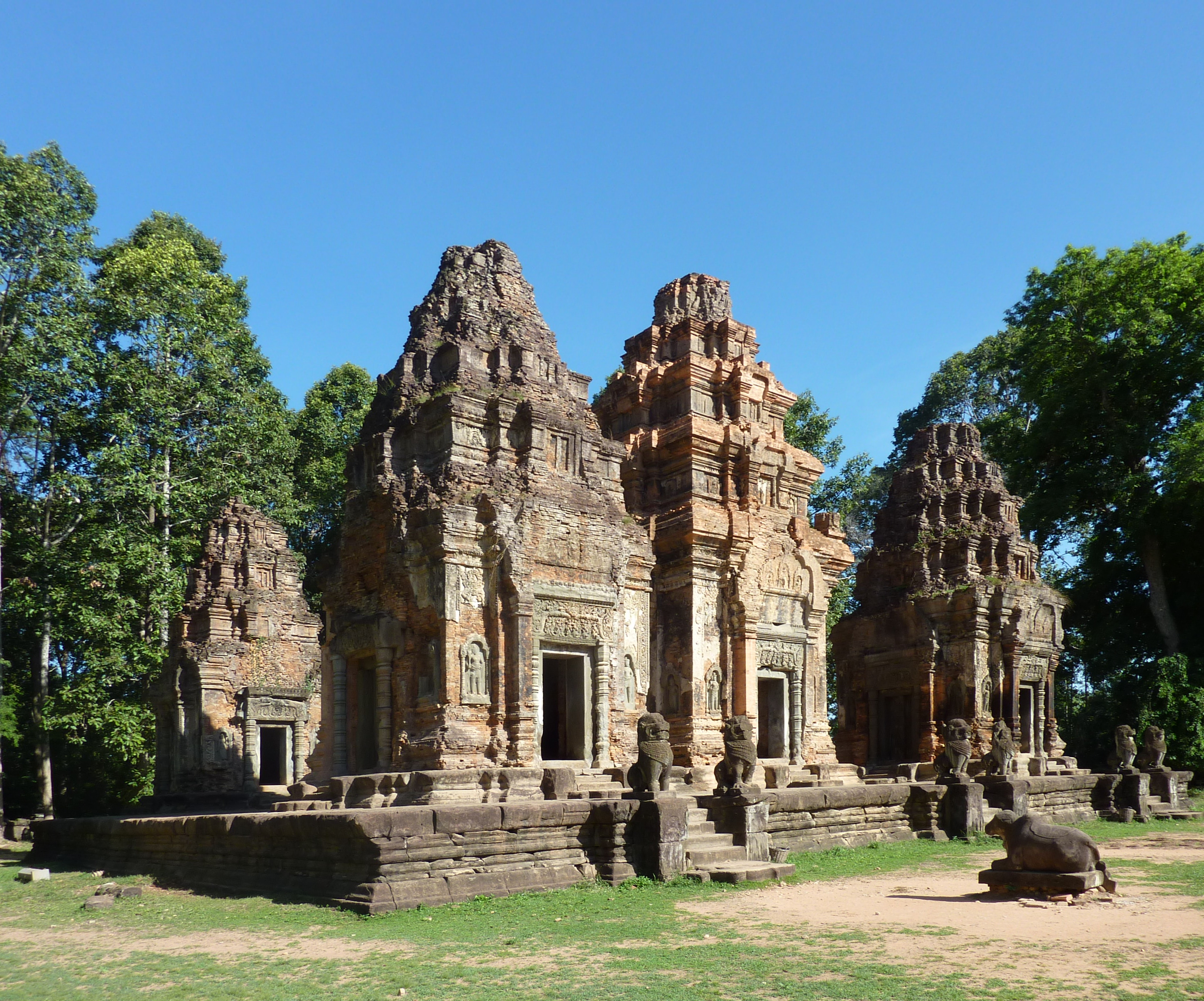
Preah Kô (880). Six tours sur une terrasse
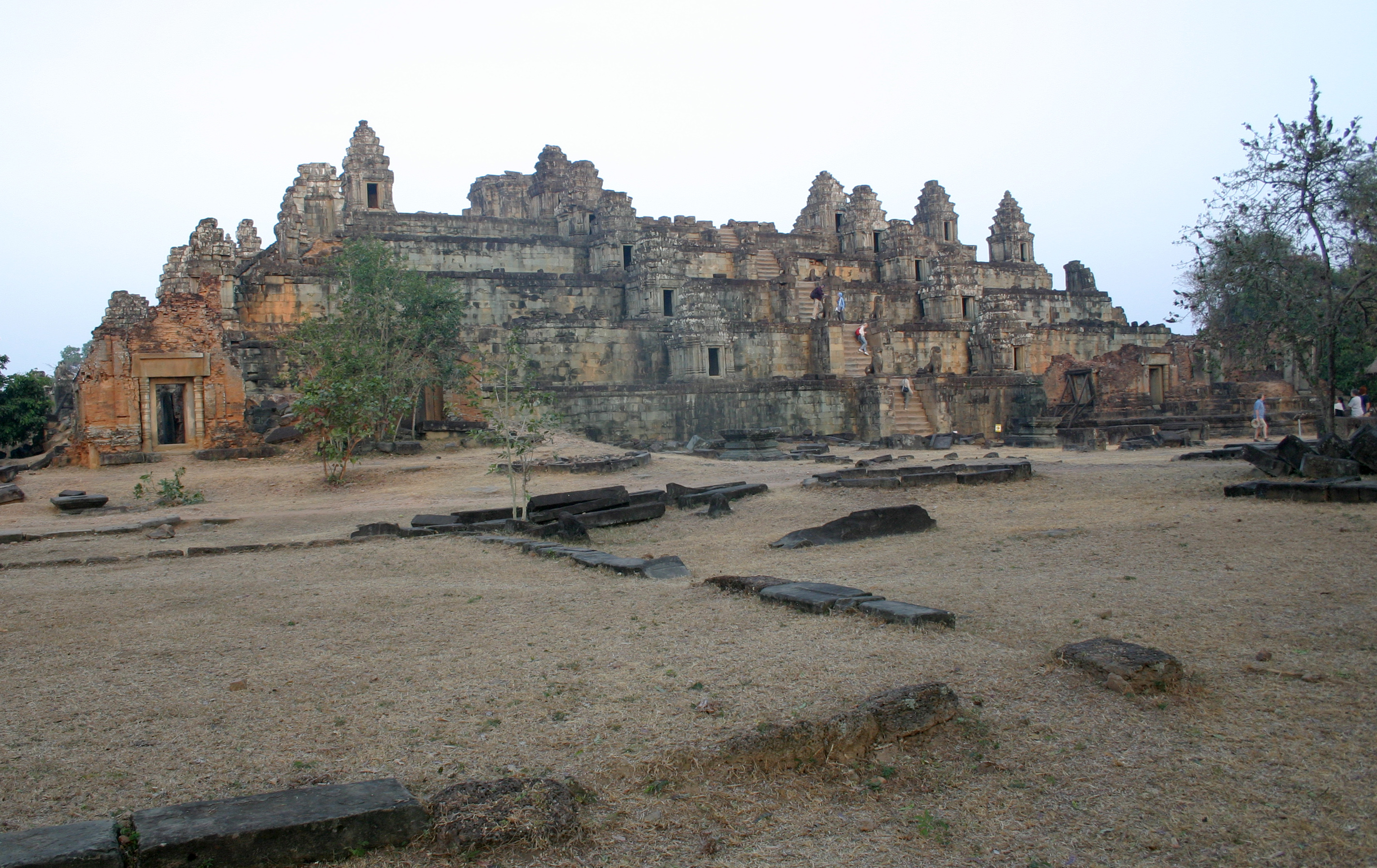
Angkor, Phnom Bakheng (v. 900) 1er temple-montagne

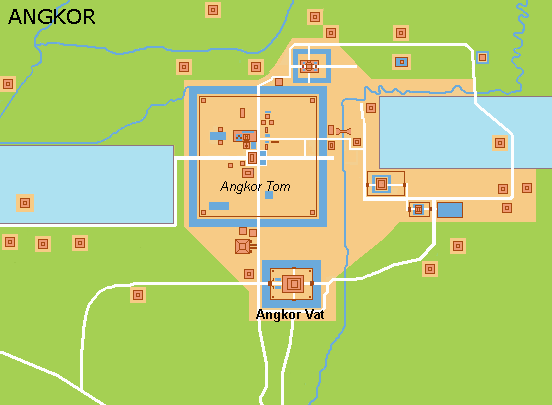
Angkor Vat (v. 1100- v. 1150) et Angkor Thom (v. 1181 - v. 1220)
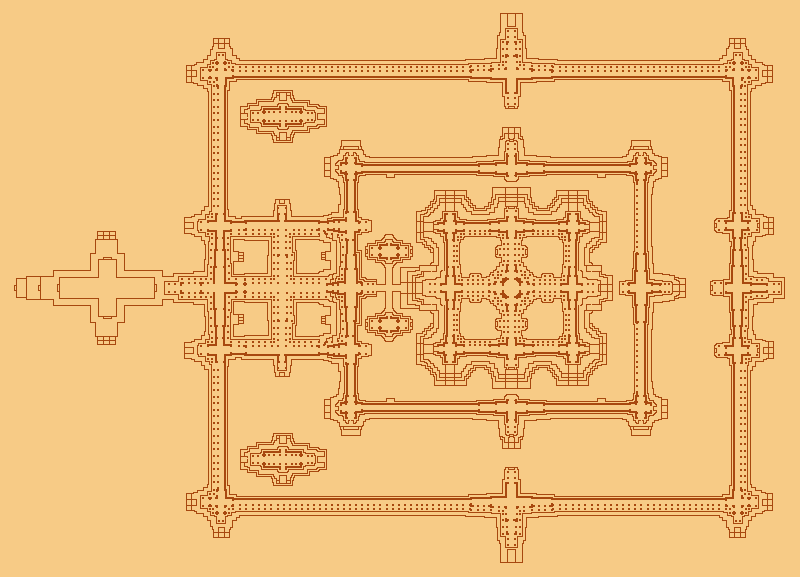
Angkor Vat. Plan
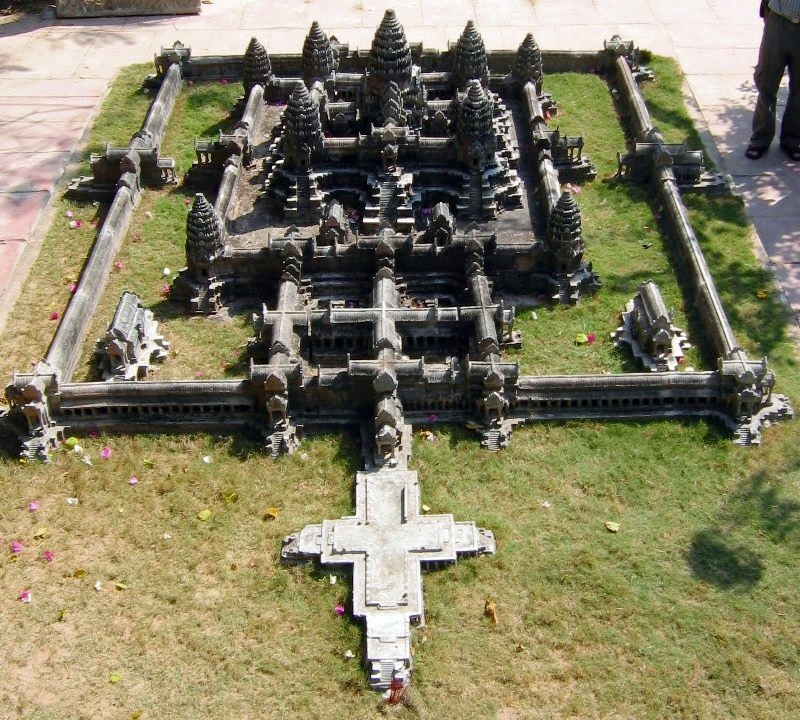
Angkor Vat. Maquette. Face avant
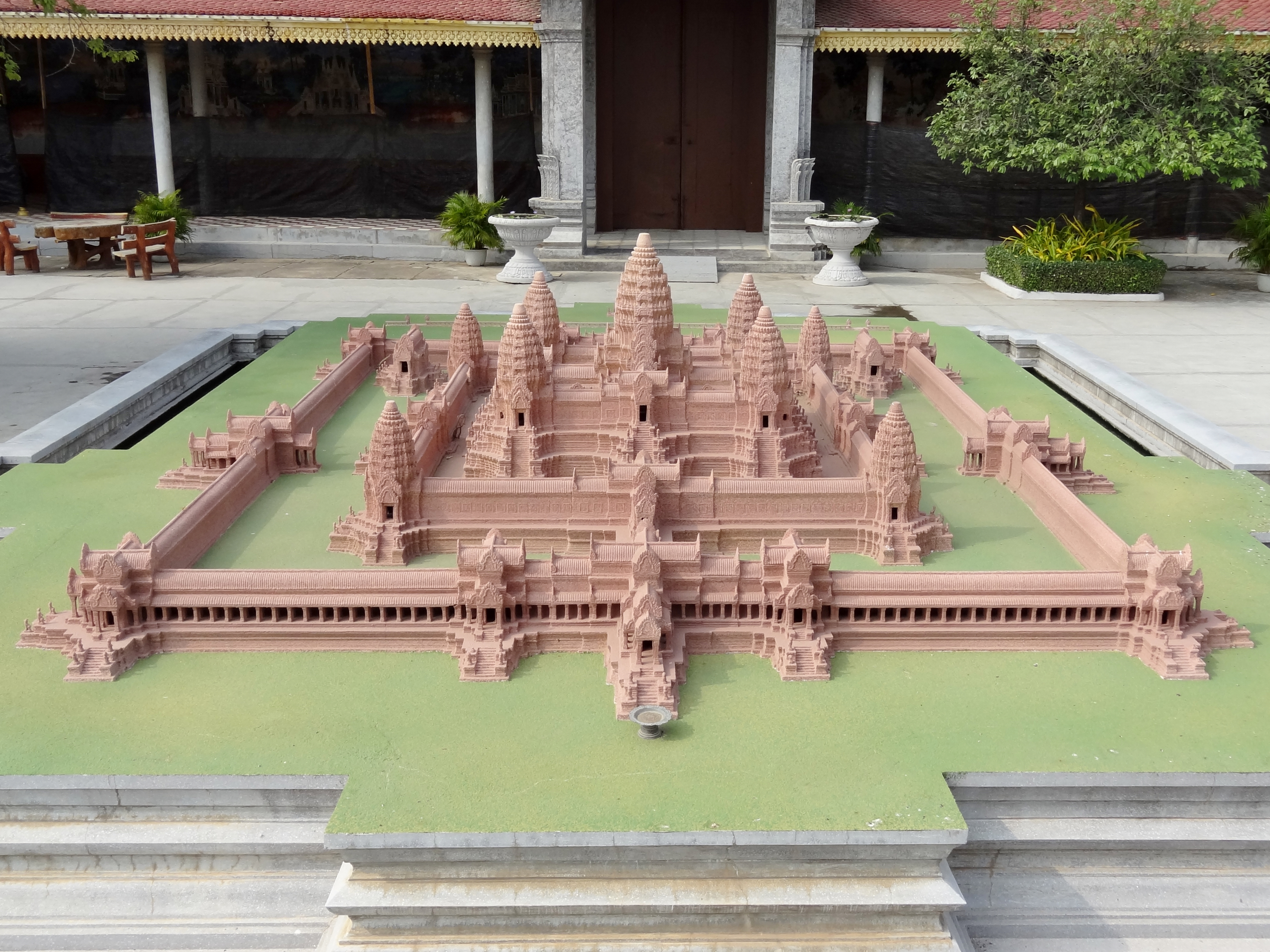
Angkor Vat. Maquette. Face arrière
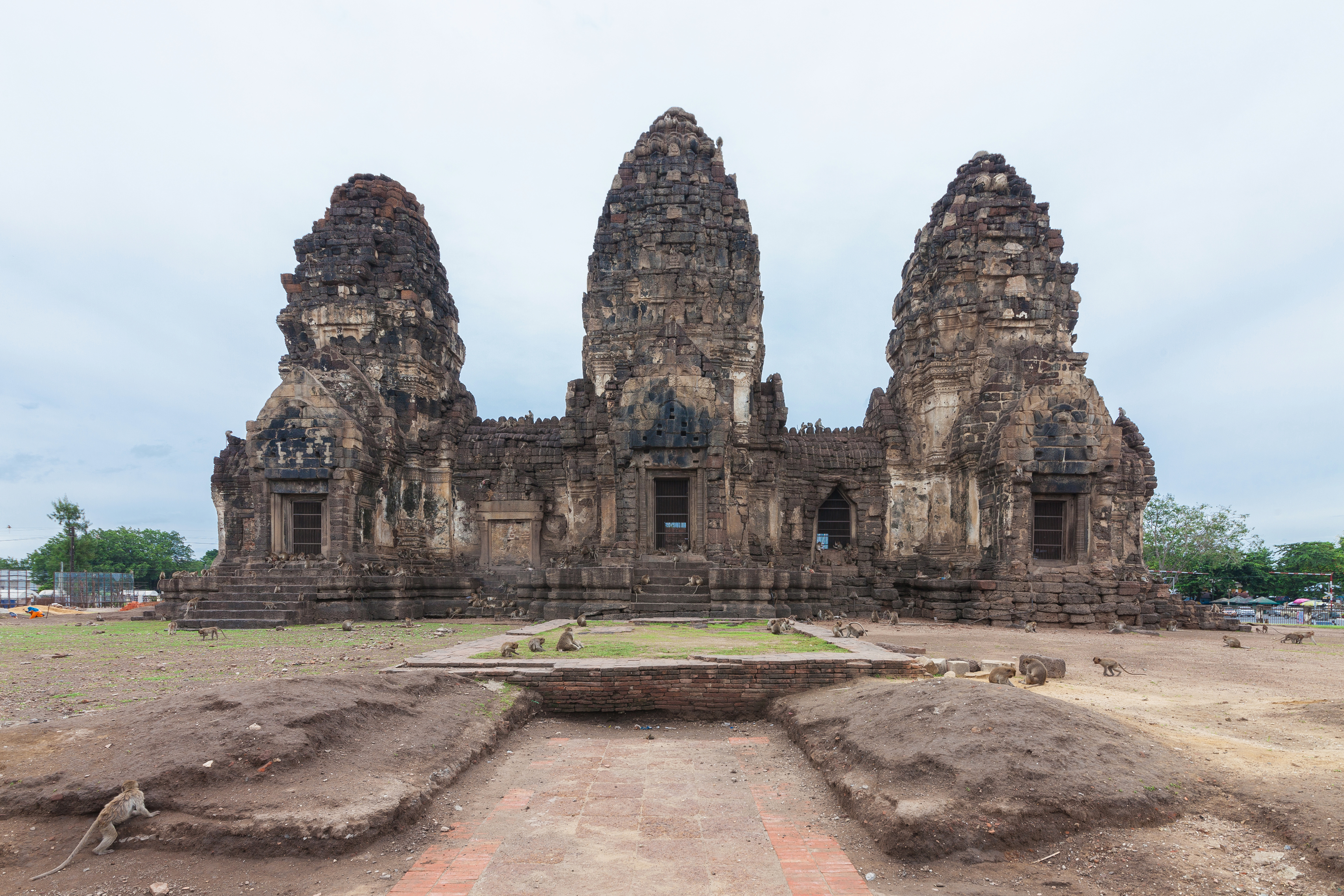
Phra Prang Sam Yod. Thaïlande XIIIe siècle

Ce qui a motivé la construction de ces temples-montagne, en particulier ceux d'Angkor-Vat, semble avoir été découvert . En partant de la reconstitution, dans la chapelle du temple de Koh Ker (IXe – Xe siècle), d'un ensemble sculpté très largement pillé et détruit d'après les fragments restants, les chercheurs ont pu prouver que le temple-montagne avait une fonction funéraire. Le roi Jayavarman IV (la statue qui le représentait) y figurait devant le dieu des enfers, Yama. Il est probable qu'une cérémonie similaire, mettant en présence le roi et le dieu des enfers, avait lieu à la mort de chaque roi dans le temple qu'il s'était dédié. Chaque successeur se devait donc de faire élever, lui aussi, un temple qui serait destiné à son usage personnel à sa mort, et qui lui permettrait de témoigner de ses vertus personnelles au jour dit. Voilà pourquoi Angkor se serait couvert de temple-mausolées, un pour chaque souverain.
La ruine des édifices tient surtout à leur instabilité : les joints entre les blocs devraient être en quinconce, d'une assise, d'un rang à l'autre, or ce principe est ignoré. Les pierres taillées sont simplement empilées, mais par contre soigneusement rodées, usées l'une contre l'autre pour que le joint n'apparaisse pas, que l'on retrouve le rocher originel, et la montagne qui sert de modèle. Il semblerait qu'en raison de la nécessité de bâtir vite avant la mort du souverain, l'on ait attaché plus d'importance à l'aspect général qu'à la longévité du bâtiment. Par ailleurs, la sculpture et toute l'ornementation ont été réalisées après la construction, et il arrive ainsi que des visages apparaissent à la jointure entre deux monolithes ; ceci les a considérablement exposés lors des effondrements. On peut constater aussi que certaines parties sont parfois inachevées, peut-être en raison d'une mort précoce.

#### Thaïlande

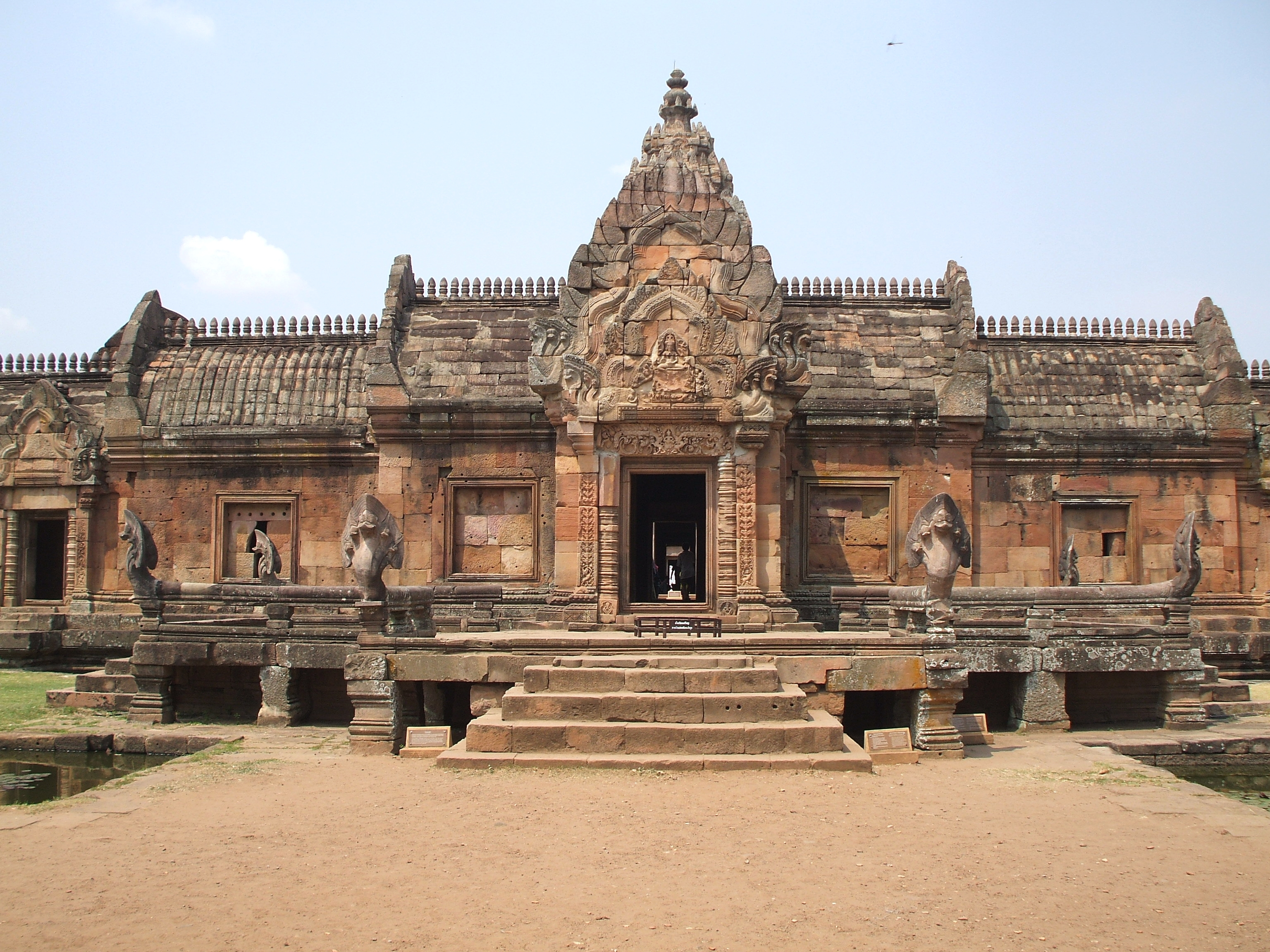
Prasat Phnom Rung, Xe – XIIIe siècles. Buriram dédié à Shiva
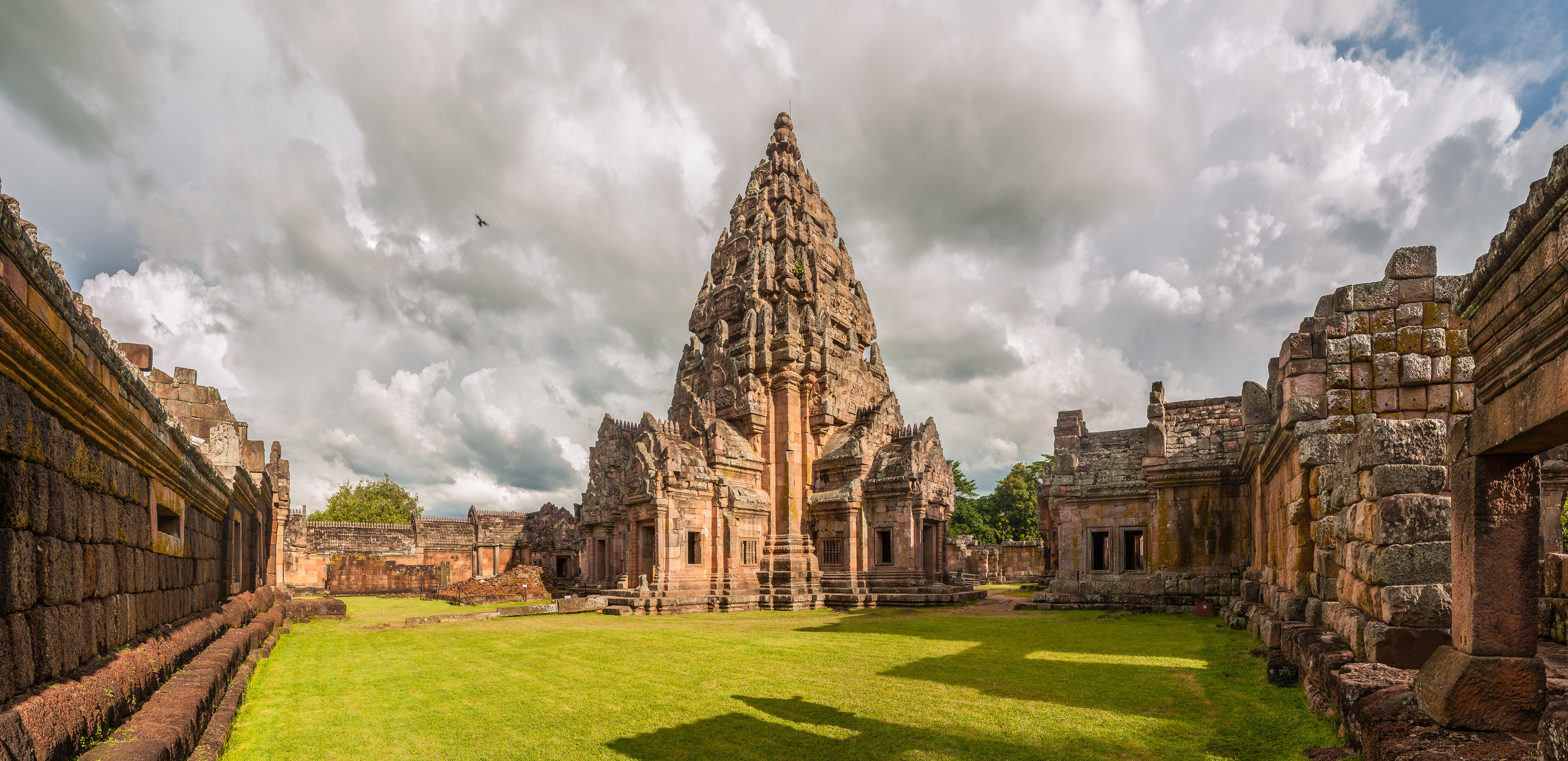
Prasat Phnom Rung, Xe – XIIIe siècles dédié à Shiva
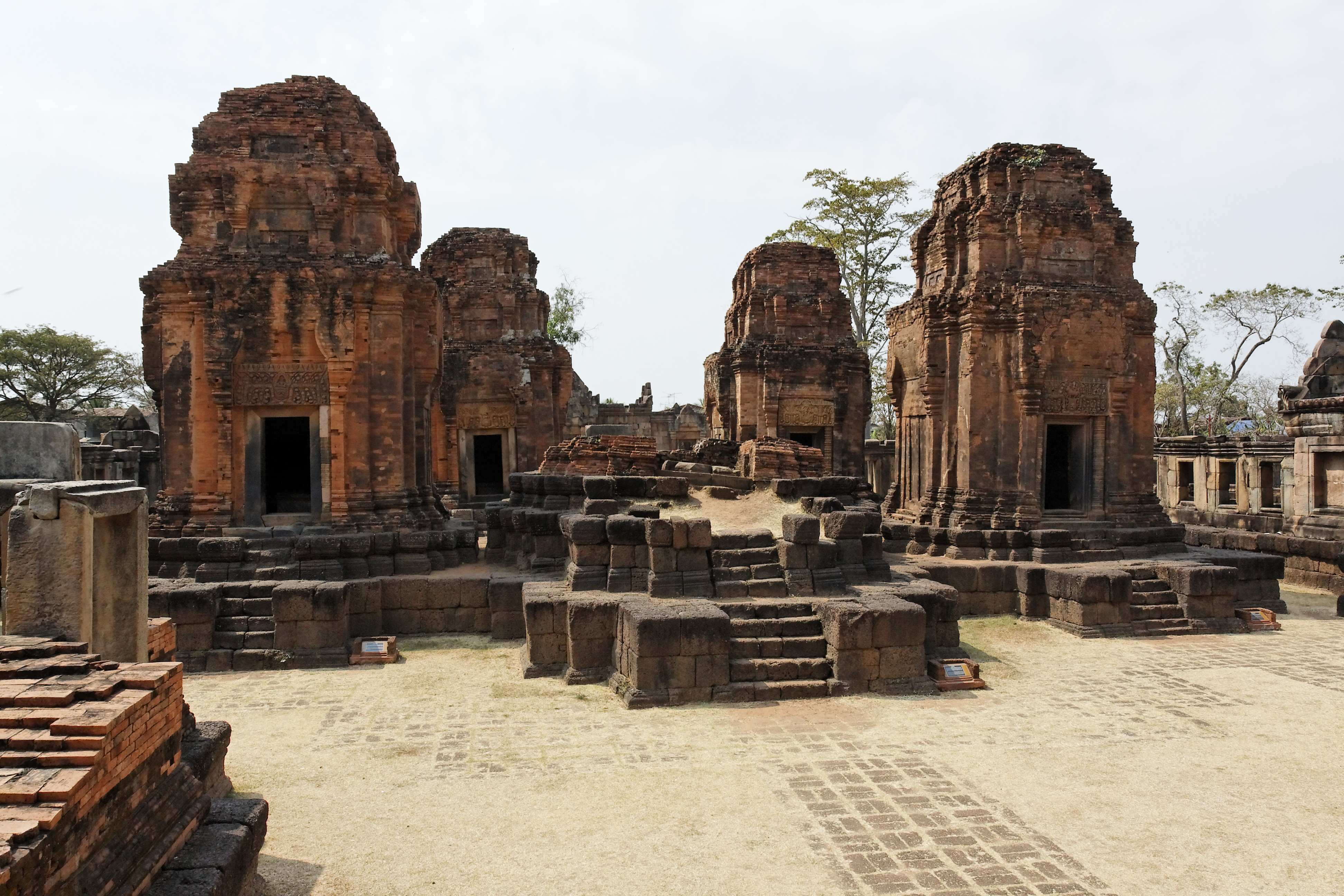
Prasat Muang Tam, XIe siècle dédié à Shiva
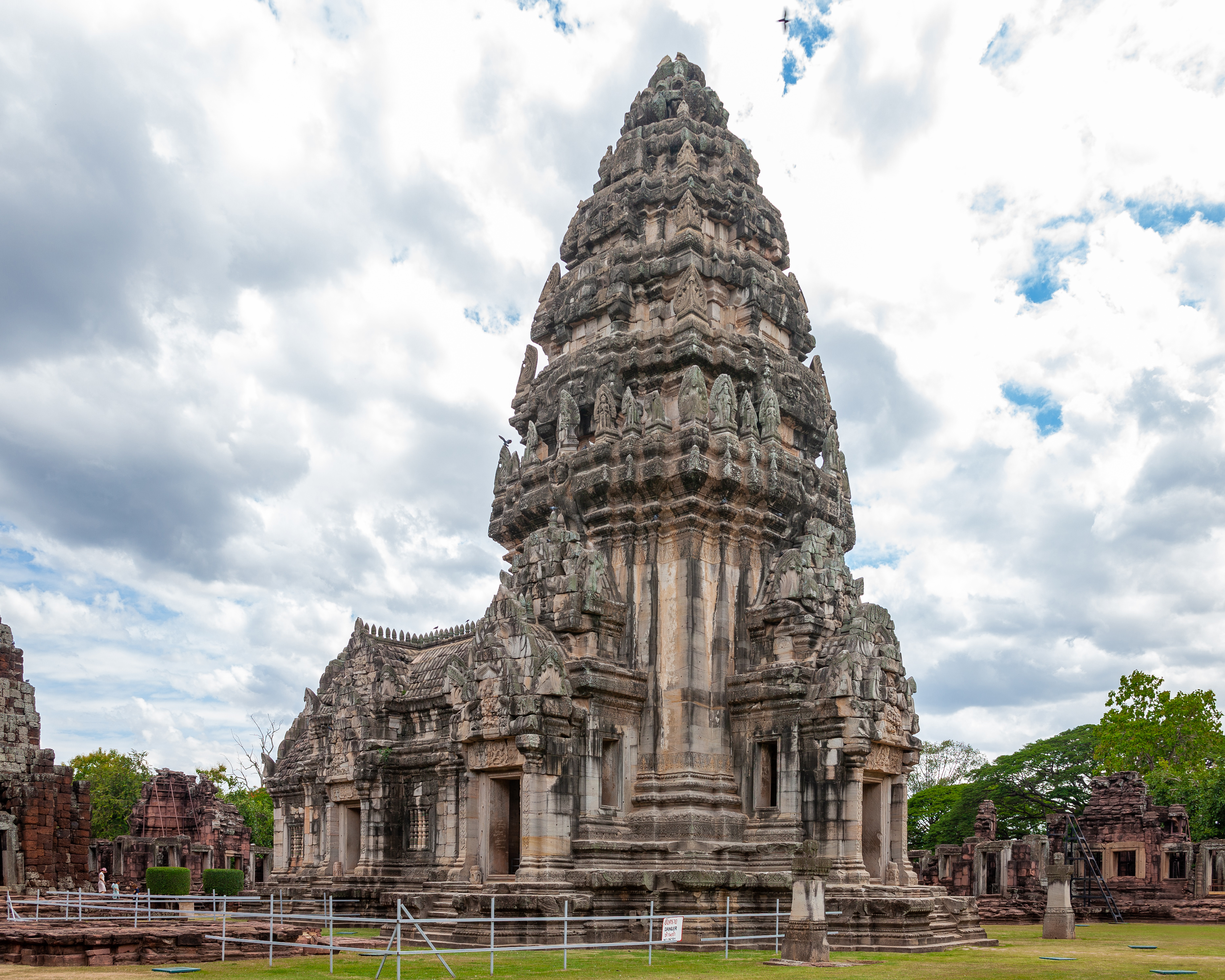
Prasat Hin Phimai, XIe siècle du bouddhisme Mahayana

De nombreux monuments réalisés en Thaïlande pendant la période de l'empire khmer ont été soigneusement restaurés. La silhouette des tours , prang, en pain de sucre sont dérivées de l'architecture des temples hindouiste du nord de l'Inde, shikhara et rekha. Prasat Phnom Rung et Prasat Muang Tam ont été soumis en 2019 à inscription sur la liste du patrimoine mondial de l'UNESCO.
Les temples, prasat, bâtis en pierre, hin, sont en général construits en grès rouge-rose ou de couleur crème extrait de carrières locales. Les fondations sont souvent en latérite. D'autres constructions ont été réalisées en brique, comme au Cambodge.

#### Laos
Le site de Vat Phou, qui conserve de beaux édifices et des rochers sculptés datant de l'empire khmer, est aussi identifié comme celui de la première capitale du Chenla, au Ve siècle.

### Formes caractéristiques: structures et décor architectural, exemple du Baphuon

L'exemple du Baphuon, érigé sous Udayādityavarman II (r. 1050 - 1066)
Face Est : bassin, et de dr. à g.: pavillon, chaussée surélevée, gopura, temple.
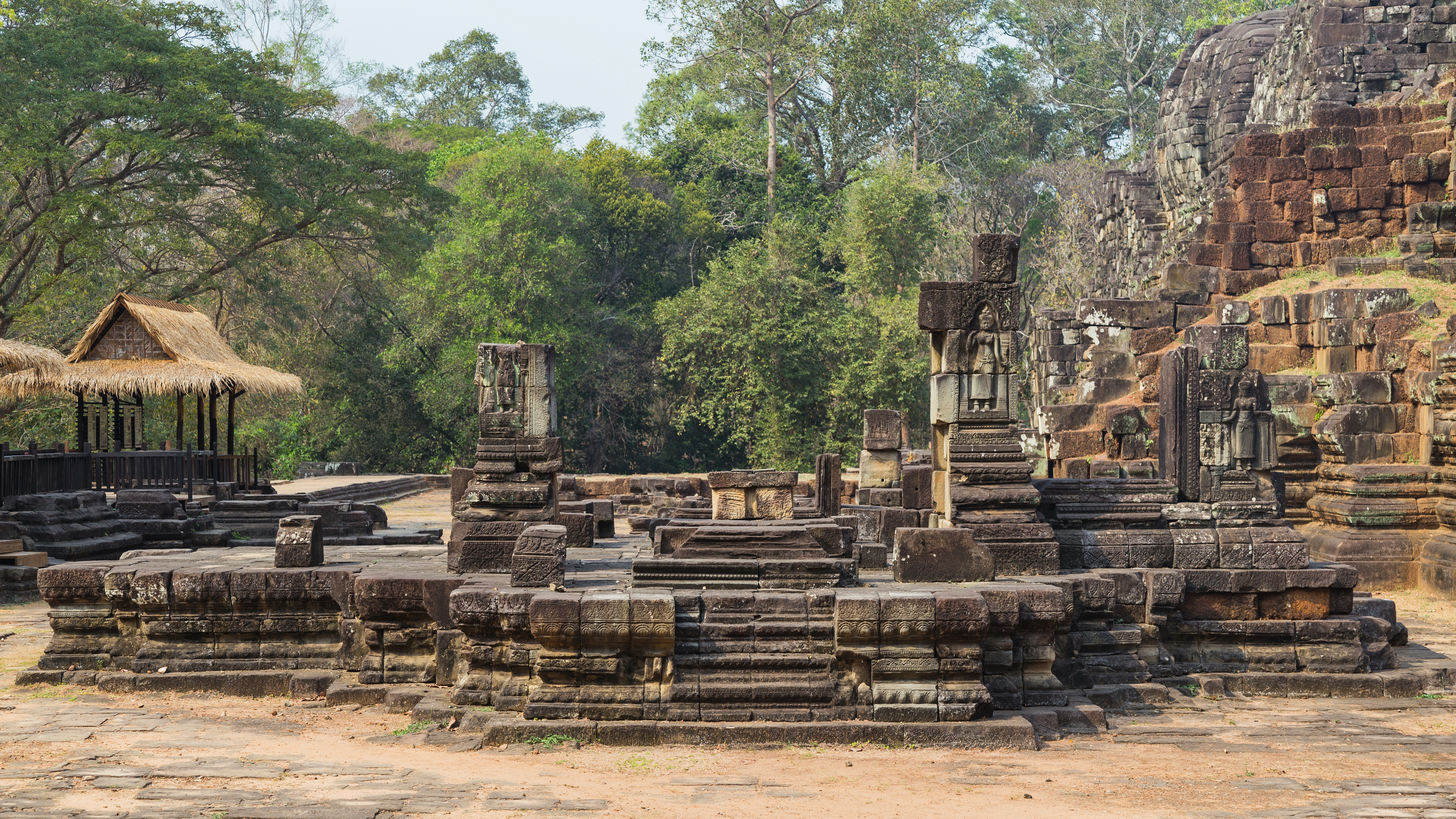
Face Ouest : éléments d'un pavillon. À droite, en raccouri, tête du Buddha couché.
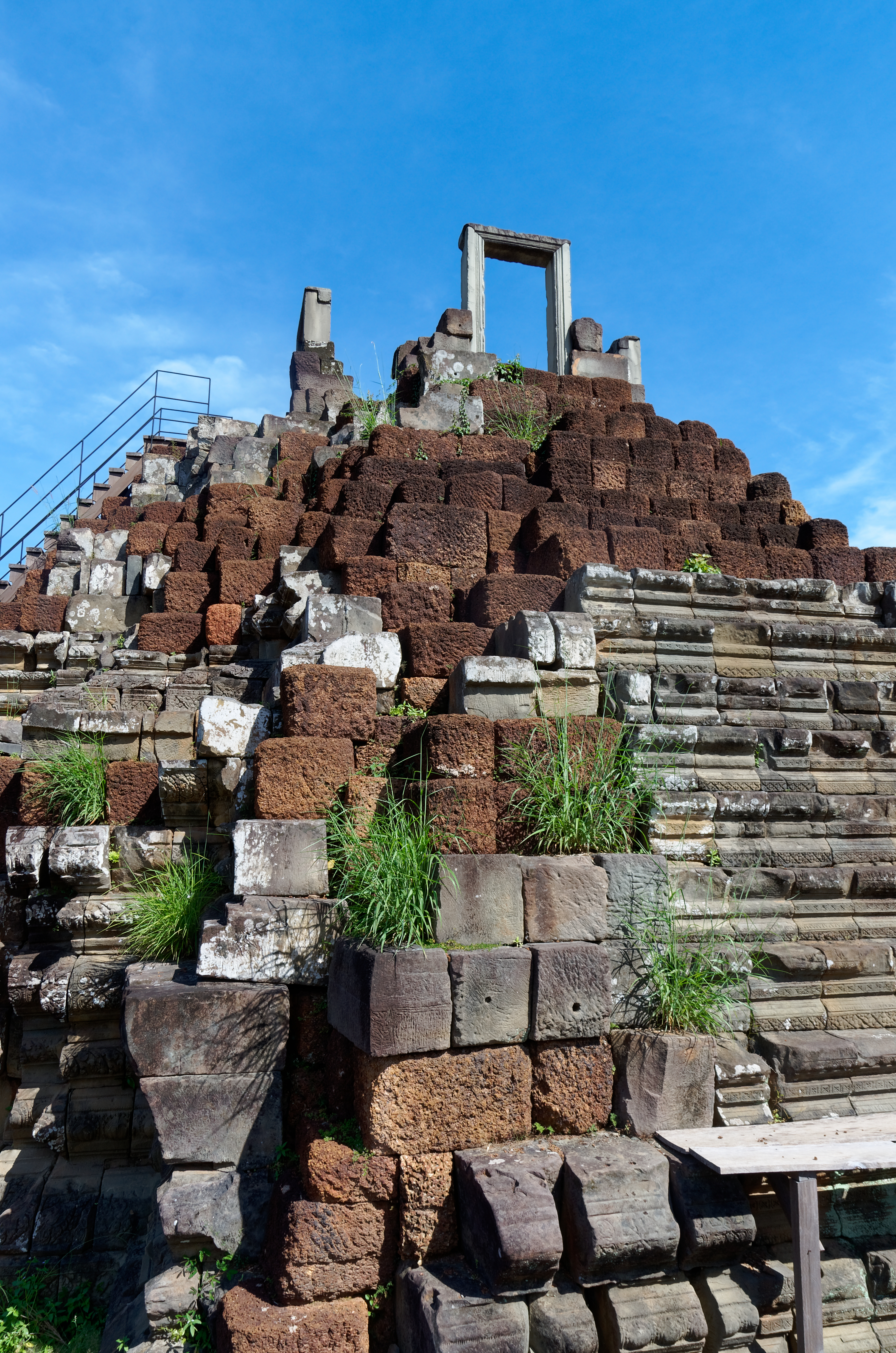
Sommet restauré : latérite et grès

La "colline" sur laquelle le temple-montagne du Baphuon semble "posé" était, en fait, constituée de sable. Cette masse de sable est recouverte d'une couche de blocs de latérite, qui est elle-même recouverte d'une couche de blocs de grès qui sont sculptés. La colline de sable, humidifiée à la saison des pluies, créait une poussée latérale qui a mis en péril la stabilité des blocs qui étaient simplement posés dessus. Les Khmers l'ayant constaté peu de temps après la construction, ils ont élevé des contreforts pour lutter contre cette poussée : ces contreforts ressemblent à des escaliers, mais ne mènent nulle part. En les disposant régulièrement, les Khmers les utilisent pour souligner la silhouette en forme de pyramide. Ces procédés transposés, quelques décennies plus tard, dans la conception initiale d'Angkor Vat ont probablement permis à celui-ci de mieux résister aux épreuves du temps.

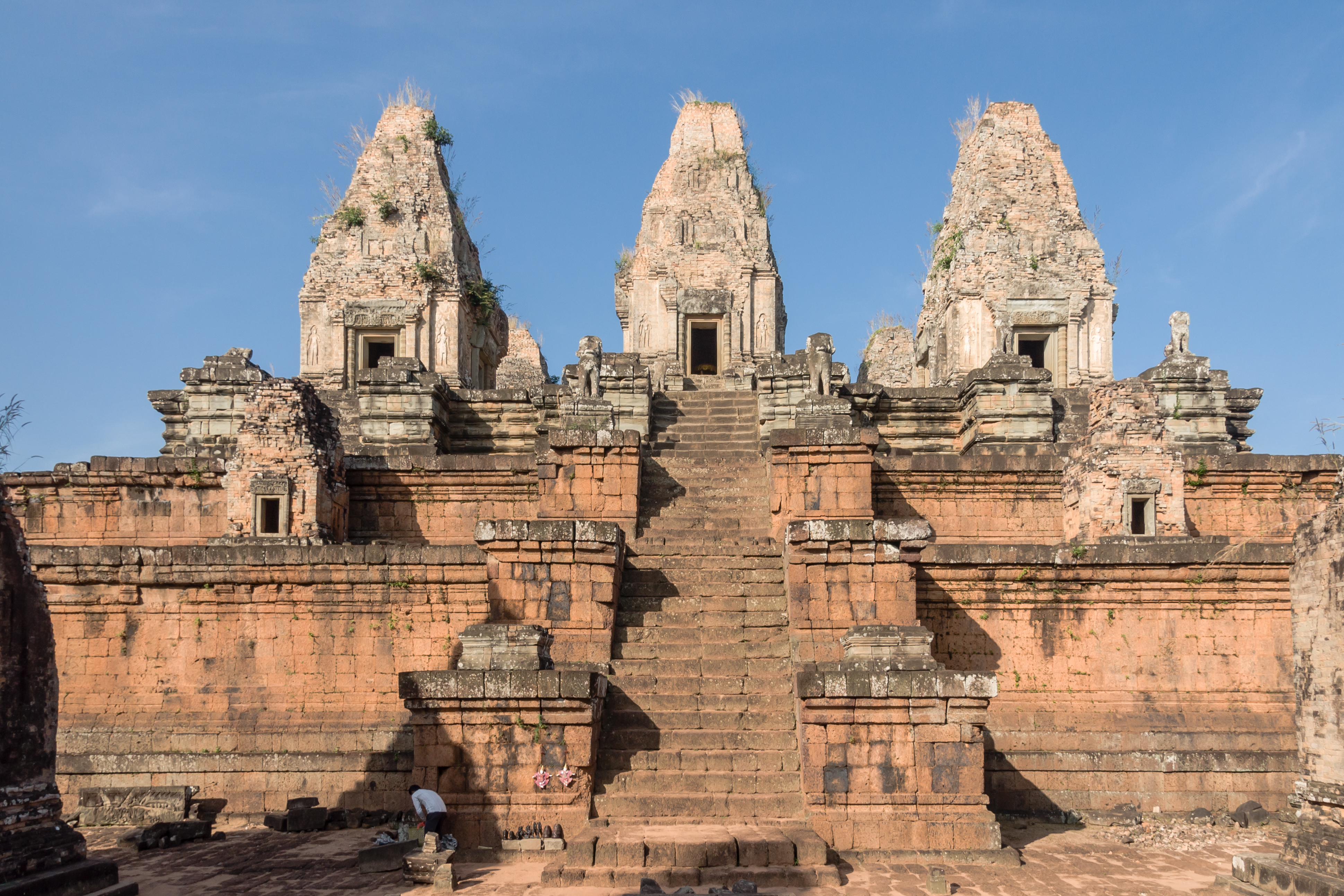
Pyramide de Prè Rup (datée 961). Jeux de trompe-l'œil dans les gradins supérieurs.

Jeux de trompe-l'œil : la pyramide de Prè Rup et d'autres édifices d'Angkor qui constituent les temples-montagnes créent un effet de gigantisme, qui tient bien sûr à leurs dimensions réelles mais qui est aussi amplifié par de subtils jeux de trompe-l'œil. En effet, plus les contre-marches sont proches du sommet et moins elles sont hautes. Alors que, dans le même temps, les marches rétrécissent en largeur. L'effet visuel immédiat dominait l'ensemble du projet. Peu de gens étaient censés gravir les marches d'accès au sommet des temples, réservé au roi, aux prêtres et aux plus hauts dignitaires.
L'aspect externe est totalement ou presque indépendant de la structure interne. Cet "habillage" peut donc se permettre une virtuosité qui ignore, ou presque, les contraintes constructives de l'agencement interne : tout ce qui concerne la statique, les forces engendrées par le poids des structures, les charges appliquées, ne sont quasiment nulle part exprimées à l'extérieur. Cette pyramide est une succession de faux étages qui s'élèvent en encorbellement et constituent un comble perdu sur toute la hauteur. De la même façon, le niveau du sol intérieur est totalement découplé du soubassement externe ; il peut même être beaucoup plus bas.
La restauration de l'architecture khmère pose d'immenses problèmes, que l'ensemble du Baphuon rassemble assez bien. Dès 1908, les travaux de dégagement de l'emprise de la forêt sont accompagnés de relevés dessinés et photographiés. Puis les tentatives de consolidation ayant échoué, à la fin des années 1960, il est décidé de démonter le temple bloc par bloc en numérotant tous les blocs en lien avec les dessins relevés sur place (plans, élévations, ...) dans le but d'une reconstruction - c'est le procédé d'anastylose - sur des bases solides (béton). Ce procédé est néanmoins gêné car des blocs ont été pillés anciennement et d'autres réemployés après un façonnage nouveau pour le grand Bouddha qui couvre l'une des faces et réalisé tardivement. Mais la guerre civile cambodgienne (1967-1975) interrompt les travaux, les archives, avec les listes qui devaient permettre la reconstruction et les différents relevés (les plans) sont alors détruits. Le conflit indochinois (1978-1999) prolonge l'arrêt total du projet. Les travaux reprennent et durent de 1995 à 2011. La "restauration" a donc duré 103 ans, alors que l'on estime aujourd'hui qu'il a fallu une quinzaine d'années aux Khmers pour ériger leur temple, avec les moyens du XIe siècle.

Ensemble du Baphuon: détails
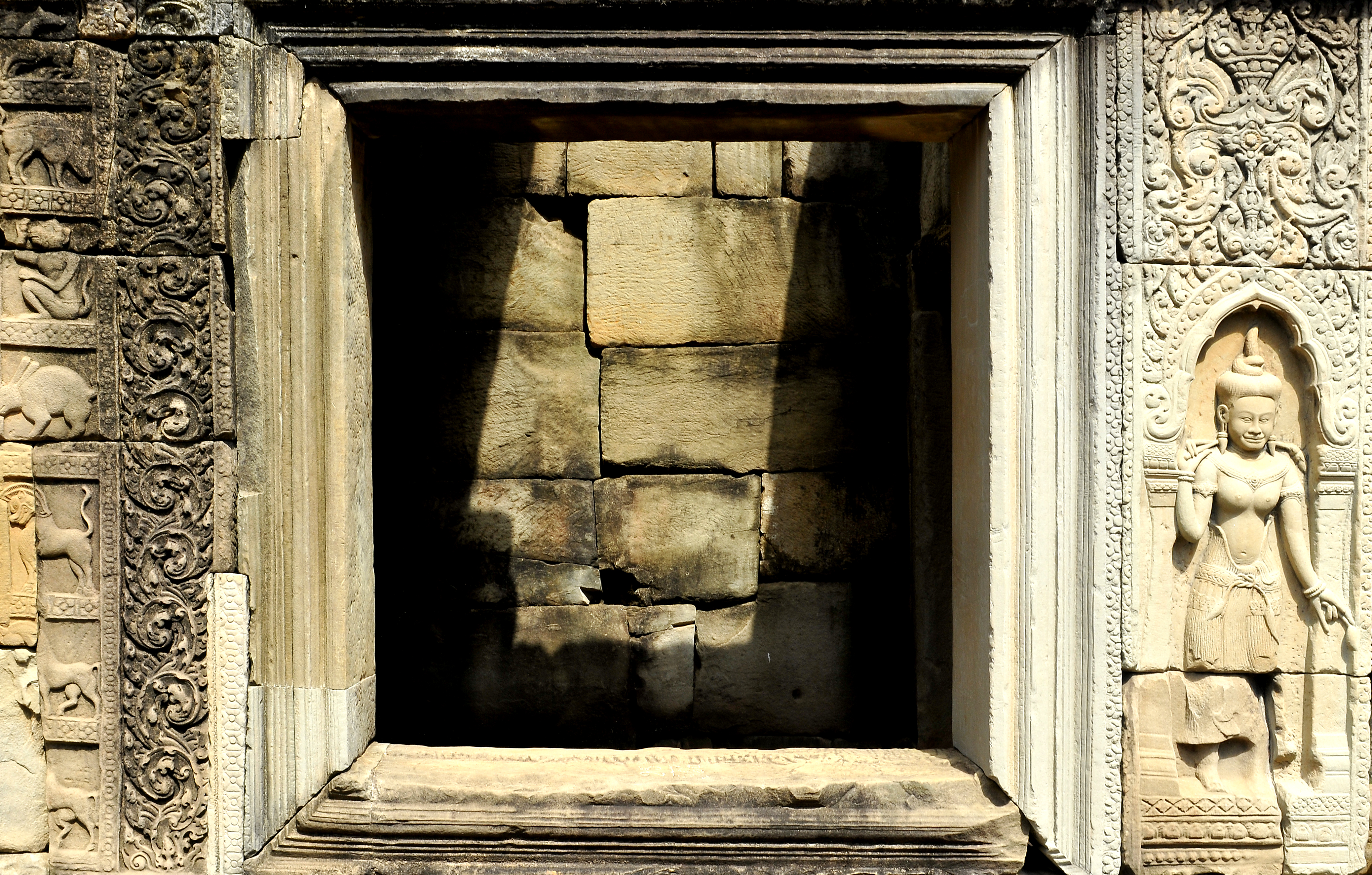
Fenêtre, bas-reliefs et haut-relief divinité féminine
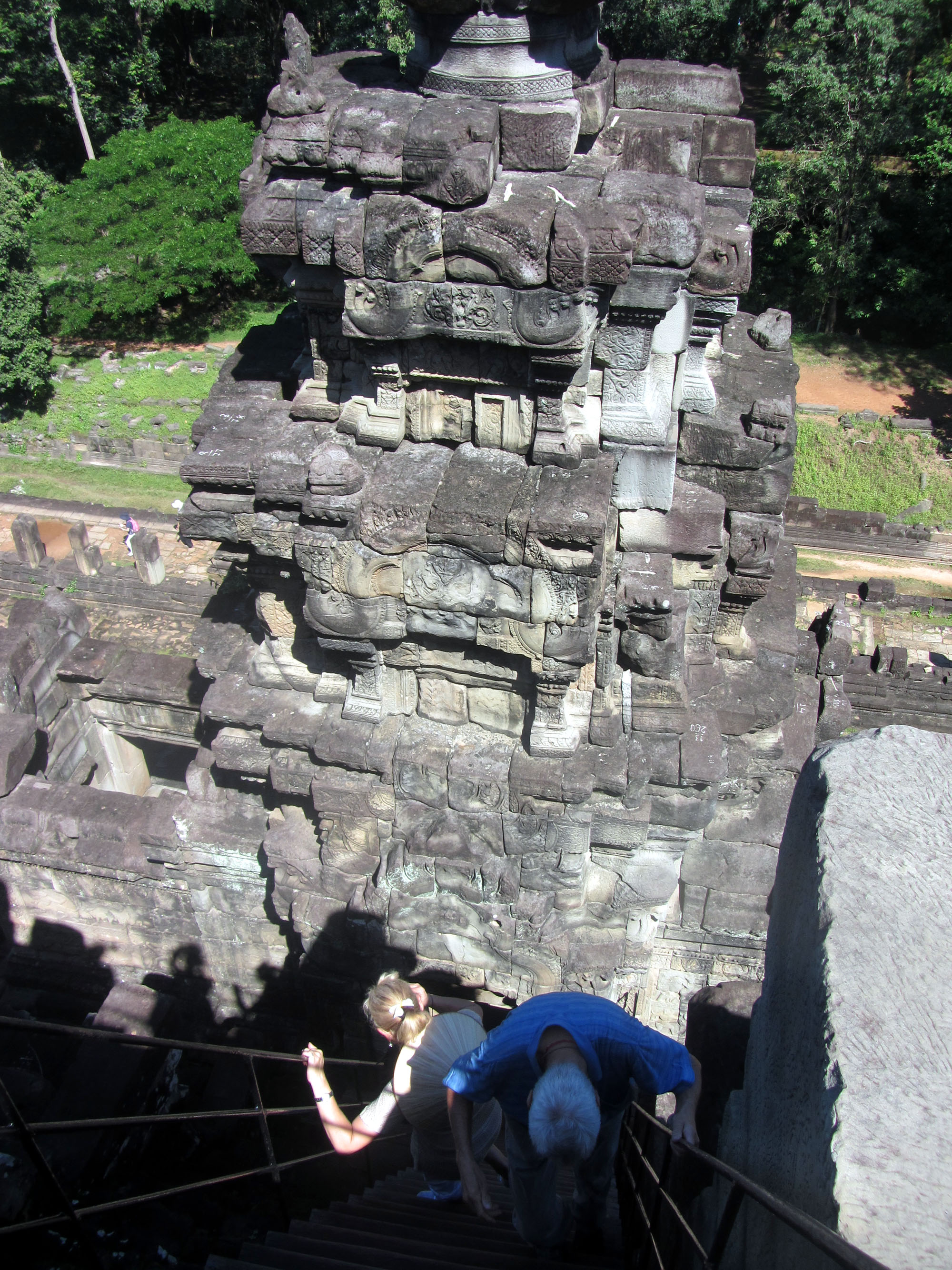
Tour Nord après restauration
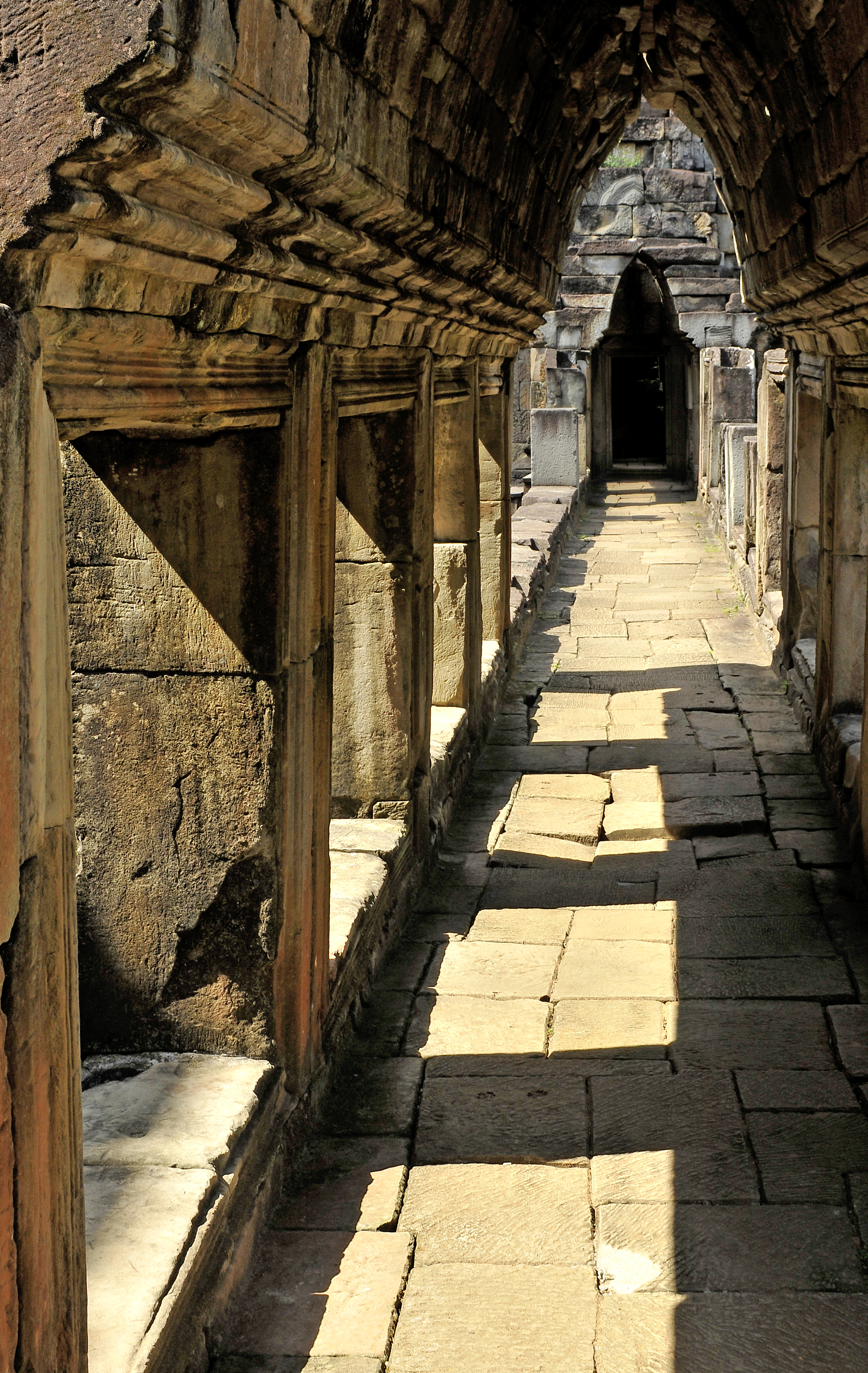
Galerie en encorbellement, à fenêtres
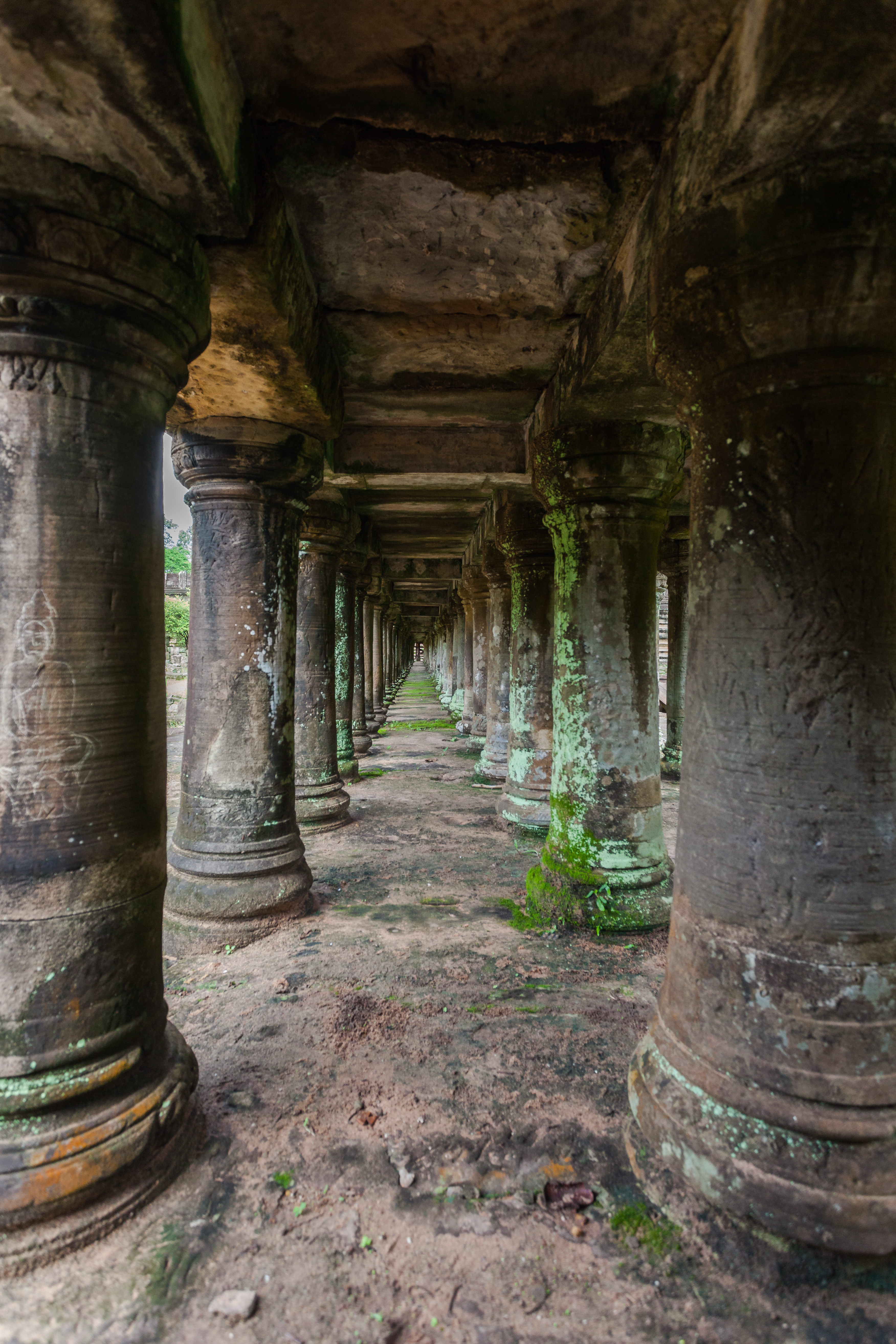
Trois rangs de colonnettes soutiennent la chaussée surélevée
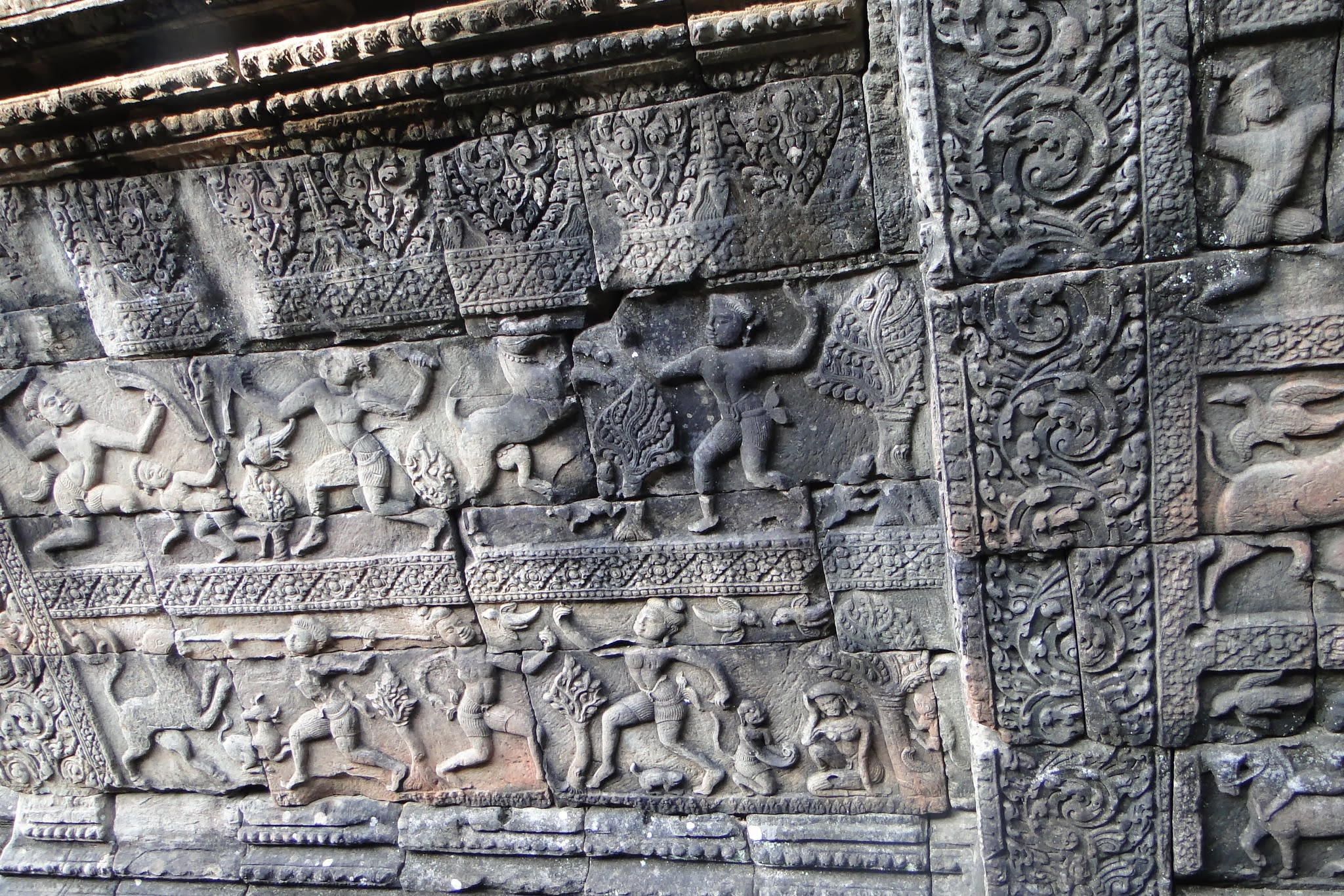
Bas-relief : scènes du Ramayana ou du Mahabaratha

Les espaces intérieurs : ils sont toujours réduits, car l'architecture khmère ne connait que la voute en encorbellement qui sert de couverture, tout comme l'architecture du Champa, au Vietnam voisin. Néanmoins des galeries ont été expérimentées au Baphuon qui seront généralisées à Angkor Vat.

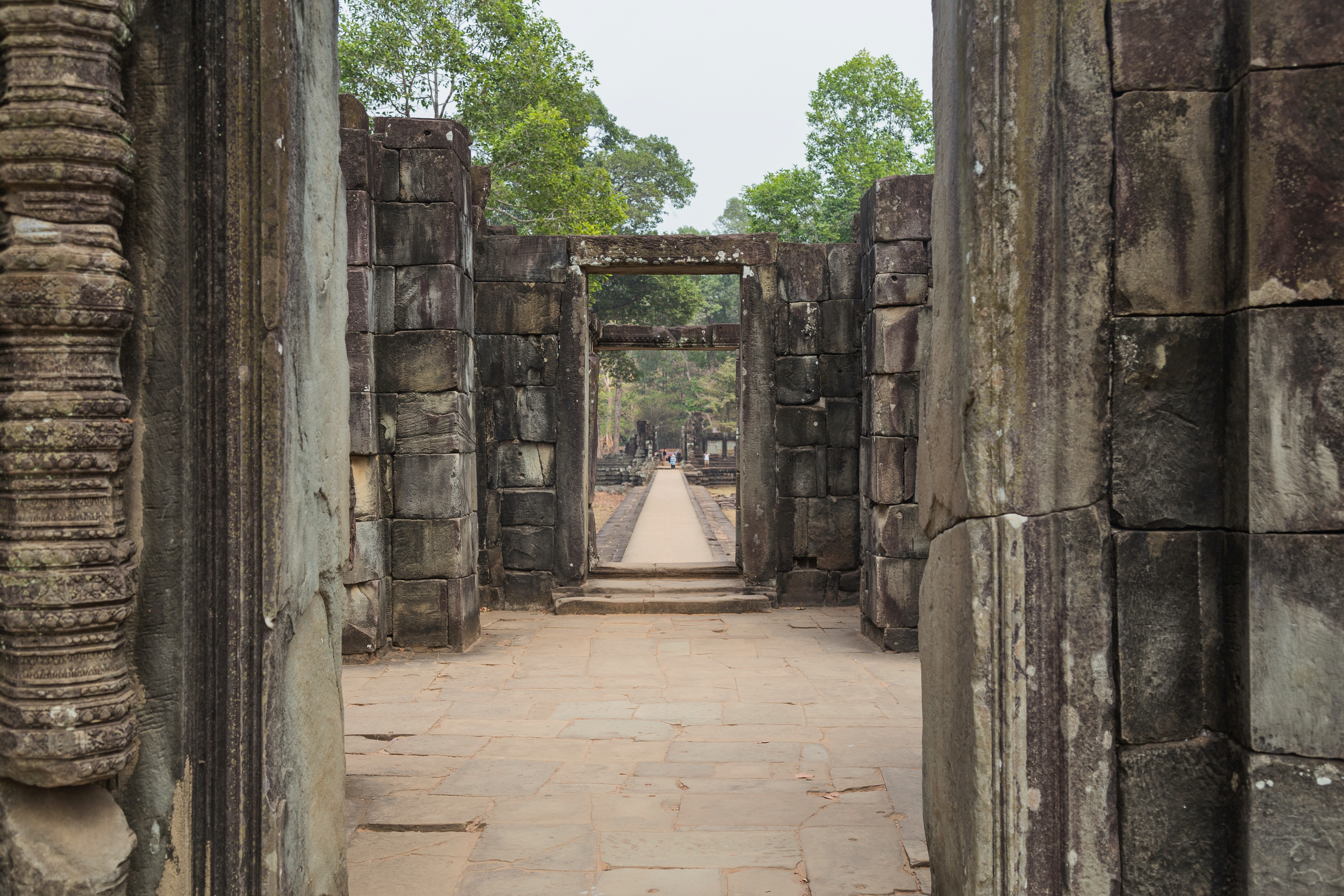
Baphuon. Colonne hexagonale ornée, à gauche

Couleurs : Les grès employés sont de trois types : brun-vert ou brun-jaune sur les sites d'Angkor, un grès rouge comme celui de Banteay Srei, enfin un grauwacke gris-verdâtre visible sur les parties supérieures du temple de Ta Keo. Ces deux derniers grès offrent une meilleure résistance au temps. Avec le temps ces couleurs se sont altérées : noircissement du grès rouge, jaunissement du grès gris et blanchiment du grès vert.
Formes caractéristiques du décor : Les colonnettes hexagonales sont caractéristiques de la période angkorienne. Les linteaux sont l'occasion de fixer dans la pierre, et pour l'éternité, les guirlandes végétales qui étaient composées pour les fêtes. Le linteau de Preah Ko, consacré en 880, avec Garuda entre deux makara et des ascètes, disparait ensuite quasiment dans ce type de guirlandes végétales. Les faces externes des bâtiments anciens étaient sculptées dans la maçonnerie de briques à joints très fins, comme dans l'art du Champā. Mais la brique était de moins bonne qualité qu'au Vietnam, ces décors se sont très largement dégradés. Le décor, en mortier de chaux sur la brique des façades, était travaillé comme une tapisserie. Ce décor a disparu presque intégralement. Par contre, dans les galeries d'Angkor, les figures se détachent parfois sur un font tapissant à moins que ce ne soit les scènes elles-mêmes, comme les défilés et scènes de guerre qui constituent un décor dense, sans aucun vide.

### De l'architecture à la sculpture: Contextes

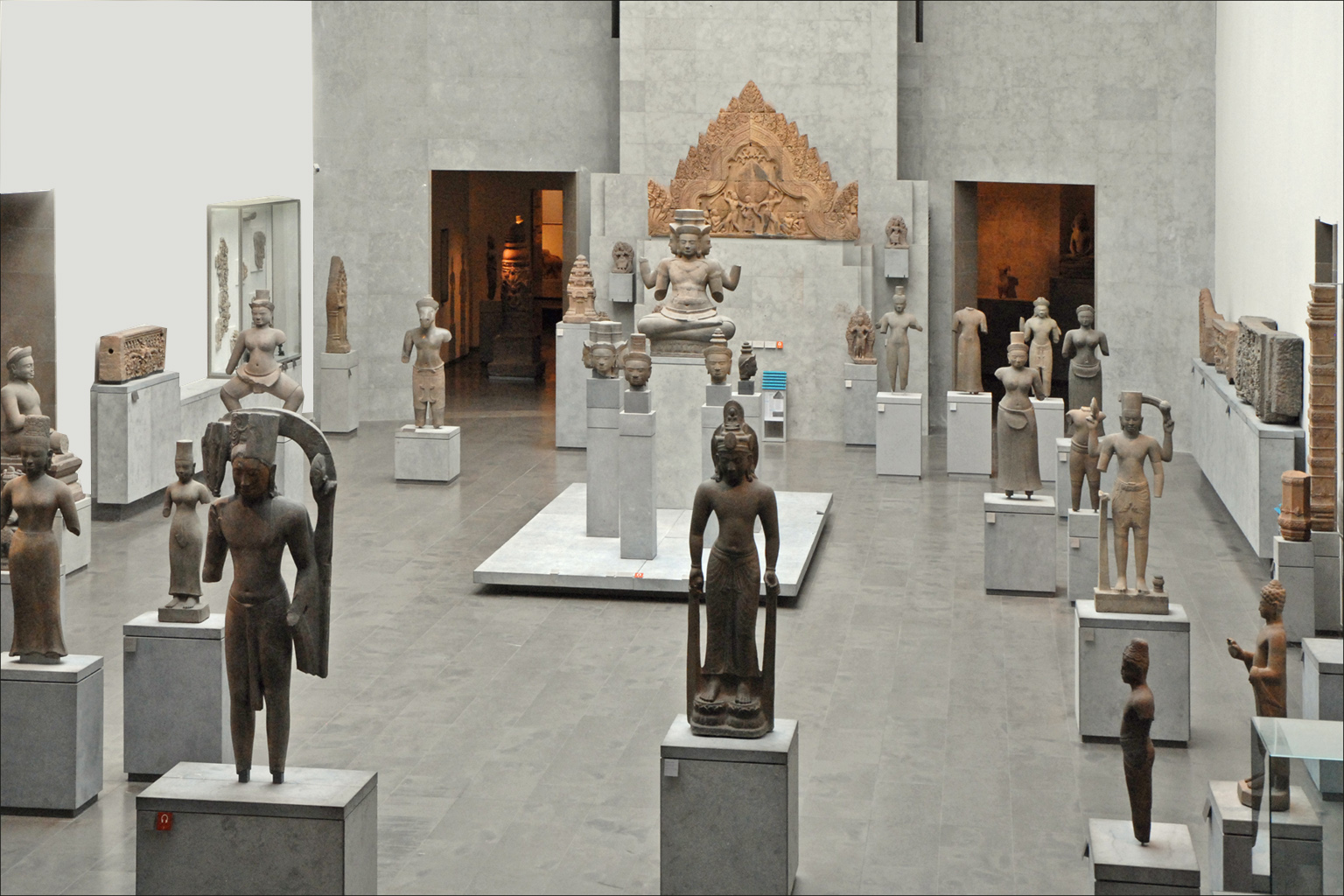
Au premier plan, statues adossées, dans leur contexte d'origine, exposées comme des ronde-bosses. Avalokiteśvara, au centre, Harihara à gauche. Musée Guimet

Les statues originellement adossées, de très hauts-reliefs, comme l'Avalokiteśvara du musée Guimet qui se présentait, dans son temple, sur fond de stèle ajourée, sont souvent appréhendés par le public comme des statues en ronde-bosse, autour desquelles on peut tourner. Il peut alors constater que le dos de cette statue dans son contexte culturel initial est simplement ébauché à hauteur des pieds, tandis que la chevelure est finement ciselée et le nimbe simplement gravé. Quant à la statue de Harihara, elle est incisée avec précision dans le dos, pour restituer, en l’occurrence, la nature double du dieu, mi-Vishnou, mi-Shiva. Replacées dans leur contexte, ces nuances pourraient indiquer que la statue de culte est surtout porteuse de signes, nécessaires à son efficacité cultuelle.

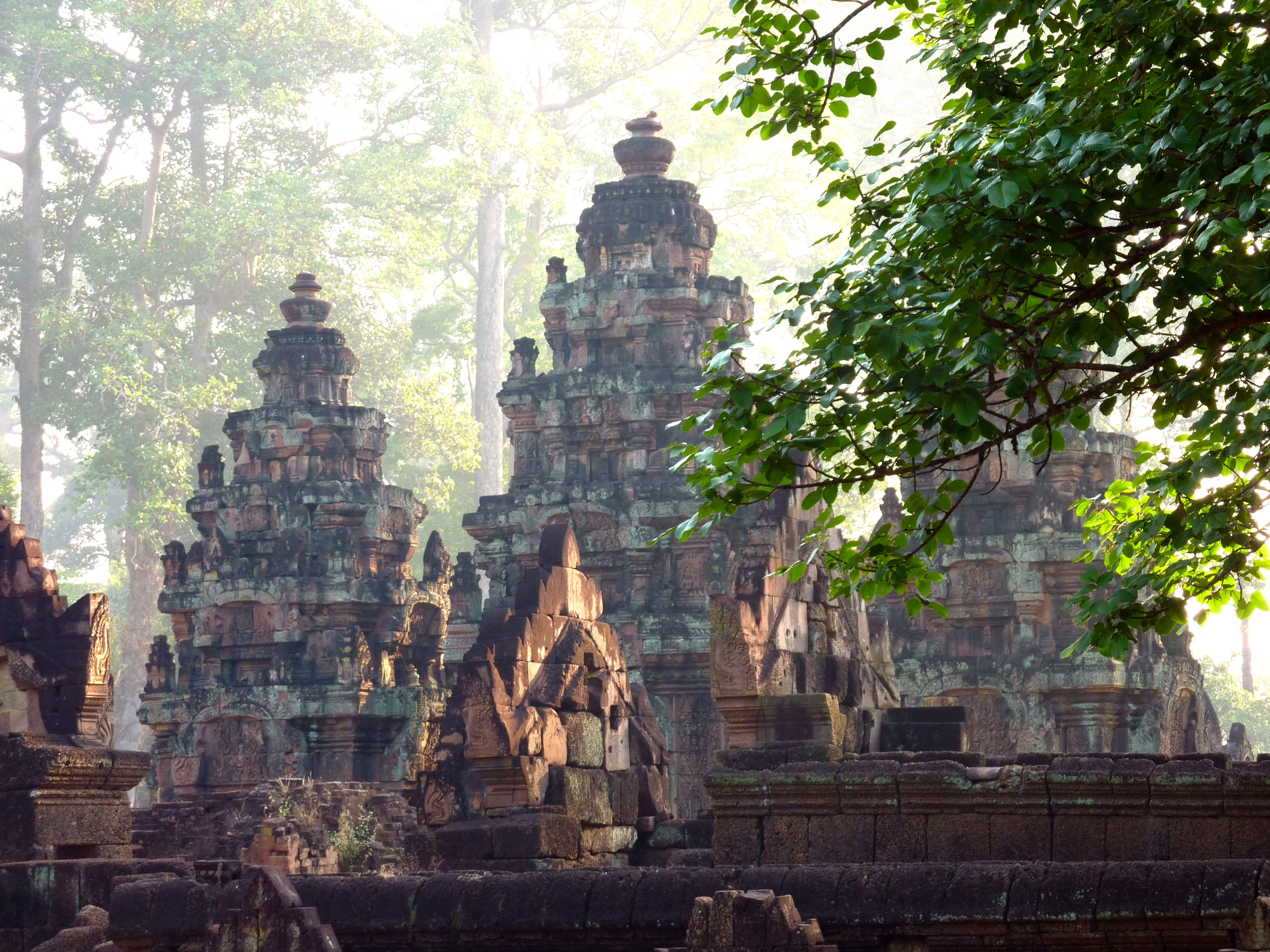
« La merveille de Banteay Srei » (967-968) protégée par la forêt
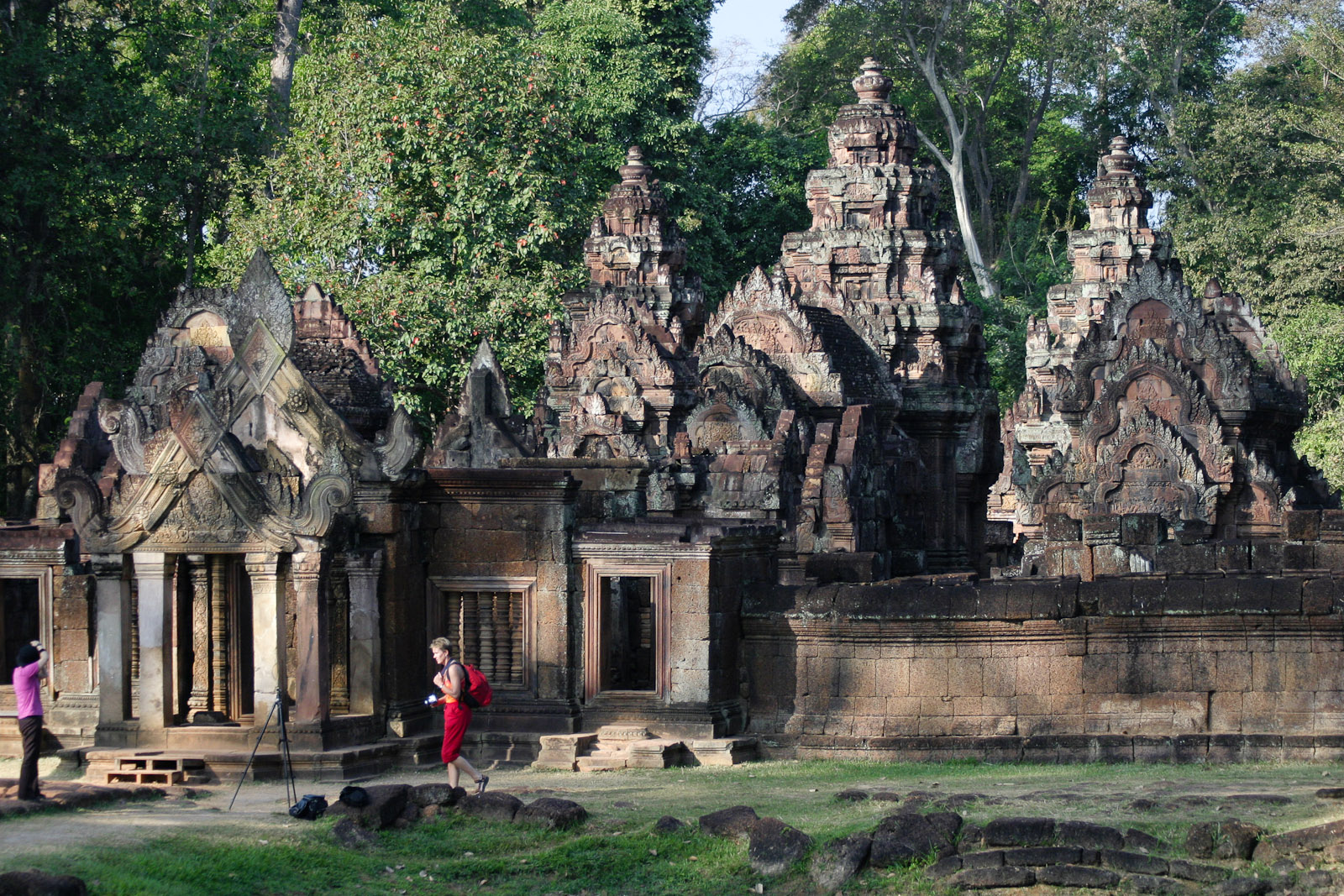
Banteay Srei. Vue générale des deux premières enceintes
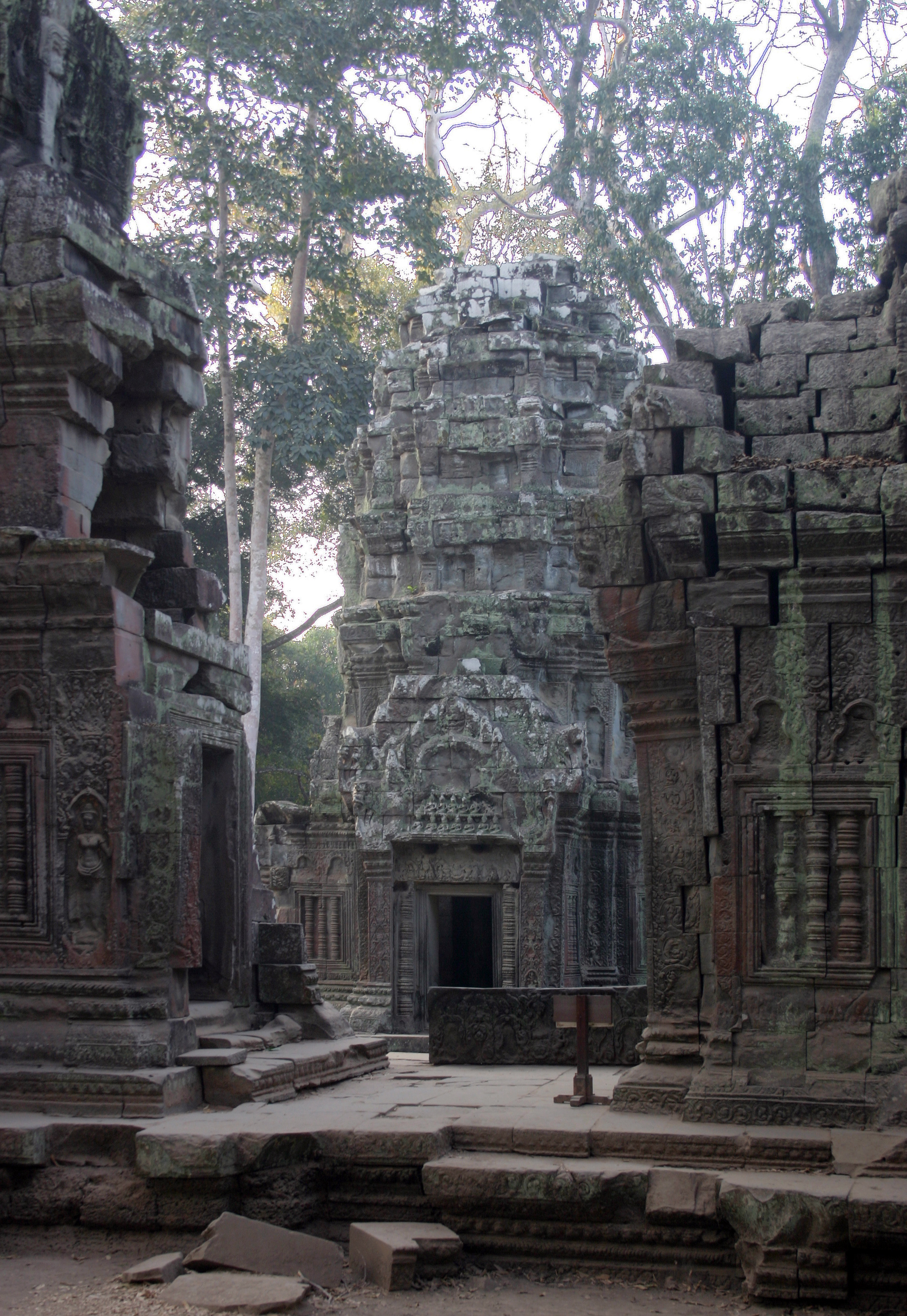
Angkor-Ta Prohm, laissé dans un état proche de sa découverte

L'environnement de la forêt protège la pierre d'un délitement de sa surface, car elle tempère les brutaux écarts de température et d'hygrométrie. Et pour l'œil, la forêt enveloppe de douceur toutes les formes qui émergent de leur milieu naturel, surtout à l'aube. Banteay Srei a pu bénéficier de cette protection, et après que les édifices effondrés aient été remontés par anastylose de 1931 à 1936 par Henri Marchal, grâce à la qualité des grès et de leur bonne conservation au sein du couvert végétal. Inversement, après le dégagement des arbres qui avaient aussi participé à leur ruine, l'exposition aux extrêmes, de la saison humide à la saison sèche, tend à l'éclatement en surface des grès d'Angkor, comme en « pelure d'oignon ».

### De l'architecture à la sculpture: Dégradations et documents

L'héritage de la mission Louis Delaporte 1881-1882. Angkor Vat.
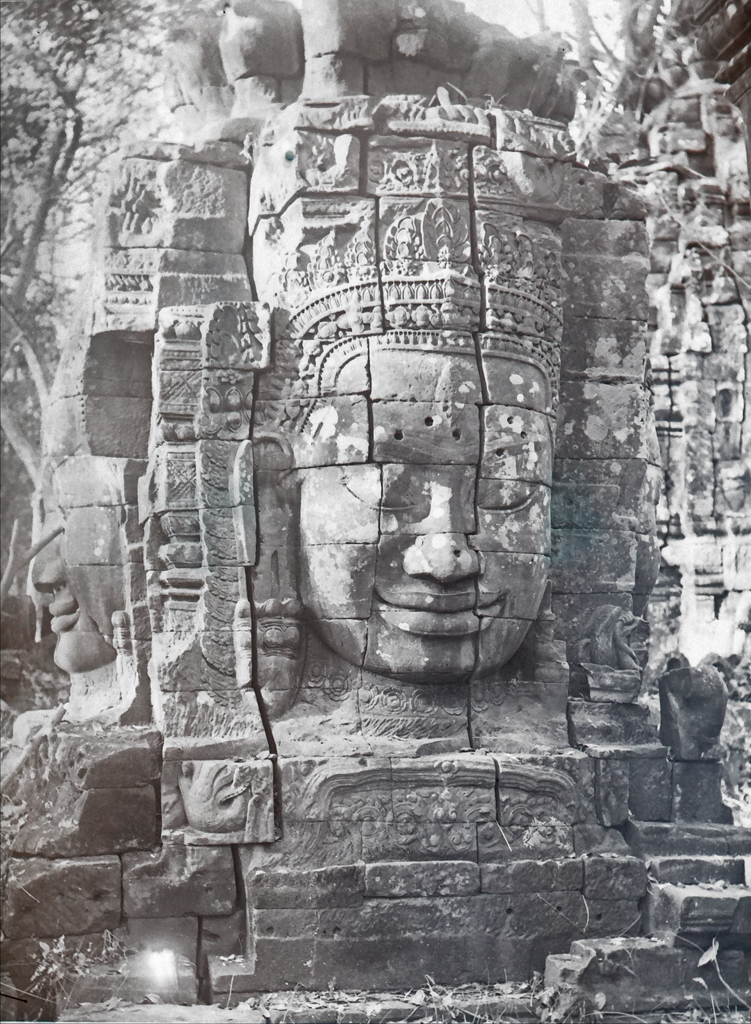
Photographie. Angle S-O tour n°50 du Bayon. Inversion numérique d'un négatif au gélatino-bromure d'argent sur verre. 1887-88
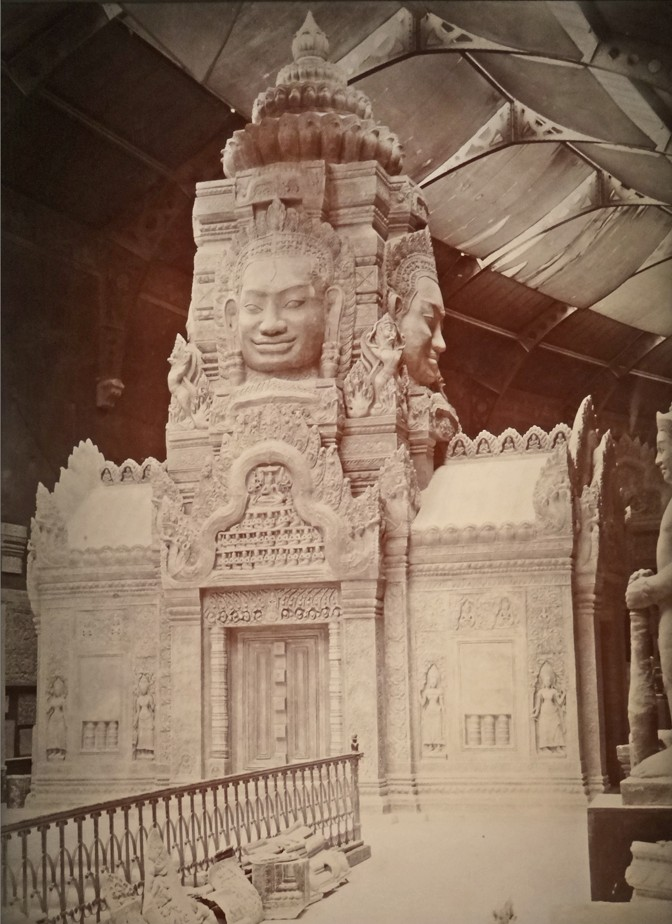
Assemblage de L. Delaporte évoquant le temple du Bayon au musée indochinois du Trocadero (1900-25) Épreuve à l'albumine
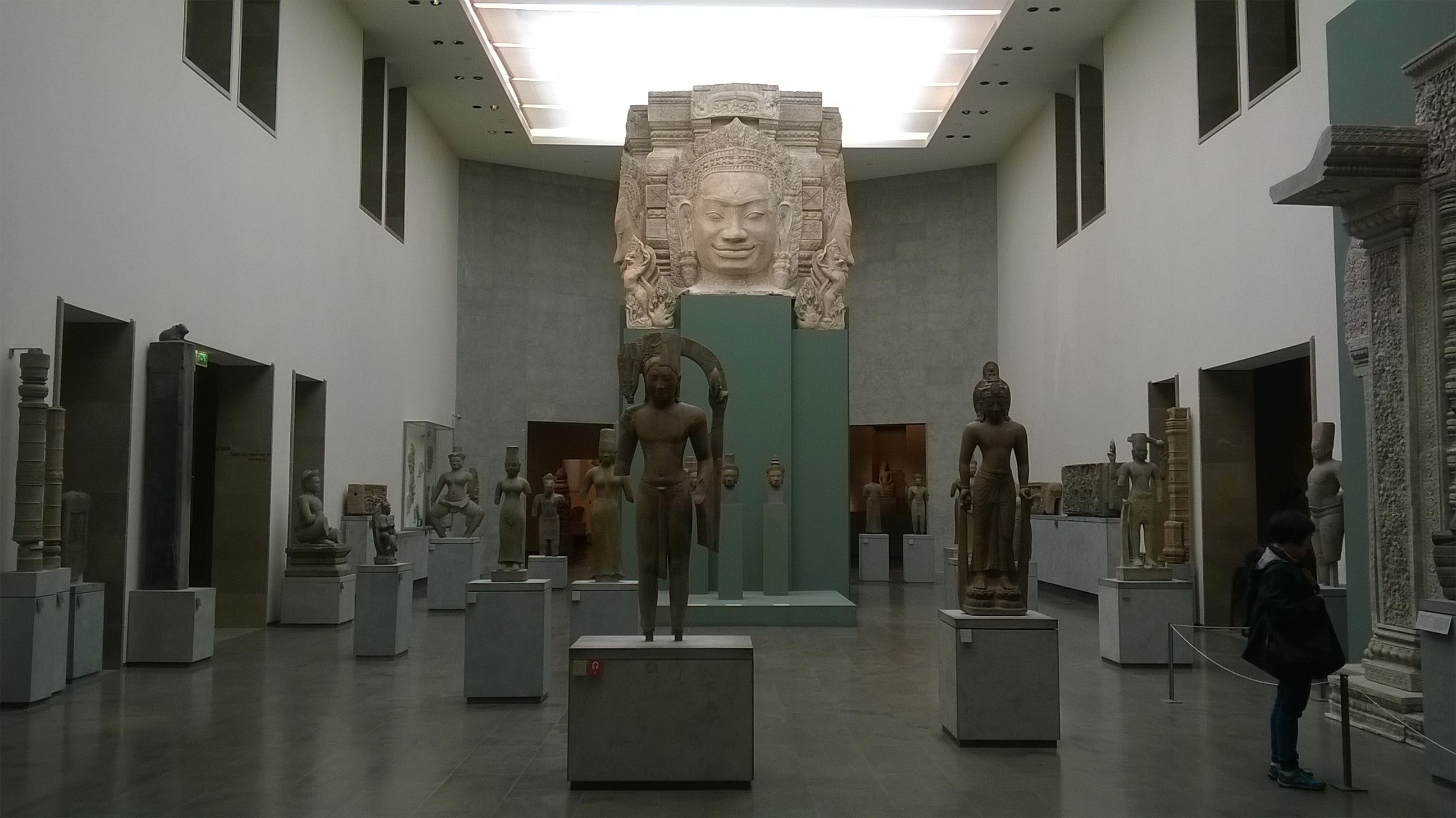
Salle khmère du musée Guimet. Au centre, sommet de la tour du musée indochinois (à la suite de l'exposition de 2013-2014).
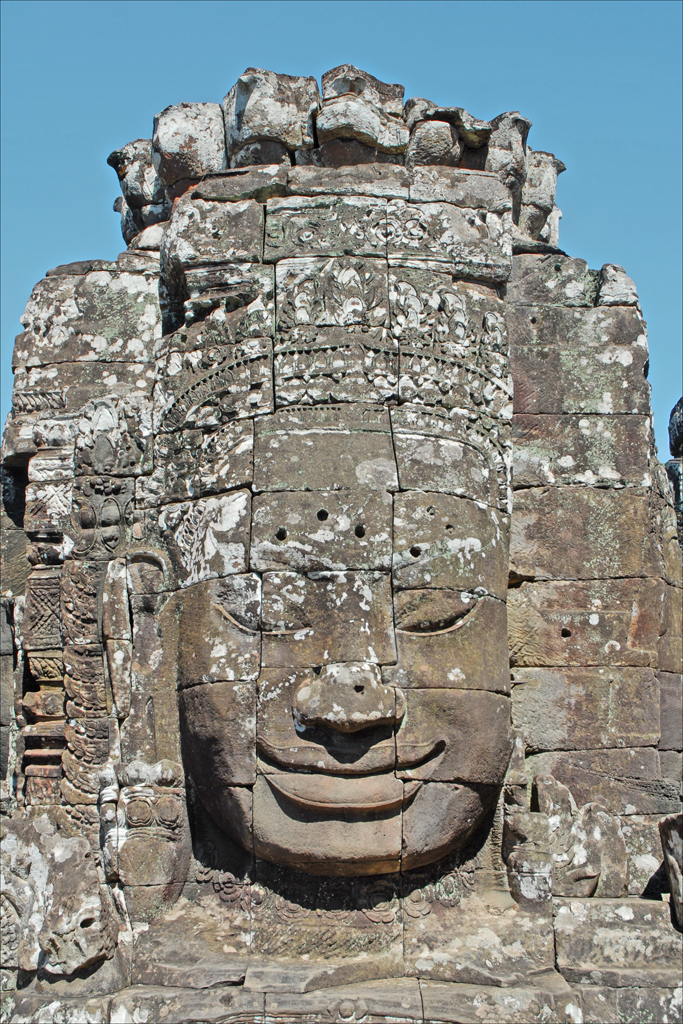
Angle S-O tour n°50. État en 2011.

Les tirages en plâtre effectués en 1873 et 1888, d'après des relevés par estampages à l'argile ou à la gélatine, par l'équipe dirigée ou commanditée par Louis Delaporte permettent de conserver la surface des parois qui se sont dégradées ensuite, depuis la découverte. Les temples étaient en effet disloqués par la végétation mais « couverts » sous la protection relative de la forêt tropicale, comme dans une serre.

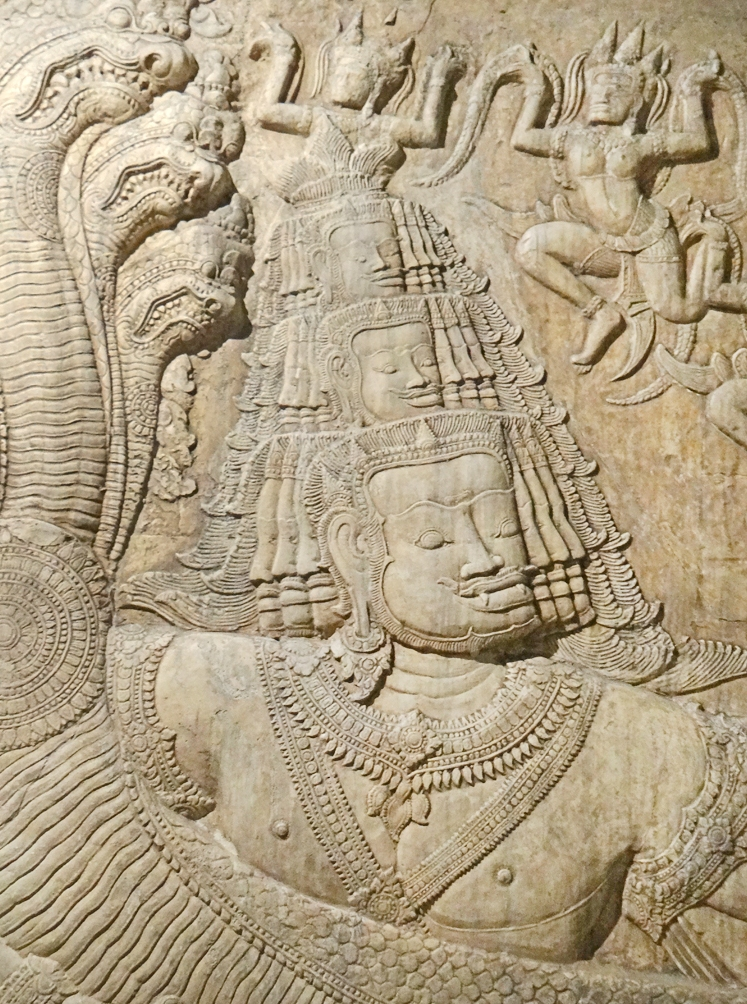
Barattage de la mer de lait, Angkor Vat, galerie. Plâtre tiré d'un estampage à la terre de Joseph Ghilardi 1881-82. L'original n'offre plus cette précision.

Les moulages ont d'abord été réalisés à l'argile, avec toutes les difficultés liées aux conditions climatiques et sanitaires, ainsi qu'aux reliefs, en très haut relief pour certains, et enfin à leur position dans l'espace, parfois à plusieurs mètres du sol. Cette première empreinte a permis d'en relever une image positive, en plâtre soutenue par une structure de bois et de fibres imprégnés de plâtre. Transportés en France, puis jusqu'à Paris par péniche ils ont été remontés à l'occasion de l'Exposition universelle de 1878.
La présentation des moulages lors de cette exposition au palais du Trocadéro s'adressait à un public qui avait été préparé par des publications dans la revue de géographie hebdomadaire Le Tour du monde de 1870, avec les gravures réalisées en s'appuyant sur les dessins recomposés par Delaporte d'après ses propres carnets de voyage (actuellement disparus).
Conservés à l'abbaye de Saint-Riquier, ces moulages ont été restaurés pour l'exposition de 2013. Leur exposition au Musée Guimet a rencontré quelques difficultés liées, en partie, à l'exiguïté des espaces du musée devant des objets de telles dimensions.

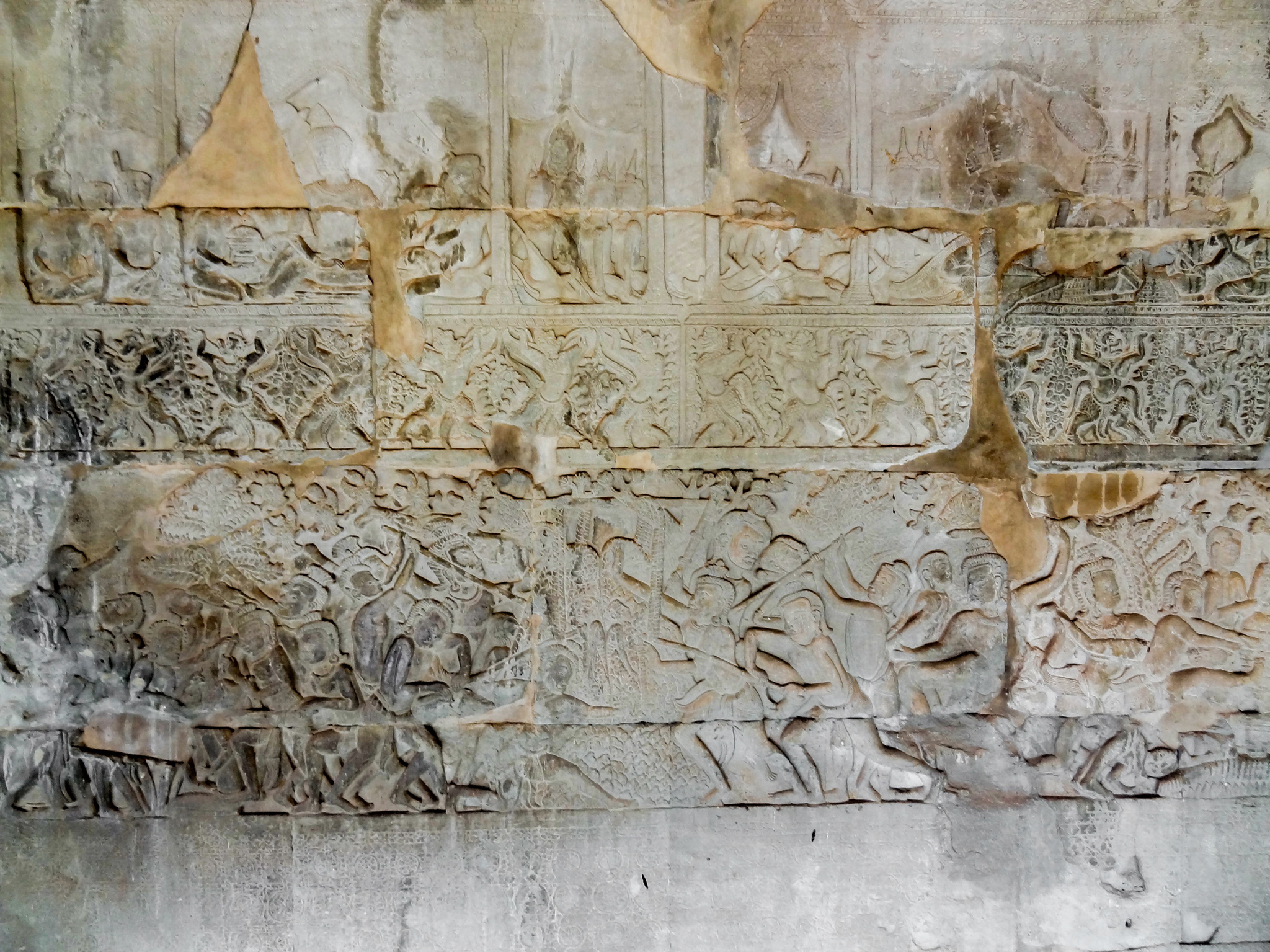
Angkor Vat. Galerie des Cieux et des Enfers présentant de grosses lacunes, dues à un effondrement au XXe siècle.

Certains de ces moulages provenant de la galerie des Cieux et des Enfers à Angkor Vat, ont permis de retrouver des éléments qui ont disparu sur l'original aujourd'hui (lors d'un effondrement de la galerie) et d'en comprendre le sens.

## Sculpture

### Thèmes
La sculpture au cœur des temples a une fonction religieuse. La représentation des divinités est nécessitée par des rituels. Les anciens Khmers commandaient des statues et des reliefs offrant des représentations du corps des dieux conformes aux traditions écrites . À proximité, et comme sous leur protection, les bas-reliefs racontent parfois les grandes épopées (Mahâbhârata et Râmâyana) et quelques évènements exceptionnels, des guerres. Ils évoquent bien plus rarement la vie de cour ou la vie du peuple. Les statues-portraits de rois et de reines étant rares. L'art du portrait est généralement absent des arts de l'Asie du Sud-Est.
Cependant il y a des exceptions. Les portraits des rois et reines identifiés sont actuellement exceptionnels et la représentation de la vie publique est, elle aussi, exceptionnelle. Portraits, vie de cours et vie publique semblent propres à la fin du XIIe et au début du XIIIe siècle, l'époque du roi bouddhiste Jayavarman VII, celui qui a fait élever la ville d'Angkor Thom et le Bayon, le temple-montagne aux visages souriants. Mais il est possible de distinguer des portraits, à des époques antérieures, dans les sculptures représentant des divinités. On y reconnait des formes bien humaines, par exemple des femmes mûres et corpulentes alors que les textes évoquent ces divinités comme étant des jeunes femmes. Par ailleurs, fin VIe - début VIIe siècle, les dieux sculptés dans le style du Phnom Da ont des visages individualisés, appartenant à des hommes bien précis, probablement des monarques qui se montrent divinisés, faisant corps avec le dieu, par ce procédé purement visuel.

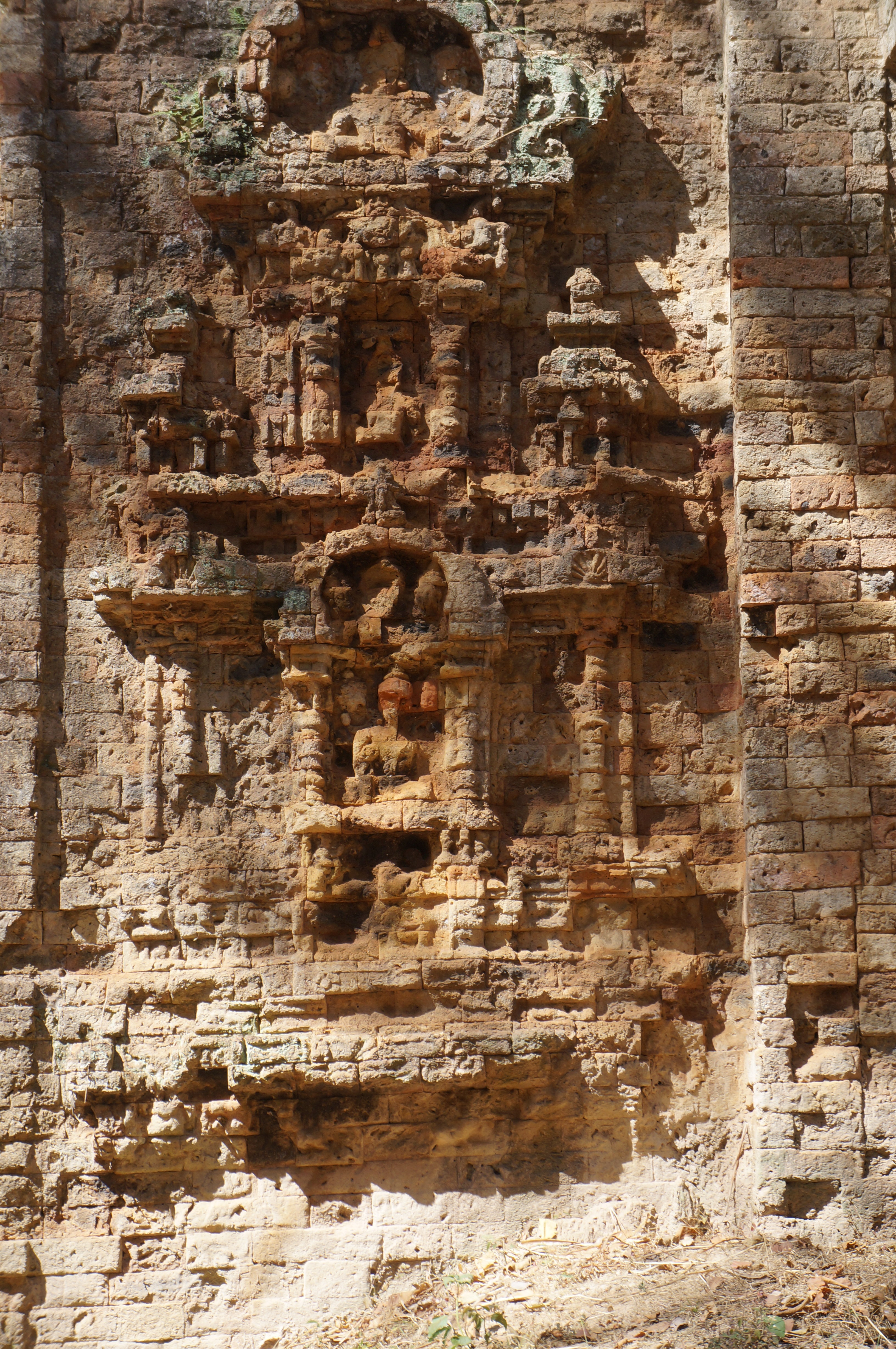
Demeure des boddhisattva. Sambor Prei Kuk, sanctuaire N16

Au delà du seul espace khmer, des liens plus ou moins évidents relient les régions "indianisées" entre elles. Ce qui fait parfois apparaître des motifs similaires sur des supports très différents en des lieux ou des temps éloignés. Ainsi à Sambor Prei Kuk, capitale du royaume de Chenla (fin VIe – IXe siècle), le motif de la demeure des boddhisattva (sculptée dans la maçonnerie de briques du sanctuaire N16) se trouve sur un sceau du sud de la Thaïlande (terre cuite, D. 6,5 cm) et représente les premiers temples de style indien dans la région. Mais ce motif ressemble aussi aux palanquins encore employés aujourd'hui pendant les festivals religieux pour le transport des dieux en procession.
L'art khmer appartient donc aux arts « indianisés ». Ceux-ci produisent des variations régionales à des formes qui ont été inventées et codifiées en Inde durant la dynastie Gupta, mais aussi au Gandhara "gréco-bouddhique" de l'empire kouchan, au début de notre ère. Le corps humain est le modèle qui sert à évoquer les dieux. Mais à la différence de l'Inde, ce corps divin est toujours couvert d'un vêtement qui se prête à des effets graphiques. Son corps est enrichi de parures et identifié par les attributs définis dans les textes sanscrits. Cependant, à la différence de l'Inde, les artistes khmers ont de tout temps répugné à la nudité complète. On ne trouve donc jamais de nu ni aucun érotisme, aucune "transparence" allusive du corps sous le vêtement, comme dans certaines traditions indiennes. La sensualité se fait toujours très discrète ici.

### Méthodes

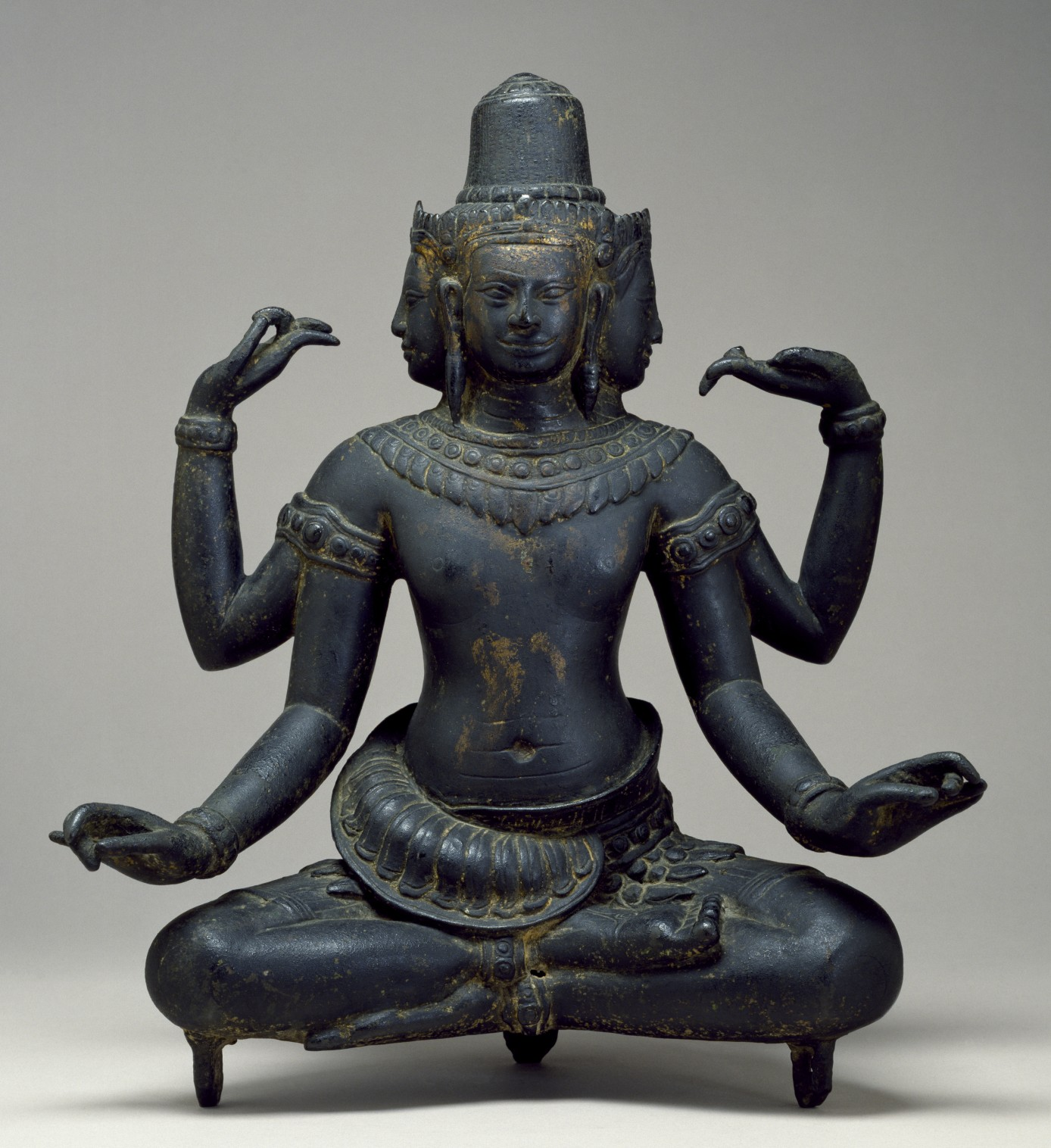
Brahmā. Style du Bayon, fin XIIe-début XIIIe s. Bronze, or. H. 29,7 cm. Walters Art Museum

Le plus souvent, si les divinités empruntent une partie de leur apparence aux humains et aux animaux, avec parfois une anatomie fantastique hybride, à multiples bras, voire à plusieurs têtes, l'essentiel est ailleurs, où l'image n'est qu'un vecteur de la dévotion religieuse. Les parures qu'elles portent, leurs vêtements semblent dérivés d'objets réels mais traités, comme les corps, de manière stylisée. Et ces effets de style n'ont cessé de varier selon les époques et surtout selon les ateliers, en différents lieux du territoire khmer. C'est depuis ces ateliers que des sculpteurs qui nous sont inconnus ont imprimé une marque à la fois personnelle et régionale à ces œuvres khmères.

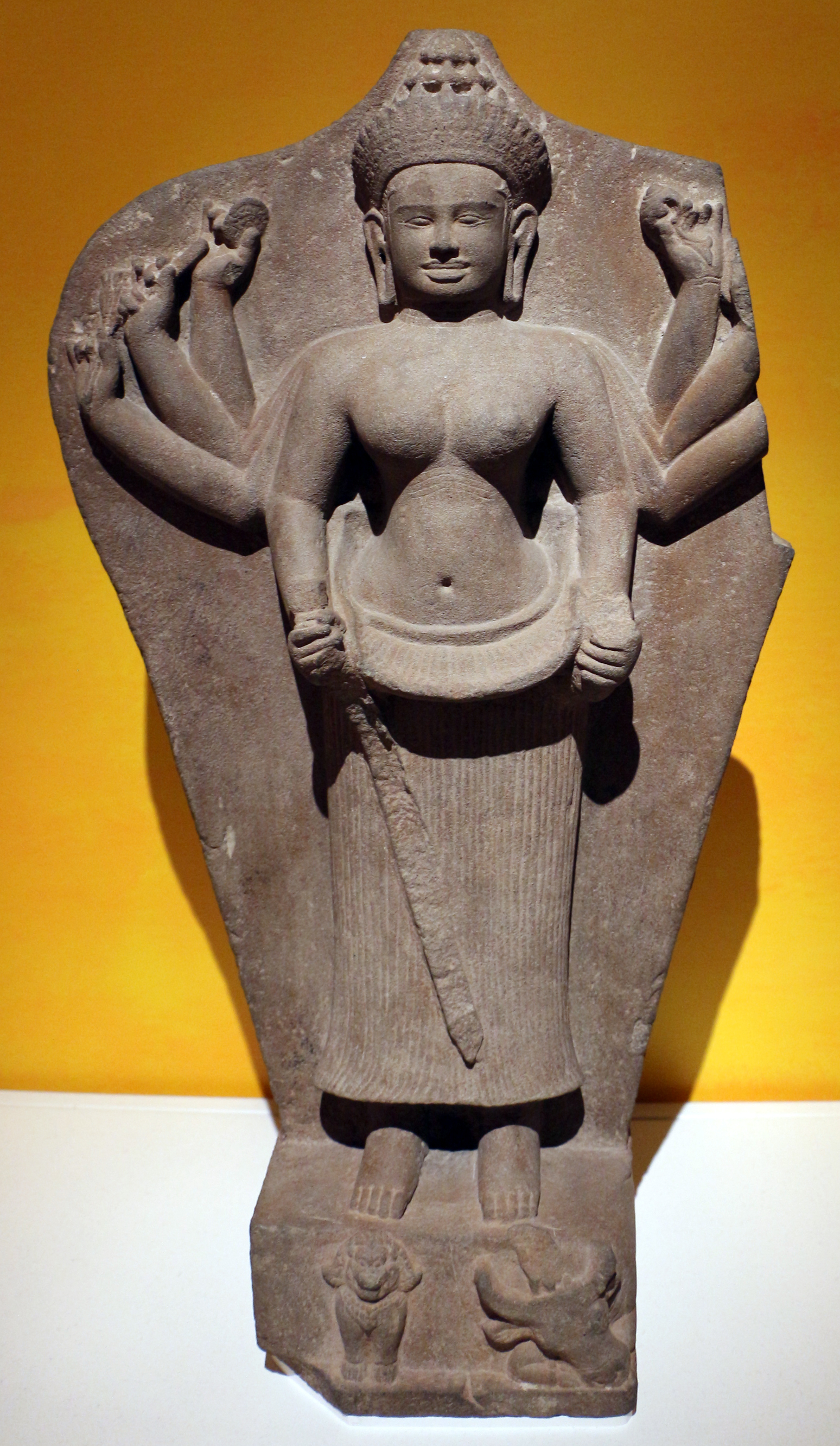
La déesse Durga tue le démon-buffle. Xe siècle. Grès. Brooklyn Museum

Le rapport au modèle naturel est un rapport toujours distancié. Les sculpteurs n'ont jamais recherché une vérité anatomique. Ce "naturalisme" varie selon que l'on s'éloigne ou non du sommet du corps. L'attention du sculpteur se porte manifestement au niveau de la tête, la coiffure et les ornements, les parures, diadèmes et couvres chignons. Les épaules, le buste et les bras sont étudiés de façon bien plus variable. Puis les ornements de ceinture, les formes souvent complexes du vêtement vont être détaillés suivant des principes ornementaux (régularité des plis, arabesques des nœuds). Le bas du corps, les fesses, les cuisses, les articulations des genoux et des chevilles sont quasi inexistants, les pieds restent toujours massifs, les doigts de pieds sommairement séparés, bien qu'il y ait quelques exceptions. Ces différences de traitement restent inexpliquées, et rares en Inde.
Le déhanchement, si courant dans la statuaire indienne, ne concerne surtout qu'une période ancienne, l'art préangkorien. Les derniers déhanchements datant du règne d'Indravarman I (fin du IXe siècle) (Vishnou (du Thma Dap)). De même, l'expression du mouvement qui peut apparaître dans quelques bas-reliefs ( Linteau au Ramayana, dans le style du Baphuon et Galerie des bas-reliefs d'Angkor Vat) est exceptionnel en ronde-bosse. L'expression du mouvement est bien plus courante dans la sculpture indienne même ancienne, depuis les personnages en mouvement du temple de Deogarh (VIe siècle), ou les Shiva dansant de l'art Chola, en Inde du Sud (Xe – XIe siècles). Les danseuses khmères apparaissent en nombre à partir de la fin du Xe siècle, dans le style de Banteay Srei.
Par-contre l'attrait pour les ornements est bien partagé avec l'Inde et l'Asie du Sud-Est. Enfin sur les bas-reliefs, les corps des figures isolées vues de face ont les pieds très souvent rabattus sur le côté. De toute évidence les artistes khmers ont su « reconstruire le corps des dieux indiens selon leurs propres critères esthétiques, c'est-à-dire selon leur goût et les impératifs culturels sur lesquels ils se fondaient. »

## Sculpture: styles
Le classement des sculptures par style ne reflète pas la diversité de la création, bien plus nuancée, mais permet simplement de voir rapidement des groupes constitués autour de formules similaires, si l'on compare le même motif, comme le visage ou le vêtement, , etc.

### Art préangkorien:VIe–VIIIesiècleet le style du Phnom Da

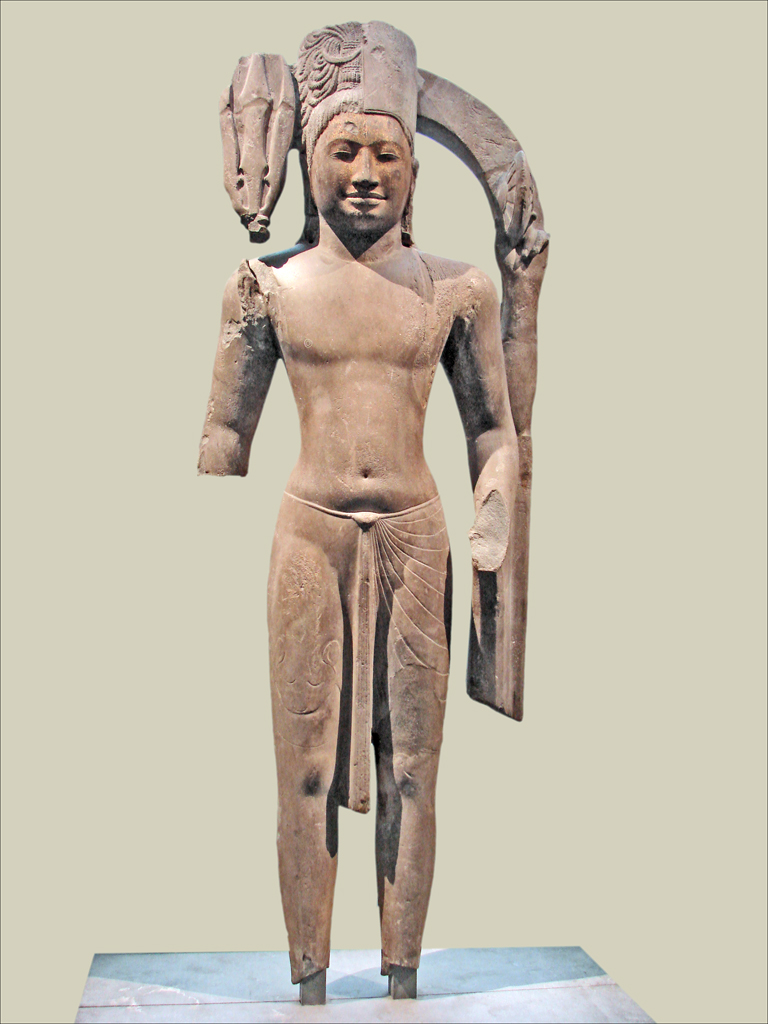
Harihara. Province de Takeo. Chenla. Style du Phnom Da, fin VIe-VIIe s. Grès (or sur laque, tardifs). H. 173 cm. Musée Guimet[115].
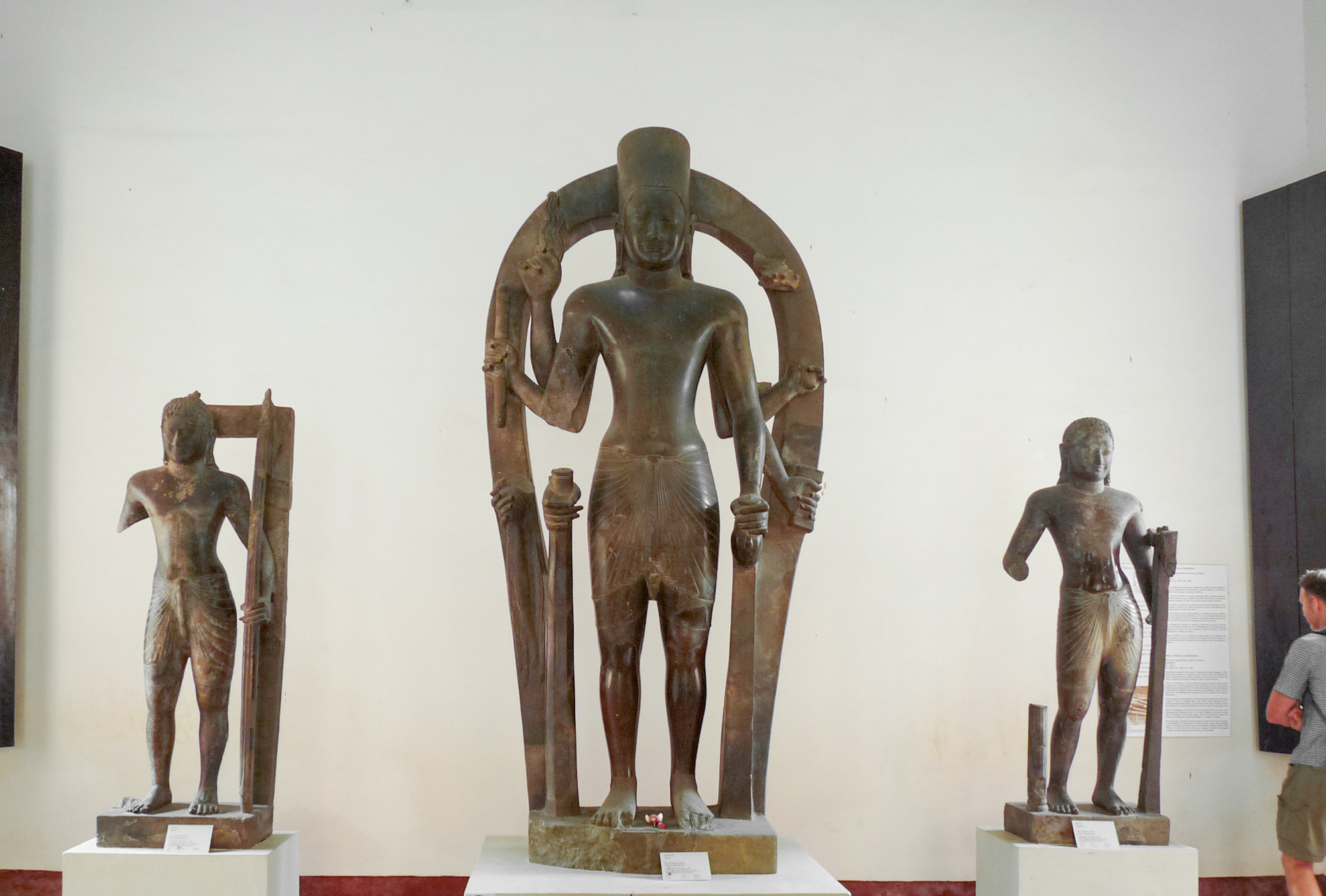
Statues de Vishnou (H. 2,70 m), Rāma et Balarāma du Phnom Da, Ta Keo. Fin VIe -début  VIIe siècle[116]. Musée national du Cambodge, Phnom Penh.
Krishna (H. 2,44 m) soulève le Mont Govardhana. Takeo. Style du Phnom Da. Daté 590. Cleveland Museum of Art[117]
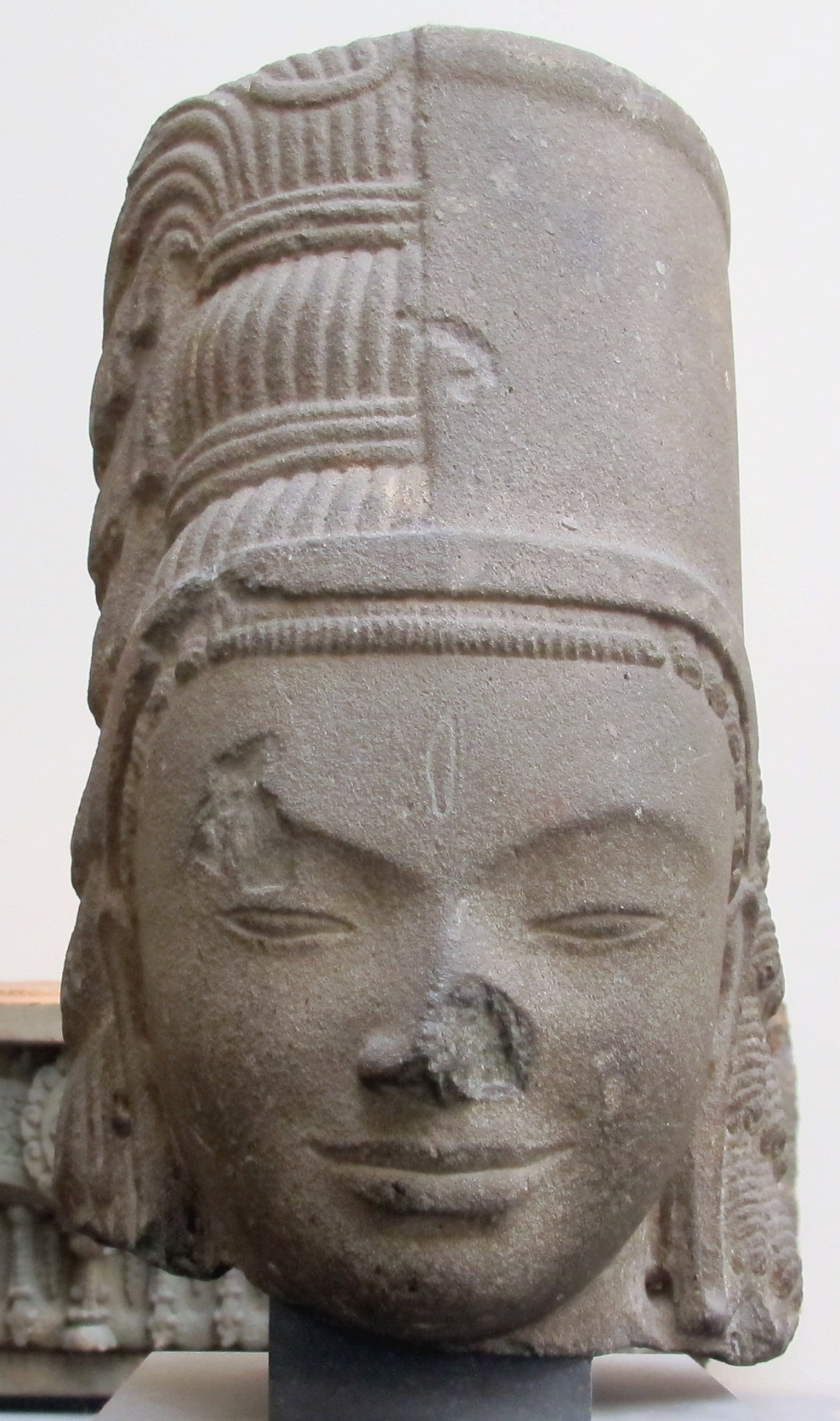
Tête de Harihara. Phnom Da, province de Takeo. Style du Phnom Da. VIIe s. Grès. H. 44 cm. Musée Guimet

Au musée national du Cambodge se trouve le plus ancien témoin de l'art khmer. Un Vishnou (H. 95 cm, sans la tête, première moitié du Ve siècle), à quatre bras, tenant la conque et découvert à proximité de Ta Keo (région d'Angkor). Cette sculpture semble emprunter les solutions trouvées par des sculpteurs de la région de Mathura, au nord de l'Inde, dans l'empire kouchan du début de notre ère, lui-même héritier de l'art « gréco-bouddhique », au nord du Pakistan. Ce type n'existait plus à l'époque Gupta, au Ve siècle, contemporain de la statue de Ta Keo. Ceci permet d'évoquer la circulation des modèles au début de notre ère entre le monde indien et le Cambodge. Le modèle, peut-être sans l'auréole qui était pourtant courante à l'époque Gupta, aura transité sous une forme certainement plus réduite et interprétée par les premiers sculpteurs khmers. Les jambes sont très écartées l'une de l'autre et semblent « un décor de plaque sculptée ». L'art khmer gardera, sauf exception, cette frontalité et une certaine raideur que la période d'apogée d'Angkor parviendra rarement à atténuer.
Des différences stylistiques nombreuses (au minimum cinq styles) semblent indiquer, alors, des ateliers indépendants, éloignés les uns des autres, probablement au sein des entités politiques diverses qui se juxtaposent à cette période. Ces différences stylistiques contemporaines se poursuivront ensuite, jusqu'à Jayavarman Ier dans le royaume de Chenla. Une telle situation politique a favorisé l'absence de convention et de répétition, la diversité des sujets, des divinités, une diversité qui ne se retrouvera plus ensuite. Ce qui produit quelques rares statues plus grandes que nature avec un attachement visible à la « beauté formelle et à la perfection d'exécution ».
Cette qualité marque le style du Phnom Da, au Sud dès le VIe siècle, compte certainement au moins un grand atelier, peut-être royal à Angkor Borei, qui aurait réalisé la célèbre « triade du Phnom Da », du musée de Phnom Penh. Vishnou à cinq bras se dresse sur 2,70 m, avec un corps puissant. Le naturalisme qui caractérise la période, fin VIe -début  VIIe siècle, s'effacera par la suite, à l'époque dite « classique » (IXe – XIIe siècle). Plusieurs versions du Krishna Govardhana, qui soulève une montagne, présentent un fort hanchement bien naturel. À part le bref moment fin VIe -début  VIIe siècle, toutes les statues khmères semblent plutôt figées, bien loin de manifester le moindre mouvement.
La ville importante d'Angkor Borei, était associée au pouvoir et au parrainage du Bouddhisme dans le sud du royaume de Chenla (fin VIe -début IXe siècle). Les relations les plus lointaines sont toujours clairement visibles dans la sculpture bouddhiste de l'époque. L'art Gupta de Sarnath, au Ve siècle, donne au Buddha un manteau qui recouvre les deux épaules et laisse néanmoins paraître clairement le haut du corps jusqu'au nombril. Dans l'art du Chenla on retrouve ce type de Bouddha presque à l'identique, mais ici le vêtement est bien moins "diaphane" qu'en Inde. Le lien du vêtement de dessous est évoqué par l'"ombre" d'un sillon à la taille, en Inde c'est une ligne incisée. Tout, ici, est adouci. De son côté, le style du Phnom Da se distingue par de grands yeux effilés en amande, le nez aquilin et de somptueuses coiffures, que ce soit dans les images bouddhiques ou hindoues. Ce n'est qu'à cette époque que les sculpteurs font usage d'un arc de soutien et d'étais pour assurer la solidité de ces figures à multiples bras, taillées dans le grès ou dans le schiste.

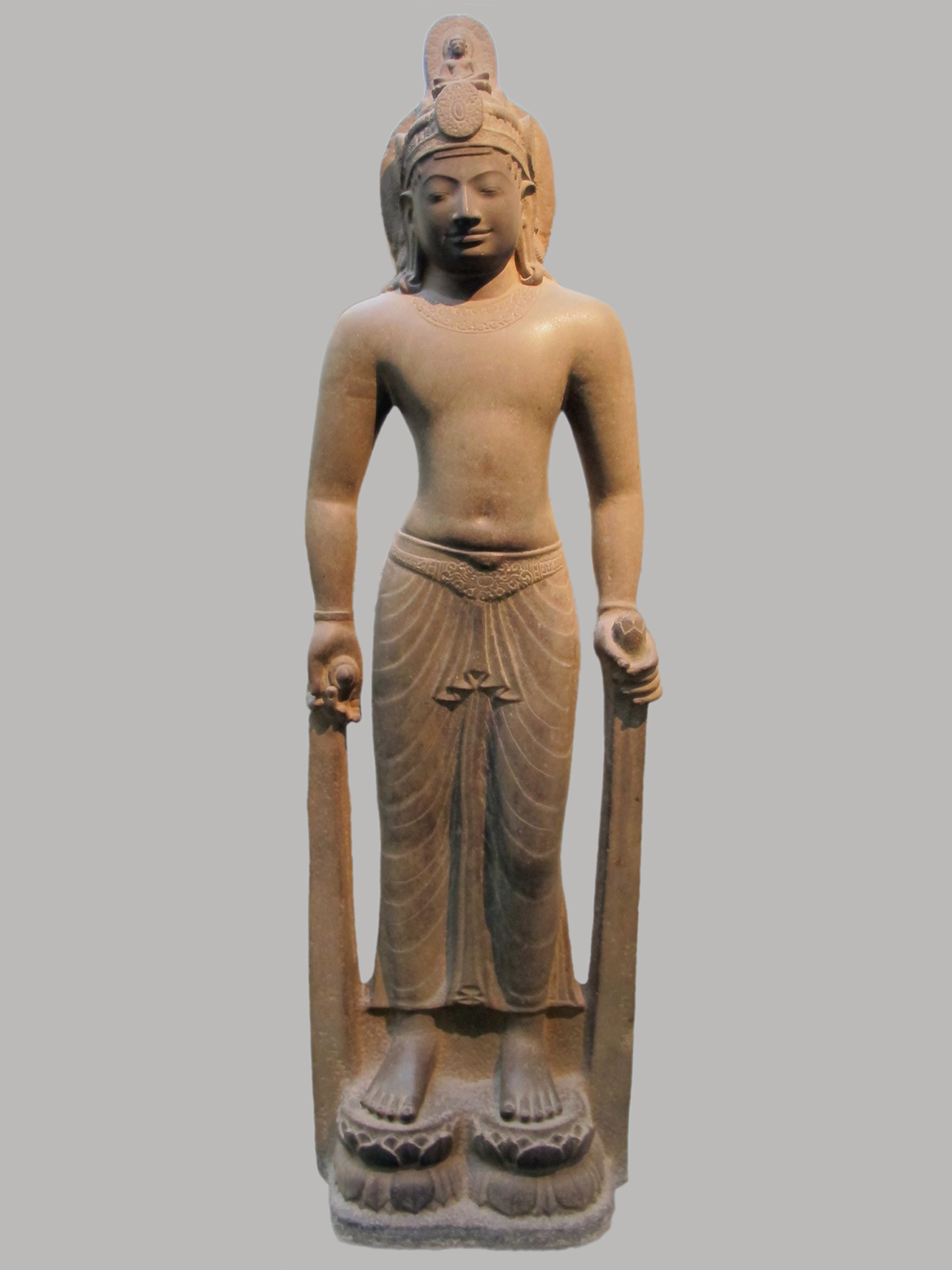
Avalokiteśvara. Style du Phnom Da. Fin VIIe – VIIIe siècle. Grès H. 171 cm. Musée Guimet
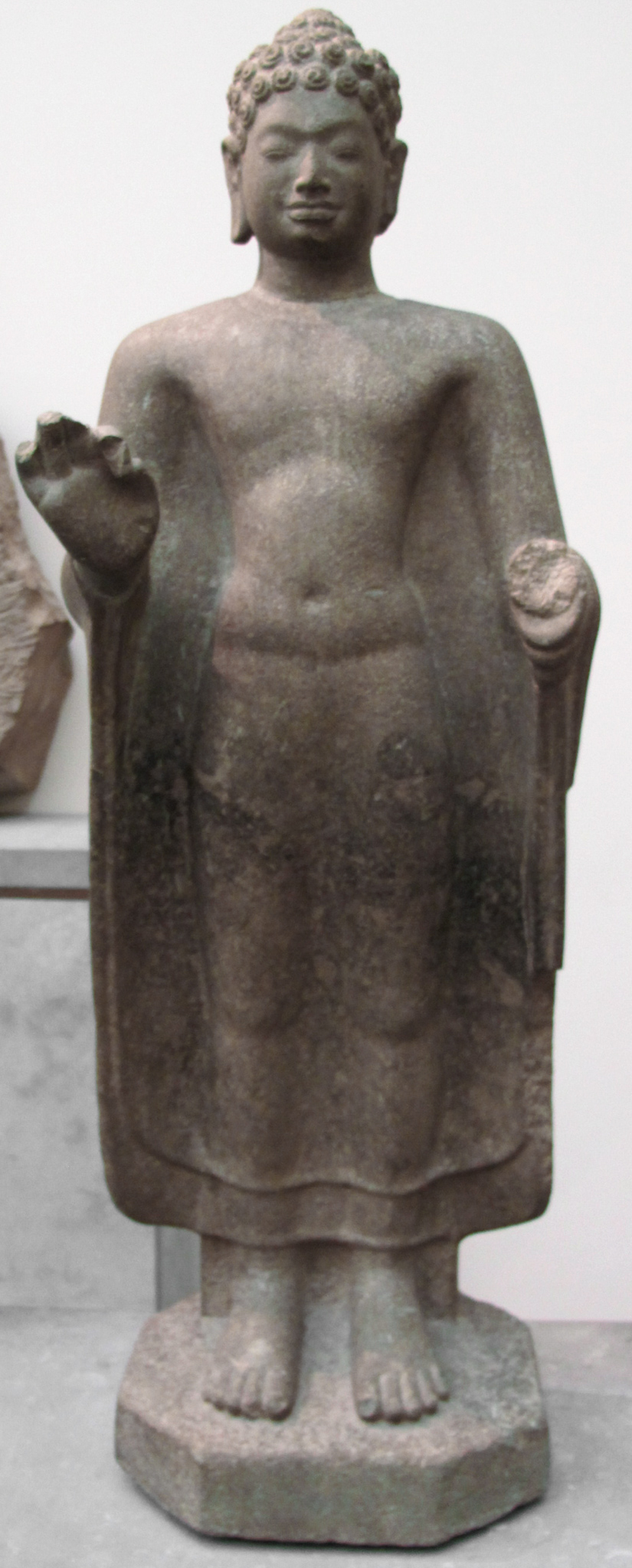
Buddha enseignant. Tuol Preah That[126],[127]. Kampong Spoe, VIIe – VIIIe siècle. Grès H. 94 cm. Musée Guimet
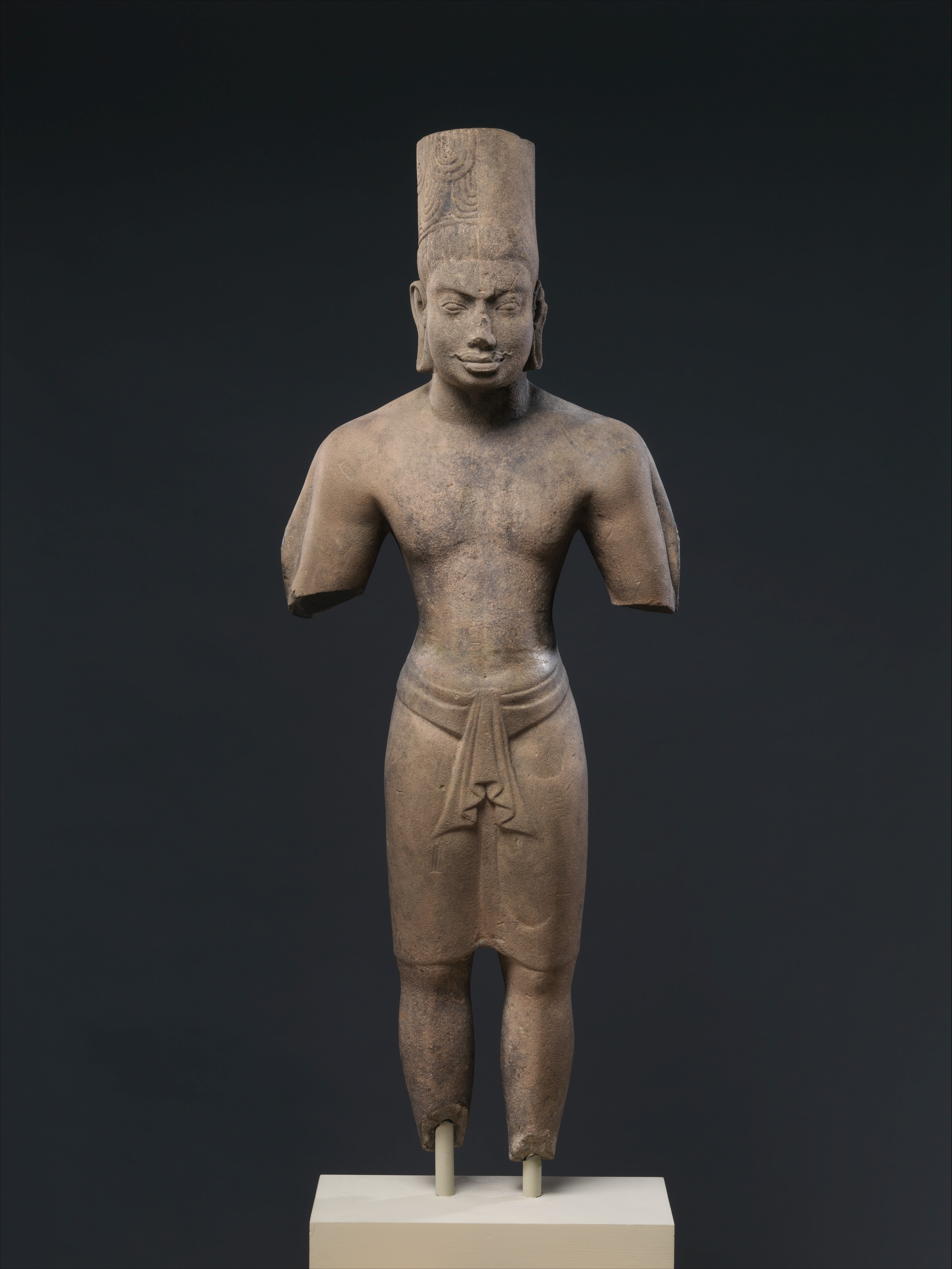
Harihara. Sud Cambodge Fin VIIe-VIIIe s. H. 90 cm. Met

La fusion de références artistiques diverses offre au sculpteur le moyen de manifester la personnalité complexe des dieux. Ainsi, en Inde, à partir du Ve siècle, se rencontre la nouvelle figure d'Harihara, avec Shiva (moitié mâle de l'univers) et Vishnou (moitié féminine de l'univers). Shiva porte le chignon d’ascète au croissant de lune, le vêtement en peau de tigre et le trident. C'est au cours du VIIe siècle que le culte de Harihara a rencontré son plus grand succès au Cambodge, dans les premiers temps de Chenla. Quelques statues sont tout à fait hors du commun à cette période, en particulier dans le style du Prasat Andet. Des sculpteurs pratiquent un naturalisme très poussé et élégant, et portent le plus grand soin sur la finition avec un polissage méticuleux : ainsi le Harihara du Kimbell Art Museum. Le Harihara khmer du Metropolitan porte le même type de pagne que ses voisins du Champa à cette époque : le pan du milieu noué sous la ceinture et retombant au centre en une « bouffette ». Cette boufette stylisée détermine ici un jeu de plis concentriques et symétriques. Le pagne donne, au cours des siècles suivants, l'occasion de solutions plastiques diverses qui distinguent chacun des styles qui vont suivre.

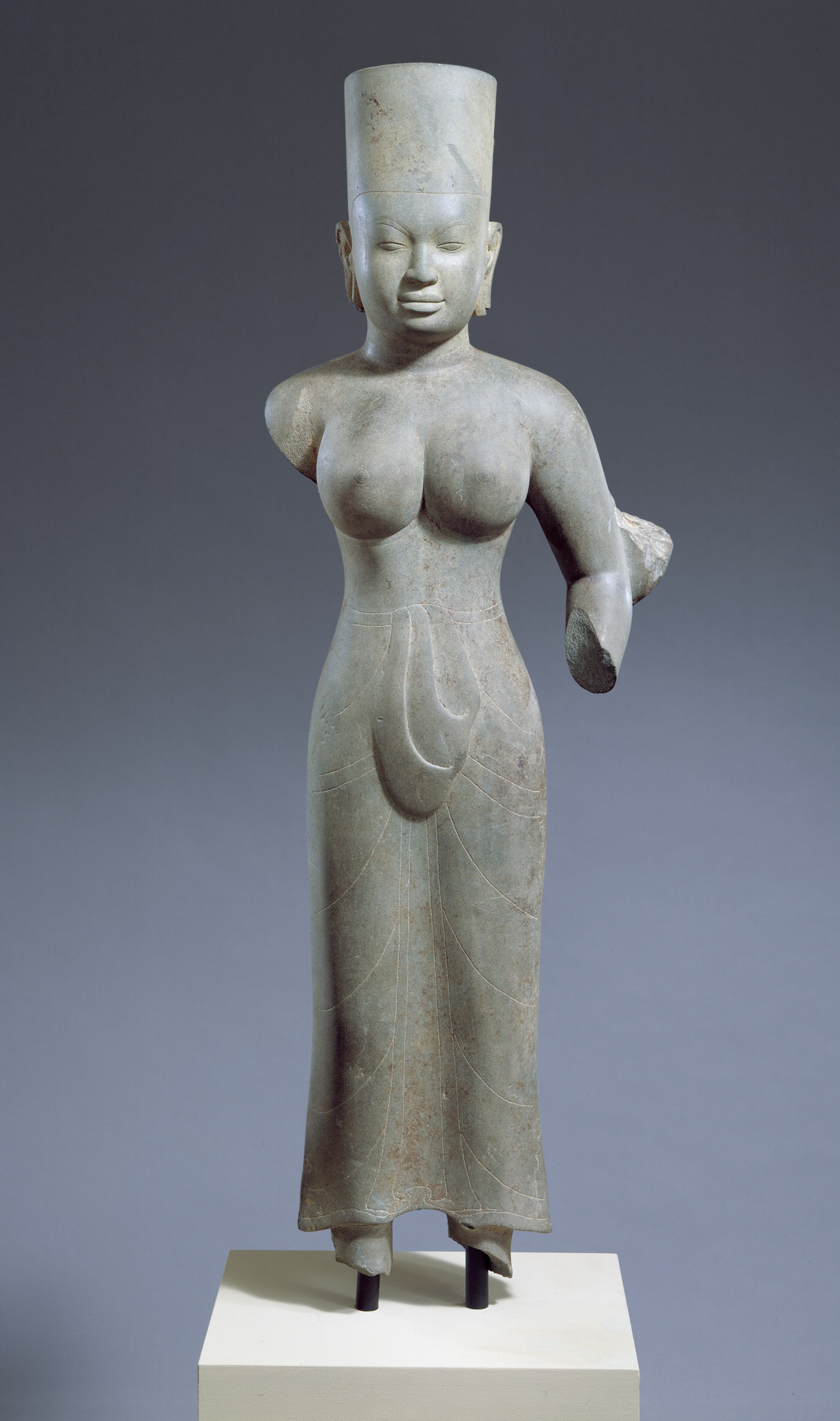
Divinité féminine. Style de Prasat Andet. Fin VIIe-VIIIe. Grès. H. 134 cm. Met
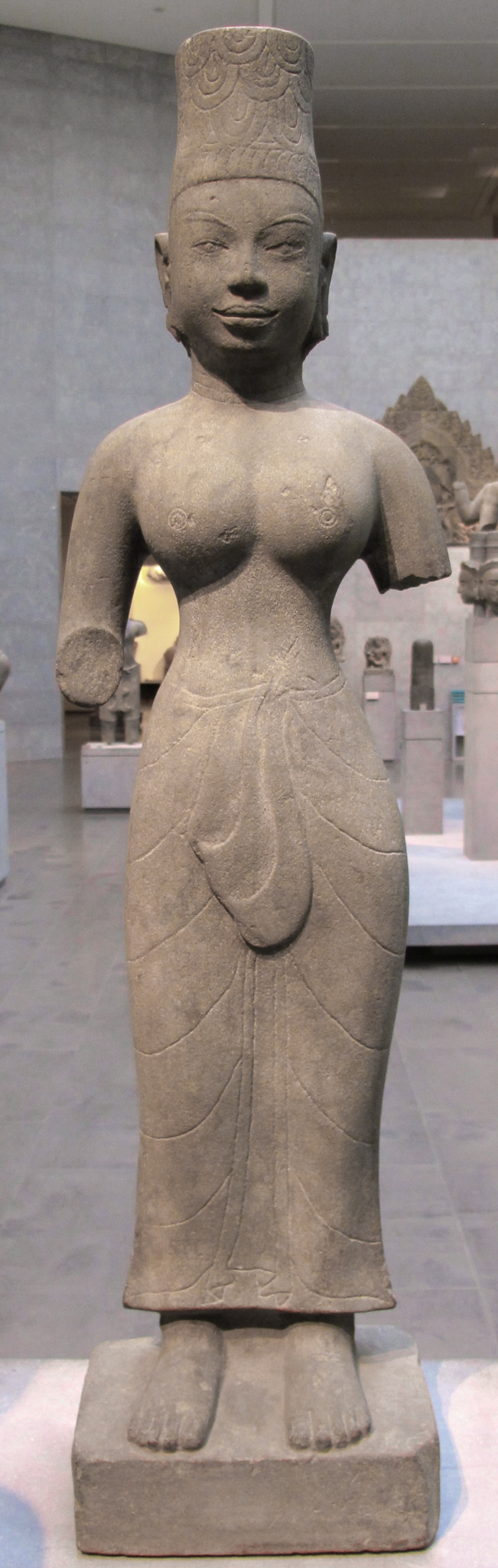
Divinité féminine (Uma ?). Popel, province de Svay Rieng. Style de Prasat Andet. Fin VIIe-VIIIe s. Grès. H. 160 cm. (sans le tenon). Musée Guimet
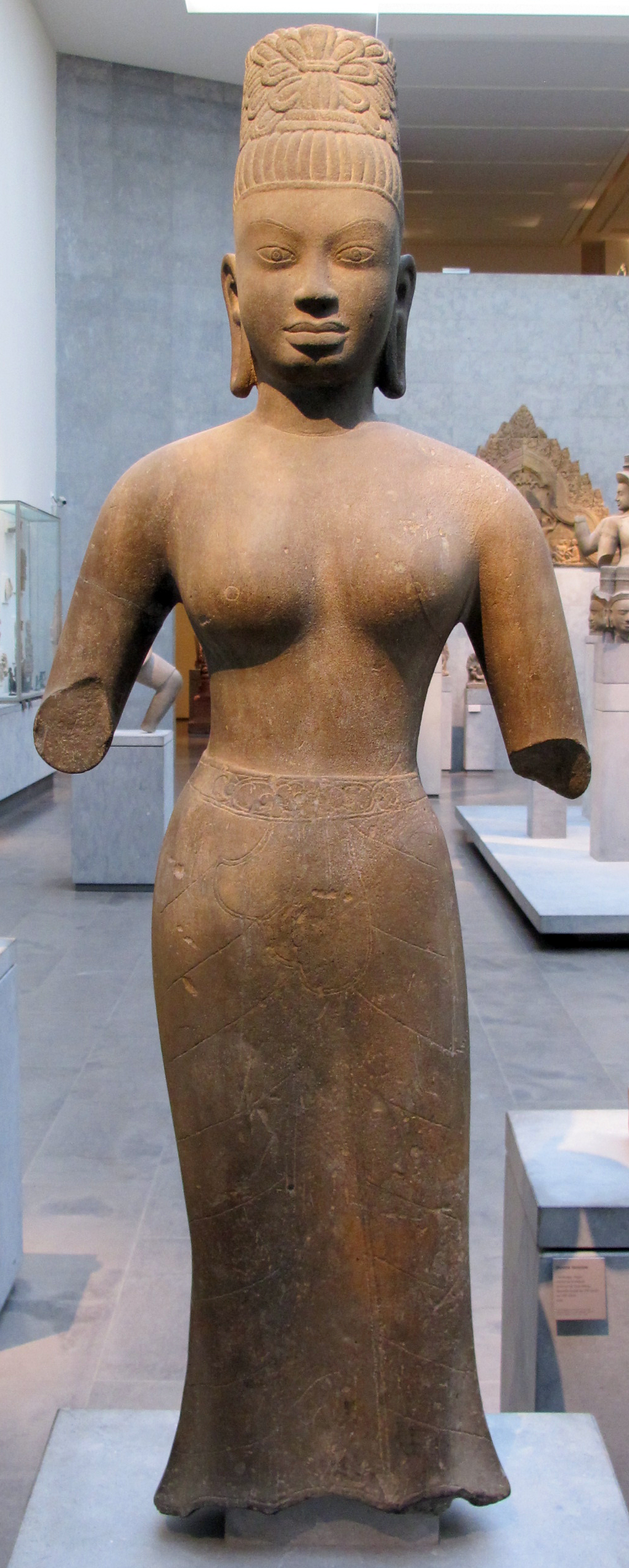
Divinité féminine. Koh Krieng, province de Kratie. Musée Guimet
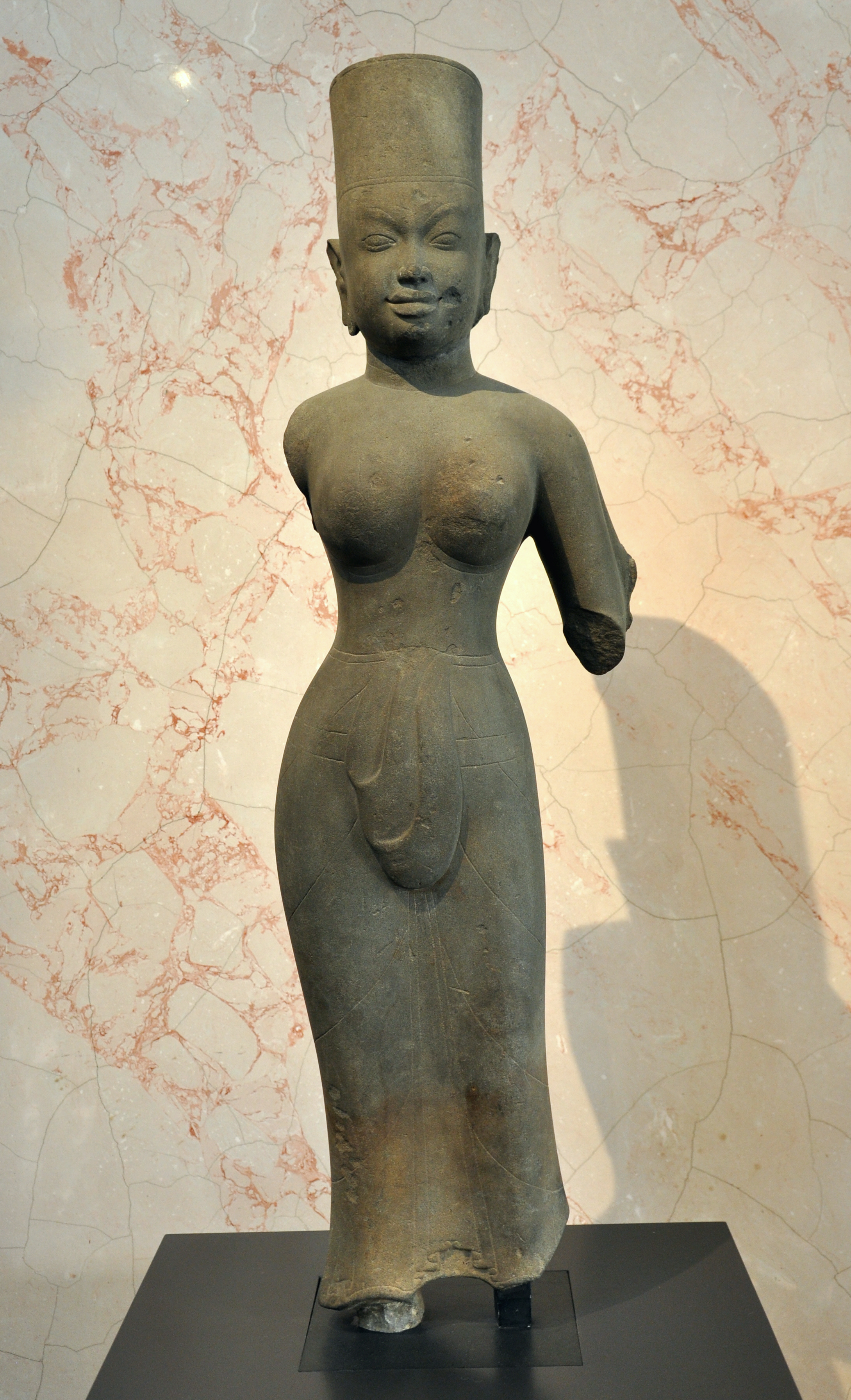
Déesse Uma. Style de Prassat Andet, fin VIIe - déb.  VIIIe siècle. Museum Rietberg

Certaines divinités féminines dans le style de Sambor Prei Kuk portent une coiffure aux longues mèches coiffées en forme de mitre cylindrique. Ces mèches font allusion aux longues tresses de Śiva, les statues sont des images d'une devī, probablement Umā (Parvati). Cependant les fortes différences entre les visages et le naturalisme de bien des détails physiques propres à des femmes mûres et non d'adolescentes, lesquelles sont pourtant prescrites par les textes, suggère qu'il faut bien voir des portraits dans ces sculptures. Elles auraient donc servi à la fois d'image de la déesse Umā et de portrait d'une reine ainsi divinisée. Les portraits khmers sont ainsi souvent des personnes divinisées, mais cette pratique reste très rare.

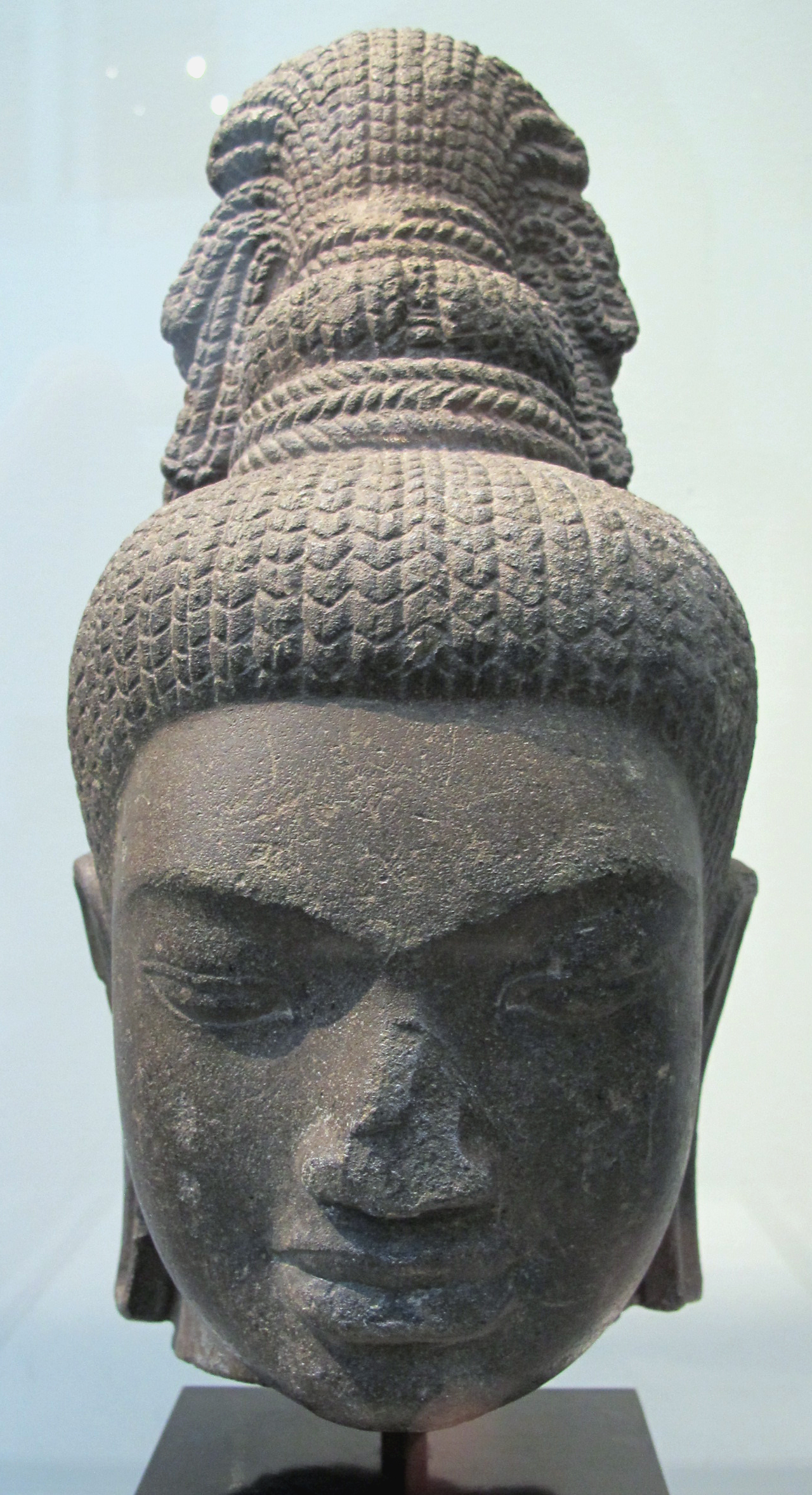
Tête du bodhisattva Maitreya. Provenance exacte inconnue, VIIIe siècle. Grès, H. 31 cm. Musée Guimet

L'image du bodhisattva Maitreya (petit stupa dans la chevelure) du musée Guimet présente un visage soigneusement modelé, à l'ossature bien indiquée. Un trait suit le contour de ses yeux en amande. La masse des cheveux s'élève en une cascade de tresses, maintenues fermement par deux bandes de tresses, l'ensemble dessiné avec une rigueur parfaite. Ce type appartient au style du bouddhisme Mahayana qui apparait à la fin du VIIe siècle et dont le centre est en Thaïlande. Les échanges se faisaient aussi avec ce pays voisin.

### Période d'Angkor: style de Kulen, de Preah Kho, du Bakeng et deKoh Ker:IXe–Xesiècle
Après cette période d'éclosion « de chefs-d'œuvre très humains », l'art de Kulen est beaucoup plus distant, beau et supérieur, indifférent aux hommes qui lui adresse leurs prières. Par contre les linteaux continuent de déborder de feuillages, de fleurs et d'invention. Des divinités discrètes s'y cachent, tandis que des chimères les traversent, la gueule béante : makara, l'éléphant-crocodile, ou gajasimha, l'éléphant-lion. L'invention permanente de ces compositions florales "habitées" rappellent en permanence les guirlandes végétales, éphémères, composées alors pour les fêtes. Ce motif se retrouve aussi dans le style de Preah Ko avec Garuda, l'homme-aigle et les nāga à trois têtes ou plus, ennemis et, en même temps, incarnations de Vishnou.

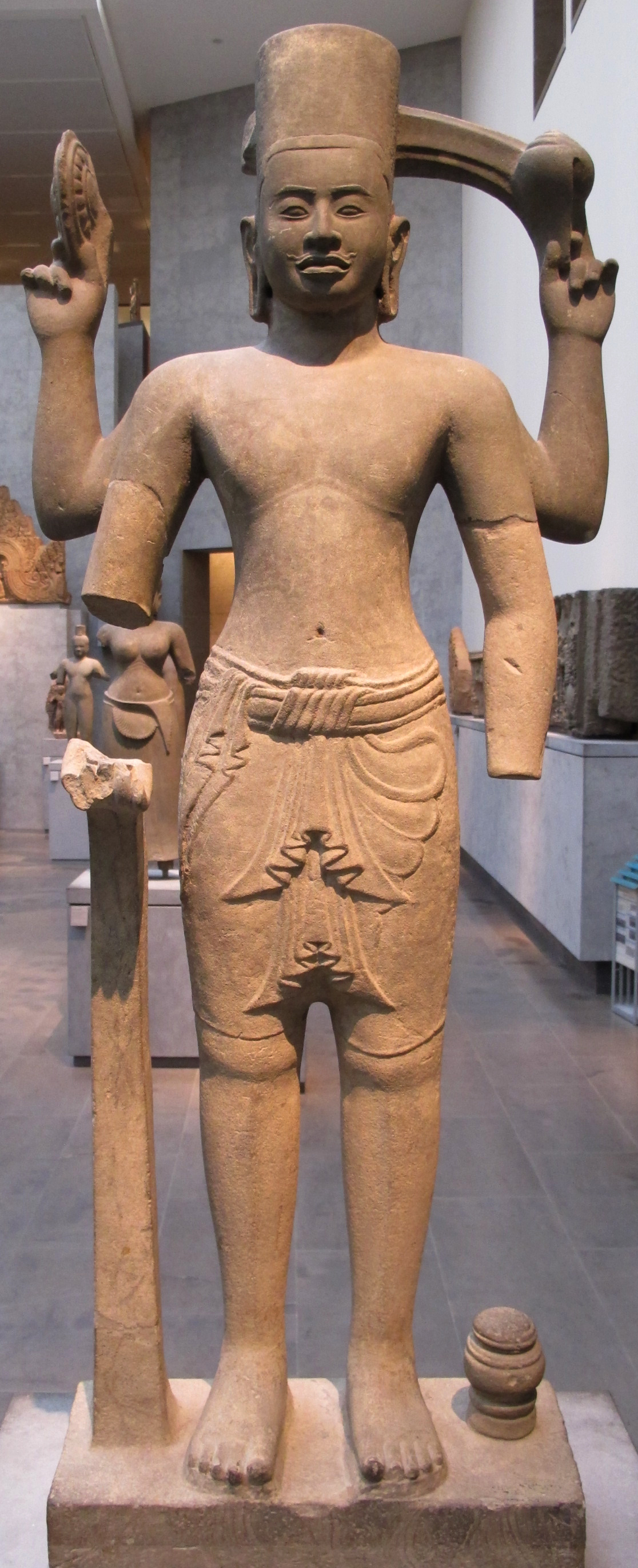
Vishnou. Style de Kulen, Prasat Rup Arak v. 800-875. H. 142 cm. Musée Guimet
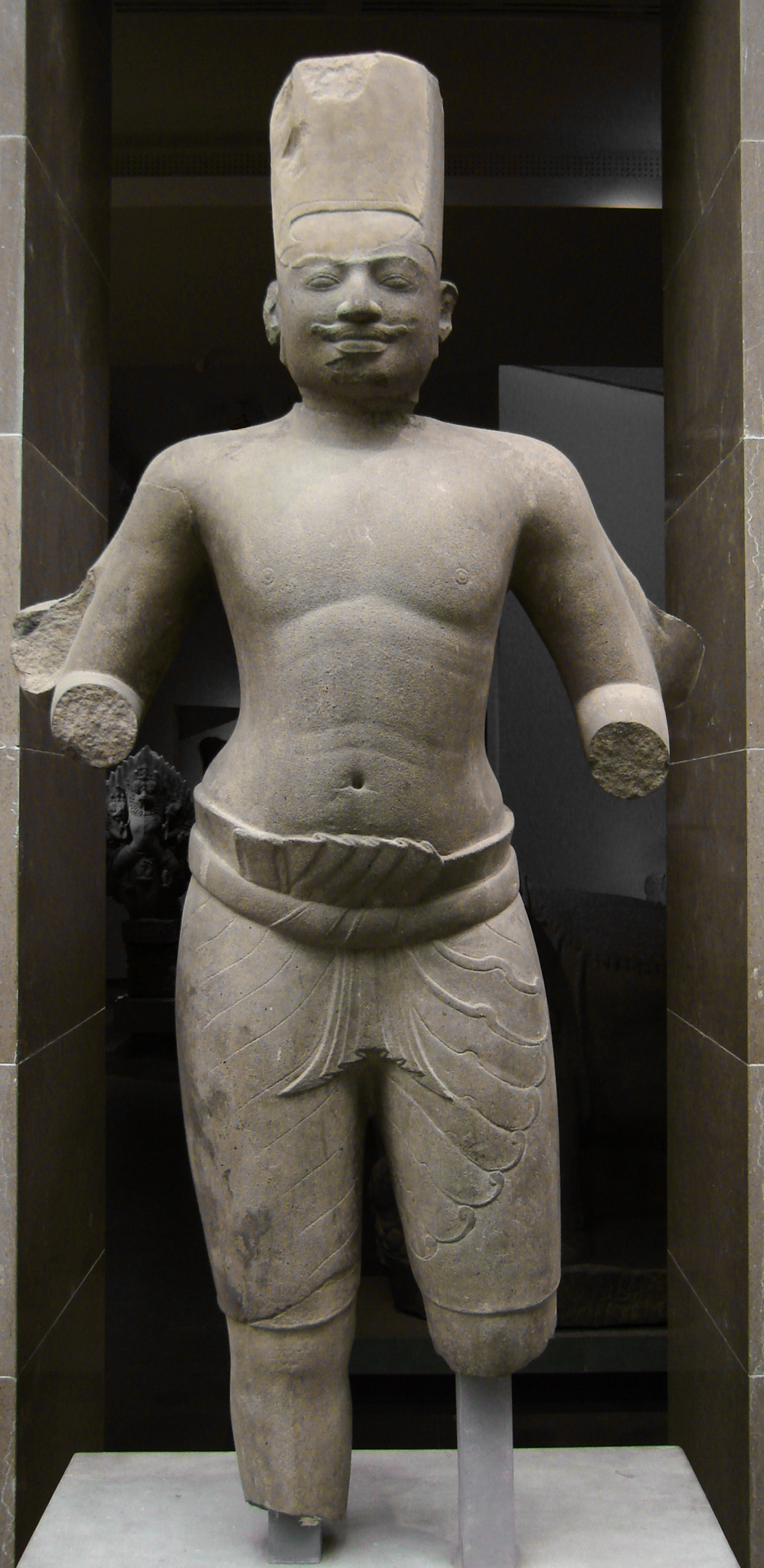
Vishnou (du Thma Dap). Style de Kulen, v. 825-900. Grès. H. 143 cm. MG 18861. Musée Guimet
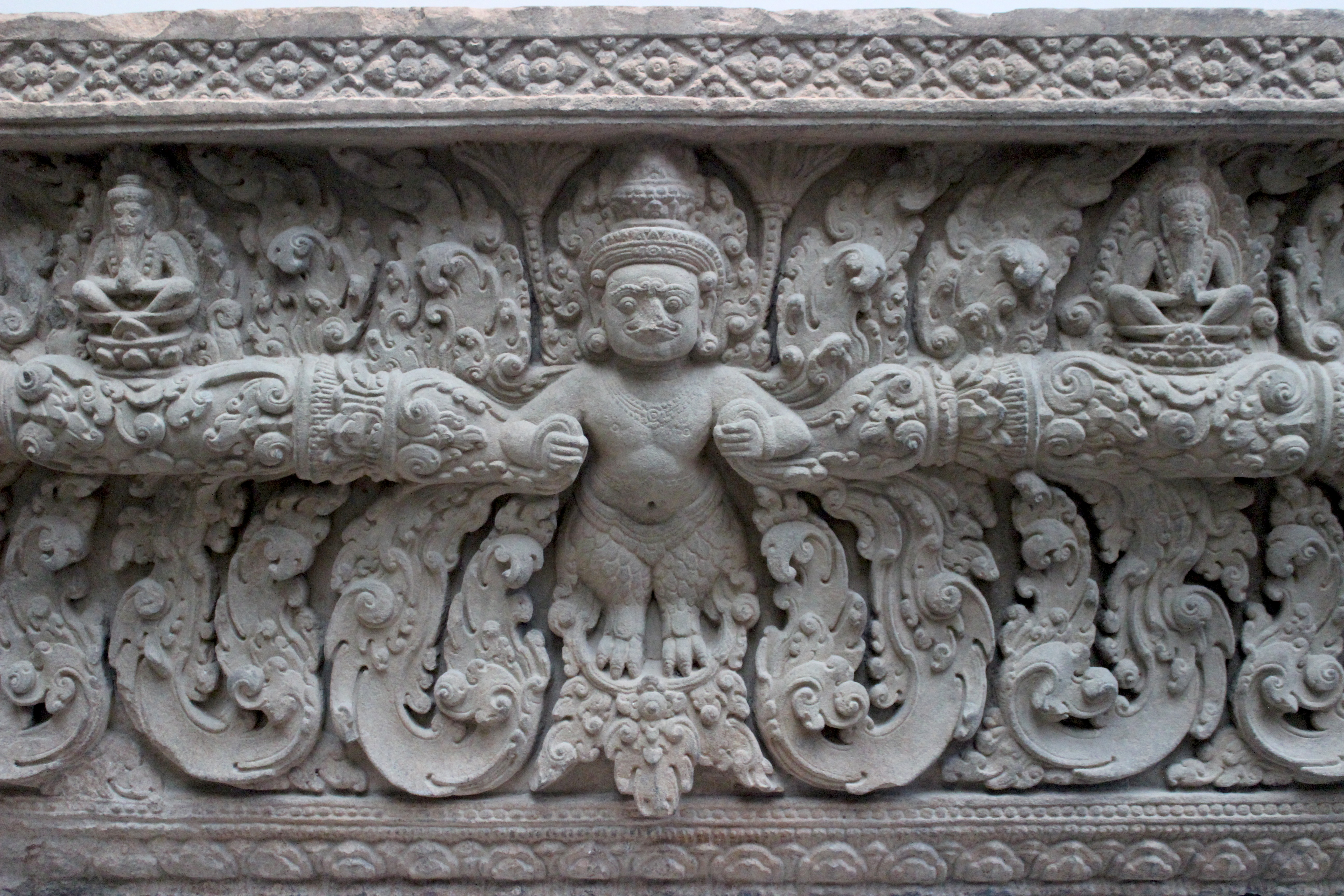
Linteau. Kapilapura (Angkor). Style de Preah Ko. 875-900. Grès. H. 53 x L. 172 cm. Musée Guimet
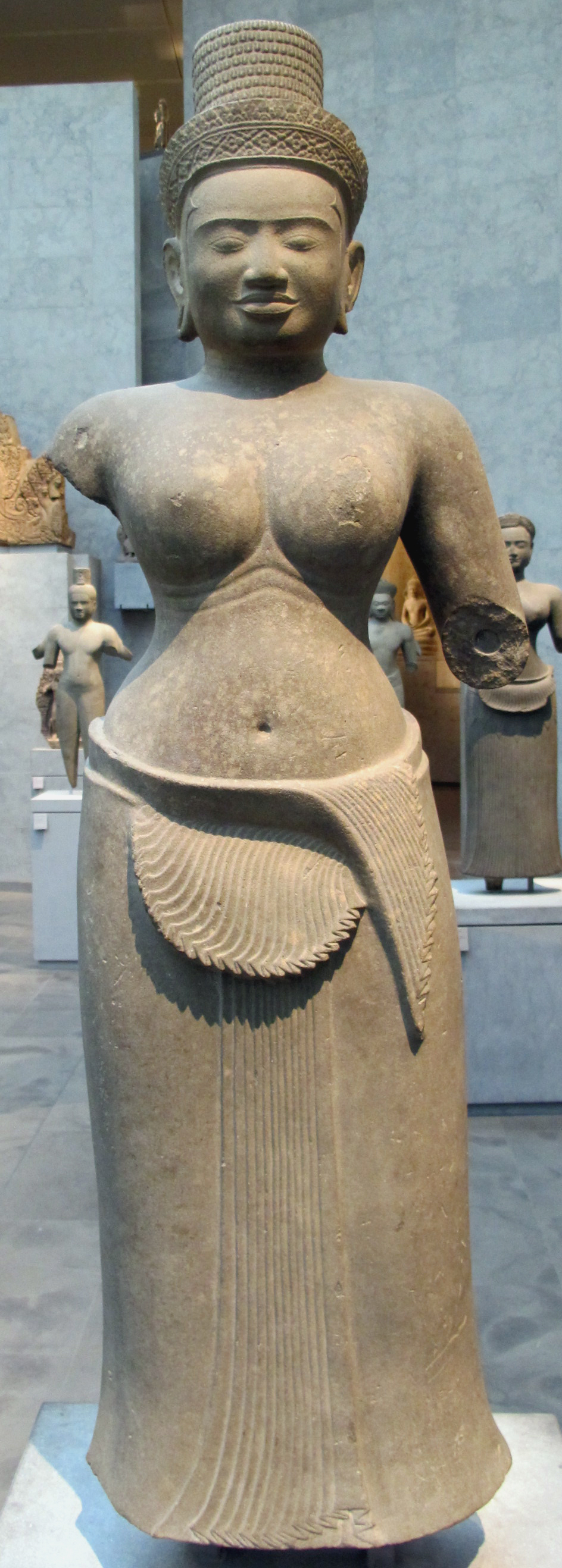
Divinité féminine. Bakong (Roluos). Style de Preah Kô. v. 875-900. Grès. H. 141 cm. Musée Guimet
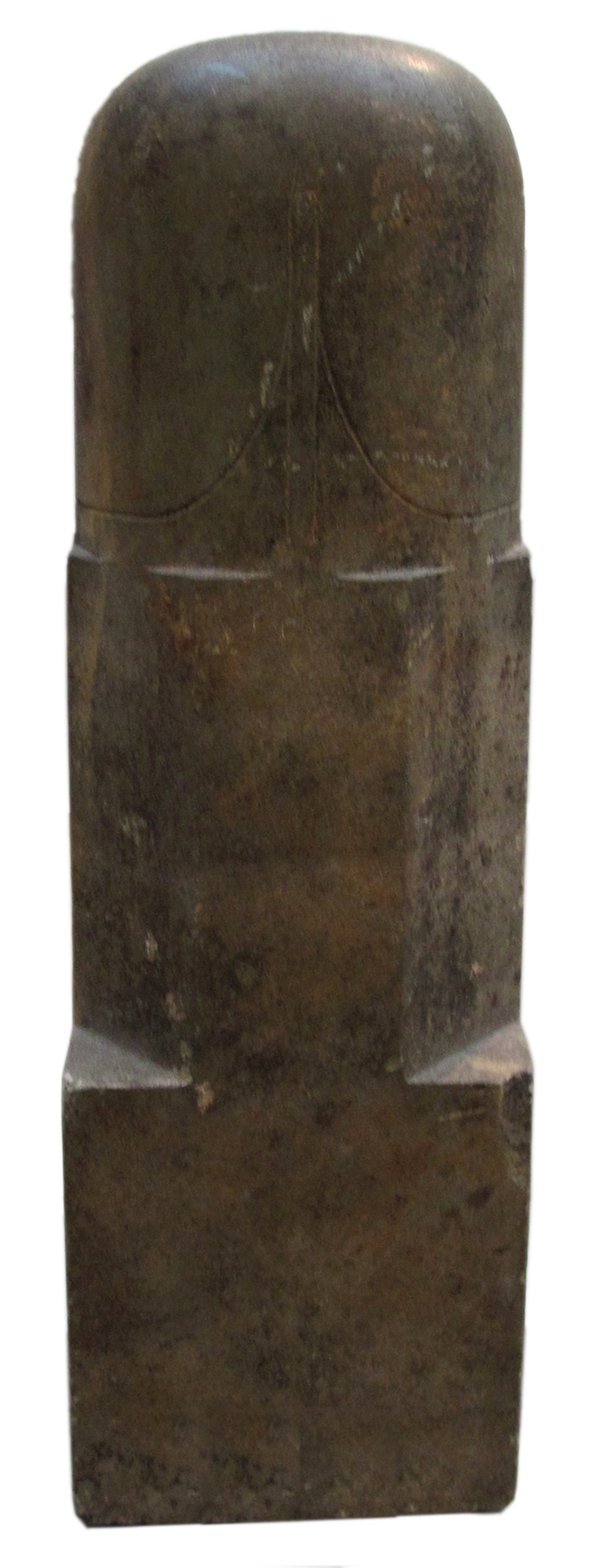
Linga. (Phnom Bakheng ?). Xe s. Grès H 46 ; L 14,5 ; P 14,5 cm. Musée Guimet

Le style de Kulen se distingue par une double ou simple chute du pagne sur le devant, « en ancre ». La mitre cylindrique de Vishnou suit la tradition en usage dans l'art préangkorien (Phnom Da et Kompong Preah). La tendance à figurer des corps présentant un certain embonpoint, une rondeur générale des formes va s'accentuant et se confirme avec le style suivant. Le traitement du visage de Vishnou du musée Guimet (MG 18861) annonce aussi l'époque nouvelle, mais s'il semble toujours s'agir de portraits idéalisés celui-ci présente des traits qui seront ceux du canon classique (fin IXe-début Xe): visage inscrit dans un carré, arcades sourcilières presque rectilignes, nez busqué, bouche large aux lèvres ourlées. De nombreuses statues portent des indices que des bijoux leur étaient attachés. Cette pratique est remplacée par la représentation détaillée de parures somptueuses, avec le style de Koh Ker.

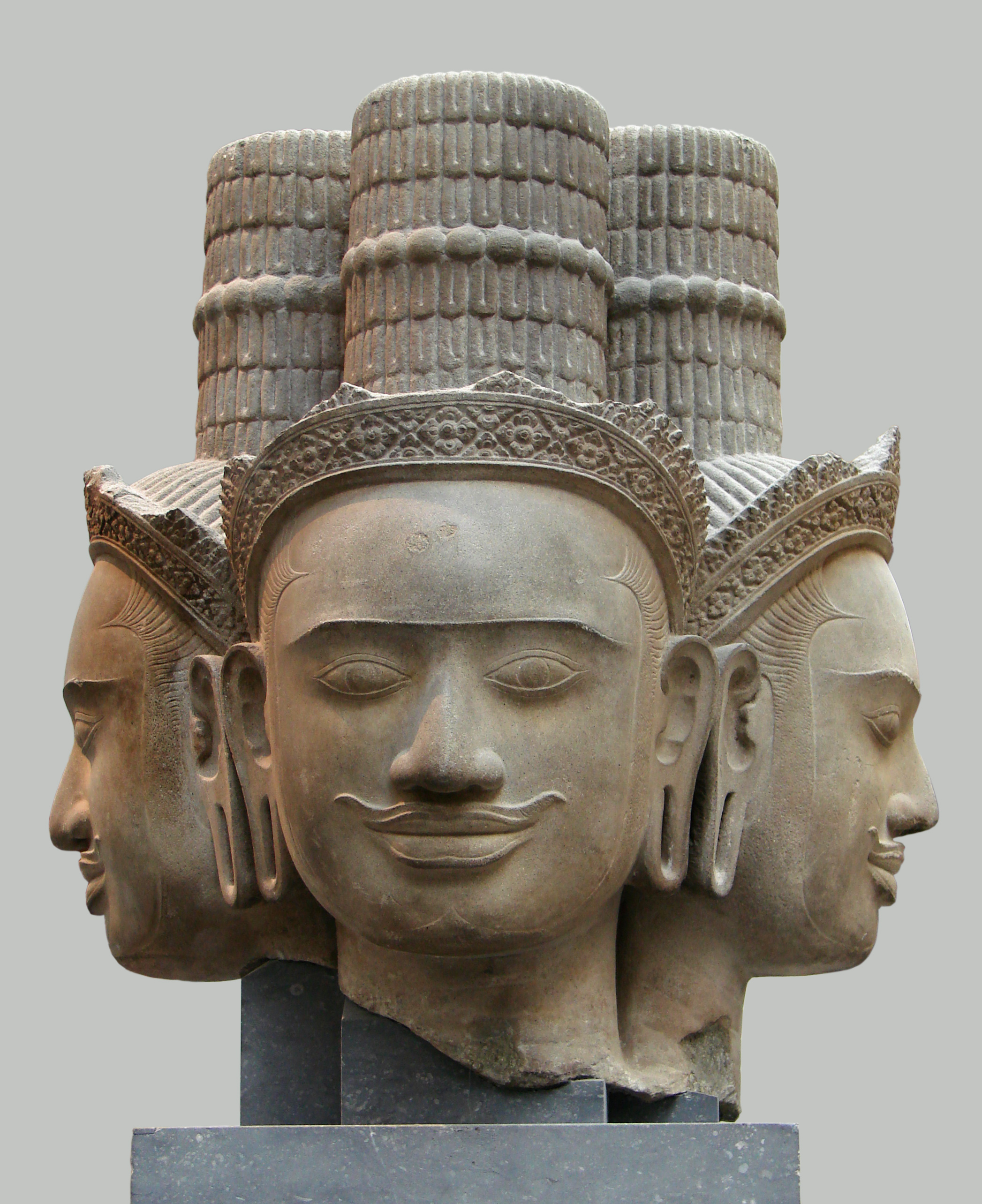
Têtes de Shiva, Brahmā et Vishnou (Trimūrti). Style du Bakheng, v. 875-925. Grès, H. 46-49 cm. Musée Guimet
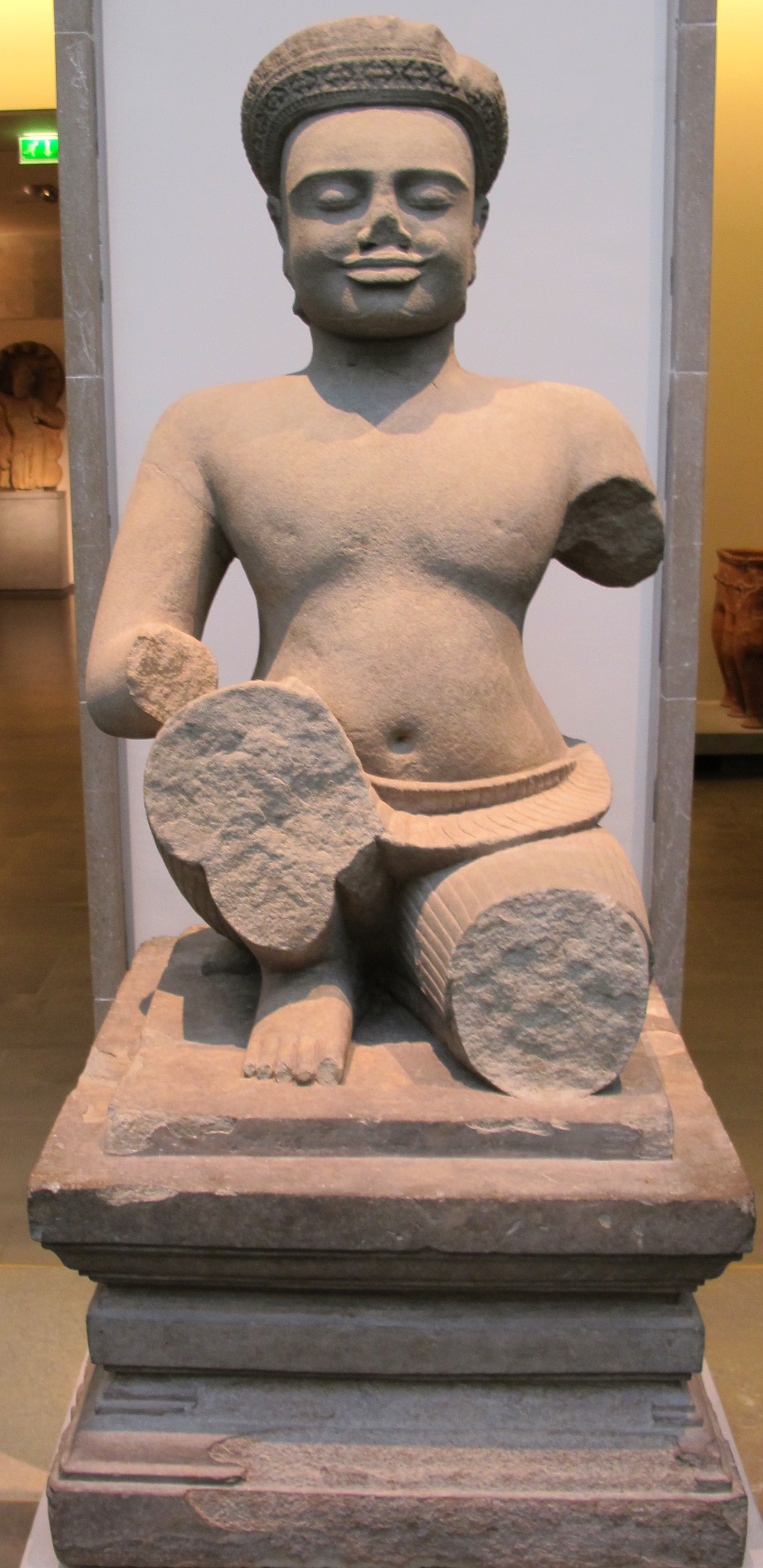
Portrait de Jayavarman IV. Chapelle du temple-montagne de Koh Ker, v. 925-950. Musée Guimet
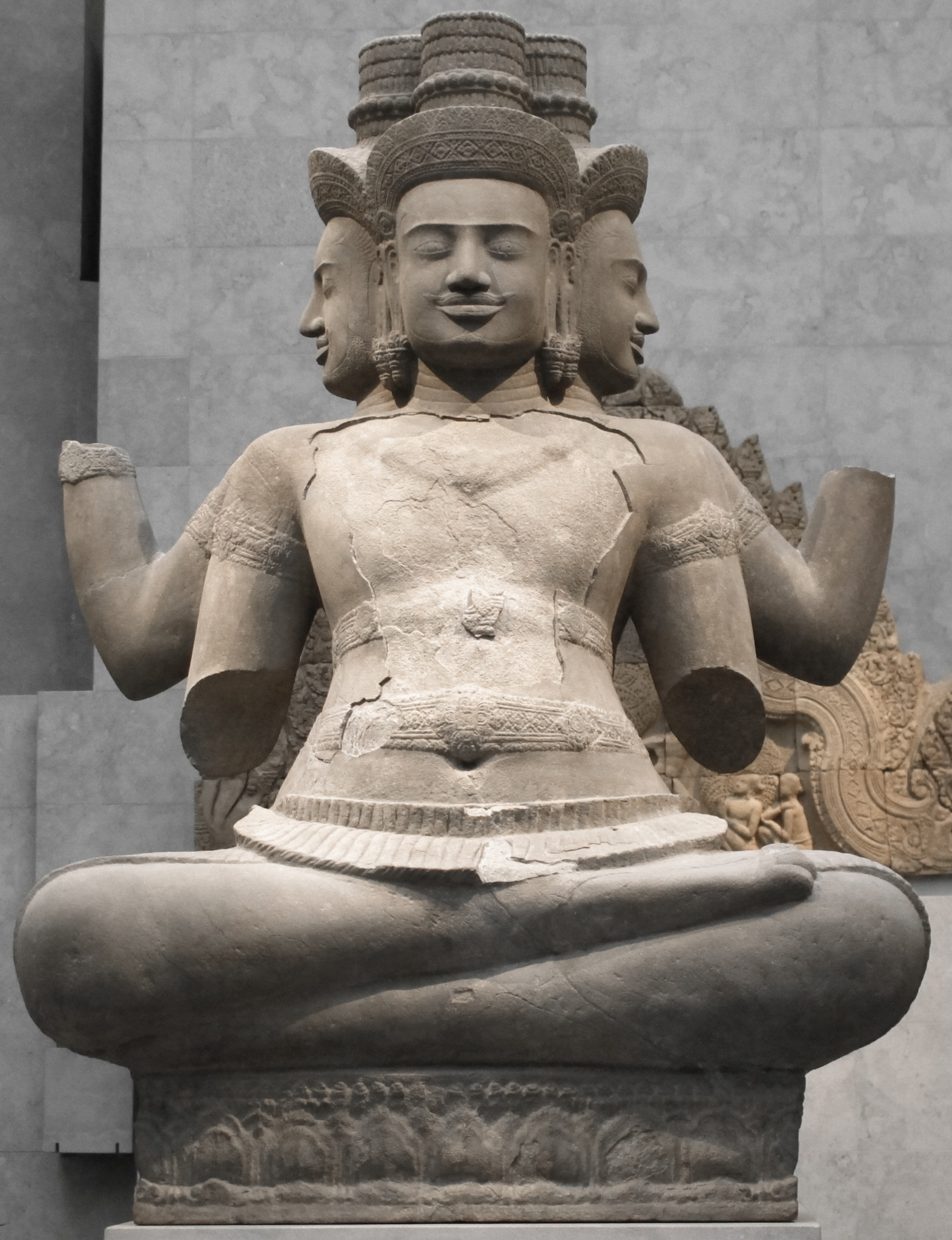
Brahmā aux quatre visages et aux chignons d'ascète. Style de Koh Ker, v. 925-950. Grès, H. 147 cm. Musée Guimet
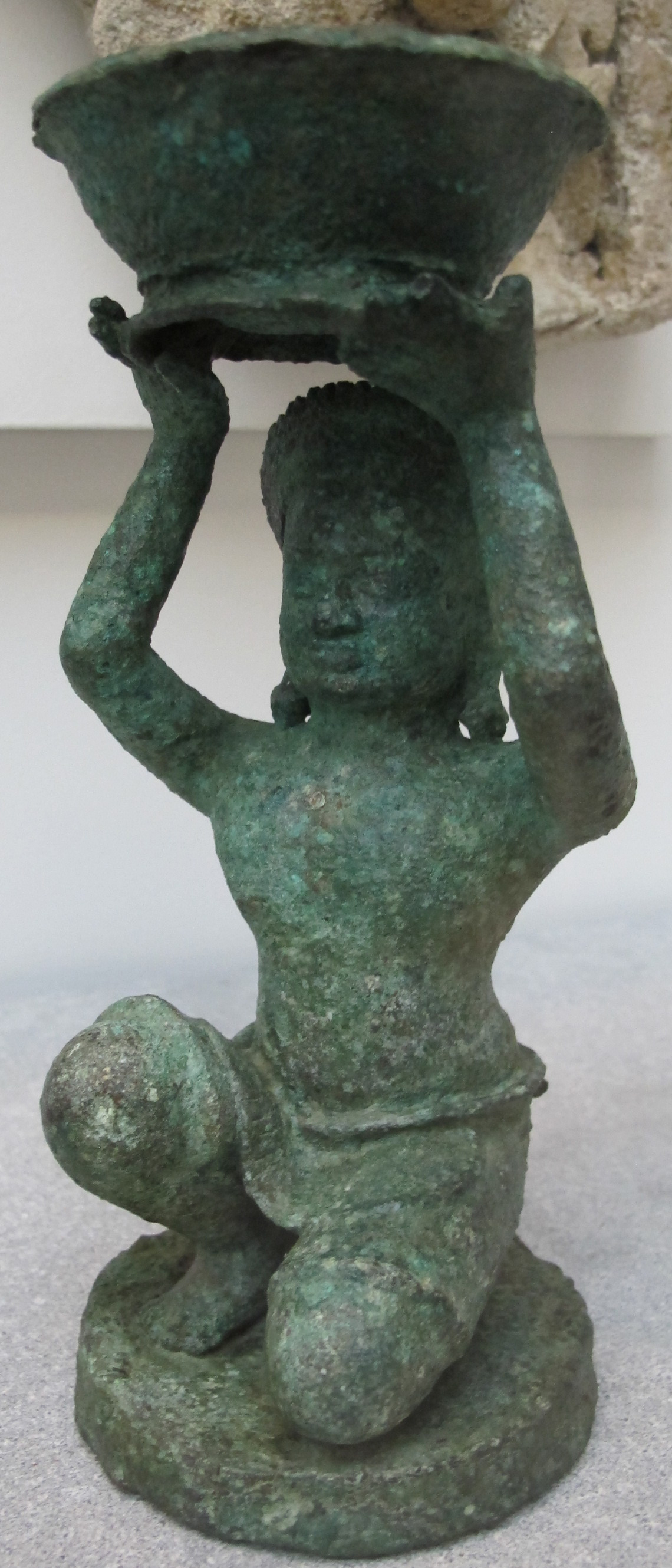
Porteur d'offrande. Prov. exacte inconnue, Cambodge. Style de Koh Ker, v. 925-950. Bronze. H. 18,5 cm. Musée Guimet

À Koh Ker, la capitale fondée par Jayavarman IV (921-941) loin d'Angkor, et sur le temple Prasat Thom les archéologues ont mis au jour une statuaire très originale, mais en 10 000 fragments. Un groupe en ronde-bosse, dans lequel le portrait du roi contemplait la grande statue du Shiva dansant, image de la victoire sur le chaos et sur les ennemis du royaume, dans la chapelle du temple-montagne. Cette ancienne capitale éphémère de l'empire khmer a été en effet le lieu d'une rupture radicale dans les croyances khmères quand a été institué le culte du Devaraja (hi). Ce culte mettait en présence le roi, ou/et son effigie, et la statue monumentale de Shiva « Seigneur des trois mondes » avec un probable sacrifice humain. Dans ce nouveau culte le temple-montagne a une fonction funéraire essentielle, et chaque roi se doit d'avoir édifié le sien de son vivant pour son propre salut. Ce qui explique le grand nombre de temples-montagne, autant qu'il y a eu de rois.

### Art angkorien: style de Pre Rup, de Banteay Srei et des Kleang:Xe–XIesiècle

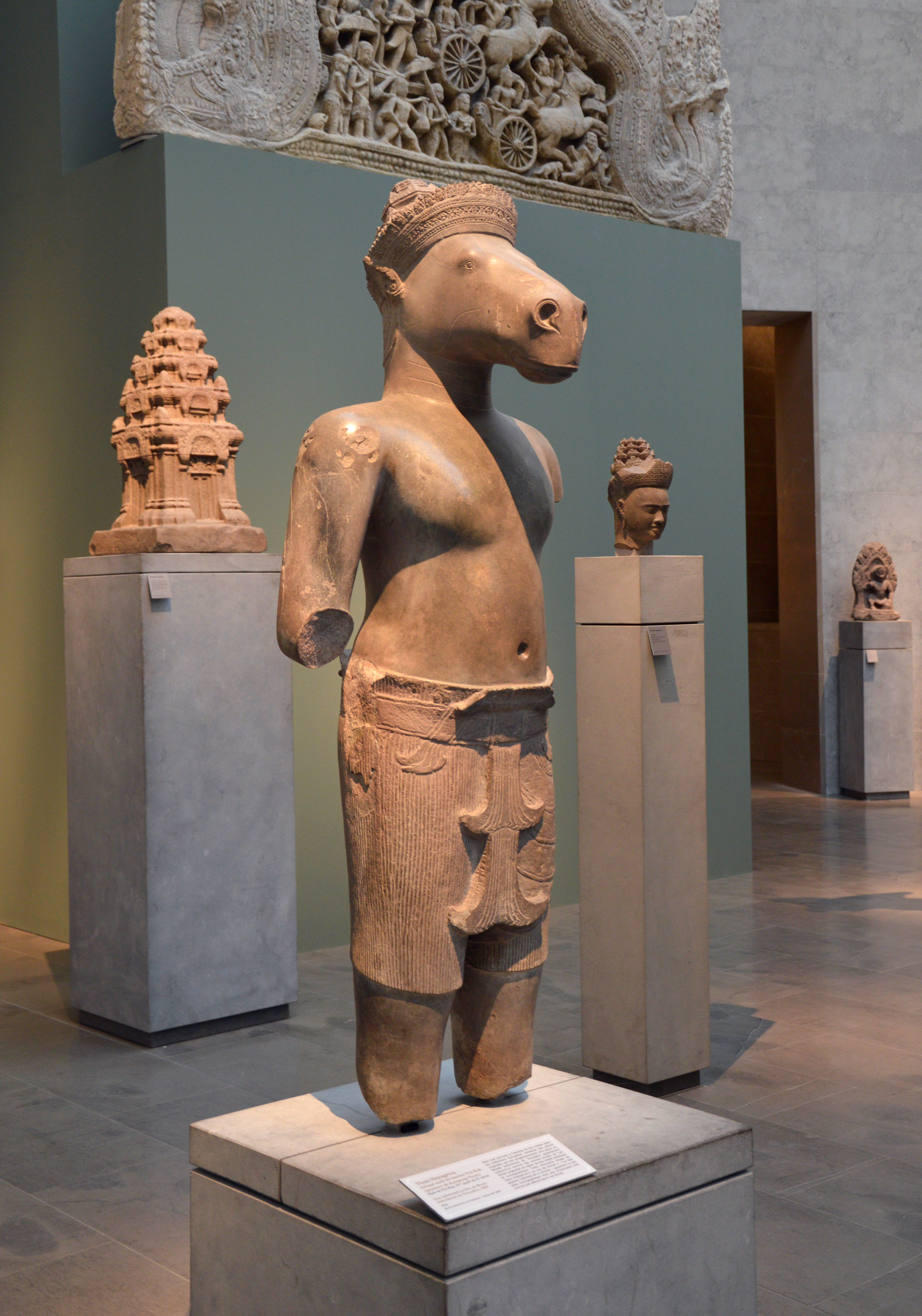
Hayagriva. Sambor Prei Kuk. Style de Pre Rup, v. 975-1000. H. 142 cm. Musée Guimet
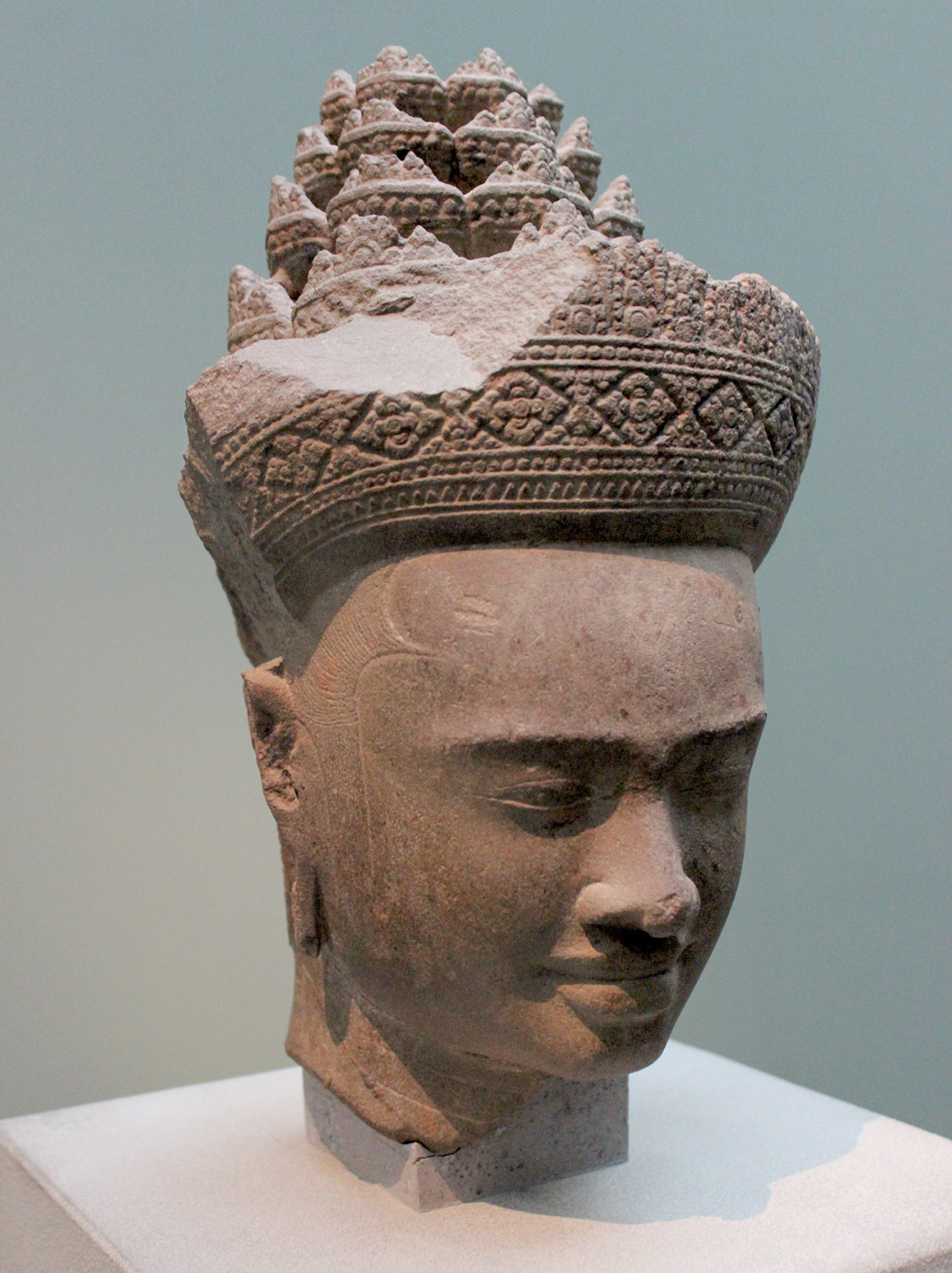
Tête de divinité féminine. Provenance exacte inconnue. Cambodge. Style de Pre Rup ou de Banteay Srei v. 975-1000. Grès. L. 31,5 cm. Musée Guimet
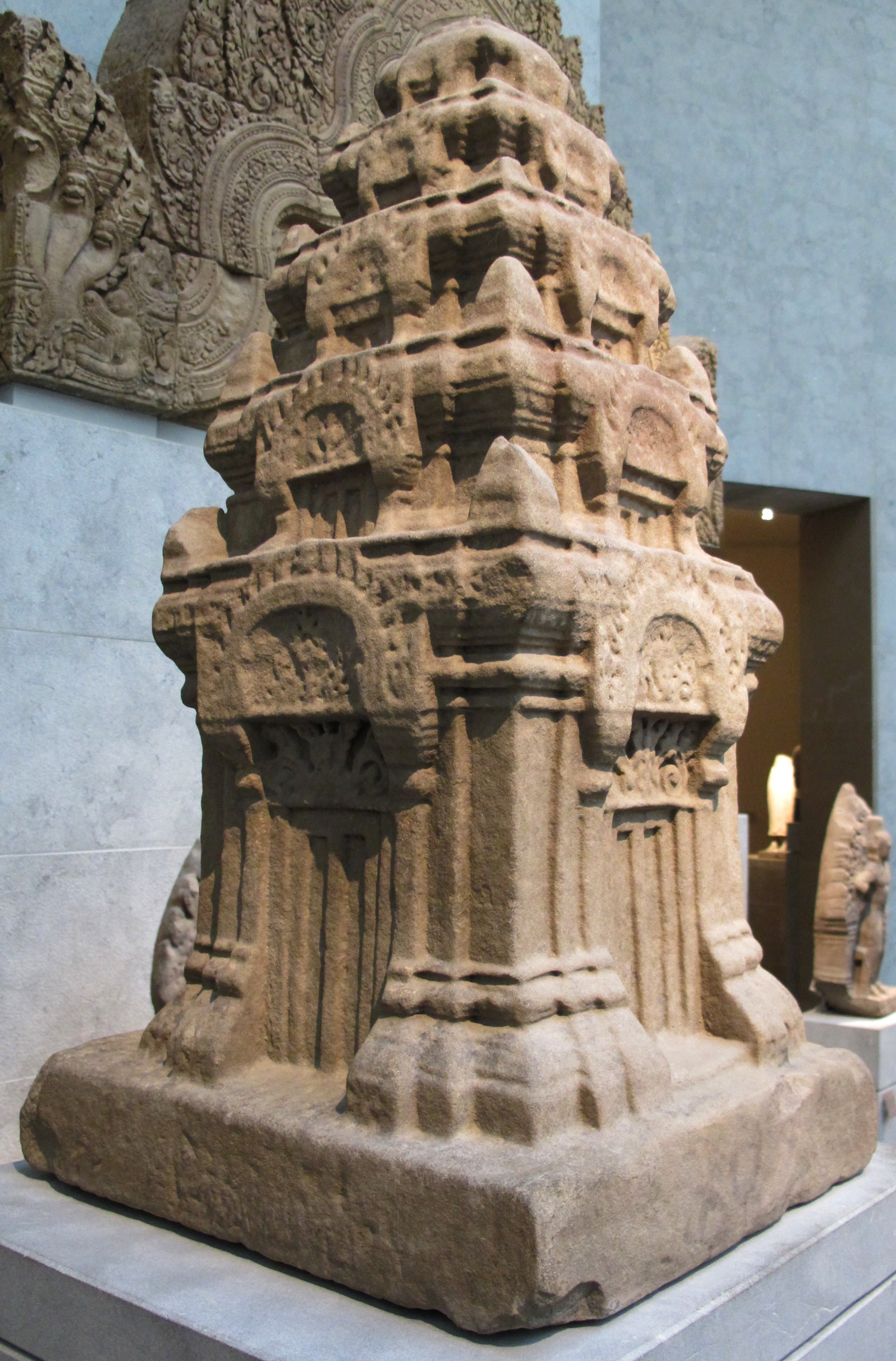
Élément d'angle d'un temple d'Angkor Thom. Style de Banteay Srei. v. 975-1000. Grès. H. 82 cm. Musée Guimet
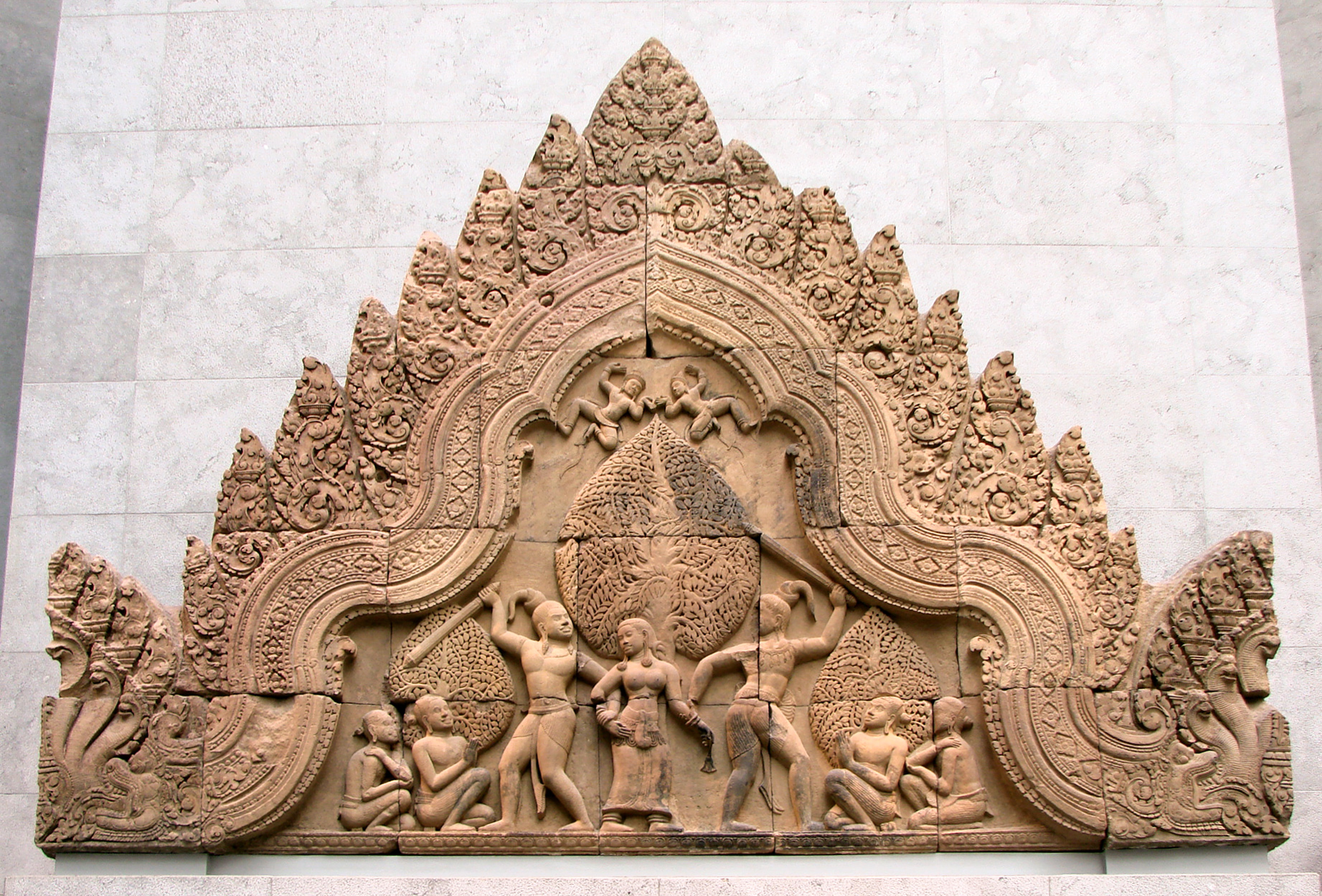
Les asura (démons) se disputent l'apsara Tilottama. Fronton ; porche ouest du gopura III, est de Banteay Srei v. 967. Grès. H. 195 cm. Musée Guimet
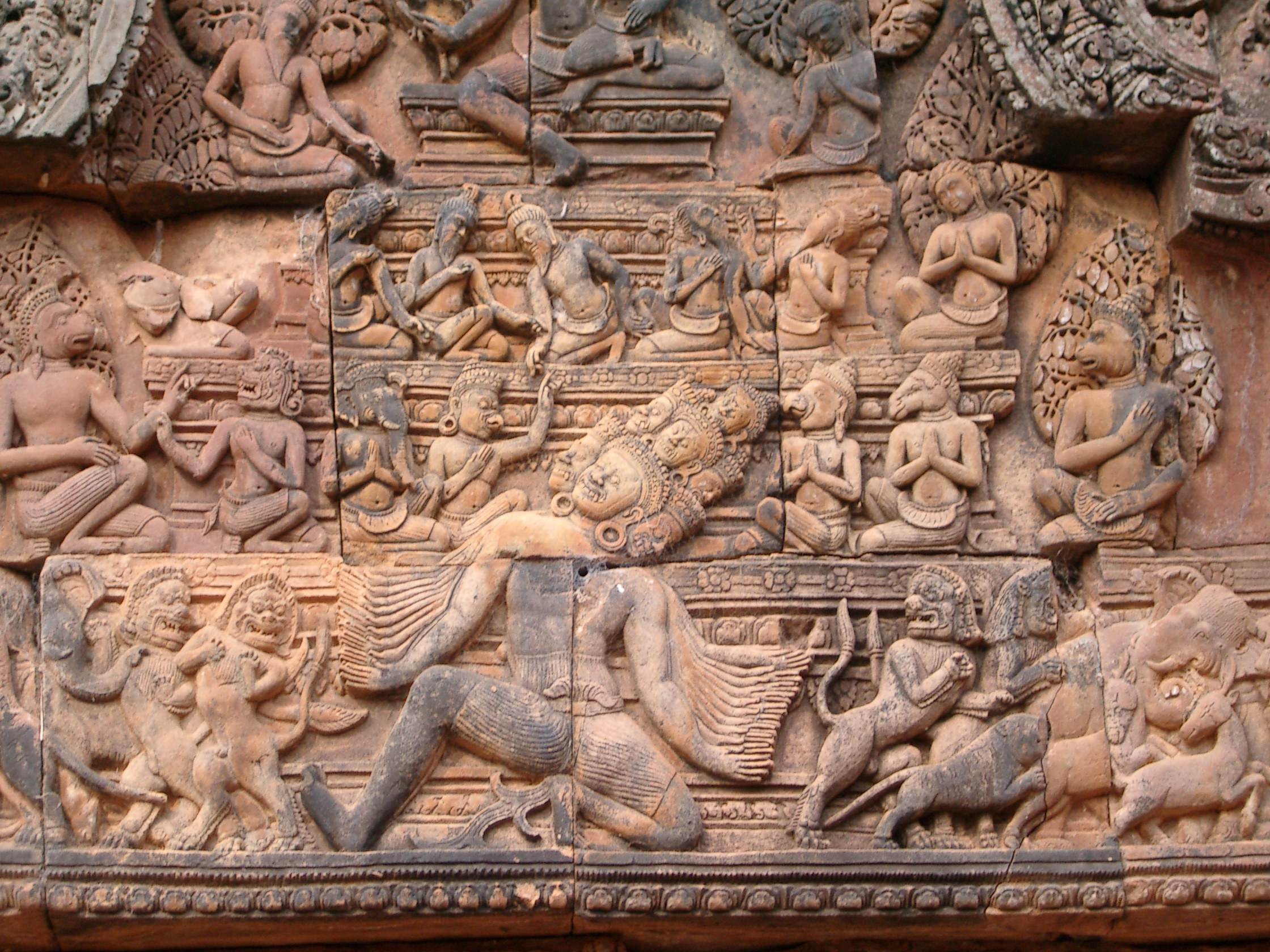
Banteay Srei. Fronton, bibliothèque Sud, 1e enceinte. Ébranlement du Kailâsa par le démon Ravana. Grès rose. 10e s. In situ
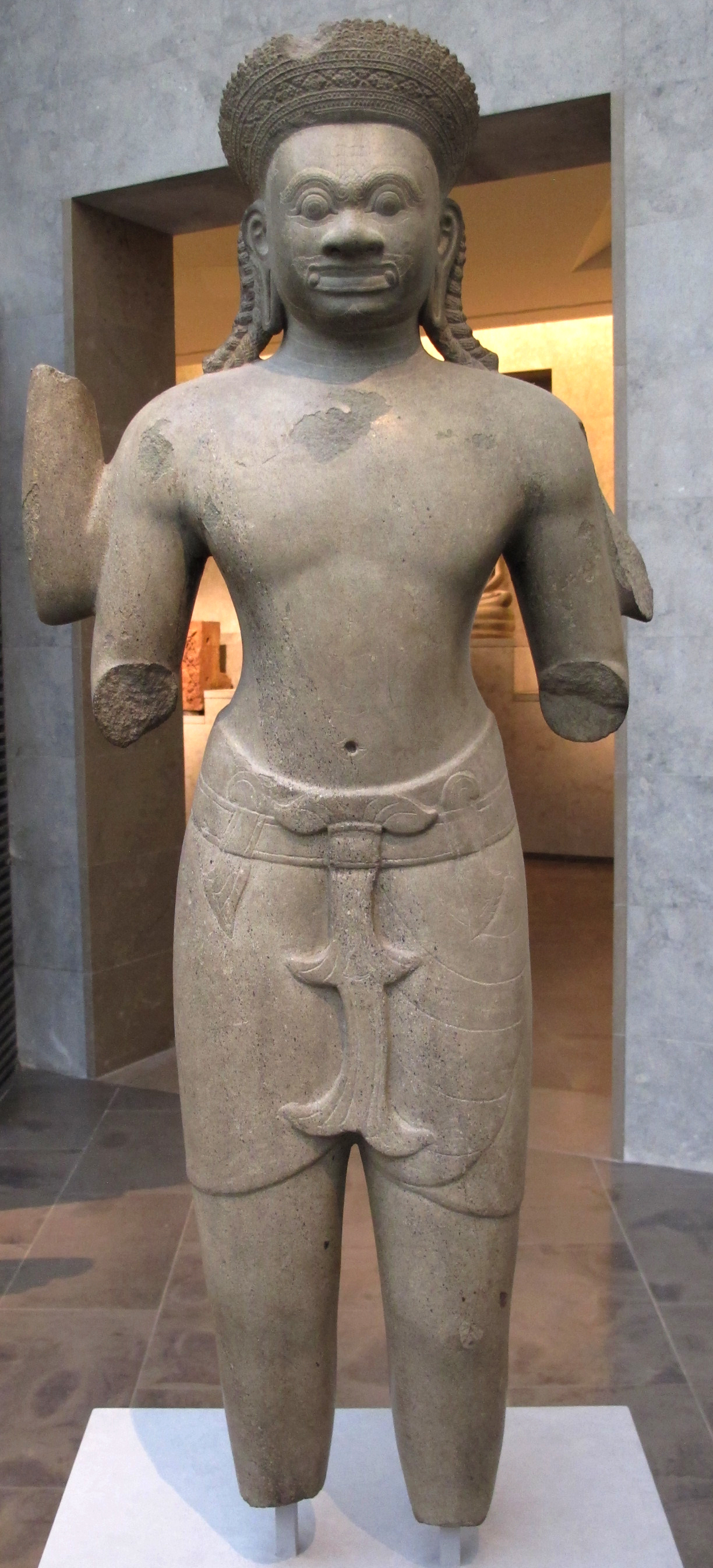
Vajrapani, d'une triade bouddhique. Style de Banteay Srei, v. 975-1000. Grès, H. 111 cm. Musée Guimet
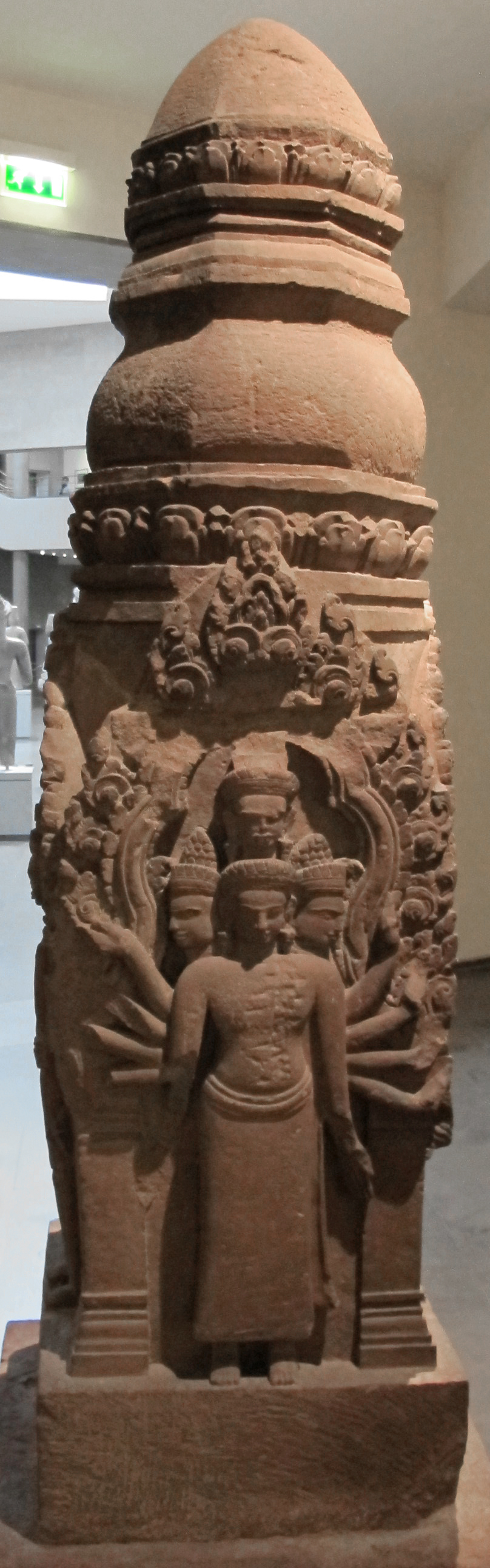
Stèle bouddhique (chaitya). Kbal Sre Yeay Yin, Province de Banteay Mean Chey. Style des Khleang, v. 975-1010. Grès. H. 230 cm. Musée Guimet
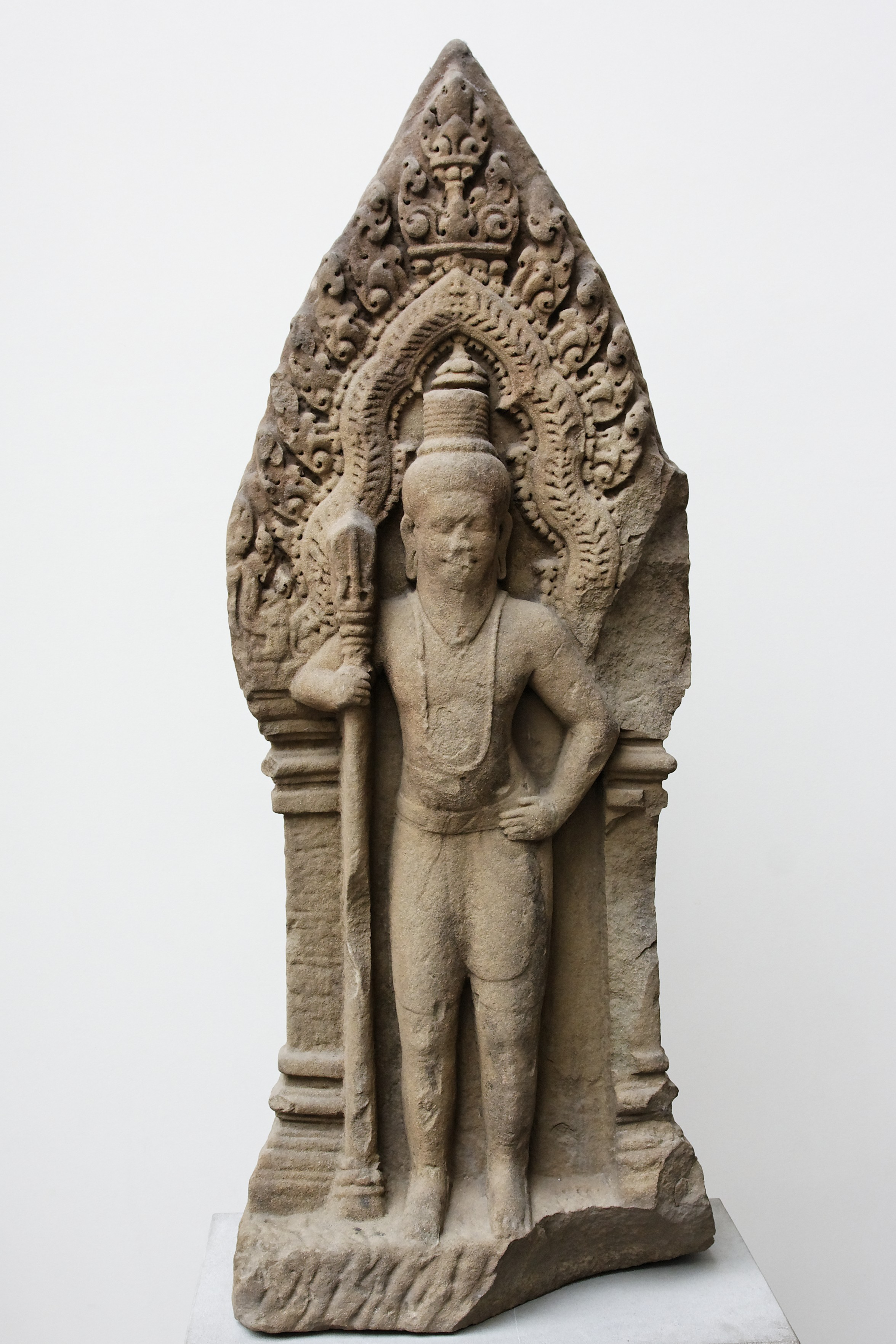
Ascète shivaïte. Élément du palais royal, Angkor Thom. Style des Khleang, v. 975-1025. Grès, H. 119 cm. Musée Guimet

Le retour de la cour à Angkor semble s'accompagner d'un retour au style classique voire archaïque: un art plus hiératique, des statues moins grandes. La tête de divinité féminine (v. 975-1000) du musée Guimet présente néanmoins des qualités toutes autres. À l'aspect hautain des figures précédentes fait place un sourire intérieur d'une grande douceur, ceci avec des nuances qui semblent venir d'une étude plus attentive à la nature, au niveau du nez, petit et fin, des arcades sourcilières plus humaines. Tout ceci participe des innovations de Banteay Srei. Ce site de taille très modeste, éloigné du site d'Angkor, a été commandité par le premier brahmane du roi Rajendravarman (944-967) et son frère, un érudit. Ici, comme les commanditaires, tout y est exceptionnel : le temple évoque, en miniature un sanctuaire de grande ampleur, le décor extraordinairement fouillé, les représentations érudites de scènes littéraires, et la qualité du grès rose choisi qui s'est très bien conservé grâce aux frondaisons de la forêt qui tempèrent les extrêmes de température et d'humidité. Malgré l'effondrement du temple après son abandon, la qualité des assemblages a de nouveau permis un remontage parfaitement jointif.

### Art angkorien: style du Baphuon:XIe- débutXIIesiècle

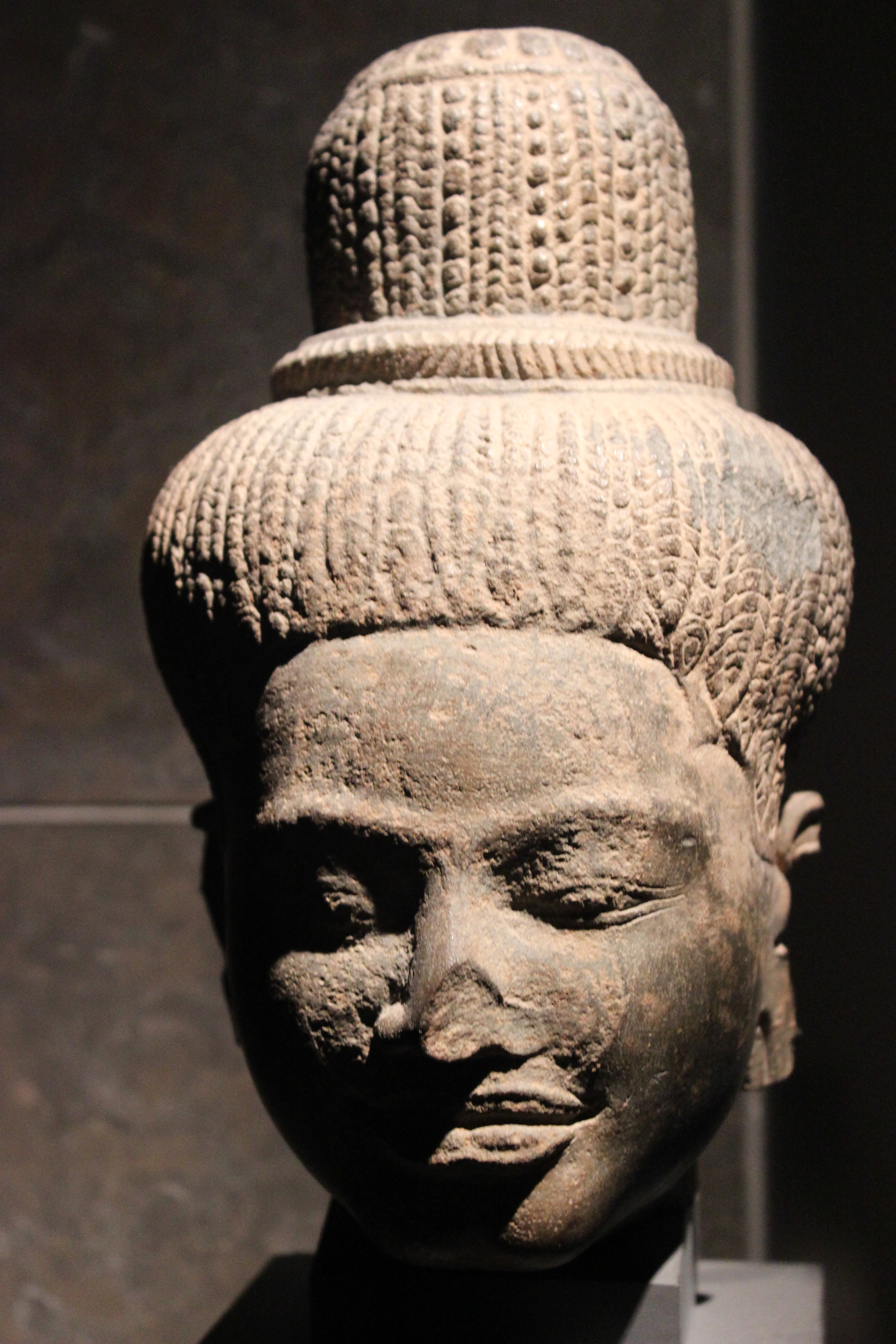
Divinité féminine (Sri ?). Prasat Kravan (Angkor). Style du Baphuon, XIe s. Grès : tête H. 23 cm. Musée Guimet
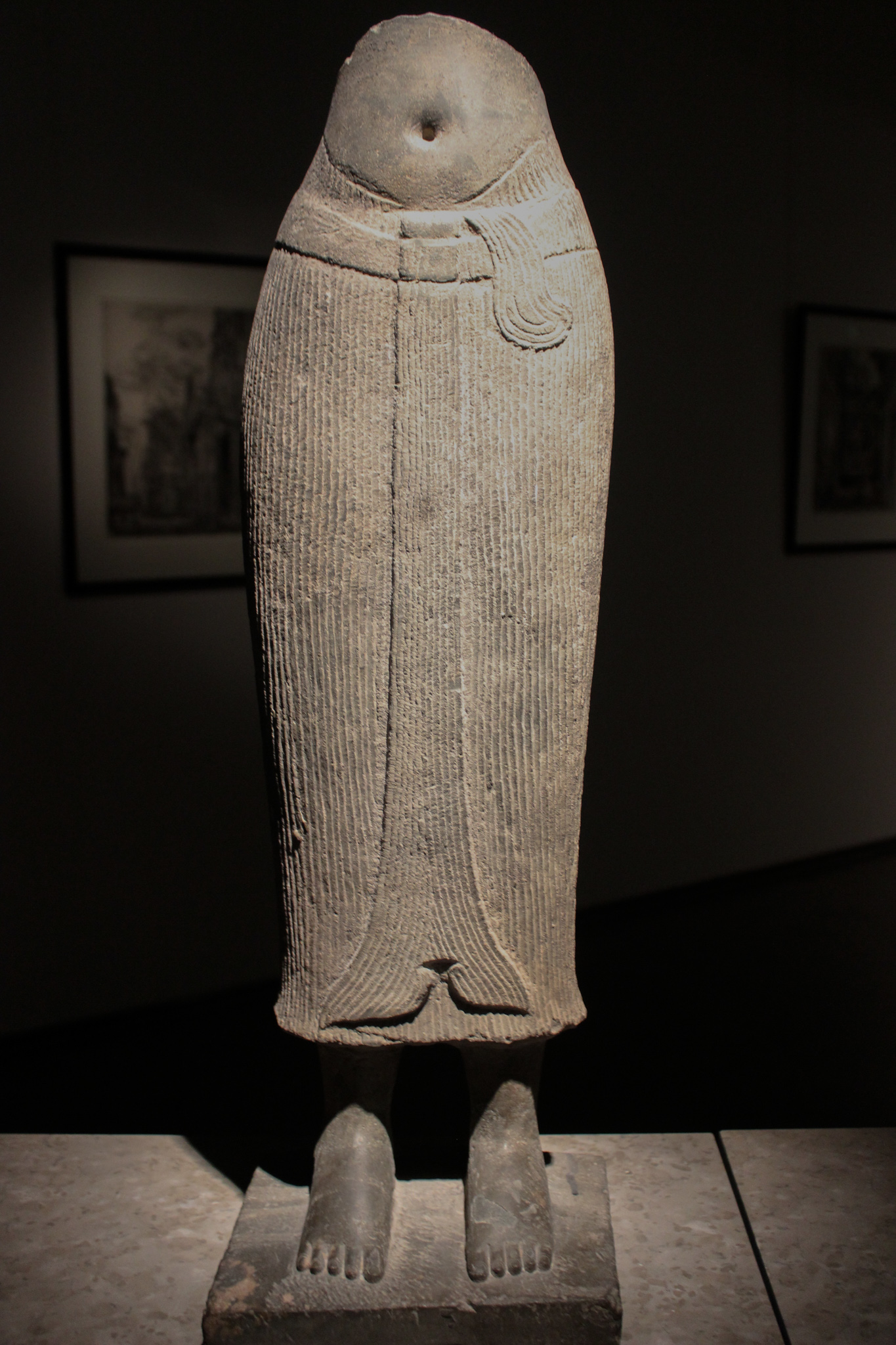
Corps de la statue de la divinité féminine (Sri ?). Prasat Kravan. XIe siècle. Grès H. 72 cm. Musée Guimet
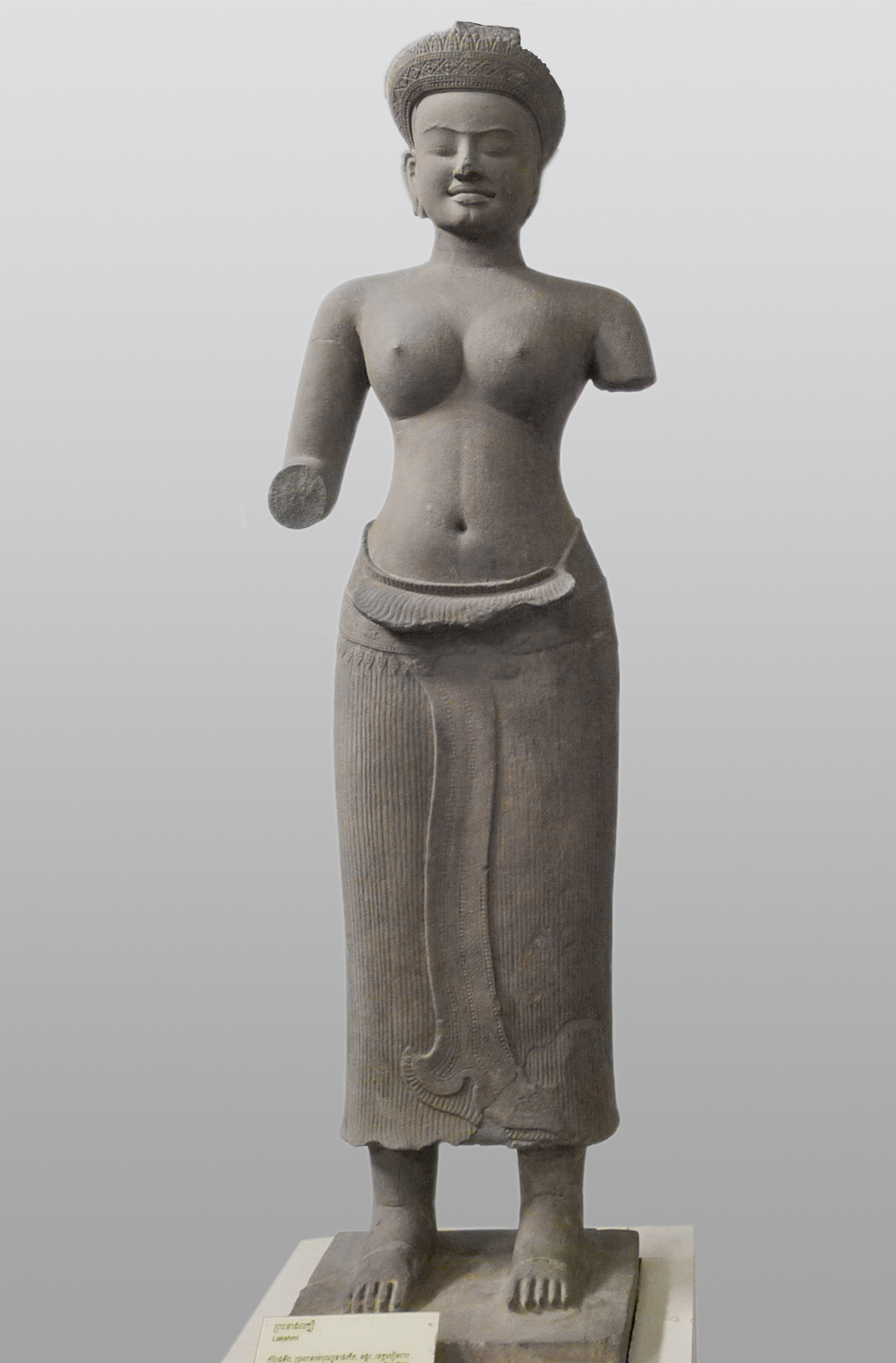
Divinité féminine portant un diadème. 1050-1100. Grès gris clair. H. 1,59 m. Mébon oriental. Musée national du Cambodge
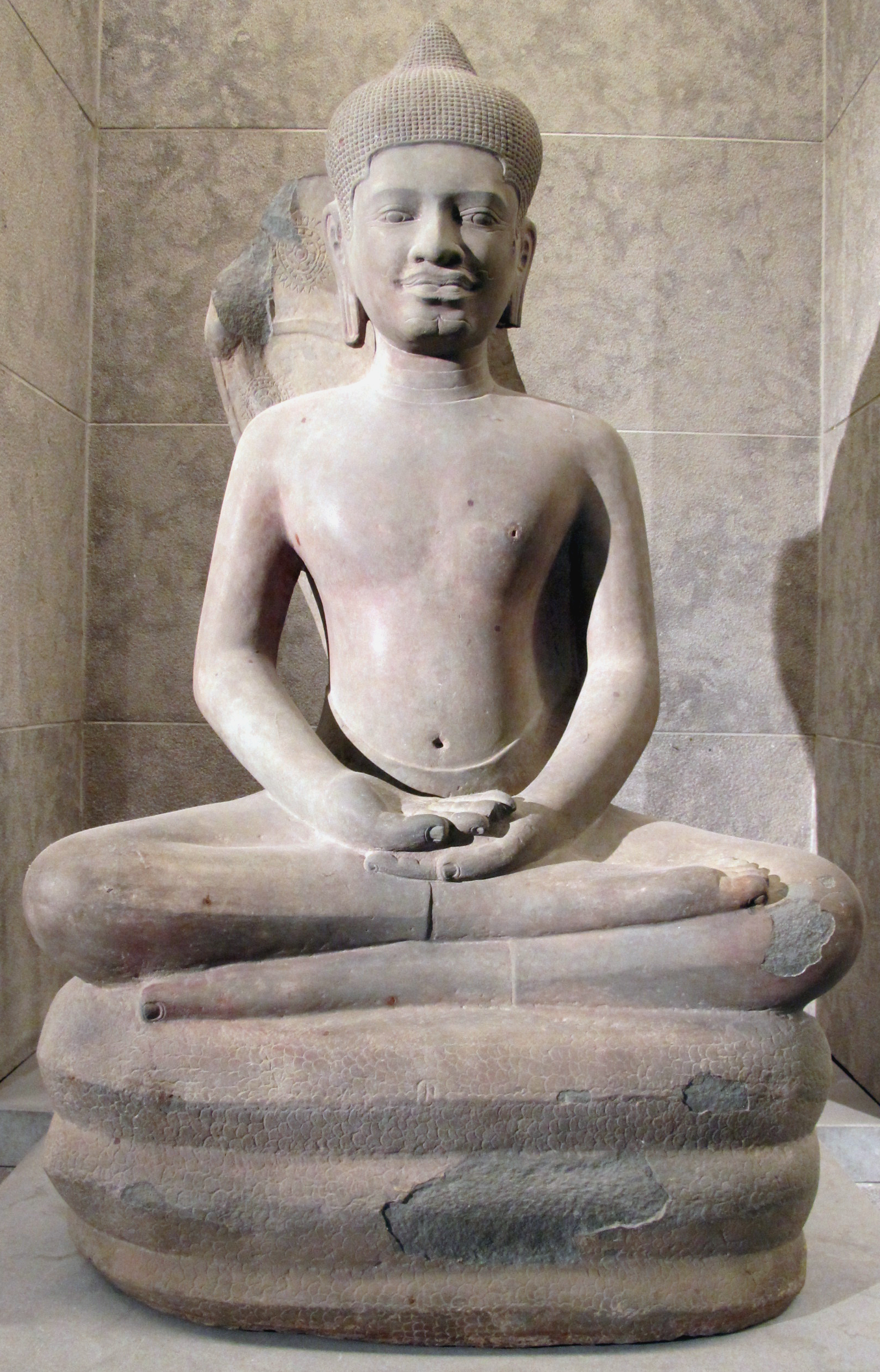
Buddha protégé par le nāga. Bayon (Angkor Thom), Style du Baphuon, XIe siècle. Grès. H. 103 cm. Musée Guimet

Le début du style du Baphuon renoue avec la souplesse de Banteay Srei, sa liberté empreinte de sensualité. Les corps sveltes et élégants sont solidement structurés. Le visage possède une expression douce. Curieusement, les arcades sourcilières peuvent parfois se rejoindre. Le vêtement féminin, finement plissé, se rabat en une longue chute en forme de « queue de poisson ». Dans les derniers témoins de ce style, le corps s'alourdit (hanches rondes), les traits du visage s'épaississent (bouche charnue, joues excessivement rondes) allant, sur la fin jusqu'à un raidissement, épaules droites et carrées, corps anguleux.

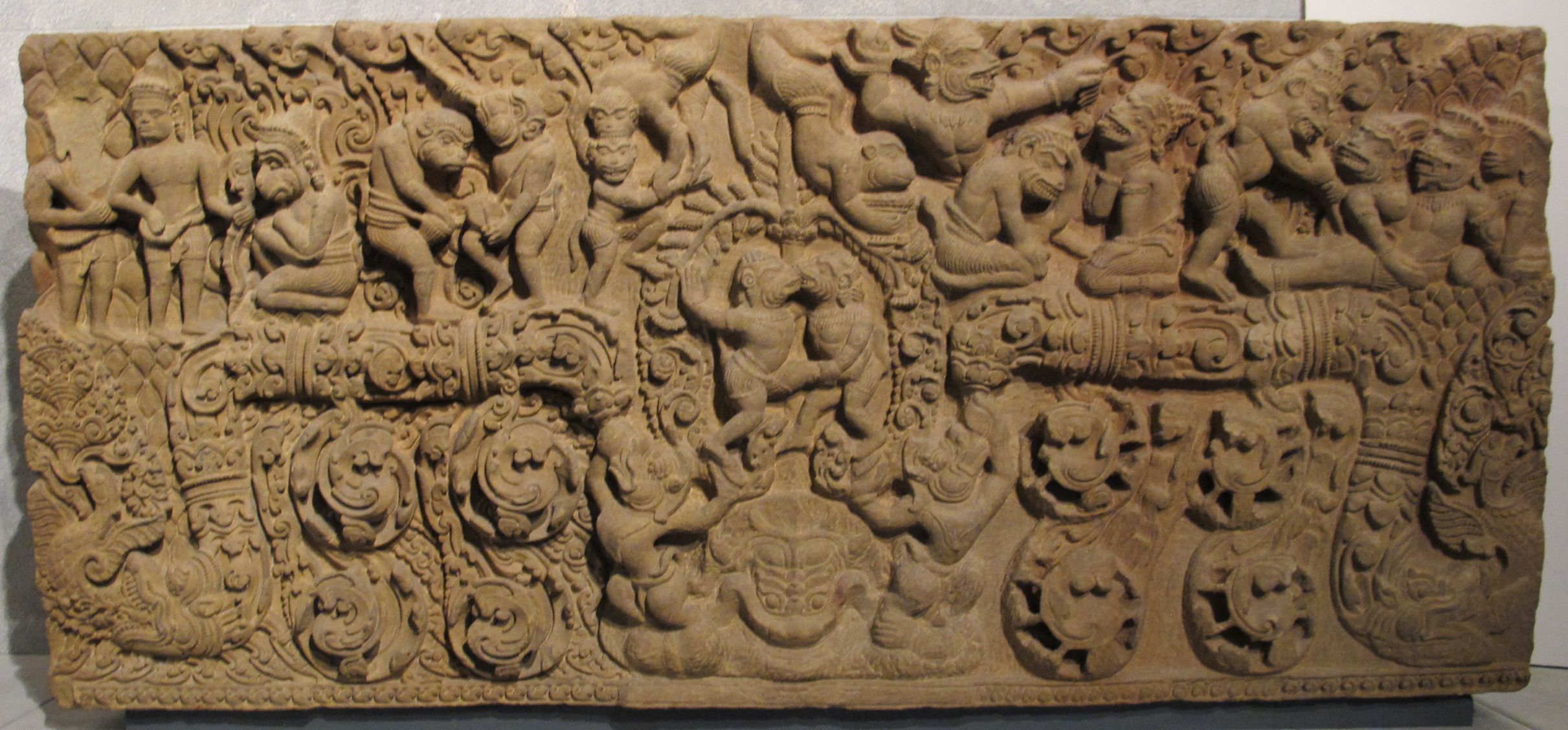
Linteau. Vat Baset, district et province de Battambang. Transition style Baphuon / Angkor Vat. Fin XIe - déb. XIIe. Ens. L 152 cm. Musée Guimet
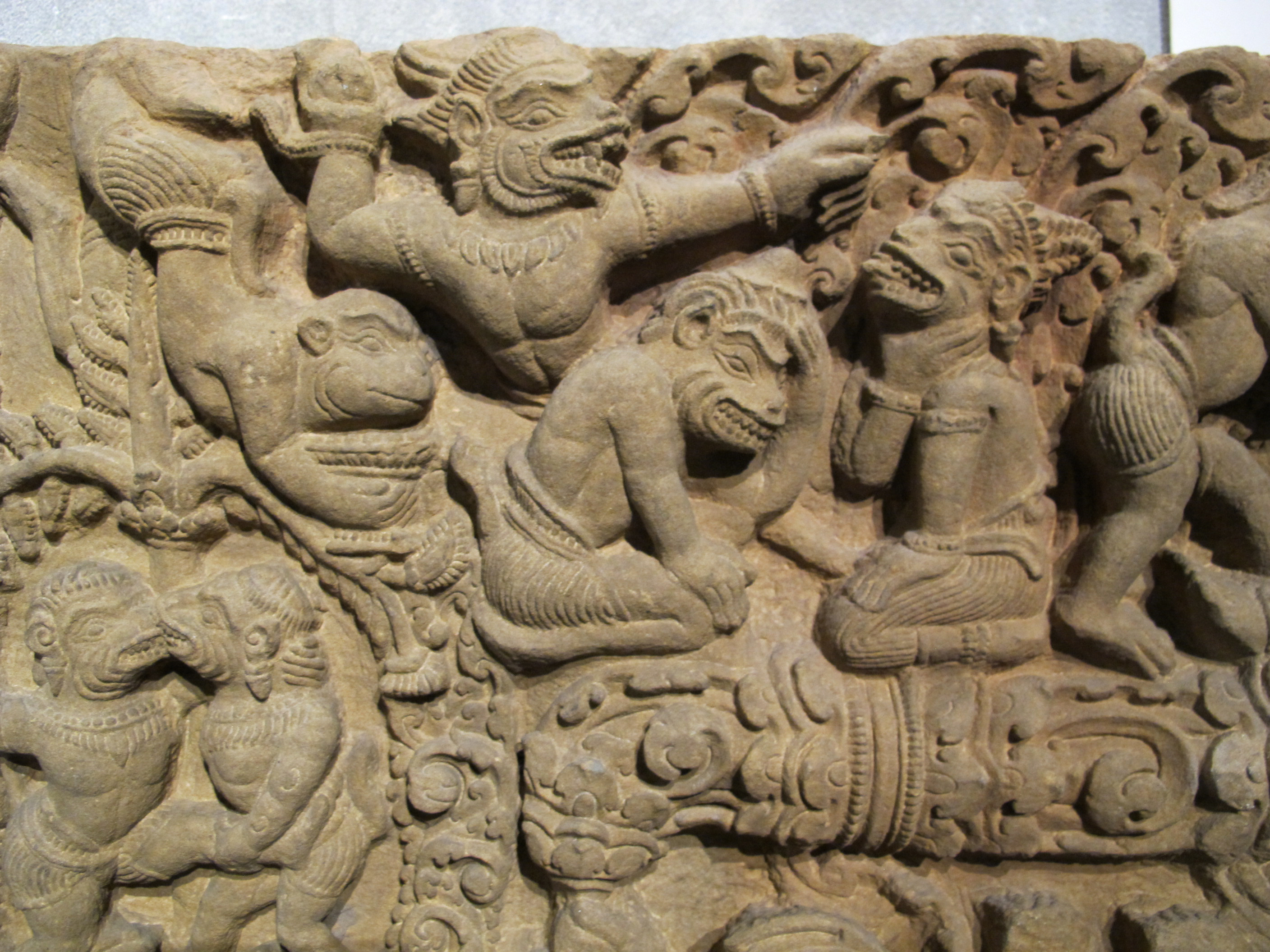
Linteau (détail). Ramayana : lutte des rois des singes. Musée Guimet

Mais dans l'exceptionnel linteau au Ramayana de Vat Baset, la conception d'ensemble, équilibrée, aux mouvements parfaitement maitrisés, expressifs, surprends par la profusion des scènes où les singes s'enchevêtrent et s'affrontent.

### Art angkorien: style d'Angkor Vat,XIIesiècle

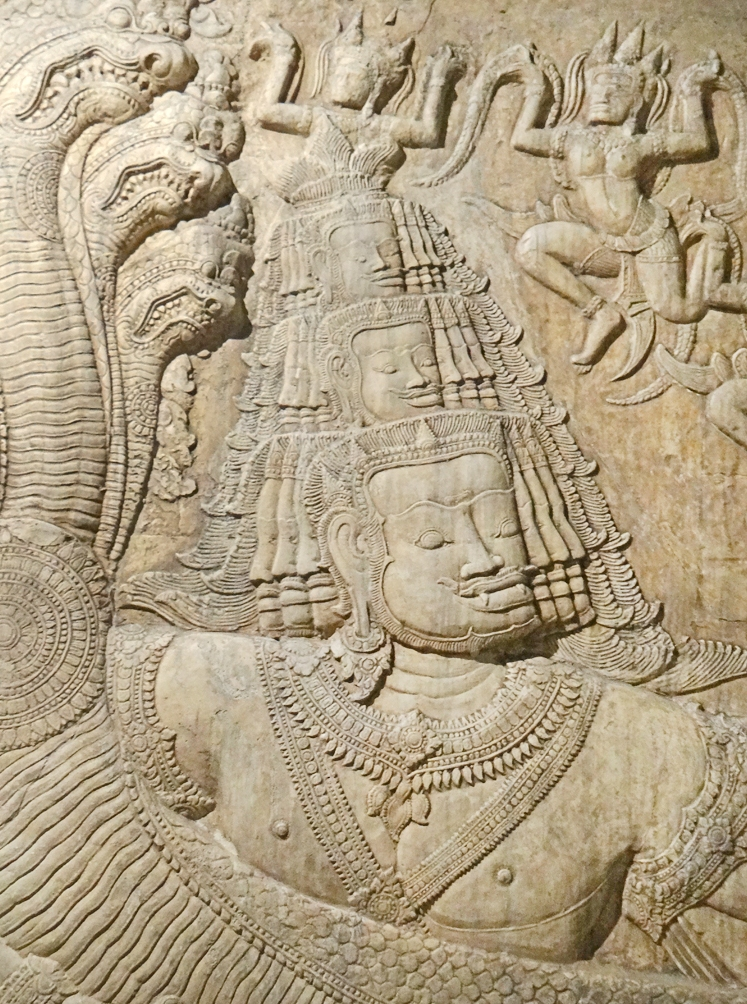
Ravana, tenant la tête du nāga Vasuki. Barattage de la mer de lait. Angkor Vat, galerie des bas-reliefs, Sud. Plâtre. Mission Delaporte 1881-82
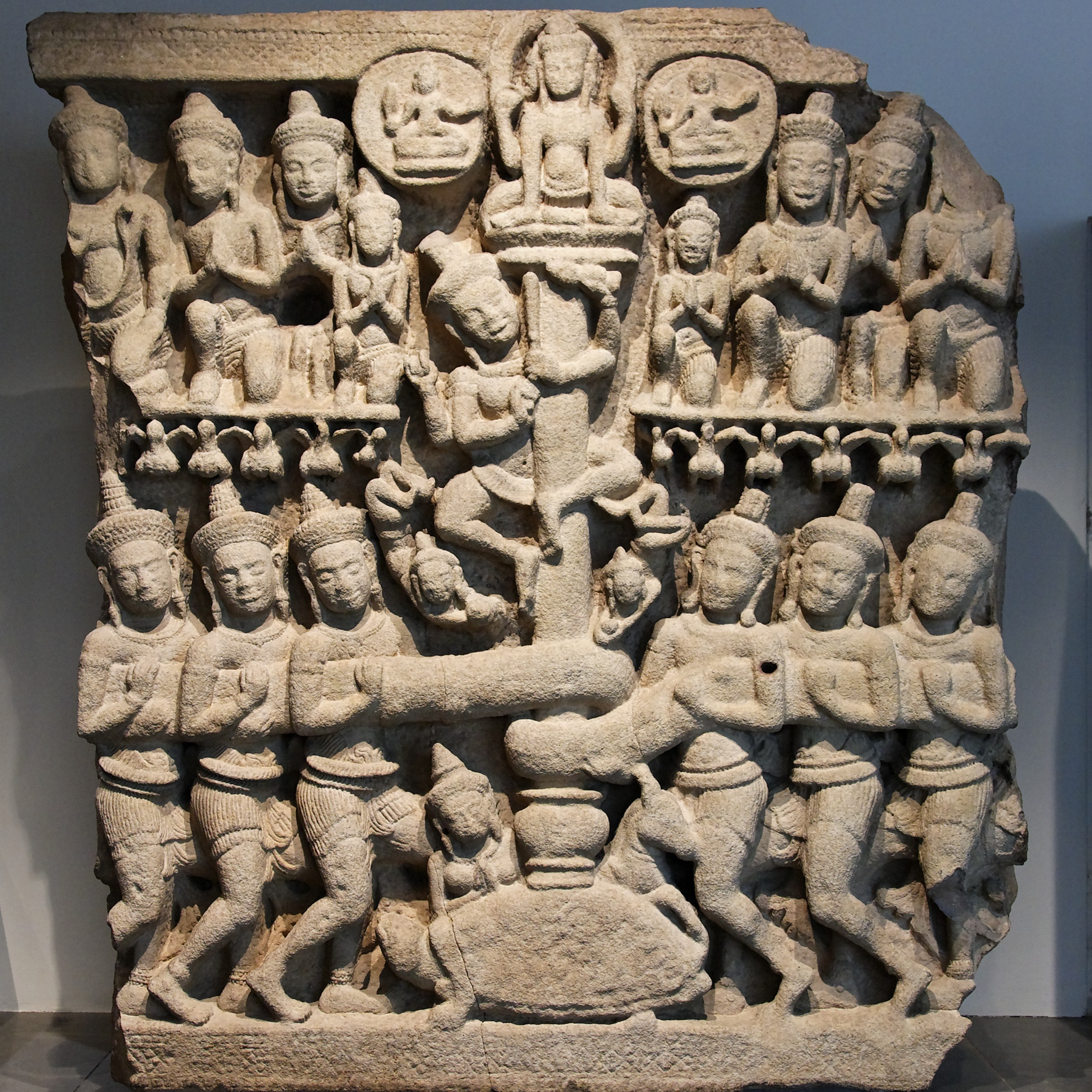
Barattage de la mer de lait. Prasat Phnom Da (Angkor Borei (en)), style d'Angkor Vat, v. 1100-1150. Grès. H. 135 cm. Musée Guimet
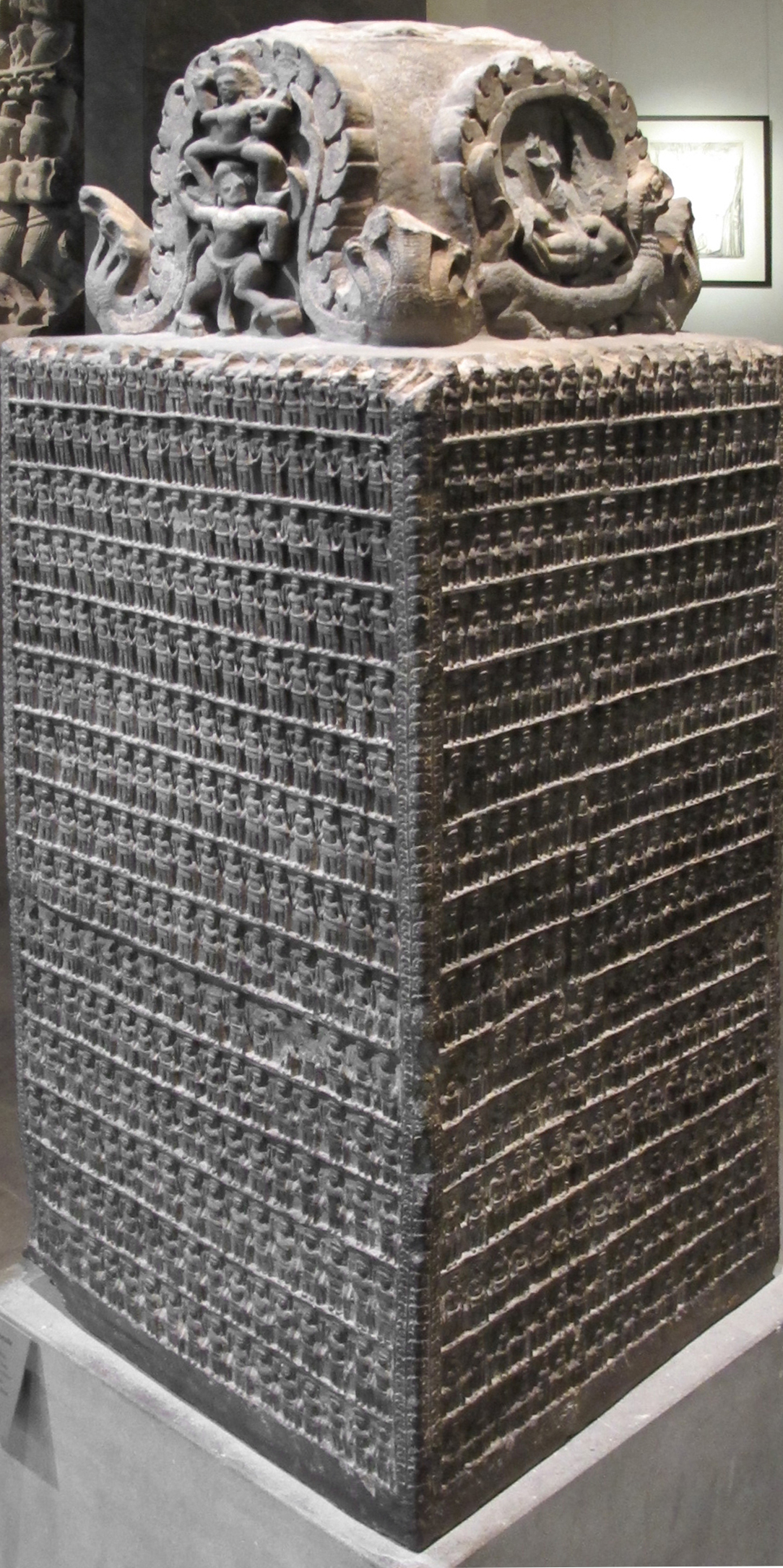
Stèle vishnouite. Preah Khan de Kompong Svay. Style d'Angkor Vat. 3e quart du XIIe s. Grès. H. 105 cm. Musée Guimet
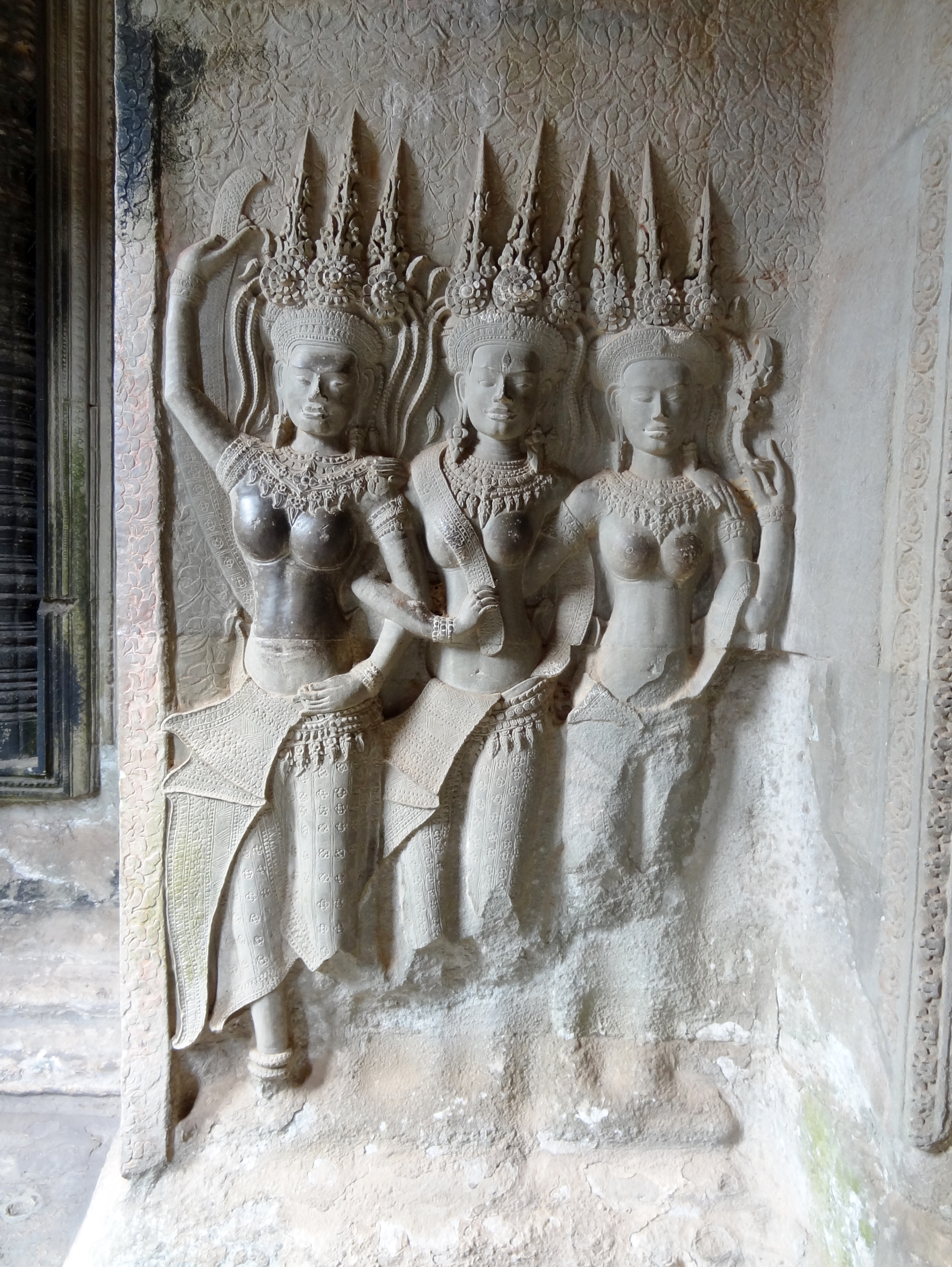
Divinités des murs sur un tapis de fleurs. Angkor Vat. Pavillon d'entrée occidental. 1re moitié du XIIe s.
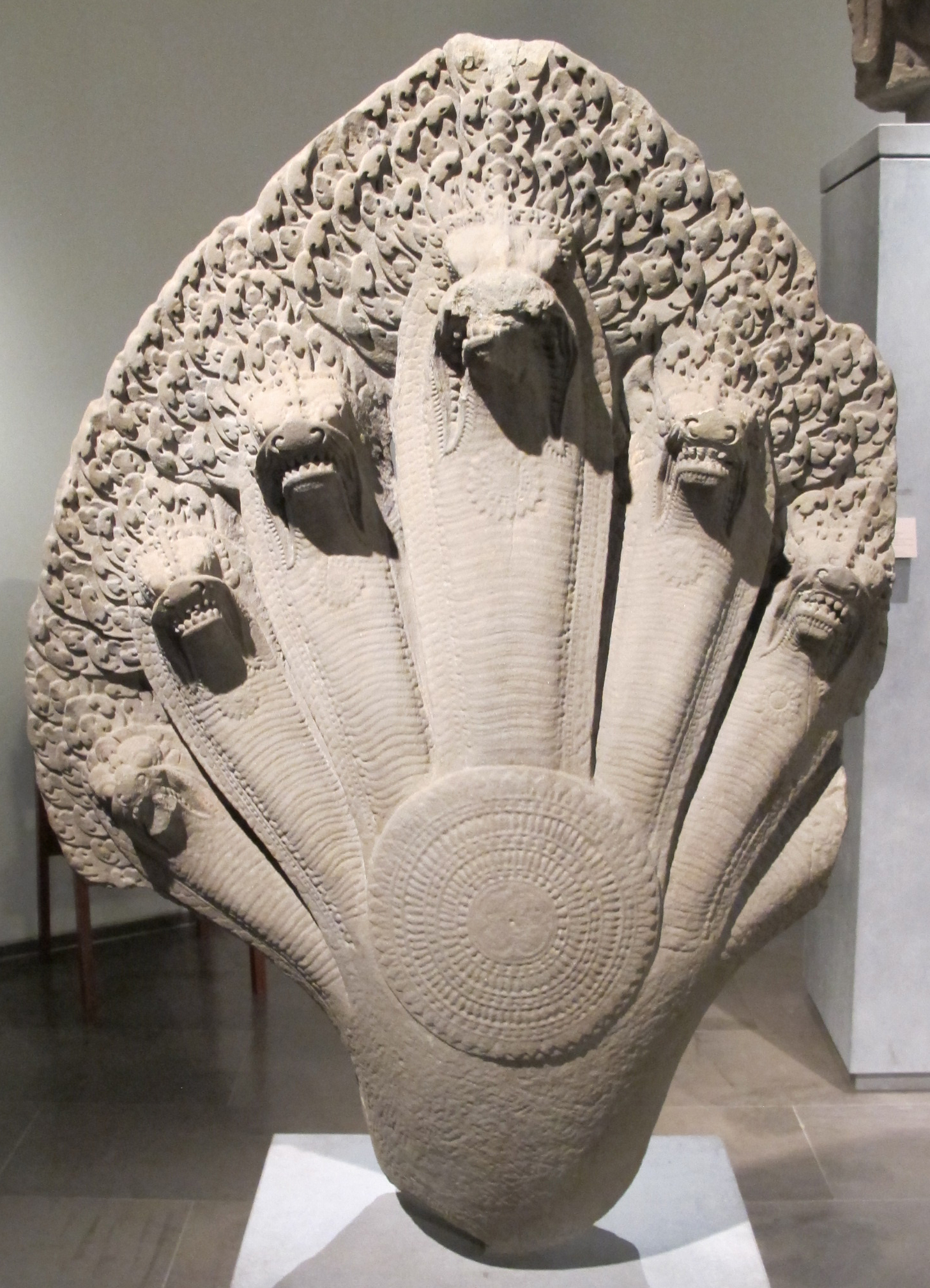
Extrémité de balustrade à naga. Terrasse des Éléphants. Angkor Thom, district et province de Siem Reap, Cambodge. Style d'Angkor Vat. 1100-1150. Grès. H. 110 cm. Musée Guimet

Le moulage de la galerie d'Angkor Vat à la figure de Ravana donne l'occasion d'admirer des détails finement sculptés que le plâtre a préservés. Avec l'énergie des mouvements suspendus les sculpteurs se sont attardés sur la représentation des bijoux, diadèmes noués à l'arrière du crâne, colliers, pendants d'oreilles, brassards, qui participent de l'esprit d'Angkor Vat où l'ornement se déploie partout, généreusement. Les « divinités des murs », bras-dessus, bras dessous accumulent les bijoux sur leurs corps sveltes et souples. Elles semblent danser, et leurs coiffes inouïes accompagnent cette vibration en douceur. Elles surgissent, très souvent à Angkor Vat, d'un tapis de jolies fleurettes en très faible relief à-plat, ou décor "tapisserie".

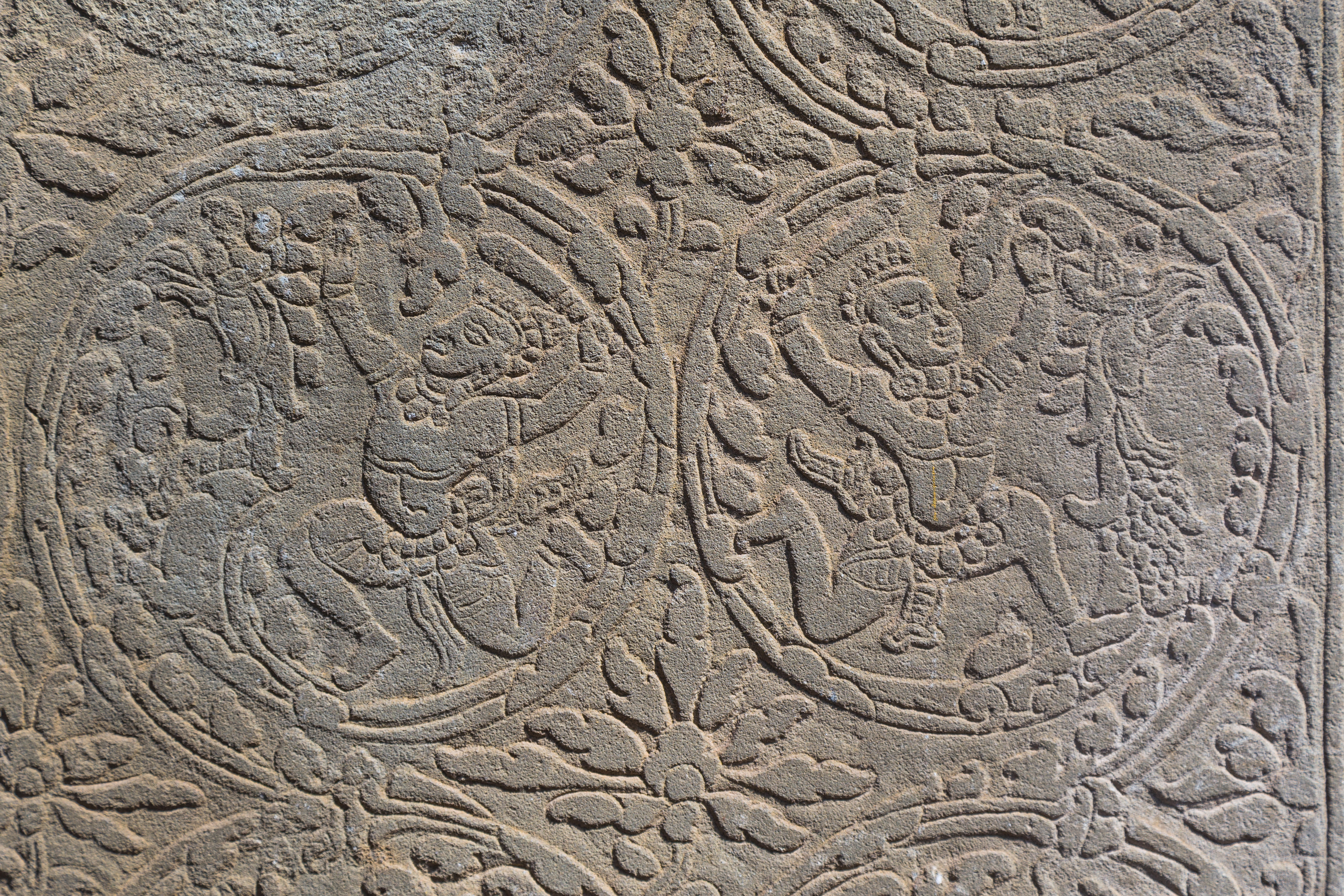
Bas-relief à décor "tapisserie". Brahma sur hamsa. Gopura, 3e enceinte

Ce principe de répétition, celui du décor tapissant, est curieusement adapté à la stèle vishnouite. Sans que l'on en connaisse la symbolique, le motif de Vishnou répété 255 fois sur chaque face correspond au caractère omniprésent et cosmique de la divinité - ce qu'évoque toujours la répétition, dans la tradition indienne.

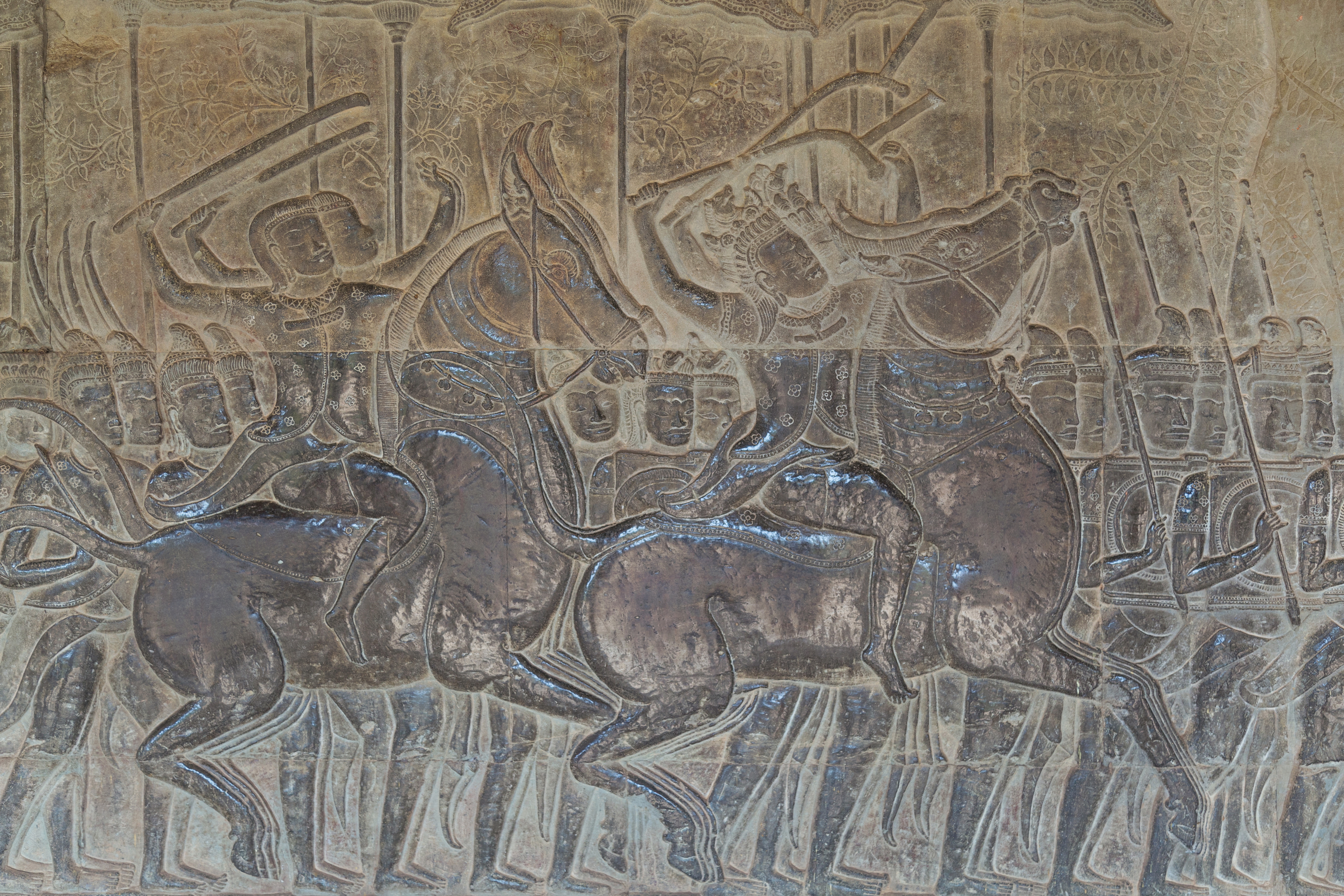
Guerriers. Temple d'Angkor Vat. Mouvements et foule profonde. Première moitié du XIIe s.
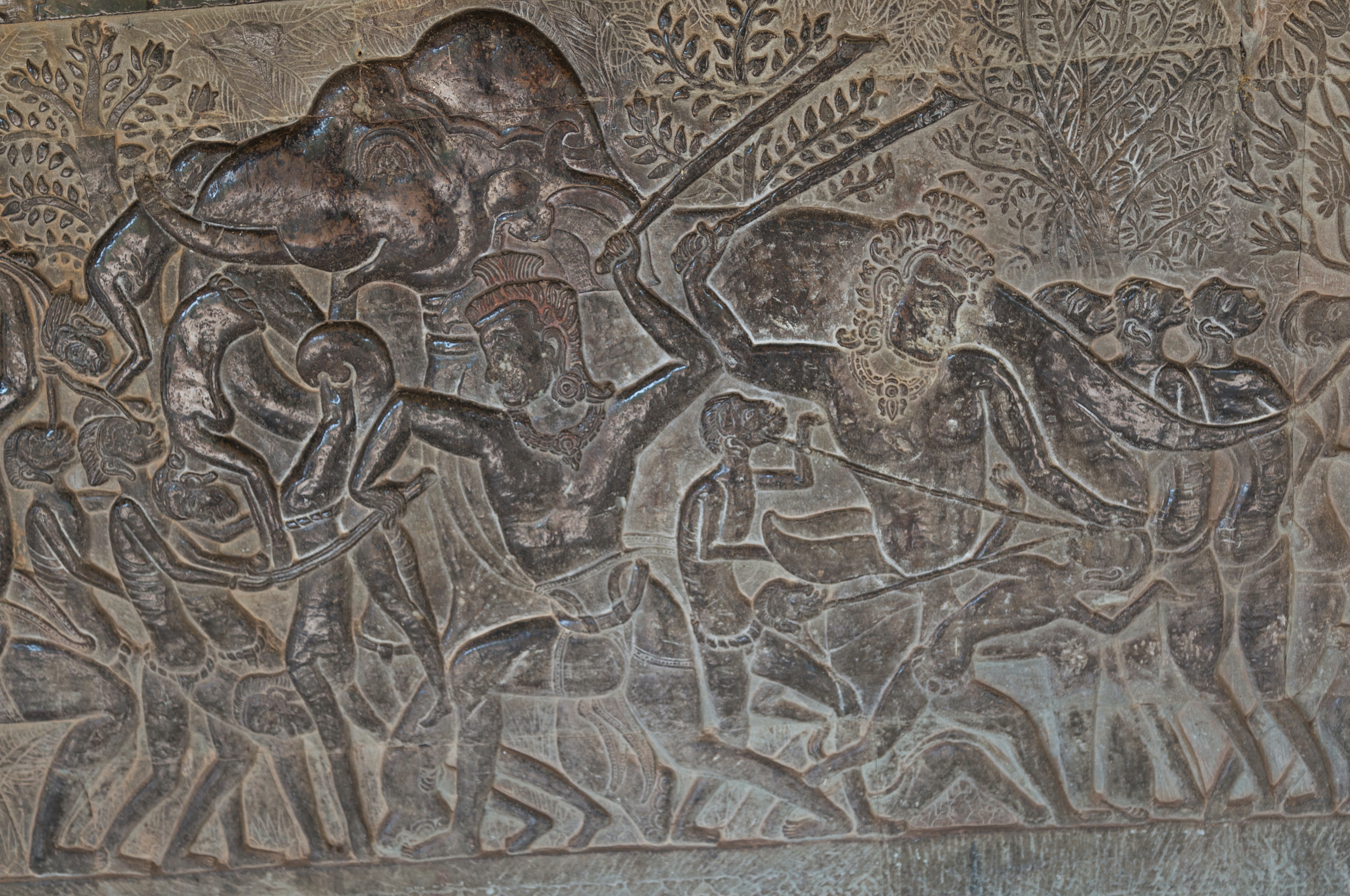
Scène de combats. Ennemis, héros, éléphants. Temple d'Angkor Vat. Première moitié du XIIe s.
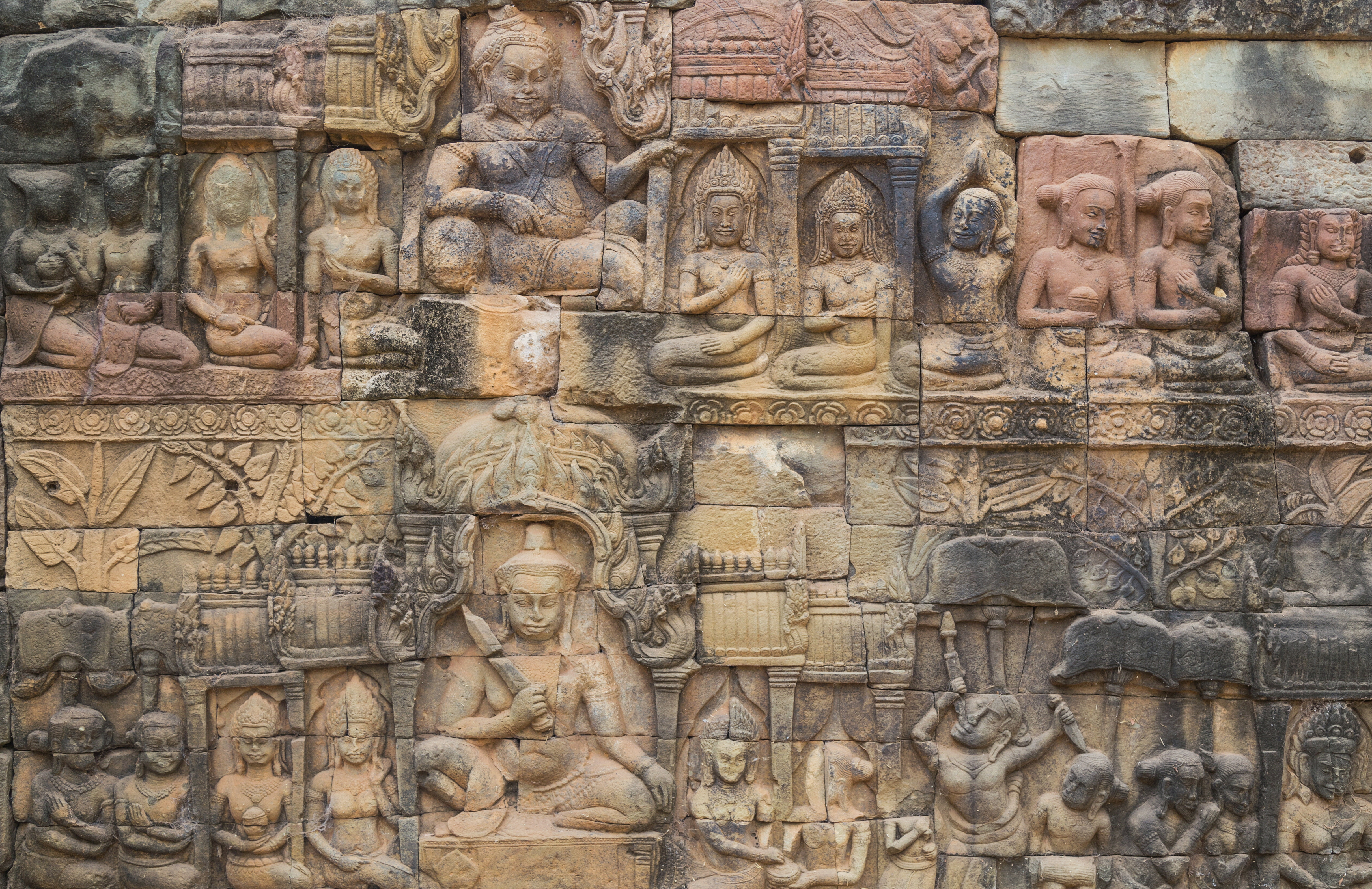
Palais khmer sur pilotis[156]. Un roi et un dignitaire. Terrasse du Roi lépreux.

Le style d'Angkor Vat se déploie dans la profusion des motifs, composés souvent sur un grand effet de symétrie, mais où le détail se révèle être d'une invention permanente. Le bas-relief au « Barattage de la mer de lait » manifeste bien toutes ces gammes de gestes. Les galeries d'Angkor Vat révèlent aussi une véritable fascination pour la représentation de foules, qui participent elles aussi de la saturation de l'espace. Cependant ces foules en mouvement sont animées ici de variations quasi cinématographiques, comme si le mouvement y était décomposé. À cela s'ajoute le jeu des corps superposés qui créent l'effet de profondeur, malgré l'espace peu épais dont dispose le sculpteur de bas-relief. Avec un réel brio les corps des combattants expriment bien l'énergie mise en jeu. Les héros, géants musclés, écrasent et fauchent leurs ennemis, fluets et innombrables comme des épis de blés. Le choix de la caricature rend chaque scène d'une lecture évidente et drôle.

### Style du Bayon:XIe- débutXIIIesiècle
- Statuaire et bas-reliefs

Cette période de grande activité voit l'apparition de formes proprement khmères selon un processus créatif singulier. Lorsque l'artiste khmer crée le Lokeśvara « irradiant », au XIIe siècle, à l'époque de Jayavarman VII, il interprète les textes du Mahāyāna, il n'invente pas le concept mais ce modèle étant purement intellectuel, littéraire, il va lui donner une forme matérielle inexistante en Inde : chaque parcelle de son corps va abriter une petite image de Buddha. Cette nouvelle image du Lokeśvara irradiant, reprise dans les ateliers du pays, s'intègre aux images des dieux indiens, mais « formulées » dans le langage khmer, intégrées à leur vision du monde bouddhique. Suivant une détermination plus ancrée dans la tradition khmère, cette période renoue aussi avec un naturalisme qui est apparu dès le VIe siècle, et qui s'attache aux corps du couple royal, Jayavarman VII et son épouse Jayarājadevi. Les sculpteurs se concentrent sur les traits physiques et leurs expressions, yeux clos et lèvres jointes, illuminés d'un sourire intérieur.

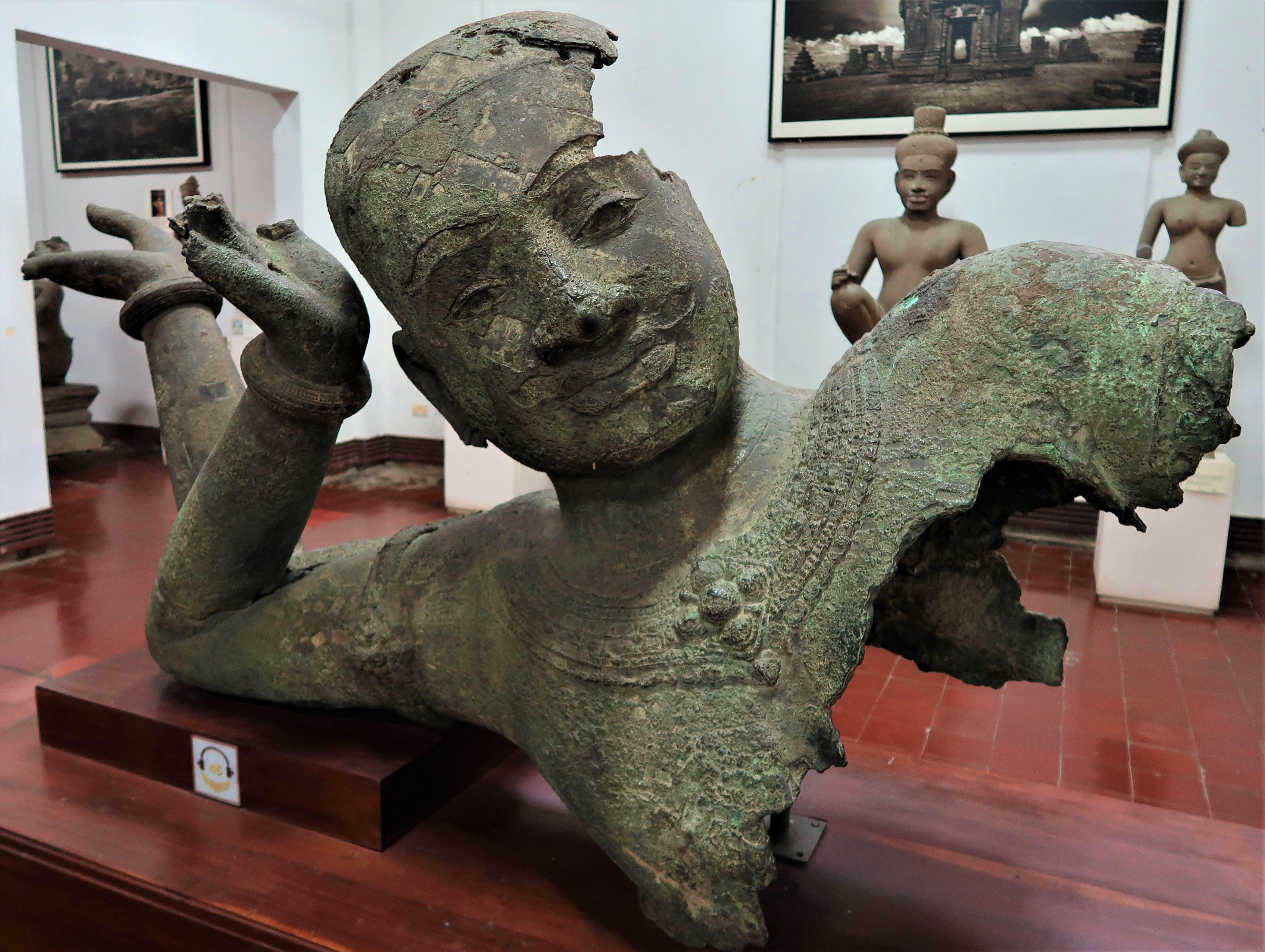
Vishnou couché (statue monumentale fragmentaire). Mébon occidental. XIe s. Bronze. 114 x 217 cm. Musée national du Cambodge
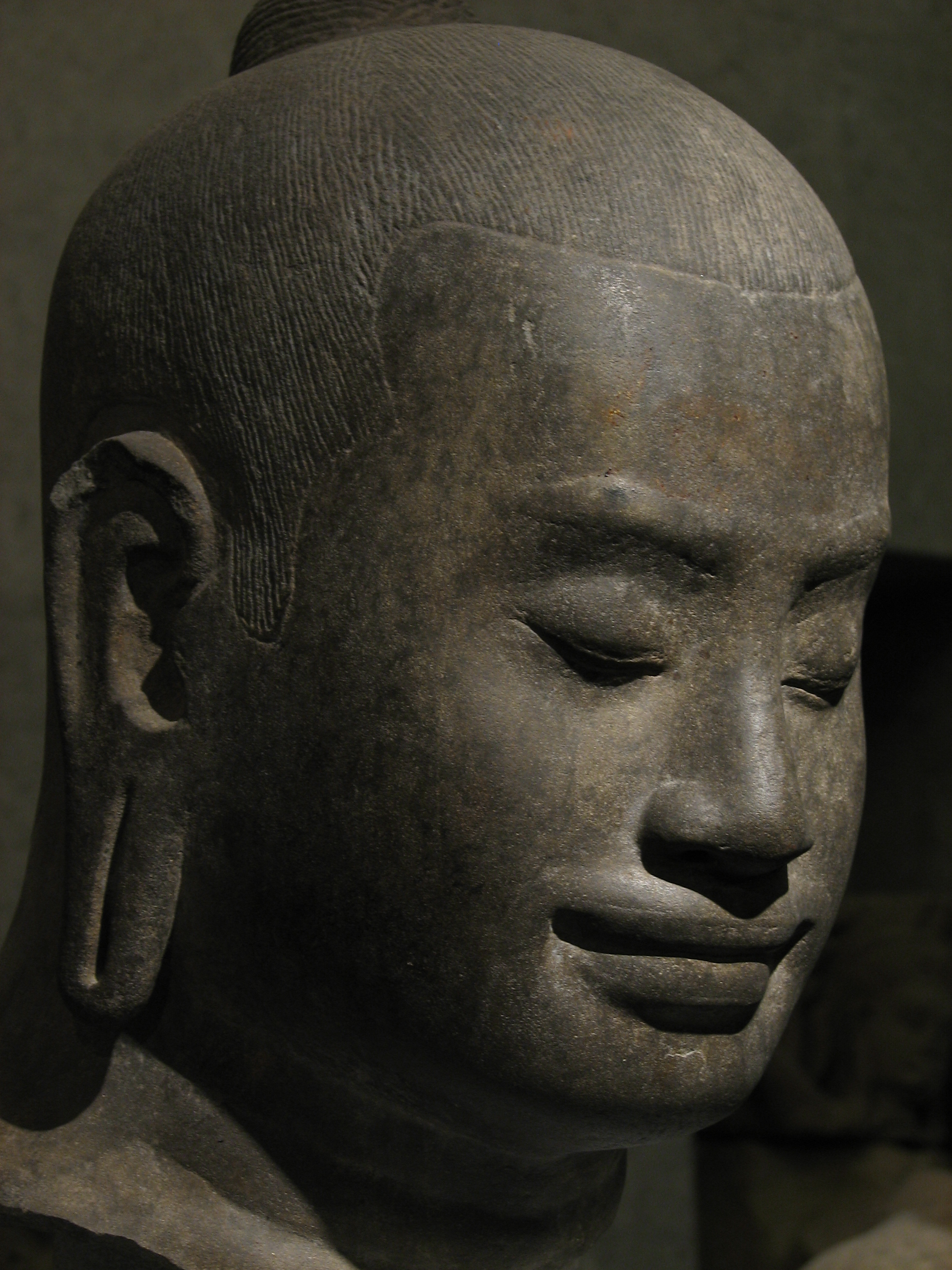
Tête présumée du roi Jayavarman VII. Ta Prohm (?) (Angkor). Style du Bayon, fin XIIe-déb. XIIIe s. Grès. H. 42 cm. Musée Guimet
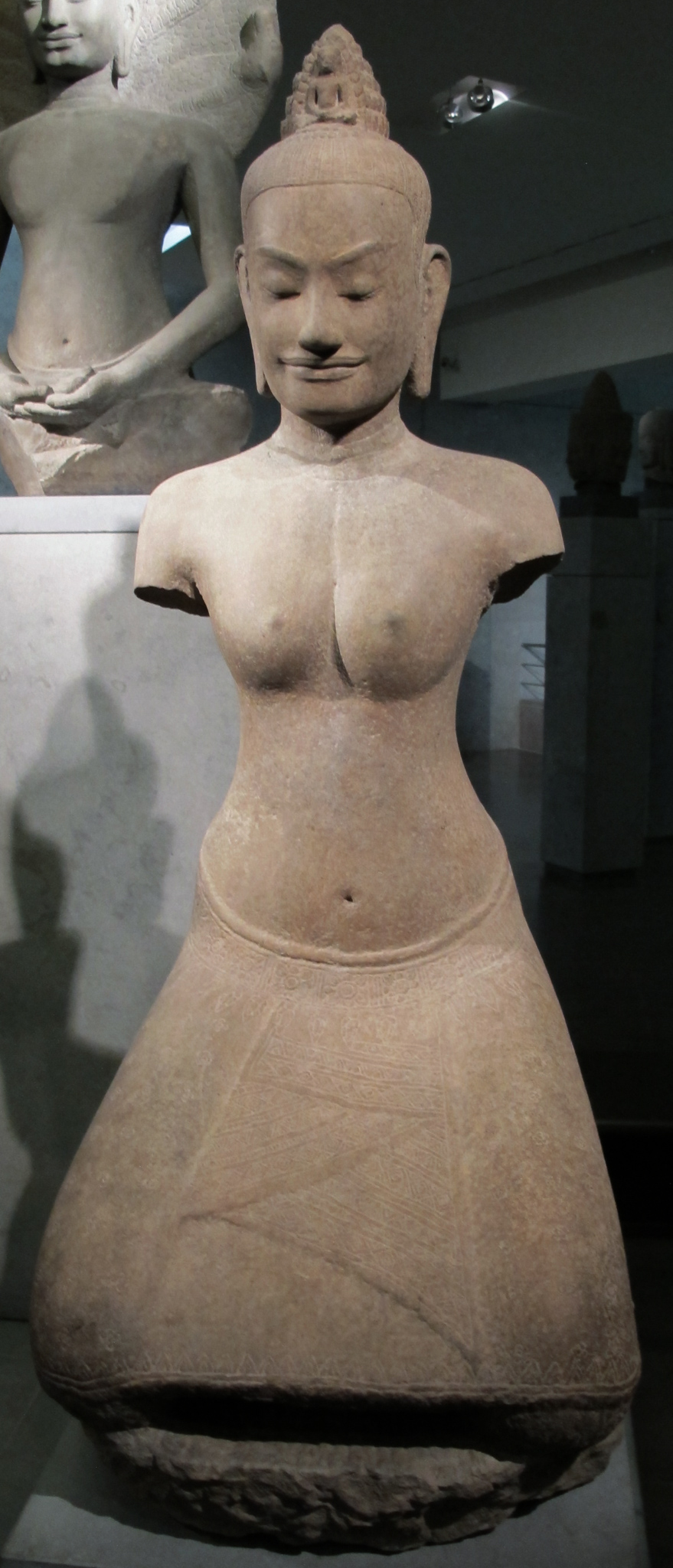
Portrait de la reine Jayarājadevi. Preah Khan. Style du Bayon. fin XIIe-début XIIIe s. Grès. H. 125 cm. Musée Guimet
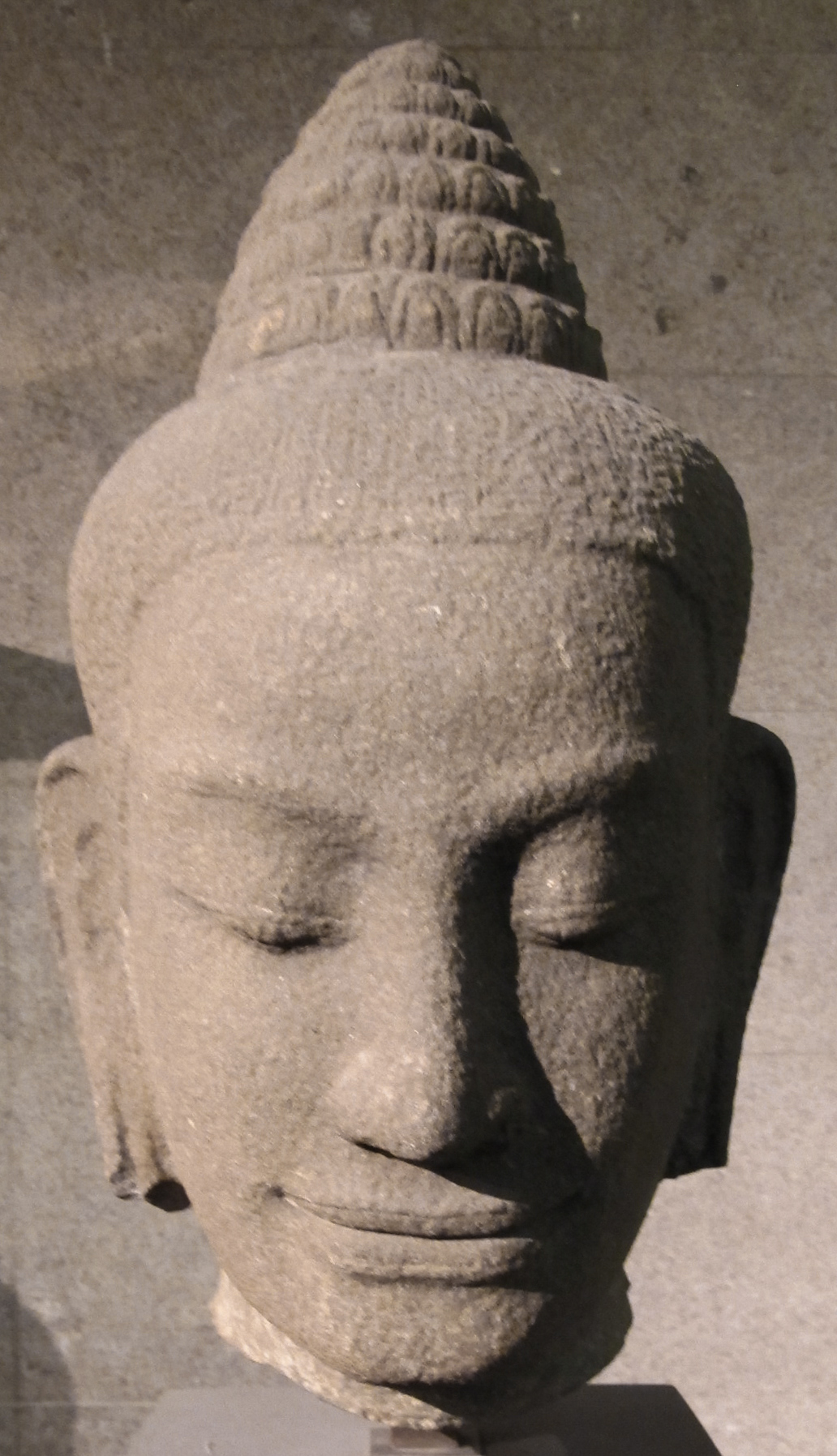
Tête de divinité féminine. Région d'Angkor (?) fin XIIe-déb. XIIIe s. Grès. H. 54 cm. Musée Guimet
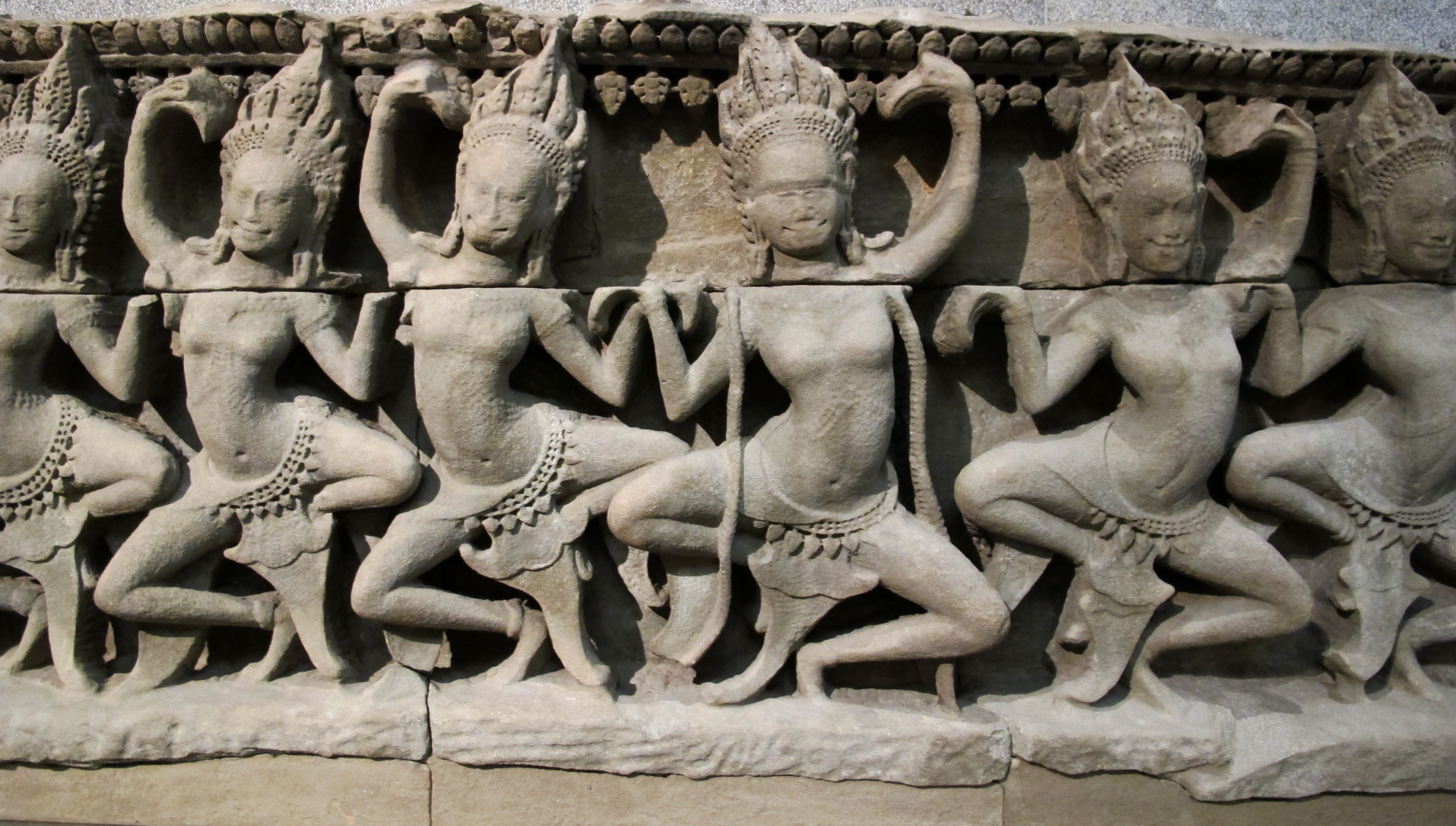
Danseuses célestes Registre inf. de fronton. Bayon (Angkor Thom) Fin XIIe - déb. XIIIe s. Détail, H. env 50 cm. Musée Guimet

Ces figures royales vont pénétrer les images divines commandées à cette époque. Les divinités féminines ont alors le visage allongé et les traits délicats de la reine Jayarājadevi,. Les divinités masculines, comme celles des temples à visages du Bayon, ont le type de visage de Jayavarman VII.

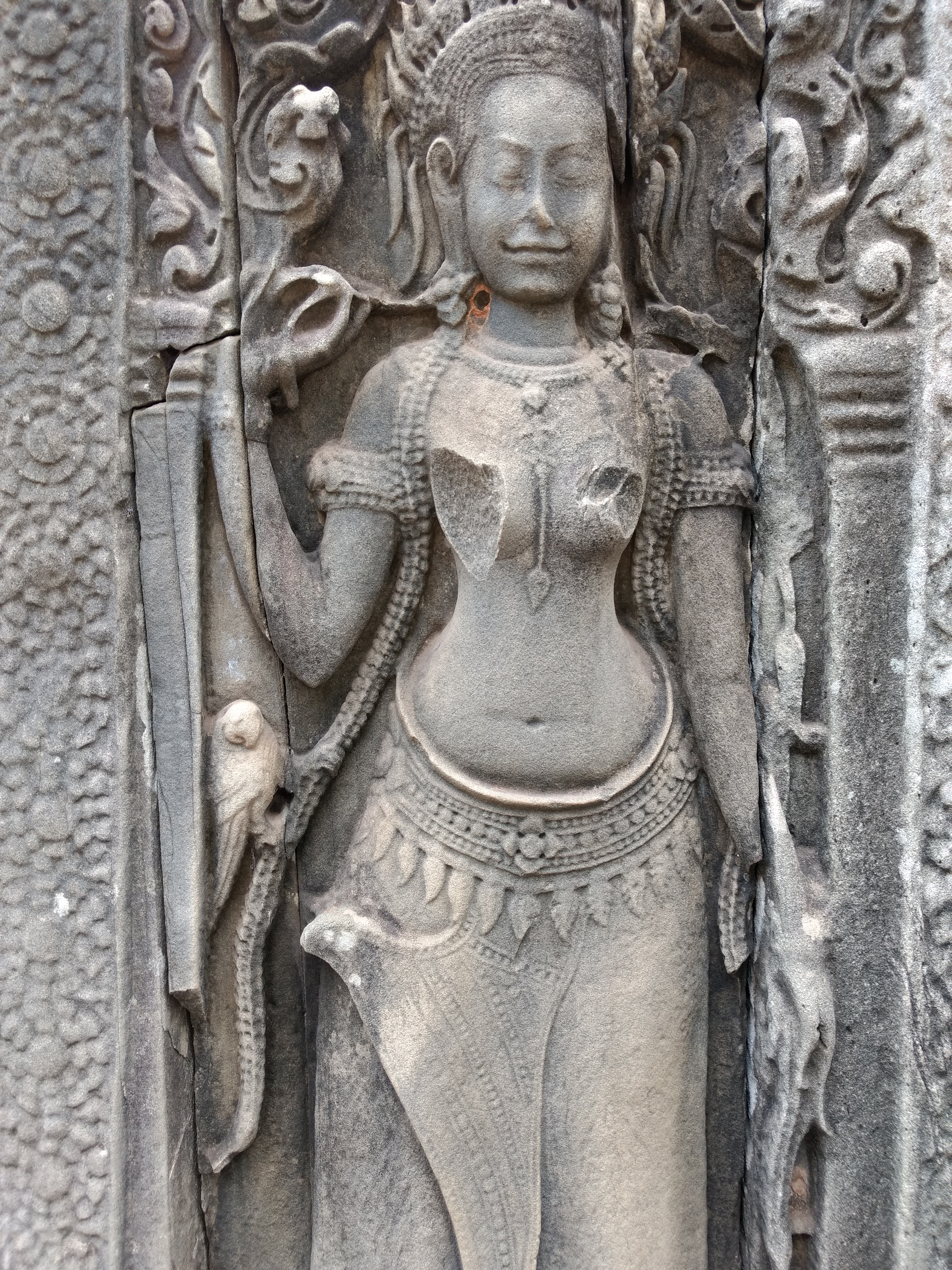
Apsara au perroquet. Bayon, fin XIIe-début XIIIe s. Grès. In situ
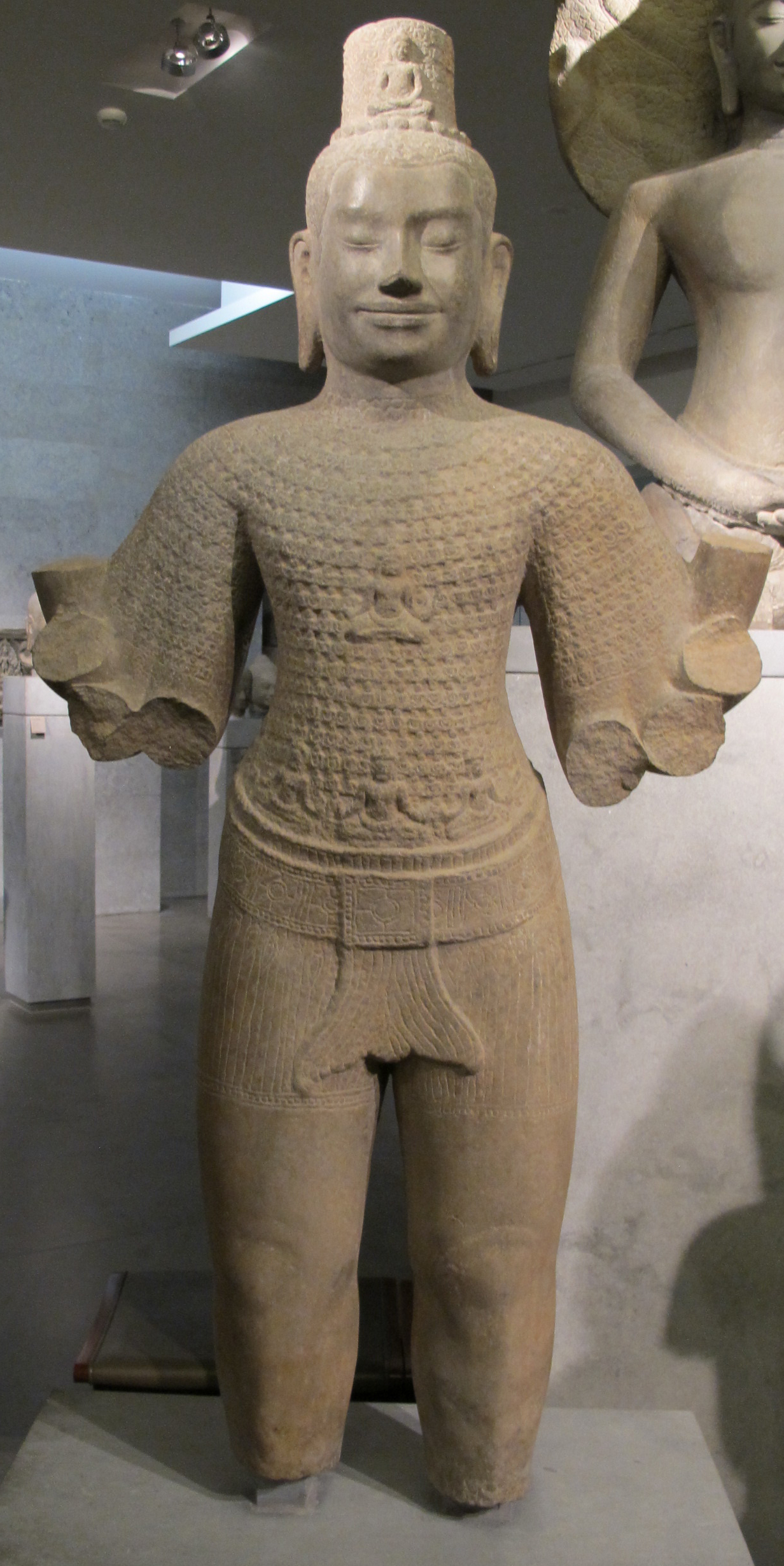
Lokesvara « irradiant ». Preah Thkol. Style du Bayon. Fin XIIe - déb. XIIIe s. Grès. H. 125 cm. Musée Guimet
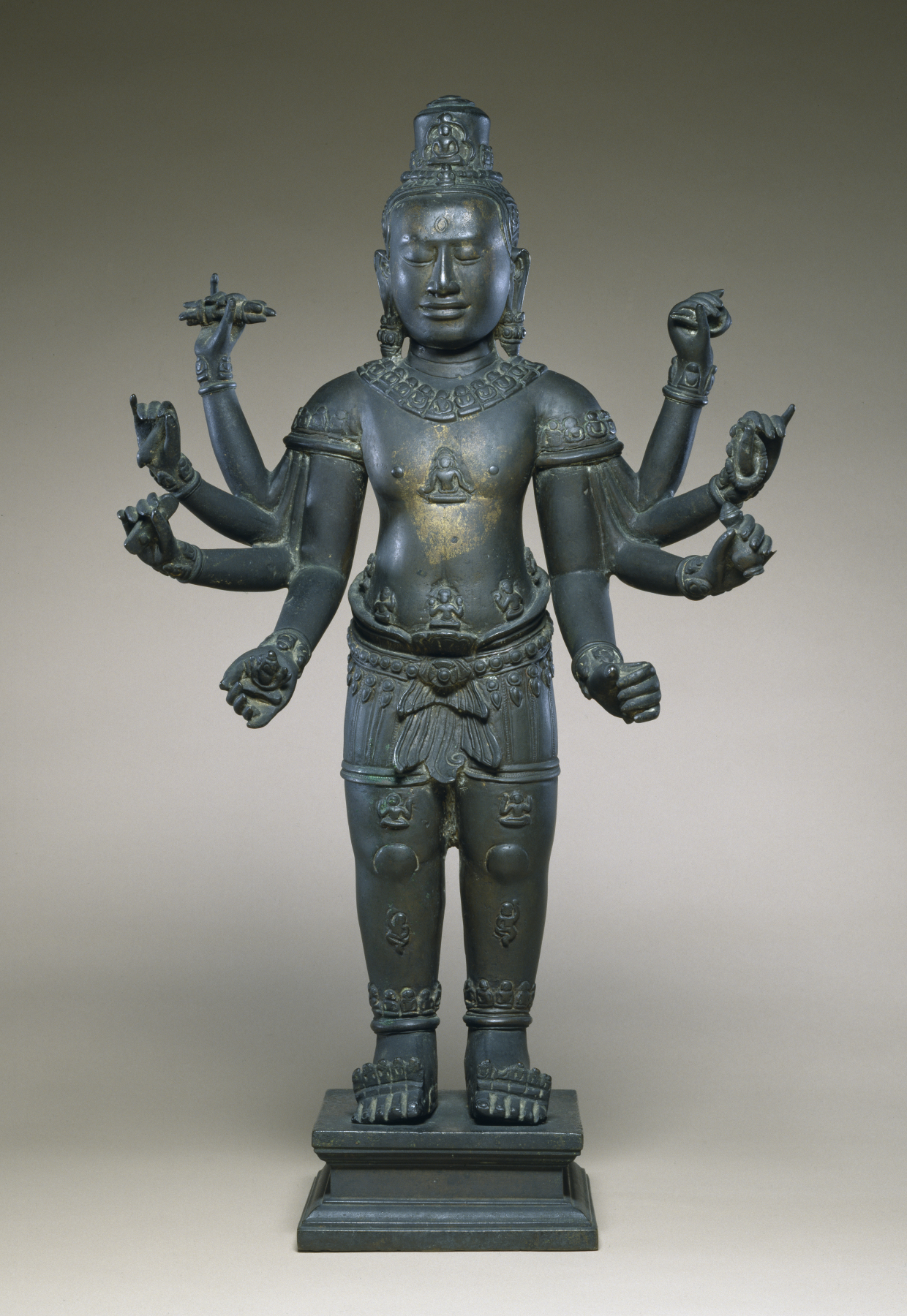
Lokeçvara à l'effigie de Jayavarman VII. Bronze doré. Walters Art Museum

- Le temple aux visages

Angkor Thom - Bayon. Début XIIIe siècle
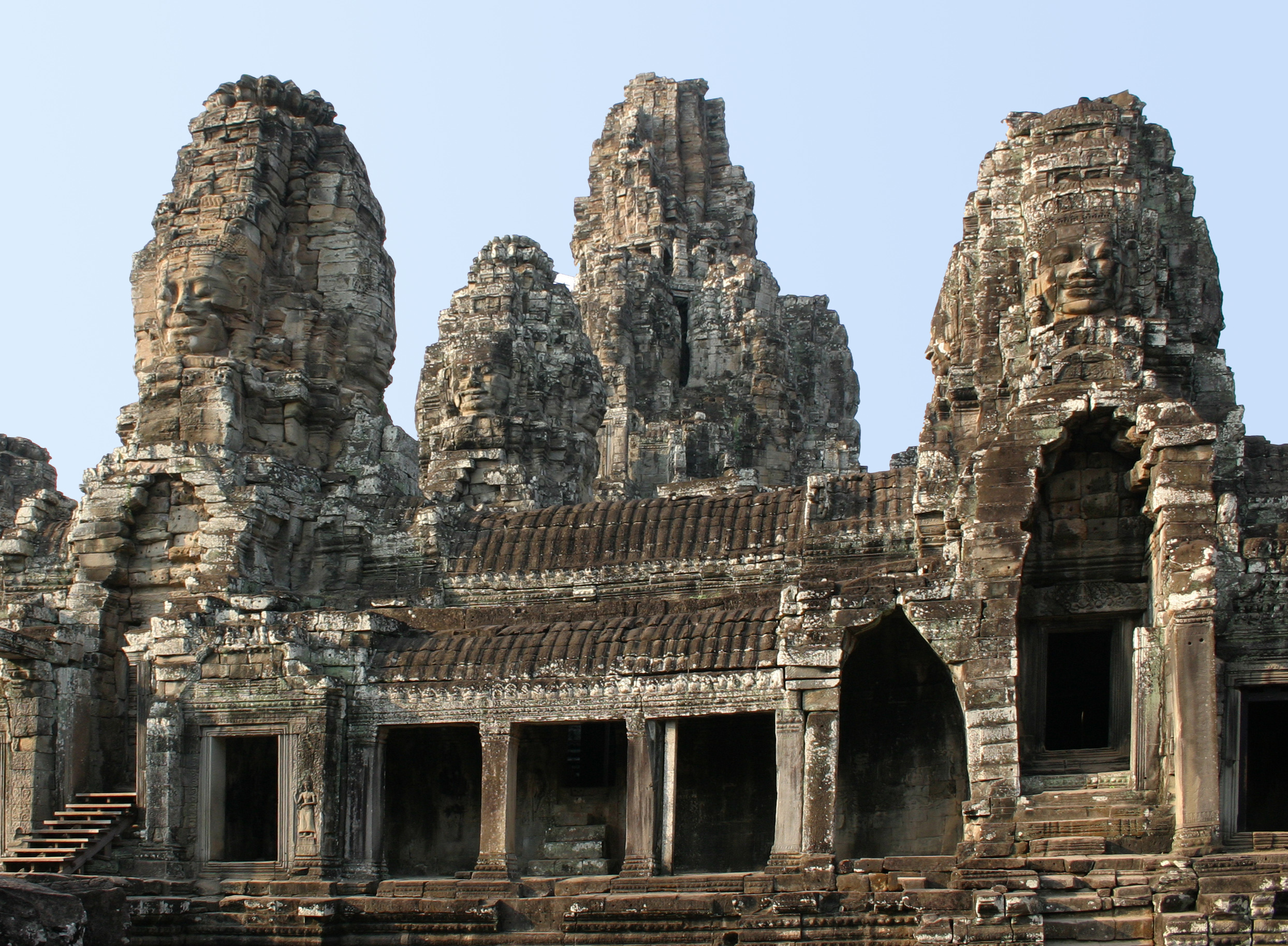
Angkor Thom serait la réplique sur Terre de la ville d'Indra, le roi des dieux, dont la porte est gardée par les quatre rois des Orients
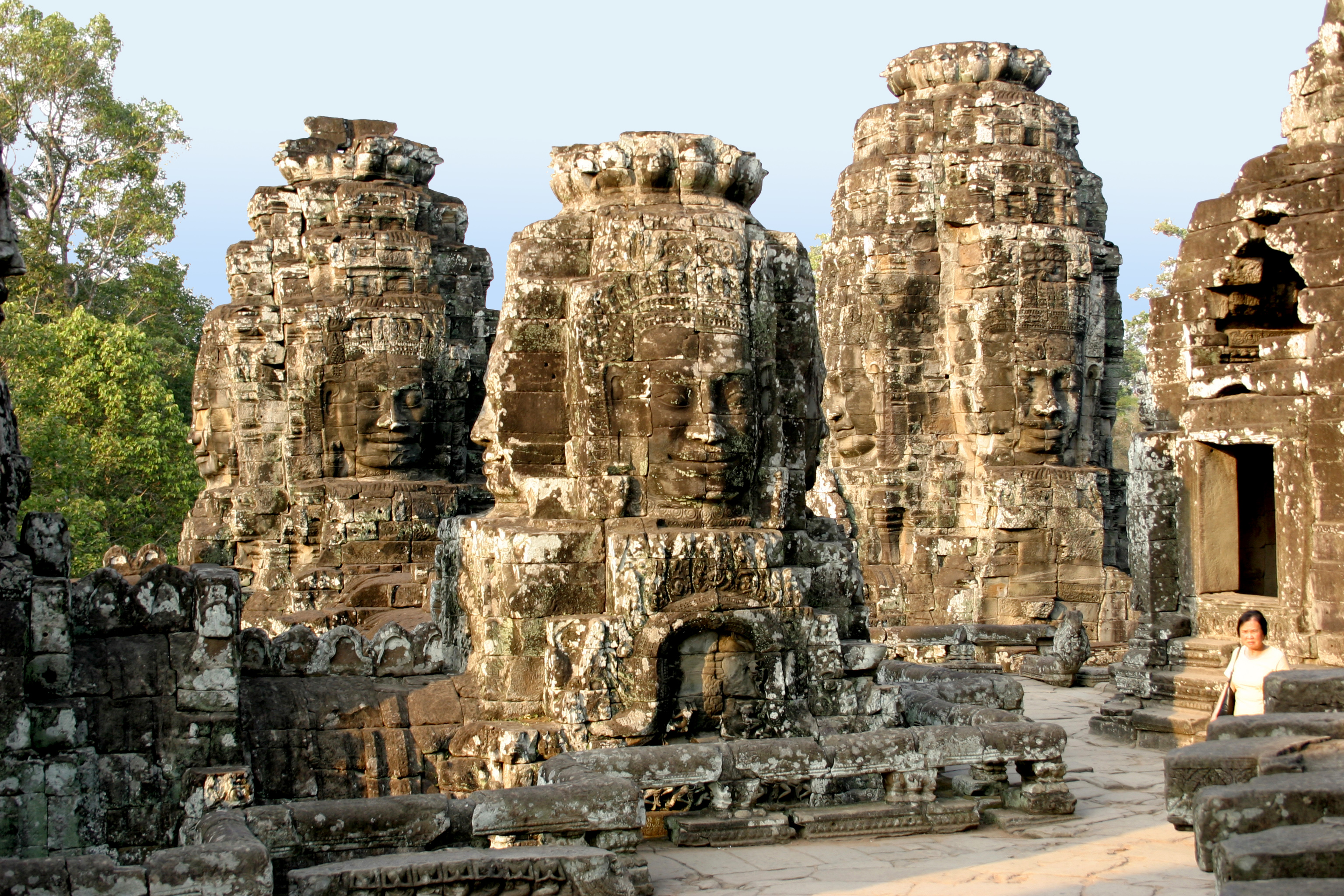
Les tours à visages seraient en rapports avec les « Brahma toujours jeunes » qui transmettent l'enseignement du Bouddha à toutes les divinités
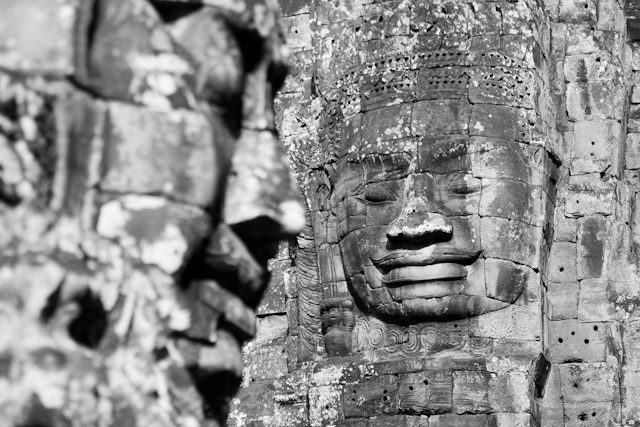

Le temple du Bayon voit fusionner architecture et sculpture monumentale jusque sur les quatre portes qui percent l'enceinte d'Angkor Thom et donnent accès à la ville où le temple s'élève en son centre. Les quatre visages du Bodhisattva Avalokitesvara (Lokesvara), tournés vers les quatre directions, sur les 37 tours du temple (initialement 54) font partie de l'imaginaire collectif aujourd'hui, tant leur succès est universel. Chaque boddhisattva semble bien avoir une similitude avec les traits du roi en méditation. Le temple dédié au culte du bouddhisme Mahayana compte aussi de nombreuses images de divinités hindouistes. D'ailleurs dans un bas-relief les fidèles effectuent leurs actes dévotionnels devant l'image d'une divinité brahmanique.

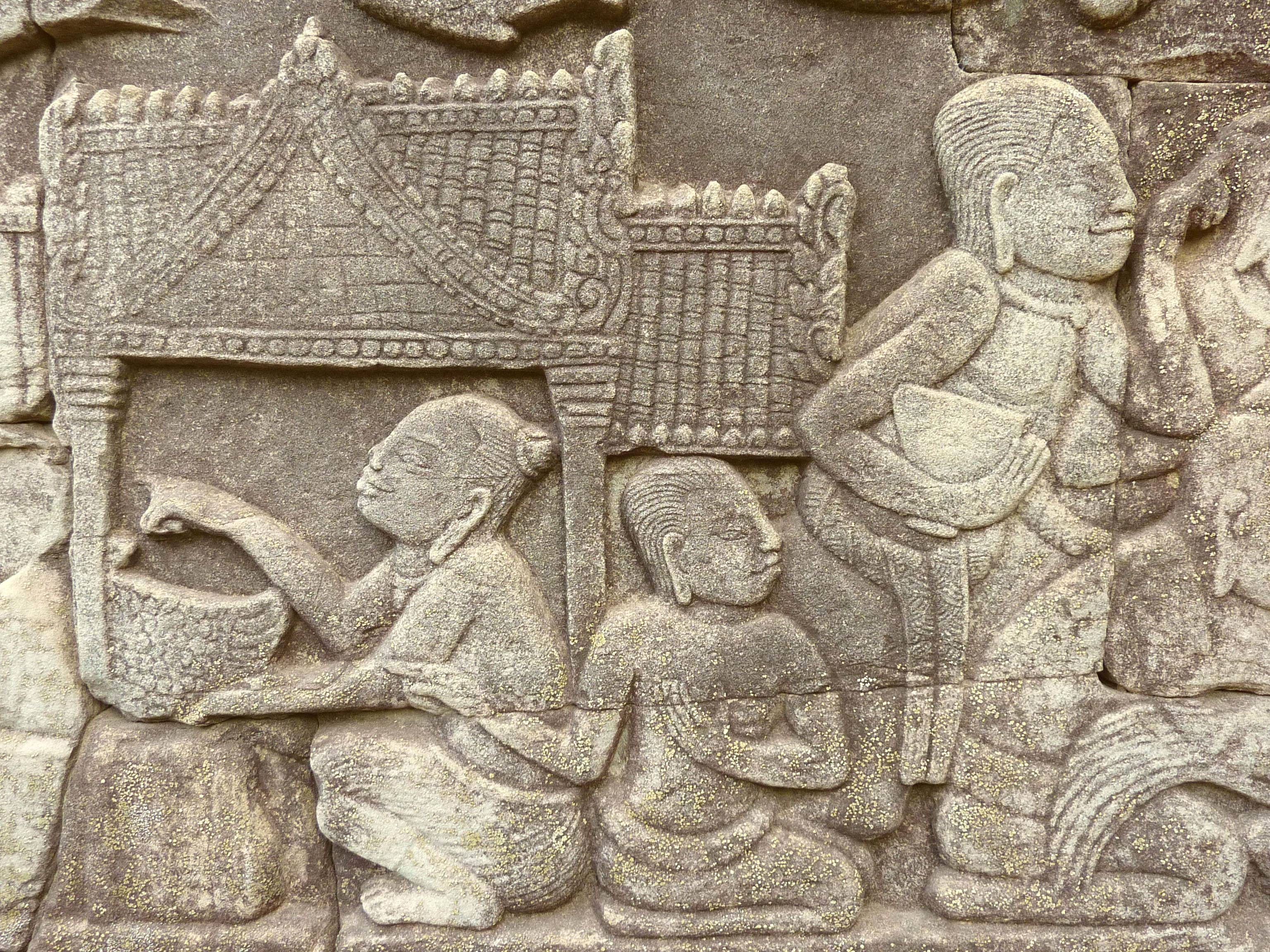
Maison à ossature bois et couverture de tuiles[156]. Bayon, galerie extérieure. Fin XIIe-début XIIIe s. Grès. In situ
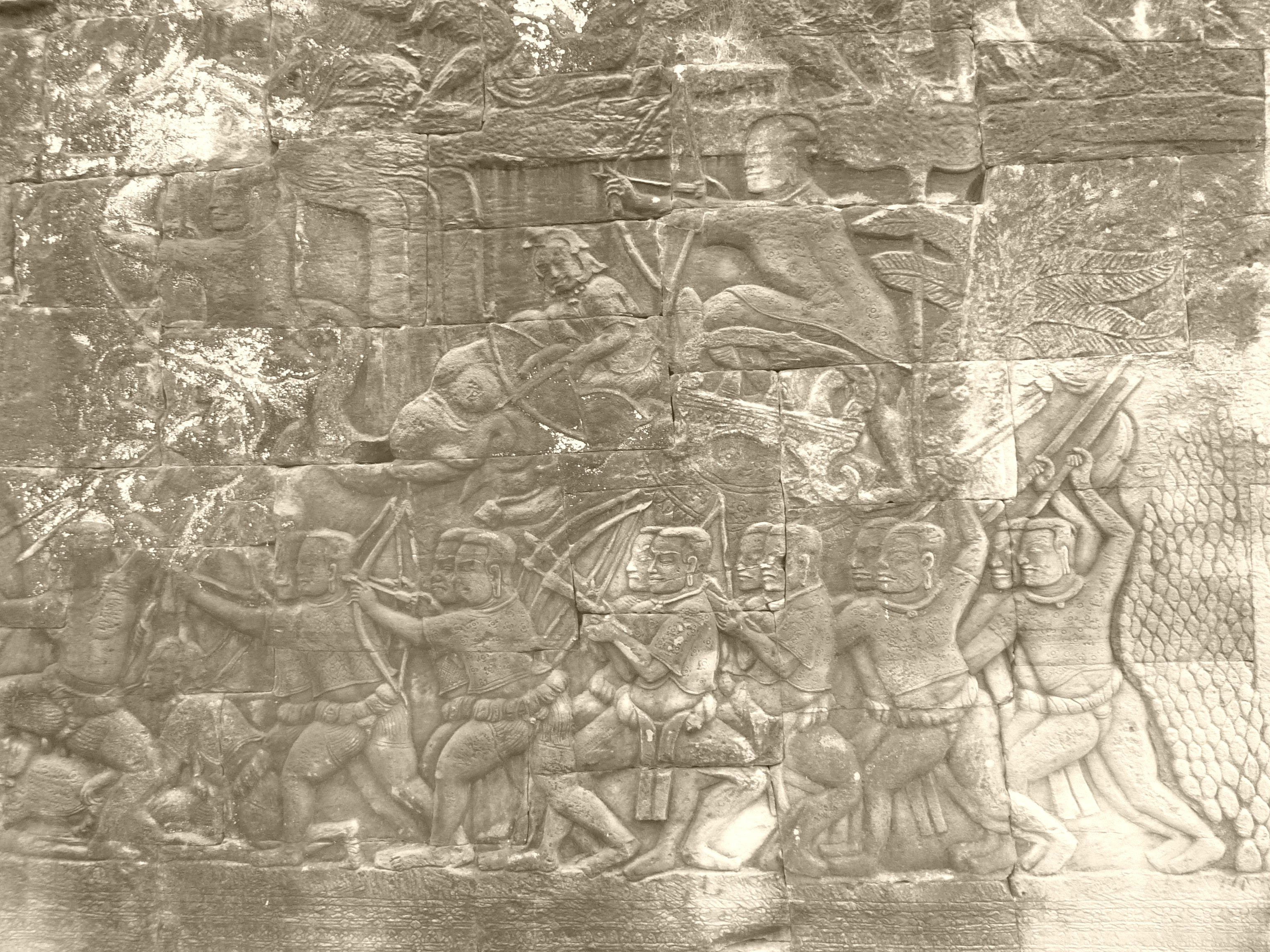
Scène de guerre au visage de trois-quarts. Bayon. Fin XIIe - déb. XIIIe s. Bronze. H. 38,5 cm.
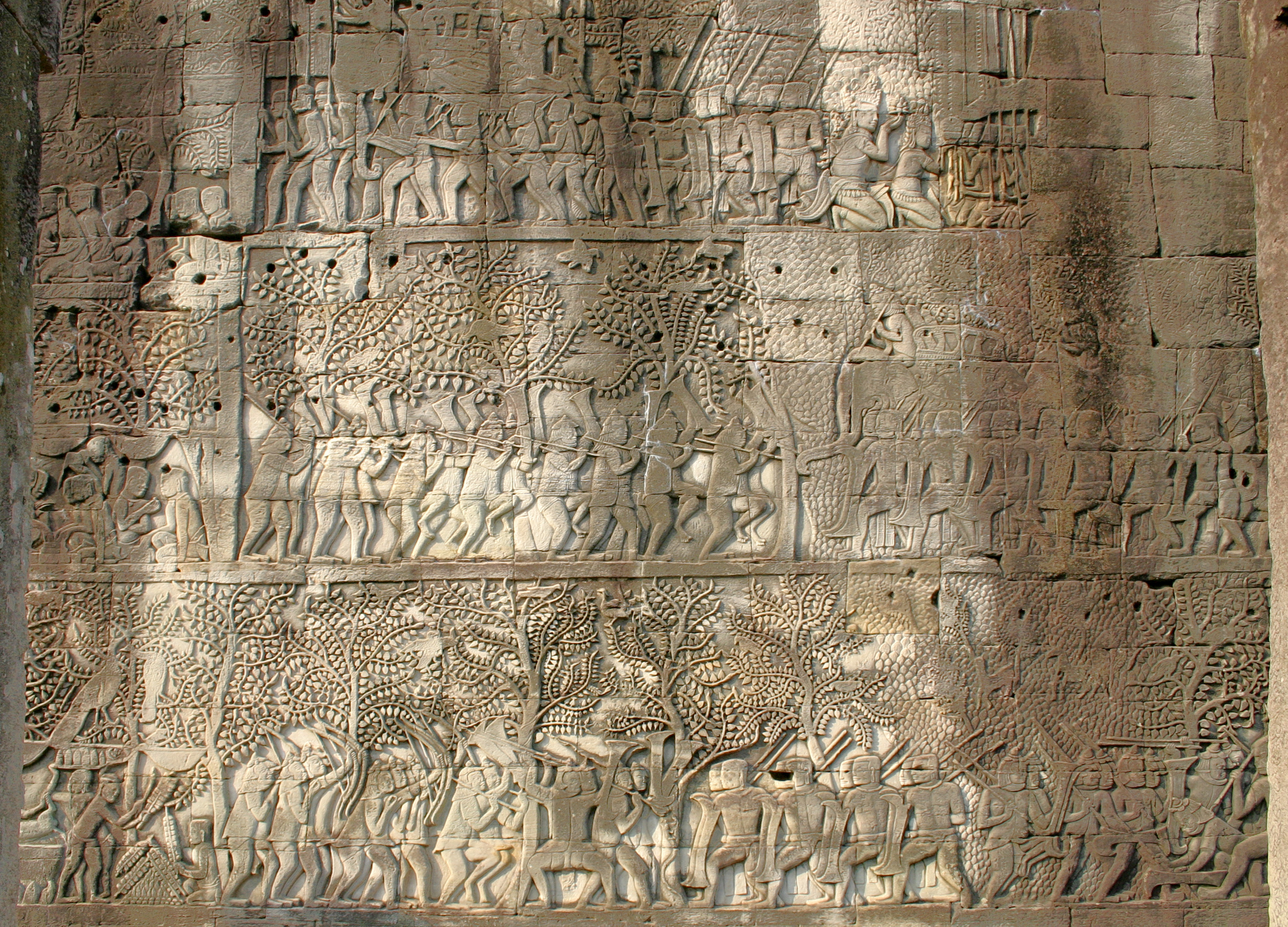
Khmers (tête nue) contre Chams (coiffe étagée). Bayon, bas-relief de la galerie extérieur Sud. Fin XIIe - déb. XIIIe s. In situ
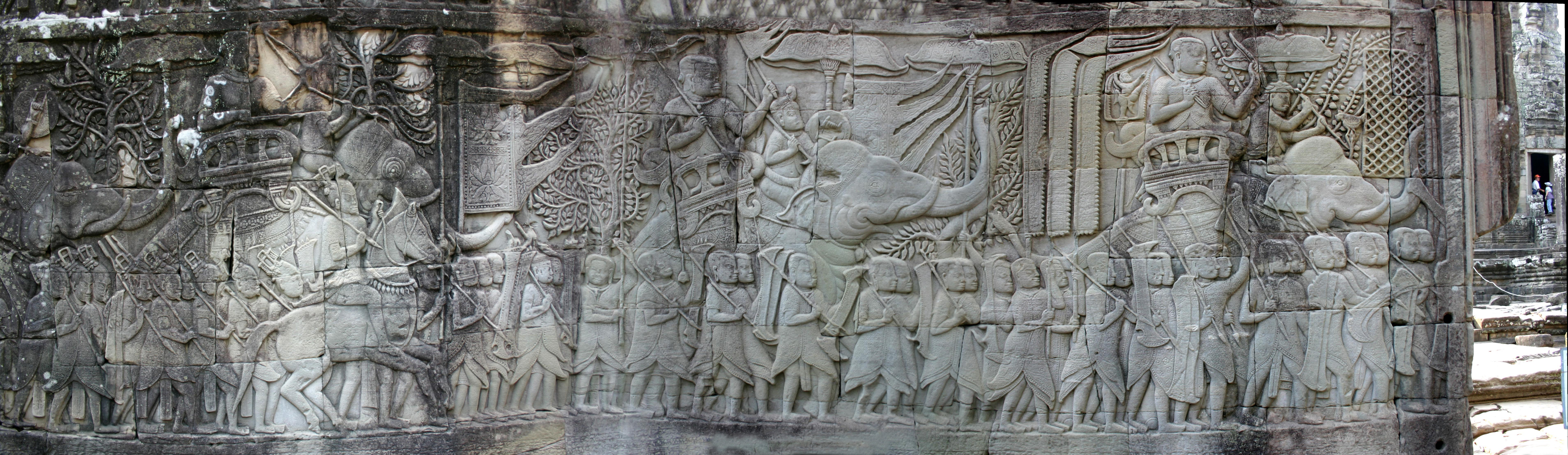
Armée khmère en marche. Fin XIIe - déb. XIIIe s. In situ

Les galeries sont, plus qu"ailleurs, l'occasion de déployer d'innombrables cohortes de guerriers et leurs éléphants. Plus exceptionnelles, les scènes de la vie ordinaire des gens du peuple offrent aux sculpteurs l'occasion d'étudier une foule aux attitudes variées et des personnages bien vivants au milieu de toute une population d'animaux qui s'ébattent dans les cours d'eau et sur leurs berges, ou dans les villages.

Le peuple et les soldats sont dépeints avec des visages différents, parfois expressifs, dans les attitudes les plus variées et des poses bien observées, naturelles.

### L'art post-Bayon, l'art postangkorien:XIIIe–XIXesiècle
Après la mort du roi Jayavarman VII et le bref règne de son fils Indravarman II, adeptes du bouddhisme Mahāyāna (du Grand Véhicule) une « réaction śivaïte » avec Jayavarman VIII se livra à la destruction systématique des images de Buddha et d'Avalokiteśvara, et parfois à leur transformation, souvent grossière, en figures śivaïtes. Le grand Buddha du Bayon fut ainsi concassé et jeté dans le puits de fondation du temple. Plus tard, après la disparition du Mahāyāna, le bouddhisme du Theravāda, qui existait depuis toujours mais discrètement, devint omniprésent et subsiste jusqu'à aujourd'hui.

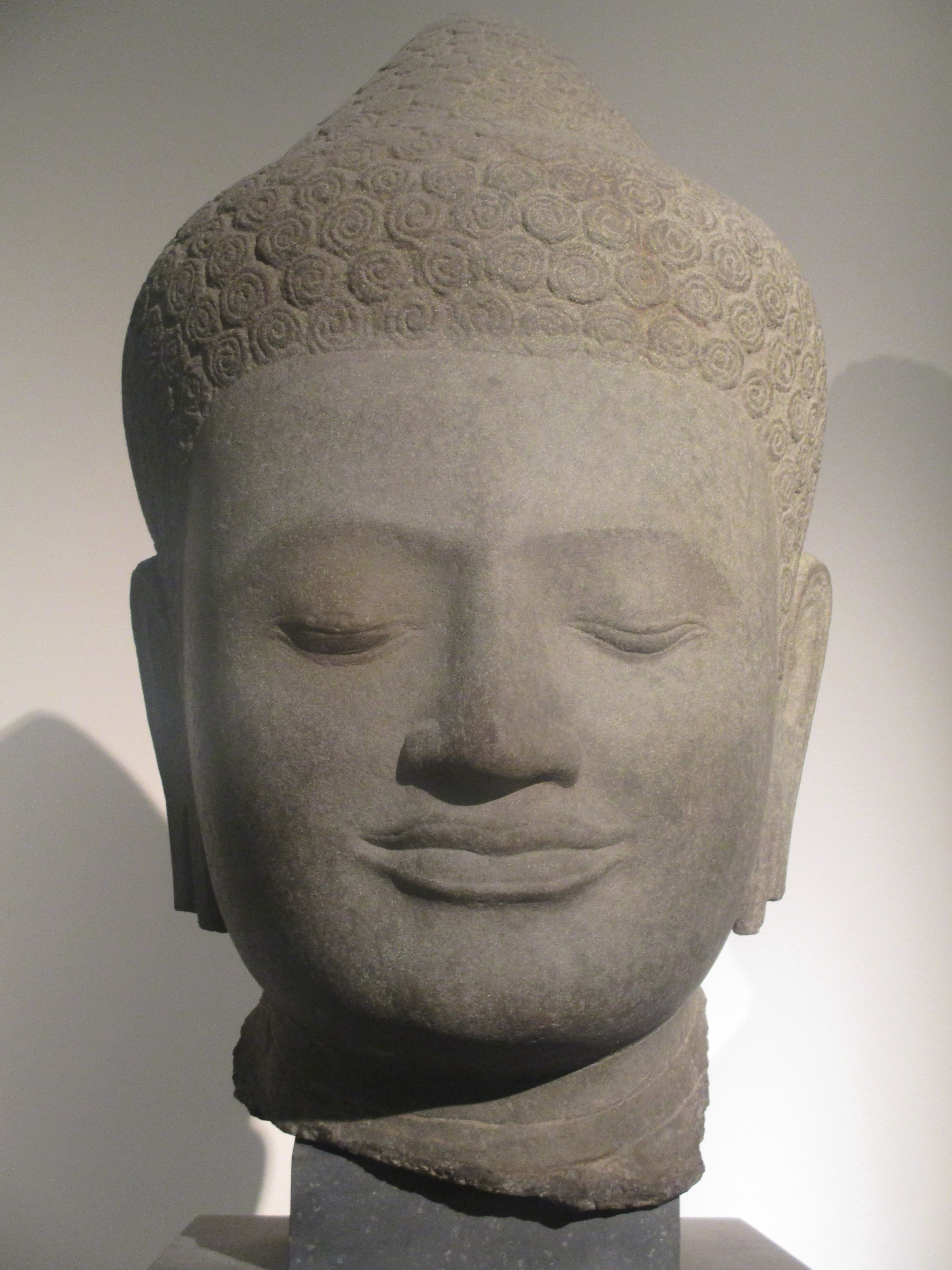
Tête de Buddha. Preah Palilay. Angkor Thom. Art post-Bayon, 2e moitié du XIIIe – XIVe siècle. Grès, H. 54 cm. Musée Guimet
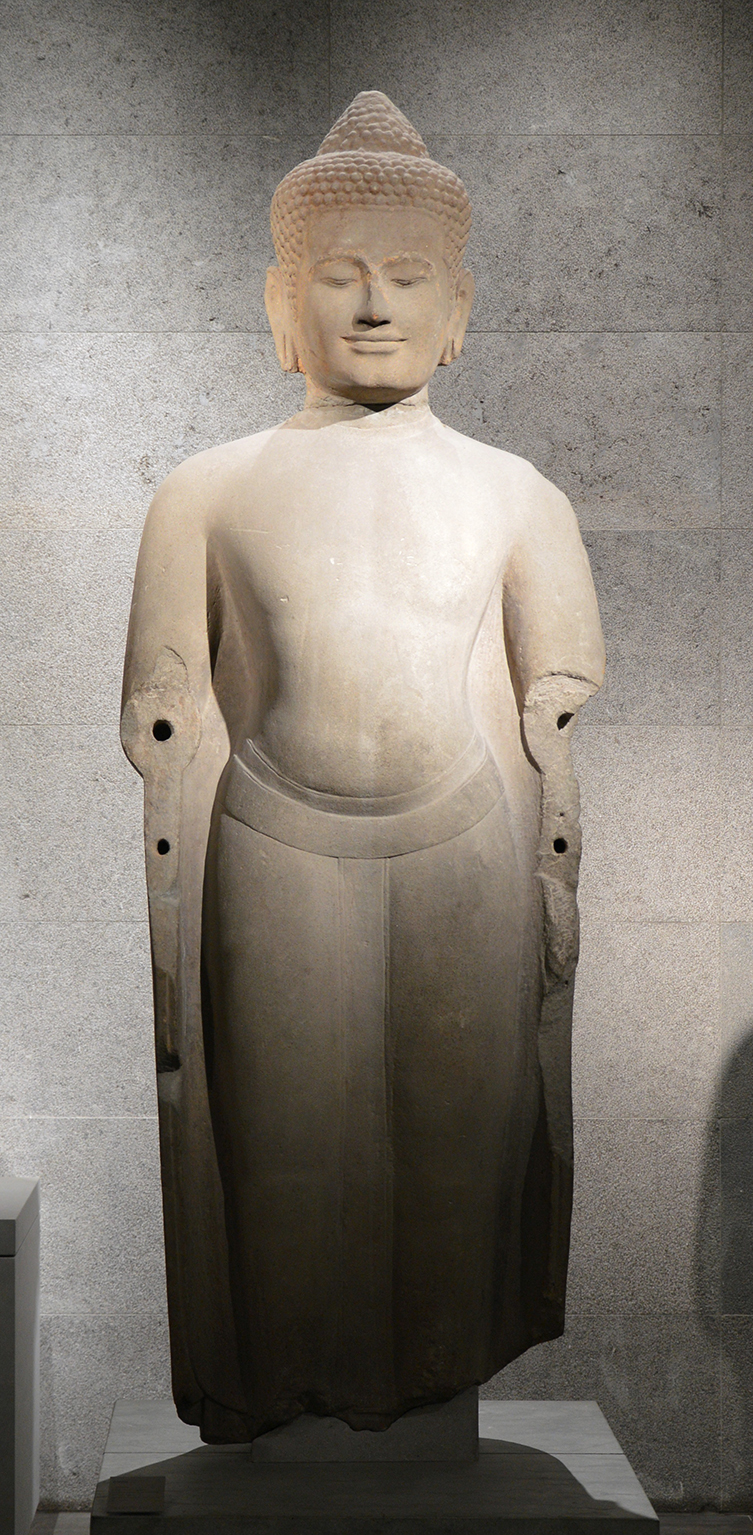
Buddha debout. Preah Khan (Angkor). Post-Bayon, 1re moitié du XIVe s. Grès. H. 178 cm. Musée Guimet
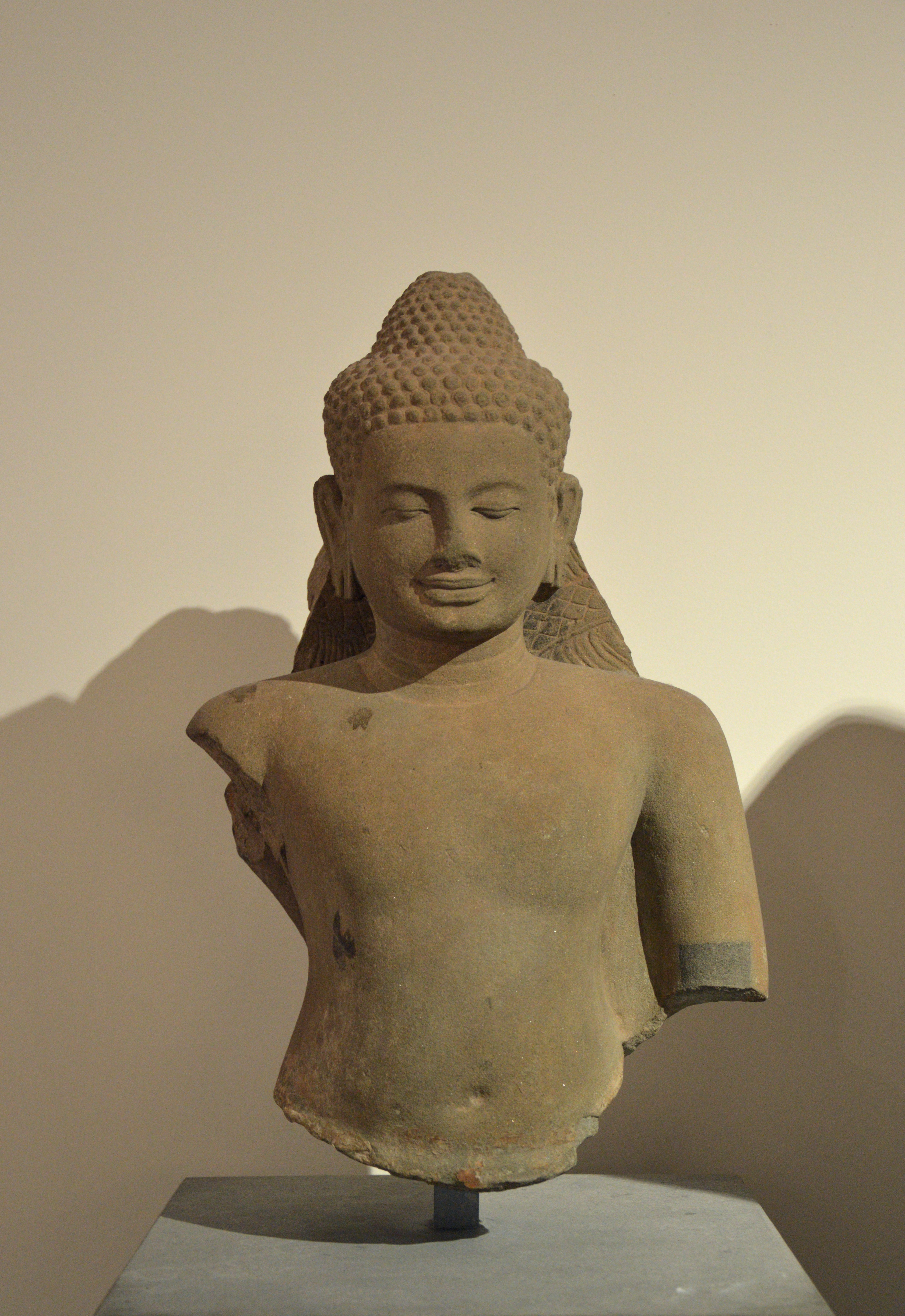
Buddha protégé par le nāga. Bayon. Art post-Bayon, 1re moitié XIVe s. H. 50 cm. Musée Guimet

Insensiblement aux XIVe et XVe siècles, dans les images du Bouddhisme Theravāda (version « modernisée » du Petit Véhicule, hīnayāna) qui domine depuis lors, le style naturaliste du Bayon devient de plus en plus stylisé. L'anatomie s'efface au profit du « lisse » des surfaces corporelles et dans un « fondu » qui estompe les volumes naturels. Cette orientation semblerait essaimer, de la première moitié du XIVe à la première moitié du XVe siècle, dans l'art siamois du Sukhothaï et plus tard dans l'art d'Ayutthaya, tous deux autrefois dans l'empire khmer. Mais cette influence ne se manifeste plus dans l'image non naturaliste du Buddha de l'art siamois du royaume d'Ayutthaya (1350-1767). Aux XVIe – XVIIIe siècles, la statuaire de bronze porte les signes de ce contact avec l'art siamois : coiffures et parures enrichies d'ornements, avec un visage fin et une recherche systématique de l'élégance, sans jamais tenir vraiment compte des contraintes de l'anatomie humaine comme l'avait fait l'art khmer.

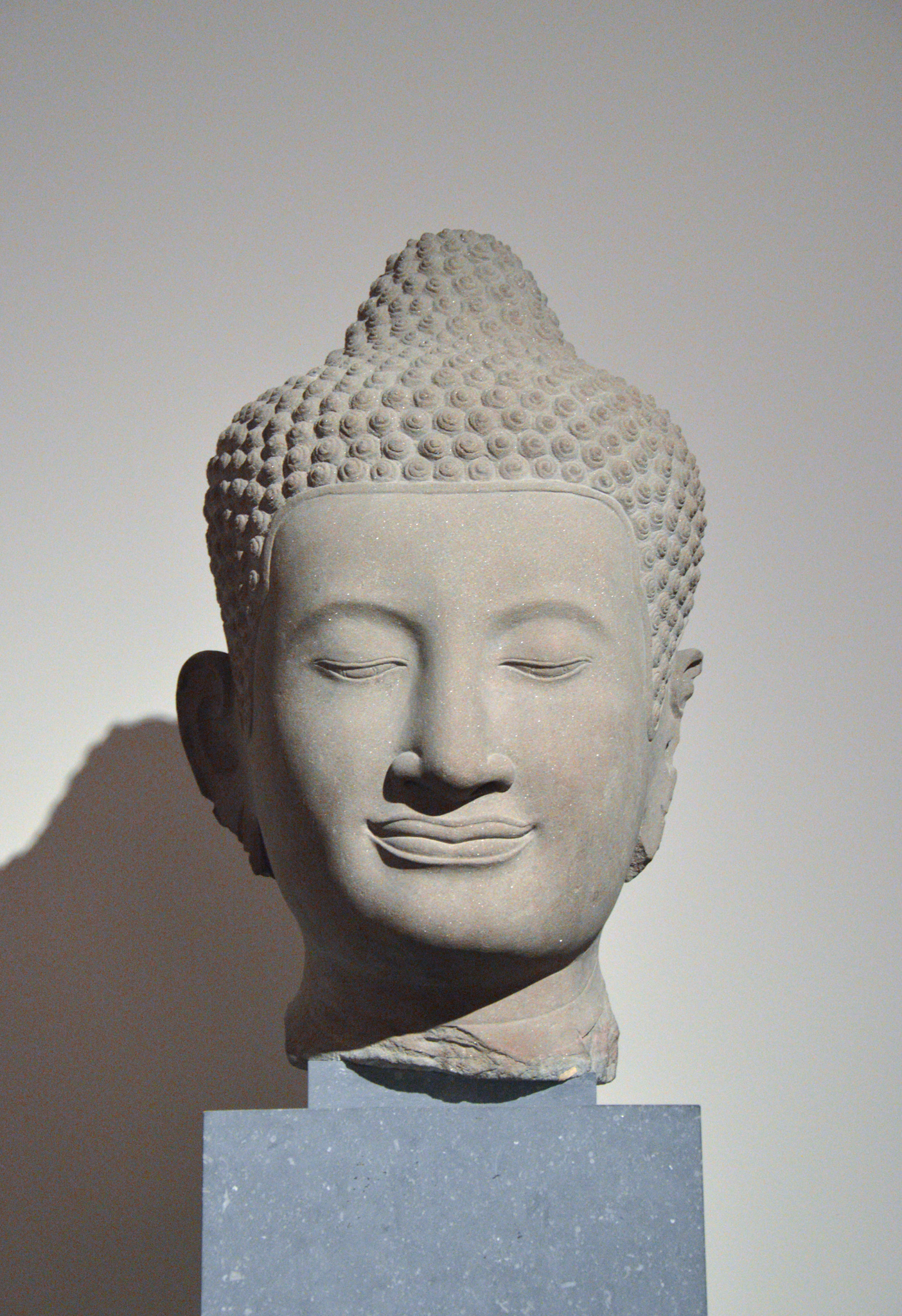
Buddha. Bayon (?) (Angkor Thom). Art post-Bayon, 2e moitié XIVe-XVe s. Grès. H. 51 cm. Musée Guimet
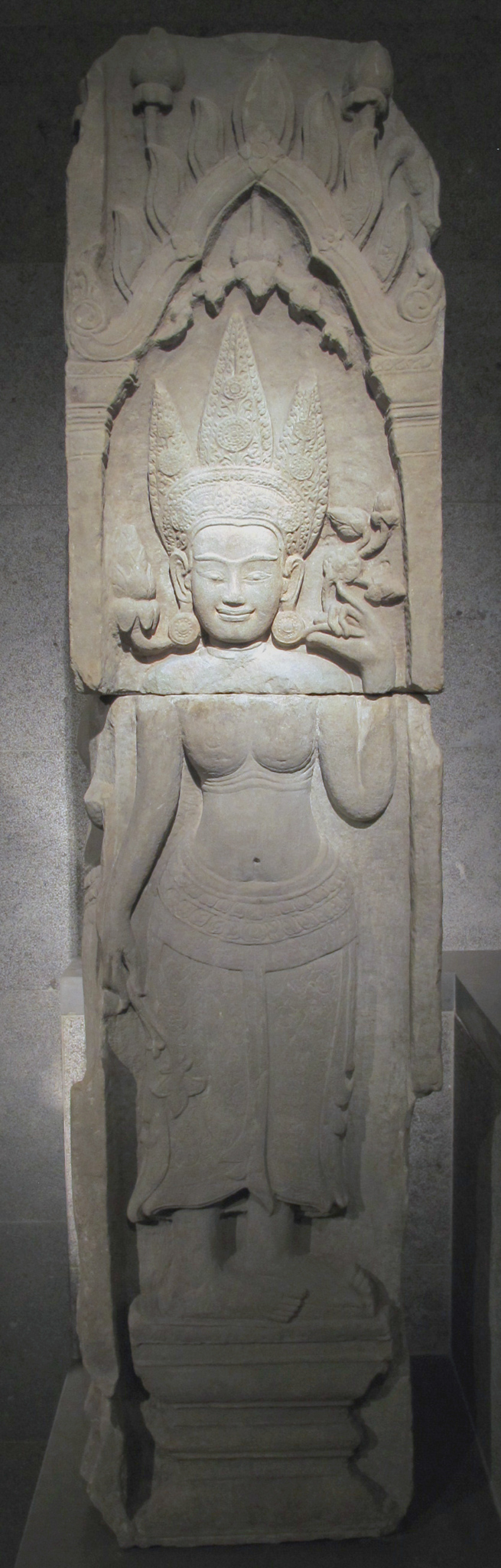
Devata. Fragment de pilastre. Terrasse des éléphants (Angkor Thom). Postangkorien, XVIe s. Grès. H. 180 cm
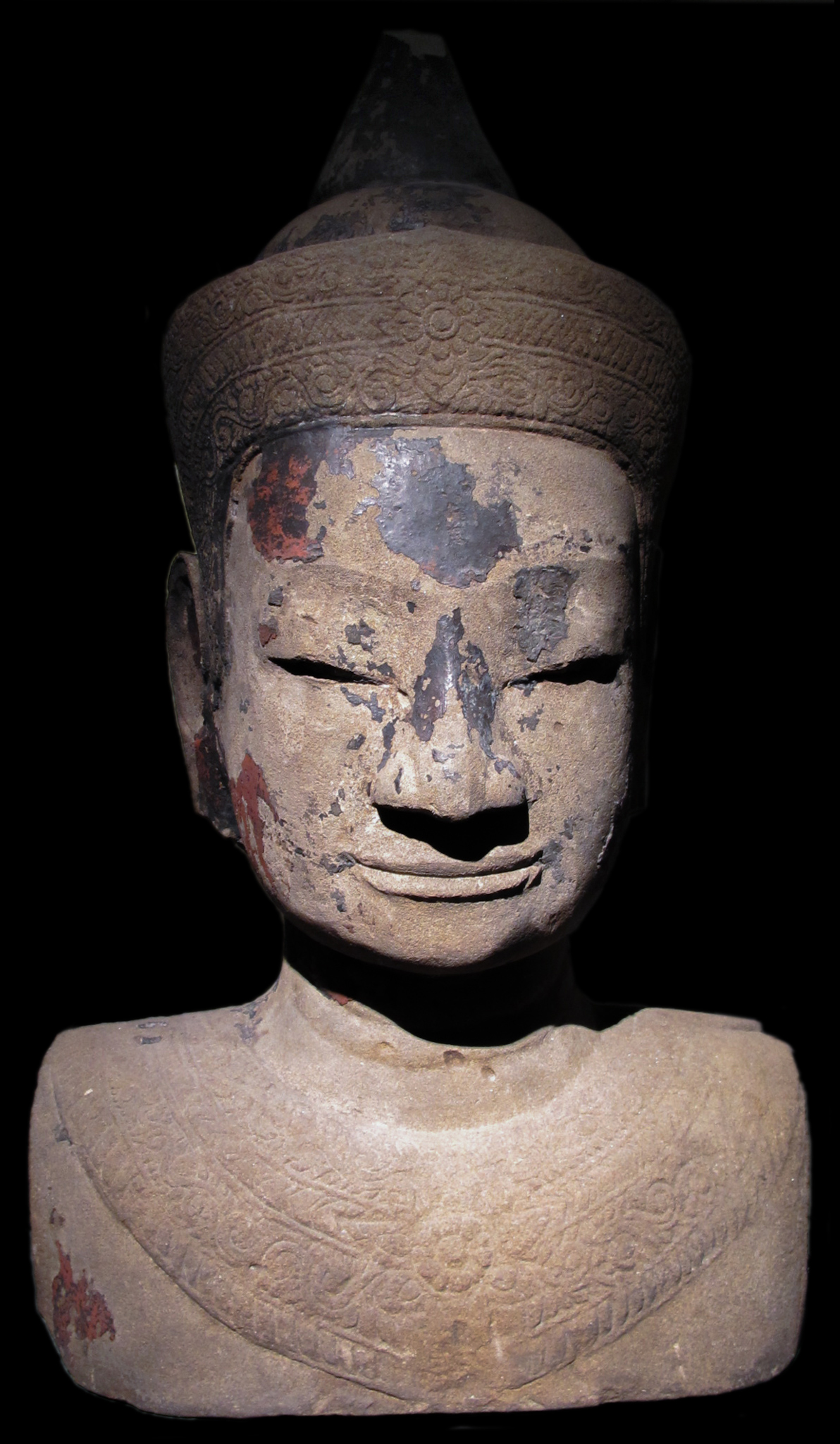
Tête de Buddha paré. Cambodge. H. 83 cm. Postangkorien, XVIe-XVIIe s. Grès, traces: laque, or. Musée Guimet[169].
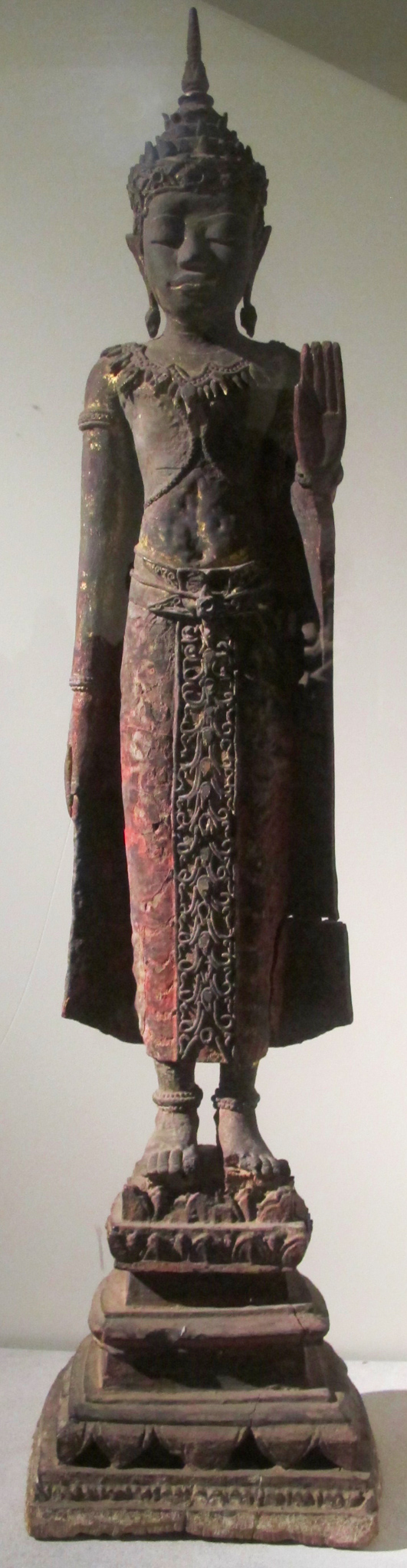
Buddha paré. Prov. exacte inconnue. Postangkorien, 18e-déb. 19e s. Bois laqué, doré, nacre, verre. H. 91 cm. Musée Guimet
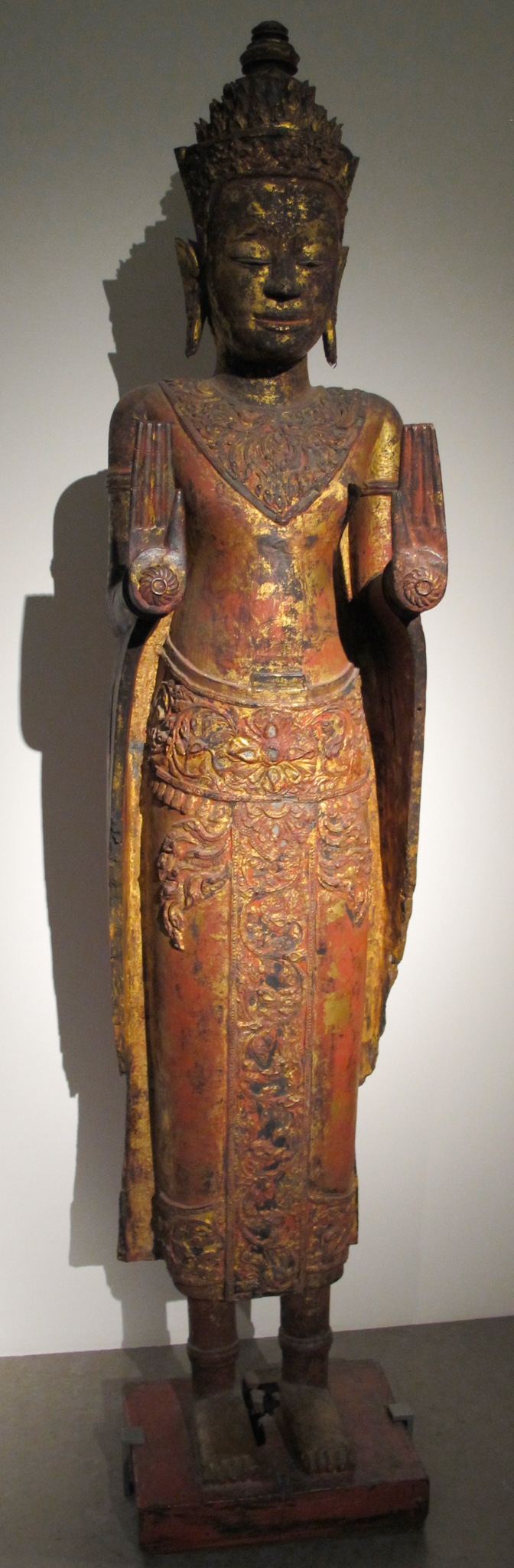
Buddha paré. Prov. exacte inconnue. XVIIIe-XIXe s. Bois de beng[171], laque, or, nacre et verre. H. 180 cm. Musée Guimet

À Angkor même, plusieurs temples ont été élevés au cours de cette longue période post-Bayon, les temples de Mangalārtha (ou Prasat Top Est: Bayon), Preah Pithu, Preah Palilay. Et une faible activité maintenait la vie religieuse à Angkor Vat, lorsque les européens découvrirent l'art khmer.

## Tourisme
Trois millions de touristes sur le site d'Angkor chaque année accentuent gravement la pression sur les eaux souterraines.

#### Documentation papier et DVD
- « La civilisation matérielle des Khmers », Archéologia, no 578 « Angkor : les dernières découvertes »,‎ juillet/août 2019, p. 30-47 (présentation en ligne).
- Pierre Baptiste (dir.) et Thierry Zéphir (dir.) (exposition, musée Guimet, 2013-2014), Angkor, naissance d'un mythe : Louis Delaporte et le Cambodge, Paris/Musée national des arts asiatiques-Guimet, Musée des arts asiatiques Guimet : Gallimard, 2013, 299 p., 30 cm (ISBN 978-2-07-014259-0) Site de l'exposition en ligne
- Pierre Baptiste et Thierry Zéphir, L'art khmer dans les collections du musée Guimet, Paris, Éd. de la Réunion des musées nationaux, 2008, 474 p., 33 cm (ISBN 978-2-7118-4960-4)
- Bruno Dagens, Les Khmers, Paris, les Belles lettres, coll. « Guide Belles lettres des civilisations », 2003, 335 p., 21 cm (ISBN 2-251-41020-1 et 978-2-251-41020-3)
- Nadine Dalsheimer (préf. Bruno Dagens), Les collections du musée national de Phnom Penh : L'art du Cambodge ancien, Magellan & Cie, coll. « École française d'Extrême-Orient », 2001, 304 p., 26 cm (ISBN 978-2-914330-17-6 et 2-914330-17-0)
- Nadine Dalsheimer-Van Der Trol (préf. Bruno Dagens), Le corps des dieux : contribution à l'étude de la formation de l'art khmer, Paris, L'Harmattan, coll. « École française d'Extrême-Orient », 2011, 249 p., 24 cm (ISBN 978-2-296-54230-3, lire en ligne) (en ligne : présentation)
- Madeleine Giteau, « Le Cambodge », dans Édith Parlier-Renault, dir., L'art indien : Inde, Sri Lanka, Népal, Asie du Sud-Est, Paris, PUPS : Presses de l'Université Paris-Sorbonne, 2010, 419 p. (ISBN 978-2-84050-702-4, BNF 42273431), p. 323-345.
- (en) Arlo Griffiths (éditeurs scientifiques), Andrew Hardy, Geoff Wade et al., Champa : territories and networks of a Southeast Asian kingdom, Paris/42-Saint-Just-la-Pendue, EFEO, 2019, 435 p., 28 cm (ISBN 978-2-85539-269-1 et 2-85539-269-1, lire en ligne) (en ligne: sommaire)
- John Guy, « La céramique khmère », Dossiers d'Archéologie, no 125 « Angkor »,‎ mars 1988, p. 88-93.
- (en) John Guy (éditeur scientifique) et Pierre Baptiste, Lawrence Becker, Bérénice Bellina, [et al.], Lost Kingdoms : Hindu-Buddhist Sculpture of Early Southeast Asia, New York (N.Y.) : The Metropolitan Museum of Art & Yale University Press, 2014, XVIII-317 p., 32 cm (ISBN 978-0-300-20437-7, lire en ligne)
- Helen I. Jessup (dir.) et Thierry Zephir (dir.) (trad. de l'anglais par Jennie Dorny, Lydie Echasseriaud et Christine Piot (Anglais) ainsi que Lydie Echasseriaud et Aude Virey-Wallon (Allemand), exposition : Grand Palais, Paris, 1997, National gallery of art, Washington, 1997), Angkor et dix siècles d'art khmer : [exposition], Galeries nationales du Grand Palais, Paris, 31 janvier-26 mai 1997, National gallery of art, Washington, 29 juin-28 septembre 1997, Paris, Paris : Réunion des musées nationaux, 1997, 368 p., 31 cm (ISBN 2-7118-3454-9)
- Le passé re-composé d'Angkor de Patrick Kersalé, 2013, 2 DVD zone 0 16/9 - 4/3, 100 min (DVD 1: Objets usuels (40 min), musique et danse (38 min) ; DVD 2: Reconstitution des instruments musicaux (21 min), instruments originaux en bronze (photographies) [présentation en ligne].
- Jean Laur, Angkor : temples et monuments, Paris, Flammarion, 2002, 391 p., 23 cm (ISBN 2-08-200897-5)
- Valérie Merle et Armand Desbat: CNRS, UMR ArAr, et Christophe Pottier EFEO, mission MAFKATA - CERANGKOR, « La céramique en grès khmère : science récente de sources abondantes », Archéologia, no 518 « Dossier Angkor »,‎ juillet-aout 2019, p. 46-47.
- (en) Rooney, Dawn F., Khmer Ceramics : Beauty and Meaning, River Books, 2010, 216 p., 31 cm (ISBN 978-974-9863-88-6 et 974-9863-88-7)
- Angkor redécouvert : Le film de l'exposition « Angkor. Naissance d'un mythe - Louis Delaporte et le Cambodge. », de Iliade productions (prod.) et de Frédéric Wilner (réal.), coll. « Découvertes », 2013, 1 DVD vidéo monoface double couche toutes zones 16/9, 100 min [présentation en ligne]. En complément : « Les premières découvertes » et « L'héritage de Louis Delaporte ».
- Thierry Zéphir, L'empire des rois khmers, Gallimard : Réunion des musées nationaux, 2008 (1re éd. 1997), 128 p., 18 cm (ISBN 978-2-07-053394-7 et 978-2-7118-3556-0) 1997:  (ISBN 2-07-053394-8) et  (ISBN 2-7118-3556-1)

#### Documentation en ligne
- APSARA, « Charte d'Angkor : Orientations pour la sauvegarde d’Angkor, site du patrimoine mondial », sur UNESCO, 5 décembre 2012 (consulté le 26 octobre 2020)
- Éric Bourdonneau, « Faire naître et croître, rochers et groupes sculptés de l'ancienne capitale Chok Guargyar (Koh Ker) », sur Académie des inscriptions et belles-lettres, sur Dailymotion, 2014 (consulté le 2021 av. J.-C.).
- Éric Bourdonneau, « La fondation du culte du Devarāja. Danse, sacrifice et royauté au Prasat Thom de Koh Ker », Comptes rendus des séances de l'Académie des Inscriptions et Belles-Lettres,‎ 2011, p. 1343-1382 (lire en ligne, consulté le 10 janvier 2021).
- Vincent Charpentier. Avec Pierre Baptiste conservateur en chef et Thierry Zéphir ingénieur au musée Guimet, « Angkor de la découverte à la création d'un mythe », sur INRAP : Le Salon noir, 15 octobre 2013 (consulté le 11 décembre 2020).
- Vincent Charpentier. Avec Christophe Pottier, Maître de conférences à l'EFEO, « Angkor et les recherches françaises, Cambodge », sur INRAP : Le Salon noir, 25 janvier 2012 (consulté le 11 décembre 2020).
- Olivier Cunin (Thèse doctorale), De Ta Prohm au Bayon : Contribution à l'histoire architecturale du temple du Bayon, t. II, Université de Lorraine : Département de formation doctorale en Sciences de l'Architecture, 2004 (lire en ligne)
- Louis Delaporte, « Voyage au Cambodge. L'architecture khmer (1880) », sur Gallica (consulté le 9 janvier 2021).
- Armand Desbat, « Les jarres de stockage khmères (IXe – XIVe siècle) », BEFEO, no 103,‎ 2017, p. 297-311 (lire en ligne, consulté le 27 décembre 2020).
- Armand Desbat, « Pour une révision de la chronologie des grès khmers », Aséanie, no 27,‎ 2011, p. 11-34 (lire en ligne, consulté le 27 décembre 2020).
- (en) Janet G. Douglas and Federico Carò, « Stone Types and Sculptural Practices in Pre-Angkorian Southeast Asia », dans John Guy (ed.), Lost kingdoms : Hindu-Buddhist sculpture of early Southeast Asia, New York (N.Y.), The Metropolitan Museum of Art & Yale University Press, 2014 (ISBN 978-0-300-20437-7, lire en ligne).
- EFEO: nombreux auteurs, « Vidéos mises en ligne », sur École française d'Extrême-Orient - EFEO (consulté le 3 janvier 2021).
- Le secret des temples d'Angkor de Didier Fassio, 1996, 56: 33: [voir en ligne] Co-production : EFEO, Canal +, Cinétévé
- Angkor, un temple sauvé des eaux, la restauration du Mebon occidental (Cambodge) : 2013-mai 2018 de Didier Fassio, 2018, 1: 16: 48: [voir en ligne] Production : EFEO, PSL Université Paris « À Pascal Royère (1965-2014) et Pierre-André Lablaude (1947-2018) ».
- Angkor : L'aventure du Baphuon de Didier Fassio, 2009, 53' 38 [voir en ligne] Production : EFEO, CinéTV et C Tout Comme ! International, avec la participation de Pascal Royère, Christophe Pottier et Jacques Gaucher.
- Madeleine Giteau, « L'expression de la sensibilité dans l'art khmer », Arts Asiatiques, vol. 2, no 3,‎ 1955, p. 209-228 (lire en ligne, consulté le 31 décembre 2020).
- Bernard-Philippe Groslier, « Introduction à la céramique angkorienne (fin IXe - début XVe siècle) », Péninsule, vol. 31, no 2,‎ 1995 (lire en ligne, consulté le 5 octobre 2018).
- Henri Mouhot (1826-1861), « Voyage dans les royaumes de Siam, de Cambodge, de Laos et autres parties centrales de l'Indo-Chine : relation extraite du journal et de la correspondance de l'auteur [Le Tour du monde, Hachette, Paris, 1863, pp. 193-194] », sur Gallica (consulté le 9 janvier 2021).
- Hedwige Multzer o’Naghten, « Prajñāpāramitā dans le bouddhisme du Cambodge ancien », Arts Asiatiques, vol. 71,‎ 2016, p. 31-54 (lire en ligne, consulté le 25 octobre 2020).
- (en) Martin Polkinghorne, « Reconfiguring Kingdoms: The end of Angkor and the emergence of Early Modern period Cambodia », dans Theresa McCullough, Stephen A. Murphy, Pierre Baptiste, Thierry Zéphir, ed., Angkor : Exploring Cambodia's Sacred City, Singapore, Asian Civilisations Museum, 2018 (ISBN 978-981-11-6830-7, lire en ligne), p. 252-271.
- (en) Martin Polkinghorne, « Artists and Ateliers: Khmer Decorative Lintels of the ninth and tenth centuries », Udaya – The Journal of Khmer Studies, vol. 8,‎ 2007, p. 219-241 (lire en ligne, consulté le 25 janvier 2021).
- Bertrand Porte, « La statue de Krsna Govardhana du Phnom Da du Musée National de Phnom Penh », UDAYA, Journal of Khmer Studies, APSARA, vol. 7,‎ 2006, p. 199-206 (lire en ligne, consulté le 13 janvier 2021)
- Christophe Pottier et Rodolfo Lujàn, « De brique et de grès. Précisions sur les tours de Prah Kô », Bulletin de l'Ecole française d'Extrême-Orient, no 92,‎ 2005, p. 457-495 (lire en ligne, consulté le 9 décembre 2020).
- (en) Chhay Rachna et John N. Miksic, « Khmer Potters Emerge from the Shadows: Thnal Mrech and Bangkong Kiln Sites », SPAFA Journal, vol. 20, no 2,‎ 2010 (lire en ligne, consulté le 5 octobre 2018).
- Saveros Pou, « Les noms de monuments khmers », BEFEO (Bulletin de l'École française d'Extrême-Orient), t. 78,‎ 1991, p. 203-226 (lire en ligne, consulté le 23 octobre 2020).
- Brice Vincent, « Interview de Brice Vincent sur le projet de recherche "LANGAU" (fer et bronze) », sur Youtube, 1er avril 2019 (consulté le 26 décembre 2020) EFEO.